# Liste der Kulturdenkmale in Berlin-Charlottenburg

Lage von Charlottenburg in Berlin

In der Liste der Kulturdenkmale von Charlottenburg sind die Kulturdenkmale des Berliner Ortsteils Charlottenburg im Bezirk Charlottenburg-Wilmersdorf aufgeführt.

## Denkmalbereiche (Ensembles)
| Nr.      | Lage | Offizielle Bezeichnung | Bestandteile / Beschreibung | Bild                                                           |
| -------- | --- | --- | --- | -------------------------------------------------------------- |
| 09020356 | Bismarckstraße 109/110 Am Schillertheater 2/4 Schillerstraße 9 (Lage) | Schiller-Theater und Haus der Wirtschaft Baudenkmal siehe: Bismarckstraße 110 | Weitere Bestandteile des Ensembles: | Weitere Bestandteile des Ensembles:                            |
| 09020356 | Bismarckstraße 109/110 Am Schillertheater 2/4 Schillerstraße 9 (Lage) | Schiller-Theater und Haus der Wirtschaft Baudenkmal siehe: Bismarckstraße 110 | 09020357 – Bismarckstraße 109, Am Schillertheater 2–4, Haus der Wirtschaft, Büro- und Geschäftshaus, 1952–1953 von Kurt Enderlein, Umbau 1965                                                                           | Berlin-Charlottenburg Bismarckstraße 109                       |
| 09020356 | Bismarckstraße 109/110 Am Schillertheater 2/4 Schillerstraße 9 (Lage) | Schiller-Theater und Haus der Wirtschaft Baudenkmal siehe: Bismarckstraße 110 | 09097799 – Am Schillertheater 4, Büro- und Geschäftshaus, 1958–1959 von Eduard Ludwig |                                                                |
| 09020359 | Bleibtreustraße 15–17, 19/20, 40–43 Knesebeckstraße 24/25, 33/34, 68/69 Mommsenstraße 1–6, 64–68, 69/70 Schlüterstraße 51 (Lage) | Schule und Mietshäuser Gesamtanlage siehe: Bleibtreustraße 43 Baudenkmale siehe: Bleibtreustraße 15/16, 17, 20, 40, 42 Knesebeckstraße 33/34 Mommsenstraße 5, 6, 66 | Weitere Bestandteile des Ensembles: | Weitere Bestandteile des Ensembles:                            |
| 09020359 | Bleibtreustraße 15–17, 19/20, 40–43 Knesebeckstraße 24/25, 33/34, 68/69 Mommsenstraße 1–6, 64–68, 69/70 Schlüterstraße 51 (Lage) | Schule und Mietshäuser Gesamtanlage siehe: Bleibtreustraße 43 Baudenkmale siehe: Bleibtreustraße 15/16, 17, 20, 40, 42 Knesebeckstraße 33/34 Mommsenstraße 5, 6, 66 | 09020369 – Bleibtreustraße 19, Mietshaus, Läden, 1902–1903 von Gustav Paulsen | Berlin-Charlottenburg Bleibtreustraße 19                       |
| 09020359 | Bleibtreustraße 15–17, 19/20, 40–43 Knesebeckstraße 24/25, 33/34, 68/69 Mommsenstraße 1–6, 64–68, 69/70 Schlüterstraße 51 (Lage) | Schule und Mietshäuser Gesamtanlage siehe: Bleibtreustraße 43 Baudenkmale siehe: Bleibtreustraße 15/16, 17, 20, 40, 42 Knesebeckstraße 33/34 Mommsenstraße 5, 6, 66 | 09020370 – Bleibtreustraße 41 / Mommsenstraße, Mietshaus, Läden, Gaststätte, 1897–1898 von Bernhard Hellwag | Berlin-Charlottenburg Bleibtreustraße 41                       |
| 09020359 | Bleibtreustraße 15–17, 19/20, 40–43 Knesebeckstraße 24/25, 33/34, 68/69 Mommsenstraße 1–6, 64–68, 69/70 Schlüterstraße 51 (Lage) | Schule und Mietshäuser Gesamtanlage siehe: Bleibtreustraße 43 Baudenkmale siehe: Bleibtreustraße 15/16, 17, 20, 40, 42 Knesebeckstraße 33/34 Mommsenstraße 5, 6, 66 | 09020371 – Knesebeckstraße 68/69, Mietshaus, 1903–1904 von O. Herold |                                                                |
| 09020359 | Bleibtreustraße 15–17, 19/20, 40–43 Knesebeckstraße 24/25, 33/34, 68/69 Mommsenstraße 1–6, 64–68, 69/70 Schlüterstraße 51 (Lage) | Schule und Mietshäuser Gesamtanlage siehe: Bleibtreustraße 43 Baudenkmale siehe: Bleibtreustraße 15/16, 17, 20, 40, 42 Knesebeckstraße 33/34 Mommsenstraße 5, 6, 66 | 09020372 – Mommsenstraße 1, Mietshaus, Läden, 1898–1899 von Bernhard Hellwag | Berlin-Charlottenburg Mommsenstraße 1                          |
| 09020359 | Bleibtreustraße 15–17, 19/20, 40–43 Knesebeckstraße 24/25, 33/34, 68/69 Mommsenstraße 1–6, 64–68, 69/70 Schlüterstraße 51 (Lage) | Schule und Mietshäuser Gesamtanlage siehe: Bleibtreustraße 43 Baudenkmale siehe: Bleibtreustraße 15/16, 17, 20, 40, 42 Knesebeckstraße 33/34 Mommsenstraße 5, 6, 66 | 09020373 – Mommsenstraße 2, Mietshaus, Läden, 1898 von Johannes Mathiesen |                                                                |
| 09020359 | Bleibtreustraße 15–17, 19/20, 40–43 Knesebeckstraße 24/25, 33/34, 68/69 Mommsenstraße 1–6, 64–68, 69/70 Schlüterstraße 51 (Lage) | Schule und Mietshäuser Gesamtanlage siehe: Bleibtreustraße 43 Baudenkmale siehe: Bleibtreustraße 15/16, 17, 20, 40, 42 Knesebeckstraße 33/34 Mommsenstraße 5, 6, 66 | 09020374 – Mommsenstraße 3, Mietshaus, Läden, 1897–1898 von Gustav Bähr | Berlin-Charlottenburg Mommsenstraße 3                          |
| 09020359 | Bleibtreustraße 15–17, 19/20, 40–43 Knesebeckstraße 24/25, 33/34, 68/69 Mommsenstraße 1–6, 64–68, 69/70 Schlüterstraße 51 (Lage) | Schule und Mietshäuser Gesamtanlage siehe: Bleibtreustraße 43 Baudenkmale siehe: Bleibtreustraße 15/16, 17, 20, 40, 42 Knesebeckstraße 33/34 Mommsenstraße 5, 6, 66 | 09020375 – Mommsenstraße 4, Mietshaus, Läden, 1898–1899 von Bernhard Hellwag | Berlin-Charlottenburg Mommsenstraße 4                          |
| 09020359 | Bleibtreustraße 15–17, 19/20, 40–43 Knesebeckstraße 24/25, 33/34, 68/69 Mommsenstraße 1–6, 64–68, 69/70 Schlüterstraße 51 (Lage) | Schule und Mietshäuser Gesamtanlage siehe: Bleibtreustraße 43 Baudenkmale siehe: Bleibtreustraße 15/16, 17, 20, 40, 42 Knesebeckstraße 33/34 Mommsenstraße 5, 6, 66 | 09020376 – Mommsenstraße 64 / Schlüterstraße 51, Mietshaus, Läden, 1901–1902 von August Hoffmann | Mommsenstraße 64                                               |
| 09020359 | Bleibtreustraße 15–17, 19/20, 40–43 Knesebeckstraße 24/25, 33/34, 68/69 Mommsenstraße 1–6, 64–68, 69/70 Schlüterstraße 51 (Lage) | Schule und Mietshäuser Gesamtanlage siehe: Bleibtreustraße 43 Baudenkmale siehe: Bleibtreustraße 15/16, 17, 20, 40, 42 Knesebeckstraße 33/34 Mommsenstraße 5, 6, 66 | 09020377 – Mommsenstraße 65, Mietshaus, 1901–1902 von Ludwig Bosse | Mommsenstraße 65                                               |
| 09020359 | Bleibtreustraße 15–17, 19/20, 40–43 Knesebeckstraße 24/25, 33/34, 68/69 Mommsenstraße 1–6, 64–68, 69/70 Schlüterstraße 51 (Lage) | Schule und Mietshäuser Gesamtanlage siehe: Bleibtreustraße 43 Baudenkmale siehe: Bleibtreustraße 15/16, 17, 20, 40, 42 Knesebeckstraße 33/34 Mommsenstraße 5, 6, 66 | 09020378 – Mommsenstraße 67, Mietshaus, 1904–1905 von Carl Fritz | Mommsenstraße 67                                               |
| 09020359 | Bleibtreustraße 15–17, 19/20, 40–43 Knesebeckstraße 24/25, 33/34, 68/69 Mommsenstraße 1–6, 64–68, 69/70 Schlüterstraße 51 (Lage) | Schule und Mietshäuser Gesamtanlage siehe: Bleibtreustraße 43 Baudenkmale siehe: Bleibtreustraße 15/16, 17, 20, 40, 42 Knesebeckstraße 33/34 Mommsenstraße 5, 6, 66 | 09020379 – Mommsenstraße 68, Mietshaus, 1902–1903 von Carl Fritz | Mommsenstraße 68                                               |
| 09020359 | Bleibtreustraße 15–17, 19/20, 40–43 Knesebeckstraße 24/25, 33/34, 68/69 Mommsenstraße 1–6, 64–68, 69/70 Schlüterstraße 51 (Lage) | Schule und Mietshäuser Gesamtanlage siehe: Bleibtreustraße 43 Baudenkmale siehe: Bleibtreustraße 15/16, 17, 20, 40, 42 Knesebeckstraße 33/34 Mommsenstraße 5, 6, 66 | 09020380 – Mommsenstraße 69, Mietshaus, 1901–1902 von Carl Fritz | Mommsenstraße 69                                               |
| 09020359 | Bleibtreustraße 15–17, 19/20, 40–43 Knesebeckstraße 24/25, 33/34, 68/69 Mommsenstraße 1–6, 64–68, 69/70 Schlüterstraße 51 (Lage) | Schule und Mietshäuser Gesamtanlage siehe: Bleibtreustraße 43 Baudenkmale siehe: Bleibtreustraße 15/16, 17, 20, 40, 42 Knesebeckstraße 33/34 Mommsenstraße 5, 6, 66 | 09020381 – Mommsenstraße 70, Mietshaus, 1899–1900 von Wilhelm Lagotz |                                                                |
| 09040104 | Breitscheidplatz Budapester Straße 38/50, 45 Hardenbergplatz 2 Hardenbergstraße 29, 29A, 29D Kurfürstendamm 234–237 Kantstraße 1, 165 Rankestraße 1/1A, 36 Tauentzienstraße 9, 13, 13A (Lage) | Wiederaufbaugebiet „Rund um den Zoo“ (City-West), Kirche, Büro- und Geschäftshäuser, Kinos Gesamtanlagen siehe: Breitscheidplatz Budapester Straße 38/50 Baudenkmale siehe: Kurfürstendamm 234, 236, 237 Tauentzienstraße 9, 13, 14 | Weitere Bestandteile des Ensembles: | Weitere Bestandteile des Ensembles:                            |
| 09040104 | Breitscheidplatz Budapester Straße 38/50, 45 Hardenbergplatz 2 Hardenbergstraße 29, 29A, 29D Kurfürstendamm 234–237 Kantstraße 1, 165 Rankestraße 1/1A, 36 Tauentzienstraße 9, 13, 13A (Lage) | Wiederaufbaugebiet „Rund um den Zoo“ (City-West), Kirche, Büro- und Geschäftshäuser, Kinos Gesamtanlagen siehe: Breitscheidplatz Budapester Straße 38/50 Baudenkmale siehe: Kurfürstendamm 234, 236, 237 Tauentzienstraße 9, 13, 14 | 09040105 – Breitscheidplatz, Brunnenanlage (Weltkugelbrunnen) mit Treppen, Café und Läden, 1981–1983 von Krusnik & Reith (Architekten), Joachim Schmettau (Bildhauer)                                                   | Weltkugelbrunnen                                               |
| 09040104 | Breitscheidplatz Budapester Straße 38/50, 45 Hardenbergplatz 2 Hardenbergstraße 29, 29A, 29D Kurfürstendamm 234–237 Kantstraße 1, 165 Rankestraße 1/1A, 36 Tauentzienstraße 9, 13, 13A (Lage) | Wiederaufbaugebiet „Rund um den Zoo“ (City-West), Kirche, Büro- und Geschäftshäuser, Kinos Gesamtanlagen siehe: Breitscheidplatz Budapester Straße 38/50 Baudenkmale siehe: Kurfürstendamm 234, 236, 237 Tauentzienstraße 9, 13, 14 | 09040106 – Kurfürstendamm 235, Berolina-Haus, Wohn- und Geschäftshaus, 1983–1986 von Graaf, Schweger und Partner |                                                                |
| 09040104 | Breitscheidplatz Budapester Straße 38/50, 45 Hardenbergplatz 2 Hardenbergstraße 29, 29A, 29D Kurfürstendamm 234–237 Kantstraße 1, 165 Rankestraße 1/1A, 36 Tauentzienstraße 9, 13, 13A (Lage) | Wiederaufbaugebiet „Rund um den Zoo“ (City-West), Kirche, Büro- und Geschäftshäuser, Kinos Gesamtanlagen siehe: Breitscheidplatz Budapester Straße 38/50 Baudenkmale siehe: Kurfürstendamm 234, 236, 237 Tauentzienstraße 9, 13, 14 | 09040163 – Tauentzienstraße 13A, Mietshaus, 1893–1894 von G. Schnitger |                                                                |
| 09020382 | Christstraße 1, 4/5, 7–10, 33–43 Danckelmannstraße 10/11, 13–21, 41–51 Knobelsdorffstraße 17–22, 24–50 Nehringstraße 1–6, 13, 34 Neufertstraße 4–14, 16 Seelingstraße 3–23, 24–26, 29–39, 42–49, 51–54, 56–60 Sophie-Charlotten-Straße 88/89 (Lage)                                                                                    | Mietshäuser, Ledigenheim Baudenkmale siehe: Christstraße 33, 34, 35, 36, 37, 39, 40 Danckelmannstraße 10, 21, 41, 46/47 Nehringstraße 1, 3, 3A Sophie-Charlotten-Straße 88 | Gasleuchten im Straßenraum |                                                                |
| 09020382 | Christstraße 1, 4/5, 7–10, 33–43 Danckelmannstraße 10/11, 13–21, 41–51 Knobelsdorffstraße 17–22, 24–50 Nehringstraße 1–6, 13, 34 Neufertstraße 4–14, 16 Seelingstraße 3–23, 24–26, 29–39, 42–49, 51–54, 56–60 Sophie-Charlotten-Straße 88/89 (Lage)                                                                                    | Mietshäuser, Ledigenheim Baudenkmale siehe: Christstraße 33, 34, 35, 36, 37, 39, 40 Danckelmannstraße 10, 21, 41, 46/47 Nehringstraße 1, 3, 3A Sophie-Charlotten-Straße 88 | Weitere Bestandteile des Ensembles: |                                                                |
| 09020382 | Christstraße 1, 4/5, 7–10, 33–43 Danckelmannstraße 10/11, 13–21, 41–51 Knobelsdorffstraße 17–22, 24–50 Nehringstraße 1–6, 13, 34 Neufertstraße 4–14, 16 Seelingstraße 3–23, 24–26, 29–39, 42–49, 51–54, 56–60 Sophie-Charlotten-Straße 88/89 (Lage)                                                                                    | Mietshäuser, Ledigenheim Baudenkmale siehe: Christstraße 33, 34, 35, 36, 37, 39, 40 Danckelmannstraße 10, 21, 41, 46/47 Nehringstraße 1, 3, 3A Sophie-Charlotten-Straße 88 | 09020383 – Christstraße 1 / Nehringstraße, Mietshaus, Läden, 1888–1889 von Louis Mittelmeyer |                                                                |
| 09020382 | Christstraße 1, 4/5, 7–10, 33–43 Danckelmannstraße 10/11, 13–21, 41–51 Knobelsdorffstraße 17–22, 24–50 Nehringstraße 1–6, 13, 34 Neufertstraße 4–14, 16 Seelingstraße 3–23, 24–26, 29–39, 42–49, 51–54, 56–60 Sophie-Charlotten-Straße 88/89 (Lage)                                                                                    | Mietshäuser, Ledigenheim Baudenkmale siehe: Christstraße 33, 34, 35, 36, 37, 39, 40 Danckelmannstraße 10, 21, 41, 46/47 Nehringstraße 1, 3, 3A Sophie-Charlotten-Straße 88 | 09020384 – Christstraße 4, Mietshaus, 1873–1874 von F. Mair Rolph |                                                                |
| 09020382 | Christstraße 1, 4/5, 7–10, 33–43 Danckelmannstraße 10/11, 13–21, 41–51 Knobelsdorffstraße 17–22, 24–50 Nehringstraße 1–6, 13, 34 Neufertstraße 4–14, 16 Seelingstraße 3–23, 24–26, 29–39, 42–49, 51–54, 56–60 Sophie-Charlotten-Straße 88/89 (Lage)                                                                                    | Mietshäuser, Ledigenheim Baudenkmale siehe: Christstraße 33, 34, 35, 36, 37, 39, 40 Danckelmannstraße 10, 21, 41, 46/47 Nehringstraße 1, 3, 3A Sophie-Charlotten-Straße 88 | 09020385 – Christstraße 5, Mietshaus, 1873–1874 von Ernst George |                                                                |
| 09020382 | Christstraße 1, 4/5, 7–10, 33–43 Danckelmannstraße 10/11, 13–21, 41–51 Knobelsdorffstraße 17–22, 24–50 Nehringstraße 1–6, 13, 34 Neufertstraße 4–14, 16 Seelingstraße 3–23, 24–26, 29–39, 42–49, 51–54, 56–60 Sophie-Charlotten-Straße 88/89 (Lage)                                                                                    | Mietshäuser, Ledigenheim Baudenkmale siehe: Christstraße 33, 34, 35, 36, 37, 39, 40 Danckelmannstraße 10, 21, 41, 46/47 Nehringstraße 1, 3, 3A Sophie-Charlotten-Straße 88 | 09020386 – Christstraße 7, Mietshaus, Läden, 1901–1902 von Carl Weithaase |                                                                |
| 09020382 | Christstraße 1, 4/5, 7–10, 33–43 Danckelmannstraße 10/11, 13–21, 41–51 Knobelsdorffstraße 17–22, 24–50 Nehringstraße 1–6, 13, 34 Neufertstraße 4–14, 16 Seelingstraße 3–23, 24–26, 29–39, 42–49, 51–54, 56–60 Sophie-Charlotten-Straße 88/89 (Lage)                                                                                    | Mietshäuser, Ledigenheim Baudenkmale siehe: Christstraße 33, 34, 35, 36, 37, 39, 40 Danckelmannstraße 10, 21, 41, 46/47 Nehringstraße 1, 3, 3A Sophie-Charlotten-Straße 88 | 09020387 – Christstraße 8, Mietshaus, Läden, 1887–1888 von Ernst George |                                                                |
| 09020382 | Christstraße 1, 4/5, 7–10, 33–43 Danckelmannstraße 10/11, 13–21, 41–51 Knobelsdorffstraße 17–22, 24–50 Nehringstraße 1–6, 13, 34 Neufertstraße 4–14, 16 Seelingstraße 3–23, 24–26, 29–39, 42–49, 51–54, 56–60 Sophie-Charlotten-Straße 88/89 (Lage)                                                                                    | Mietshäuser, Ledigenheim Baudenkmale siehe: Christstraße 33, 34, 35, 36, 37, 39, 40 Danckelmannstraße 10, 21, 41, 46/47 Nehringstraße 1, 3, 3A Sophie-Charlotten-Straße 88 | 09020388 – Christstraße 8A, Mietshaus, Läden, 1902 von Alfred Schrobsdorff |                                                                |
| 09020382 | Christstraße 1, 4/5, 7–10, 33–43 Danckelmannstraße 10/11, 13–21, 41–51 Knobelsdorffstraße 17–22, 24–50 Nehringstraße 1–6, 13, 34 Neufertstraße 4–14, 16 Seelingstraße 3–23, 24–26, 29–39, 42–49, 51–54, 56–60 Sophie-Charlotten-Straße 88/89 (Lage)                                                                                    | Mietshäuser, Ledigenheim Baudenkmale siehe: Christstraße 33, 34, 35, 36, 37, 39, 40 Danckelmannstraße 10, 21, 41, 46/47 Nehringstraße 1, 3, 3A Sophie-Charlotten-Straße 88 | 09020389 – Christstraße 9, Mietshaus, 1873–1874 von F. Mair Rolph |                                                                |
| 09020382 | Christstraße 1, 4/5, 7–10, 33–43 Danckelmannstraße 10/11, 13–21, 41–51 Knobelsdorffstraße 17–22, 24–50 Nehringstraße 1–6, 13, 34 Neufertstraße 4–14, 16 Seelingstraße 3–23, 24–26, 29–39, 42–49, 51–54, 56–60 Sophie-Charlotten-Straße 88/89 (Lage)                                                                                    | Mietshäuser, Ledigenheim Baudenkmale siehe: Christstraße 33, 34, 35, 36, 37, 39, 40 Danckelmannstraße 10, 21, 41, 46/47 Nehringstraße 1, 3, 3A Sophie-Charlotten-Straße 88 | 09020390 – Christstraße 10, Mietshaus, 1873–1874 von Ernst George |                                                                |
| 09020382 | Christstraße 1, 4/5, 7–10, 33–43 Danckelmannstraße 10/11, 13–21, 41–51 Knobelsdorffstraße 17–22, 24–50 Nehringstraße 1–6, 13, 34 Neufertstraße 4–14, 16 Seelingstraße 3–23, 24–26, 29–39, 42–49, 51–54, 56–60 Sophie-Charlotten-Straße 88/89 (Lage)                                                                                    | Mietshäuser, Ledigenheim Baudenkmale siehe: Christstraße 33, 34, 35, 36, 37, 39, 40 Danckelmannstraße 10, 21, 41, 46/47 Nehringstraße 1, 3, 3A Sophie-Charlotten-Straße 88 | 09020391 – Christstraße 38, Mietshaus, Läden, 1900–1901 von Robert Thiele |                                                                |
| 09020382 | Christstraße 1, 4/5, 7–10, 33–43 Danckelmannstraße 10/11, 13–21, 41–51 Knobelsdorffstraße 17–22, 24–50 Nehringstraße 1–6, 13, 34 Neufertstraße 4–14, 16 Seelingstraße 3–23, 24–26, 29–39, 42–49, 51–54, 56–60 Sophie-Charlotten-Straße 88/89 (Lage)                                                                                    | Mietshäuser, Ledigenheim Baudenkmale siehe: Christstraße 33, 34, 35, 36, 37, 39, 40 Danckelmannstraße 10, 21, 41, 46/47 Nehringstraße 1, 3, 3A Sophie-Charlotten-Straße 88 | 09035427 – Christstraße 39, Garagenhof mit Werkstattbau, um 1913–1920 |                                                                |
| 09020382 | Christstraße 1, 4/5, 7–10, 33–43 Danckelmannstraße 10/11, 13–21, 41–51 Knobelsdorffstraße 17–22, 24–50 Nehringstraße 1–6, 13, 34 Neufertstraße 4–14, 16 Seelingstraße 3–23, 24–26, 29–39, 42–49, 51–54, 56–60 Sophie-Charlotten-Straße 88/89 (Lage)                                                                                    | Mietshäuser, Ledigenheim Baudenkmale siehe: Christstraße 33, 34, 35, 36, 37, 39, 40 Danckelmannstraße 10, 21, 41, 46/47 Nehringstraße 1, 3, 3A Sophie-Charlotten-Straße 88 | 09020392 – Christstraße 41, Mietshaus, 1873 von Ernst George; Umbau 1928 von Ludwig Kremmer; Umbau 1964 |                                                                |
| 09020382 | Christstraße 1, 4/5, 7–10, 33–43 Danckelmannstraße 10/11, 13–21, 41–51 Knobelsdorffstraße 17–22, 24–50 Nehringstraße 1–6, 13, 34 Neufertstraße 4–14, 16 Seelingstraße 3–23, 24–26, 29–39, 42–49, 51–54, 56–60 Sophie-Charlotten-Straße 88/89 (Lage)                                                                                    | Mietshäuser, Ledigenheim Baudenkmale siehe: Christstraße 33, 34, 35, 36, 37, 39, 40 Danckelmannstraße 10, 21, 41, 46/47 Nehringstraße 1, 3, 3A Sophie-Charlotten-Straße 88 | 09020393 – Christstraße 42, Mietshaus, Läden, 1889–1890 von Franz Kemnitz |                                                                |
| 09020382 | Christstraße 1, 4/5, 7–10, 33–43 Danckelmannstraße 10/11, 13–21, 41–51 Knobelsdorffstraße 17–22, 24–50 Nehringstraße 1–6, 13, 34 Neufertstraße 4–14, 16 Seelingstraße 3–23, 24–26, 29–39, 42–49, 51–54, 56–60 Sophie-Charlotten-Straße 88/89 (Lage)                                                                                    | Mietshäuser, Ledigenheim Baudenkmale siehe: Christstraße 33, 34, 35, 36, 37, 39, 40 Danckelmannstraße 10, 21, 41, 46/47 Nehringstraße 1, 3, 3A Sophie-Charlotten-Straße 88 | 09020394 – Danckelmannstraße 11 / Seelingstraße 42, Mietshaus, Läden, 1887–1888 von Alfred Schrobsdorff | Seelingstraße 42                                               |
| 09020382 | Christstraße 1, 4/5, 7–10, 33–43 Danckelmannstraße 10/11, 13–21, 41–51 Knobelsdorffstraße 17–22, 24–50 Nehringstraße 1–6, 13, 34 Neufertstraße 4–14, 16 Seelingstraße 3–23, 24–26, 29–39, 42–49, 51–54, 56–60 Sophie-Charlotten-Straße 88/89 (Lage)                                                                                    | Mietshäuser, Ledigenheim Baudenkmale siehe: Christstraße 33, 34, 35, 36, 37, 39, 40 Danckelmannstraße 10, 21, 41, 46/47 Nehringstraße 1, 3, 3A Sophie-Charlotten-Straße 88 | 09020395 – Danckelmannstraße 13, Mietshaus, Läden, 1890 von Georges Heinecke | Danckelmannstraße 13                                           |
| 09020382 | Christstraße 1, 4/5, 7–10, 33–43 Danckelmannstraße 10/11, 13–21, 41–51 Knobelsdorffstraße 17–22, 24–50 Nehringstraße 1–6, 13, 34 Neufertstraße 4–14, 16 Seelingstraße 3–23, 24–26, 29–39, 42–49, 51–54, 56–60 Sophie-Charlotten-Straße 88/89 (Lage)                                                                                    | Mietshäuser, Ledigenheim Baudenkmale siehe: Christstraße 33, 34, 35, 36, 37, 39, 40 Danckelmannstraße 10, 21, 41, 46/47 Nehringstraße 1, 3, 3A Sophie-Charlotten-Straße 88 | 09020396 – Danckelmannstraße 14, Mietshaus, Läden, 1891–1892 von Bernd Schmidt | Danckelmannstraße 14                                           |
| 09020382 | Christstraße 1, 4/5, 7–10, 33–43 Danckelmannstraße 10/11, 13–21, 41–51 Knobelsdorffstraße 17–22, 24–50 Nehringstraße 1–6, 13, 34 Neufertstraße 4–14, 16 Seelingstraße 3–23, 24–26, 29–39, 42–49, 51–54, 56–60 Sophie-Charlotten-Straße 88/89 (Lage)                                                                                    | Mietshäuser, Ledigenheim Baudenkmale siehe: Christstraße 33, 34, 35, 36, 37, 39, 40 Danckelmannstraße 10, 21, 41, 46/47 Nehringstraße 1, 3, 3A Sophie-Charlotten-Straße 88 | 09020397 – Danckelmannstraße 15, Mietshaus, Läden, 1892–1893 von Ross & Heinecke | Danckelmannstraße 15                                           |
| 09020382 | Christstraße 1, 4/5, 7–10, 33–43 Danckelmannstraße 10/11, 13–21, 41–51 Knobelsdorffstraße 17–22, 24–50 Nehringstraße 1–6, 13, 34 Neufertstraße 4–14, 16 Seelingstraße 3–23, 24–26, 29–39, 42–49, 51–54, 56–60 Sophie-Charlotten-Straße 88/89 (Lage)                                                                                    | Mietshäuser, Ledigenheim Baudenkmale siehe: Christstraße 33, 34, 35, 36, 37, 39, 40 Danckelmannstraße 10, 21, 41, 46/47 Nehringstraße 1, 3, 3A Sophie-Charlotten-Straße 88 | 09020398 – Danckelmannstraße 16, Mietshaus, Läden, 1902–1904 von H. Enders | Danckelmannstraße 16                                           |
| 09020382 | Christstraße 1, 4/5, 7–10, 33–43 Danckelmannstraße 10/11, 13–21, 41–51 Knobelsdorffstraße 17–22, 24–50 Nehringstraße 1–6, 13, 34 Neufertstraße 4–14, 16 Seelingstraße 3–23, 24–26, 29–39, 42–49, 51–54, 56–60 Sophie-Charlotten-Straße 88/89 (Lage)                                                                                    | Mietshäuser, Ledigenheim Baudenkmale siehe: Christstraße 33, 34, 35, 36, 37, 39, 40 Danckelmannstraße 10, 21, 41, 46/47 Nehringstraße 1, 3, 3A Sophie-Charlotten-Straße 88 | 09020399 – Danckelmannstraße 17, Mietshaus, 1901–1902 von H. Enders | Danckelmannstraße 17                                           |
| 09020382 | Christstraße 1, 4/5, 7–10, 33–43 Danckelmannstraße 10/11, 13–21, 41–51 Knobelsdorffstraße 17–22, 24–50 Nehringstraße 1–6, 13, 34 Neufertstraße 4–14, 16 Seelingstraße 3–23, 24–26, 29–39, 42–49, 51–54, 56–60 Sophie-Charlotten-Straße 88/89 (Lage)                                                                                    | Mietshäuser, Ledigenheim Baudenkmale siehe: Christstraße 33, 34, 35, 36, 37, 39, 40 Danckelmannstraße 10, 21, 41, 46/47 Nehringstraße 1, 3, 3A Sophie-Charlotten-Straße 88 | 09020400 – Danckelmannstraße 18, Mietshaus, Läden, 1894–1895 von Johann Krenz | Danckelmannstraße 18                                           |
| 09020382 | Christstraße 1, 4/5, 7–10, 33–43 Danckelmannstraße 10/11, 13–21, 41–51 Knobelsdorffstraße 17–22, 24–50 Nehringstraße 1–6, 13, 34 Neufertstraße 4–14, 16 Seelingstraße 3–23, 24–26, 29–39, 42–49, 51–54, 56–60 Sophie-Charlotten-Straße 88/89 (Lage)                                                                                    | Mietshäuser, Ledigenheim Baudenkmale siehe: Christstraße 33, 34, 35, 36, 37, 39, 40 Danckelmannstraße 10, 21, 41, 46/47 Nehringstraße 1, 3, 3A Sophie-Charlotten-Straße 88 | 09020401 – Danckelmannstraße 19, Mietshaus, Läden, 1893–1894 | Danckelmannstraße 19                                           |
| 09020382 | Christstraße 1, 4/5, 7–10, 33–43 Danckelmannstraße 10/11, 13–21, 41–51 Knobelsdorffstraße 17–22, 24–50 Nehringstraße 1–6, 13, 34 Neufertstraße 4–14, 16 Seelingstraße 3–23, 24–26, 29–39, 42–49, 51–54, 56–60 Sophie-Charlotten-Straße 88/89 (Lage)                                                                                    | Mietshäuser, Ledigenheim Baudenkmale siehe: Christstraße 33, 34, 35, 36, 37, 39, 40 Danckelmannstraße 10, 21, 41, 46/47 Nehringstraße 1, 3, 3A Sophie-Charlotten-Straße 88 | 09020402 – Danckelmannstraße 20, Mietshaus, Läden, 1901–1902 von Ludwig Gieseler und Albert Schubert (?) | Danckelmannstraße 20                                           |
| 09020382 | Christstraße 1, 4/5, 7–10, 33–43 Danckelmannstraße 10/11, 13–21, 41–51 Knobelsdorffstraße 17–22, 24–50 Nehringstraße 1–6, 13, 34 Neufertstraße 4–14, 16 Seelingstraße 3–23, 24–26, 29–39, 42–49, 51–54, 56–60 Sophie-Charlotten-Straße 88/89 (Lage)                                                                                    | Mietshäuser, Ledigenheim Baudenkmale siehe: Christstraße 33, 34, 35, 36, 37, 39, 40 Danckelmannstraße 10, 21, 41, 46/47 Nehringstraße 1, 3, 3A Sophie-Charlotten-Straße 88 | 09020403 – Danckelmannstraße 42, Mietshaus, Läden, 1892–1893 von Alfred Schrobsdorff |                                                                |
| 09020382 | Christstraße 1, 4/5, 7–10, 33–43 Danckelmannstraße 10/11, 13–21, 41–51 Knobelsdorffstraße 17–22, 24–50 Nehringstraße 1–6, 13, 34 Neufertstraße 4–14, 16 Seelingstraße 3–23, 24–26, 29–39, 42–49, 51–54, 56–60 Sophie-Charlotten-Straße 88/89 (Lage)                                                                                    | Mietshäuser, Ledigenheim Baudenkmale siehe: Christstraße 33, 34, 35, 36, 37, 39, 40 Danckelmannstraße 10, 21, 41, 46/47 Nehringstraße 1, 3, 3A Sophie-Charlotten-Straße 88 | 09020404 – Danckelmannstraße 43, Mietshaus, Läden, 1892–1893 von H. Wachtel | Danckelmannstr. 43                                             |
| 09020382 | Christstraße 1, 4/5, 7–10, 33–43 Danckelmannstraße 10/11, 13–21, 41–51 Knobelsdorffstraße 17–22, 24–50 Nehringstraße 1–6, 13, 34 Neufertstraße 4–14, 16 Seelingstraße 3–23, 24–26, 29–39, 42–49, 51–54, 56–60 Sophie-Charlotten-Straße 88/89 (Lage)                                                                                    | Mietshäuser, Ledigenheim Baudenkmale siehe: Christstraße 33, 34, 35, 36, 37, 39, 40 Danckelmannstraße 10, 21, 41, 46/47 Nehringstraße 1, 3, 3A Sophie-Charlotten-Straße 88 | 09020405 – Danckelmannstraße 44, Mietshaus, Läden, 1893–1895 von Ernst Teichmann | Danckelmannstr. 44                                             |
| 09020382 | Christstraße 1, 4/5, 7–10, 33–43 Danckelmannstraße 10/11, 13–21, 41–51 Knobelsdorffstraße 17–22, 24–50 Nehringstraße 1–6, 13, 34 Neufertstraße 4–14, 16 Seelingstraße 3–23, 24–26, 29–39, 42–49, 51–54, 56–60 Sophie-Charlotten-Straße 88/89 (Lage)                                                                                    | Mietshäuser, Ledigenheim Baudenkmale siehe: Christstraße 33, 34, 35, 36, 37, 39, 40 Danckelmannstraße 10, 21, 41, 46/47 Nehringstraße 1, 3, 3A Sophie-Charlotten-Straße 88 | 09020406 – Danckelmannstraße 45, Mietshaus, Läden, 1893–1895 von Robert Schubert | Danckelmannstr. 45                                             |
| 09020382 | Christstraße 1, 4/5, 7–10, 33–43 Danckelmannstraße 10/11, 13–21, 41–51 Knobelsdorffstraße 17–22, 24–50 Nehringstraße 1–6, 13, 34 Neufertstraße 4–14, 16 Seelingstraße 3–23, 24–26, 29–39, 42–49, 51–54, 56–60 Sophie-Charlotten-Straße 88/89 (Lage)                                                                                    | Mietshäuser, Ledigenheim Baudenkmale siehe: Christstraße 33, 34, 35, 36, 37, 39, 40 Danckelmannstraße 10, 21, 41, 46/47 Nehringstraße 1, 3, 3A Sophie-Charlotten-Straße 88 | 09020407 – Danckelmannstraße 48, Mietshaus, Läden, 1893 von G. Eichner | Danckelmannstr. 48                                             |
| 09020382 | Christstraße 1, 4/5, 7–10, 33–43 Danckelmannstraße 10/11, 13–21, 41–51 Knobelsdorffstraße 17–22, 24–50 Nehringstraße 1–6, 13, 34 Neufertstraße 4–14, 16 Seelingstraße 3–23, 24–26, 29–39, 42–49, 51–54, 56–60 Sophie-Charlotten-Straße 88/89 (Lage)                                                                                    | Mietshäuser, Ledigenheim Baudenkmale siehe: Christstraße 33, 34, 35, 36, 37, 39, 40 Danckelmannstraße 10, 21, 41, 46/47 Nehringstraße 1, 3, 3A Sophie-Charlotten-Straße 88 | 09020408 – Danckelmannstraße 49, Mietshaus, Läden, 1892–1895 von W. Raubert | Danckelmannstr. 49                                             |
| 09020382 | Christstraße 1, 4/5, 7–10, 33–43 Danckelmannstraße 10/11, 13–21, 41–51 Knobelsdorffstraße 17–22, 24–50 Nehringstraße 1–6, 13, 34 Neufertstraße 4–14, 16 Seelingstraße 3–23, 24–26, 29–39, 42–49, 51–54, 56–60 Sophie-Charlotten-Straße 88/89 (Lage)                                                                                    | Mietshäuser, Ledigenheim Baudenkmale siehe: Christstraße 33, 34, 35, 36, 37, 39, 40 Danckelmannstraße 10, 21, 41, 46/47 Nehringstraße 1, 3, 3A Sophie-Charlotten-Straße 88 | 09020409 – Danckelmannstraße 50, Mietshaus, Läden, 1890–1891 von Alfred Schrobsdorff | Danckelmannstr. 50                                             |
| 09020382 | Christstraße 1, 4/5, 7–10, 33–43 Danckelmannstraße 10/11, 13–21, 41–51 Knobelsdorffstraße 17–22, 24–50 Nehringstraße 1–6, 13, 34 Neufertstraße 4–14, 16 Seelingstraße 3–23, 24–26, 29–39, 42–49, 51–54, 56–60 Sophie-Charlotten-Straße 88/89 (Lage)                                                                                    | Mietshäuser, Ledigenheim Baudenkmale siehe: Christstraße 33, 34, 35, 36, 37, 39, 40 Danckelmannstraße 10, 21, 41, 46/47 Nehringstraße 1, 3, 3A Sophie-Charlotten-Straße 88 | 09020410 – Danckelmannstraße 51 / Seelingstraße 39, Mietshaus, Läden, 1886–1887 von Berthold Häusler; Umbau 1980 | Danckelmannstraße 51                                           |
| 09020382 | Christstraße 1, 4/5, 7–10, 33–43 Danckelmannstraße 10/11, 13–21, 41–51 Knobelsdorffstraße 17–22, 24–50 Nehringstraße 1–6, 13, 34 Neufertstraße 4–14, 16 Seelingstraße 3–23, 24–26, 29–39, 42–49, 51–54, 56–60 Sophie-Charlotten-Straße 88/89 (Lage)                                                                                    | Mietshäuser, Ledigenheim Baudenkmale siehe: Christstraße 33, 34, 35, 36, 37, 39, 40 Danckelmannstraße 10, 21, 41, 46/47 Nehringstraße 1, 3, 3A Sophie-Charlotten-Straße 88 | 09020411 – Knobelsdorffstraße 17, Mietshaus, Läden, 1892–1893 von Herrmann Günther |                                                                |
| 09020382 | Christstraße 1, 4/5, 7–10, 33–43 Danckelmannstraße 10/11, 13–21, 41–51 Knobelsdorffstraße 17–22, 24–50 Nehringstraße 1–6, 13, 34 Neufertstraße 4–14, 16 Seelingstraße 3–23, 24–26, 29–39, 42–49, 51–54, 56–60 Sophie-Charlotten-Straße 88/89 (Lage)                                                                                    | Mietshäuser, Ledigenheim Baudenkmale siehe: Christstraße 33, 34, 35, 36, 37, 39, 40 Danckelmannstraße 10, 21, 41, 46/47 Nehringstraße 1, 3, 3A Sophie-Charlotten-Straße 88 | 09020412 – Knobelsdorffstraße 18, Mietshaus, Läden, 1891 von Wilhelm Laegel |                                                                |
| 09020382 | Christstraße 1, 4/5, 7–10, 33–43 Danckelmannstraße 10/11, 13–21, 41–51 Knobelsdorffstraße 17–22, 24–50 Nehringstraße 1–6, 13, 34 Neufertstraße 4–14, 16 Seelingstraße 3–23, 24–26, 29–39, 42–49, 51–54, 56–60 Sophie-Charlotten-Straße 88/89 (Lage)                                                                                    | Mietshäuser, Ledigenheim Baudenkmale siehe: Christstraße 33, 34, 35, 36, 37, 39, 40 Danckelmannstraße 10, 21, 41, 46/47 Nehringstraße 1, 3, 3A Sophie-Charlotten-Straße 88 | 09020413 – Knobelsdorffstraße 19–21, Mietshaus, 1892–1894 von Wilhelm Klopsch |                                                                |
| 09020382 | Christstraße 1, 4/5, 7–10, 33–43 Danckelmannstraße 10/11, 13–21, 41–51 Knobelsdorffstraße 17–22, 24–50 Nehringstraße 1–6, 13, 34 Neufertstraße 4–14, 16 Seelingstraße 3–23, 24–26, 29–39, 42–49, 51–54, 56–60 Sophie-Charlotten-Straße 88/89 (Lage)                                                                                    | Mietshäuser, Ledigenheim Baudenkmale siehe: Christstraße 33, 34, 35, 36, 37, 39, 40 Danckelmannstraße 10, 21, 41, 46/47 Nehringstraße 1, 3, 3A Sophie-Charlotten-Straße 88 | 09020414 – Knobelsdorffstraße 20, Mietshaus, Läden, 1892–1893 von Freier, Eugen & Geiseler |                                                                |
| 09020382 | Christstraße 1, 4/5, 7–10, 33–43 Danckelmannstraße 10/11, 13–21, 41–51 Knobelsdorffstraße 17–22, 24–50 Nehringstraße 1–6, 13, 34 Neufertstraße 4–14, 16 Seelingstraße 3–23, 24–26, 29–39, 42–49, 51–54, 56–60 Sophie-Charlotten-Straße 88/89 (Lage)                                                                                    | Mietshäuser, Ledigenheim Baudenkmale siehe: Christstraße 33, 34, 35, 36, 37, 39, 40 Danckelmannstraße 10, 21, 41, 46/47 Nehringstraße 1, 3, 3A Sophie-Charlotten-Straße 88 | 09020415 – Knobelsdorffstraße 22, Mietshaus, Läden, 1900–1901 von C. Helbig |                                                                |
| 09020382 | Christstraße 1, 4/5, 7–10, 33–43 Danckelmannstraße 10/11, 13–21, 41–51 Knobelsdorffstraße 17–22, 24–50 Nehringstraße 1–6, 13, 34 Neufertstraße 4–14, 16 Seelingstraße 3–23, 24–26, 29–39, 42–49, 51–54, 56–60 Sophie-Charlotten-Straße 88/89 (Lage)                                                                                    | Mietshäuser, Ledigenheim Baudenkmale siehe: Christstraße 33, 34, 35, 36, 37, 39, 40 Danckelmannstraße 10, 21, 41, 46/47 Nehringstraße 1, 3, 3A Sophie-Charlotten-Straße 88 | 09020416 – Knobelsdorffstraße 24, Mietshaus, Läden, 1904–1906 von Friedrich Karsch & Co. |                                                                |
| 09020382 | Christstraße 1, 4/5, 7–10, 33–43 Danckelmannstraße 10/11, 13–21, 41–51 Knobelsdorffstraße 17–22, 24–50 Nehringstraße 1–6, 13, 34 Neufertstraße 4–14, 16 Seelingstraße 3–23, 24–26, 29–39, 42–49, 51–54, 56–60 Sophie-Charlotten-Straße 88/89 (Lage)                                                                                    | Mietshäuser, Ledigenheim Baudenkmale siehe: Christstraße 33, 34, 35, 36, 37, 39, 40 Danckelmannstraße 10, 21, 41, 46/47 Nehringstraße 1, 3, 3A Sophie-Charlotten-Straße 88 | 09020417 – Knobelsdorffstraße 26, Mietshaus, Läden, 1888–1890 von Paul Beer und G. Ebel |                                                                |
| 09020382 | Christstraße 1, 4/5, 7–10, 33–43 Danckelmannstraße 10/11, 13–21, 41–51 Knobelsdorffstraße 17–22, 24–50 Nehringstraße 1–6, 13, 34 Neufertstraße 4–14, 16 Seelingstraße 3–23, 24–26, 29–39, 42–49, 51–54, 56–60 Sophie-Charlotten-Straße 88/89 (Lage)                                                                                    | Mietshäuser, Ledigenheim Baudenkmale siehe: Christstraße 33, 34, 35, 36, 37, 39, 40 Danckelmannstraße 10, 21, 41, 46/47 Nehringstraße 1, 3, 3A Sophie-Charlotten-Straße 88 | 09020418 – Knobelsdorffstraße 28, Mietshaus, Läden, 1886–1887 von C. Friedrichs |                                                                |
| 09020382 | Christstraße 1, 4/5, 7–10, 33–43 Danckelmannstraße 10/11, 13–21, 41–51 Knobelsdorffstraße 17–22, 24–50 Nehringstraße 1–6, 13, 34 Neufertstraße 4–14, 16 Seelingstraße 3–23, 24–26, 29–39, 42–49, 51–54, 56–60 Sophie-Charlotten-Straße 88/89 (Lage)                                                                                    | Mietshäuser, Ledigenheim Baudenkmale siehe: Christstraße 33, 34, 35, 36, 37, 39, 40 Danckelmannstraße 10, 21, 41, 46/47 Nehringstraße 1, 3, 3A Sophie-Charlotten-Straße 88 | 09020419 – Knobelsdorffstraße 30, Mietshaus, Läden, 1894–1895 von Hermann Günther |                                                                |
| 09020382 | Christstraße 1, 4/5, 7–10, 33–43 Danckelmannstraße 10/11, 13–21, 41–51 Knobelsdorffstraße 17–22, 24–50 Nehringstraße 1–6, 13, 34 Neufertstraße 4–14, 16 Seelingstraße 3–23, 24–26, 29–39, 42–49, 51–54, 56–60 Sophie-Charlotten-Straße 88/89 (Lage)                                                                                    | Mietshäuser, Ledigenheim Baudenkmale siehe: Christstraße 33, 34, 35, 36, 37, 39, 40 Danckelmannstraße 10, 21, 41, 46/47 Nehringstraße 1, 3, 3A Sophie-Charlotten-Straße 88 | 09020420 – Knobelsdorffstraße 32, Mietshaus, Läden, 1899–1900 von Oscar Grunow |                                                                |
| 09020382 | Christstraße 1, 4/5, 7–10, 33–43 Danckelmannstraße 10/11, 13–21, 41–51 Knobelsdorffstraße 17–22, 24–50 Nehringstraße 1–6, 13, 34 Neufertstraße 4–14, 16 Seelingstraße 3–23, 24–26, 29–39, 42–49, 51–54, 56–60 Sophie-Charlotten-Straße 88/89 (Lage)                                                                                    | Mietshäuser, Ledigenheim Baudenkmale siehe: Christstraße 33, 34, 35, 36, 37, 39, 40 Danckelmannstraße 10, 21, 41, 46/47 Nehringstraße 1, 3, 3A Sophie-Charlotten-Straße 88 | 09020421 – Knobelsdorffstraße 34, Mietshaus, Lokal, 1891–1892 von C. Lindemann |                                                                |
| 09020382 | Christstraße 1, 4/5, 7–10, 33–43 Danckelmannstraße 10/11, 13–21, 41–51 Knobelsdorffstraße 17–22, 24–50 Nehringstraße 1–6, 13, 34 Neufertstraße 4–14, 16 Seelingstraße 3–23, 24–26, 29–39, 42–49, 51–54, 56–60 Sophie-Charlotten-Straße 88/89 (Lage)                                                                                    | Mietshäuser, Ledigenheim Baudenkmale siehe: Christstraße 33, 34, 35, 36, 37, 39, 40 Danckelmannstraße 10, 21, 41, 46/47 Nehringstraße 1, 3, 3A Sophie-Charlotten-Straße 88 | 09020422 – Knobelsdorffstraße 38 / Danckelmannstraße, Mietshaus, Läden, 1888–1889 von A. Laegel |                                                                |
| 09020382 | Christstraße 1, 4/5, 7–10, 33–43 Danckelmannstraße 10/11, 13–21, 41–51 Knobelsdorffstraße 17–22, 24–50 Nehringstraße 1–6, 13, 34 Neufertstraße 4–14, 16 Seelingstraße 3–23, 24–26, 29–39, 42–49, 51–54, 56–60 Sophie-Charlotten-Straße 88/89 (Lage)                                                                                    | Mietshäuser, Ledigenheim Baudenkmale siehe: Christstraße 33, 34, 35, 36, 37, 39, 40 Danckelmannstraße 10, 21, 41, 46/47 Nehringstraße 1, 3, 3A Sophie-Charlotten-Straße 88 | 09020423 – Knobelsdorffstraße 40, Mietshaus, Läden, 1890–1891 von A. Laegel |                                                                |
| 09020382 | Christstraße 1, 4/5, 7–10, 33–43 Danckelmannstraße 10/11, 13–21, 41–51 Knobelsdorffstraße 17–22, 24–50 Nehringstraße 1–6, 13, 34 Neufertstraße 4–14, 16 Seelingstraße 3–23, 24–26, 29–39, 42–49, 51–54, 56–60 Sophie-Charlotten-Straße 88/89 (Lage)                                                                                    | Mietshäuser, Ledigenheim Baudenkmale siehe: Christstraße 33, 34, 35, 36, 37, 39, 40 Danckelmannstraße 10, 21, 41, 46/47 Nehringstraße 1, 3, 3A Sophie-Charlotten-Straße 88 | 09020424 – Knobelsdorffstraße 42, Mietshaus, 1873–1874 von C. Johl |                                                                |
| 09020382 | Christstraße 1, 4/5, 7–10, 33–43 Danckelmannstraße 10/11, 13–21, 41–51 Knobelsdorffstraße 17–22, 24–50 Nehringstraße 1–6, 13, 34 Neufertstraße 4–14, 16 Seelingstraße 3–23, 24–26, 29–39, 42–49, 51–54, 56–60 Sophie-Charlotten-Straße 88/89 (Lage)                                                                                    | Mietshäuser, Ledigenheim Baudenkmale siehe: Christstraße 33, 34, 35, 36, 37, 39, 40 Danckelmannstraße 10, 21, 41, 46/47 Nehringstraße 1, 3, 3A Sophie-Charlotten-Straße 88 | 09020425 – Knobelsdorffstraße 44, Mietshaus, 1906–1907 von Hans Frank |                                                                |
| 09020382 | Christstraße 1, 4/5, 7–10, 33–43 Danckelmannstraße 10/11, 13–21, 41–51 Knobelsdorffstraße 17–22, 24–50 Nehringstraße 1–6, 13, 34 Neufertstraße 4–14, 16 Seelingstraße 3–23, 24–26, 29–39, 42–49, 51–54, 56–60 Sophie-Charlotten-Straße 88/89 (Lage)                                                                                    | Mietshäuser, Ledigenheim Baudenkmale siehe: Christstraße 33, 34, 35, 36, 37, 39, 40 Danckelmannstraße 10, 21, 41, 46/47 Nehringstraße 1, 3, 3A Sophie-Charlotten-Straße 88 | 09020426 – Knobelsdorffstraße 46, Mietshaus, Läden, 1889–1890 von H. Enders |                                                                |
| 09020382 | Christstraße 1, 4/5, 7–10, 33–43 Danckelmannstraße 10/11, 13–21, 41–51 Knobelsdorffstraße 17–22, 24–50 Nehringstraße 1–6, 13, 34 Neufertstraße 4–14, 16 Seelingstraße 3–23, 24–26, 29–39, 42–49, 51–54, 56–60 Sophie-Charlotten-Straße 88/89 (Lage)                                                                                    | Mietshäuser, Ledigenheim Baudenkmale siehe: Christstraße 33, 34, 35, 36, 37, 39, 40 Danckelmannstraße 10, 21, 41, 46/47 Nehringstraße 1, 3, 3A Sophie-Charlotten-Straße 88 | 09020427 – Knobelsdorffstraße 48, Mietshaus, Läden, 1889–1893 von H. Enders |                                                                |
| 09020382 | Christstraße 1, 4/5, 7–10, 33–43 Danckelmannstraße 10/11, 13–21, 41–51 Knobelsdorffstraße 17–22, 24–50 Nehringstraße 1–6, 13, 34 Neufertstraße 4–14, 16 Seelingstraße 3–23, 24–26, 29–39, 42–49, 51–54, 56–60 Sophie-Charlotten-Straße 88/89 (Lage)                                                                                    | Mietshäuser, Ledigenheim Baudenkmale siehe: Christstraße 33, 34, 35, 36, 37, 39, 40 Danckelmannstraße 10, 21, 41, 46/47 Nehringstraße 1, 3, 3A Sophie-Charlotten-Straße 88 | 09020428 – Knobelsdorffstraße 50, Mietshaus, Läden, 1891–1892 von H. Enders |                                                                |
| 09020382 | Christstraße 1, 4/5, 7–10, 33–43 Danckelmannstraße 10/11, 13–21, 41–51 Knobelsdorffstraße 17–22, 24–50 Nehringstraße 1–6, 13, 34 Neufertstraße 4–14, 16 Seelingstraße 3–23, 24–26, 29–39, 42–49, 51–54, 56–60 Sophie-Charlotten-Straße 88/89 (Lage)                                                                                    | Mietshäuser, Ledigenheim Baudenkmale siehe: Christstraße 33, 34, 35, 36, 37, 39, 40 Danckelmannstraße 10, 21, 41, 46/47 Nehringstraße 1, 3, 3A Sophie-Charlotten-Straße 88 | 09020429 – Nehringstraße 2, Mietshaus, Läden, 1903 von Hermann Fischer und Paul Schöne | Berlin-Charlottenburg Nehringstraße 2                          |
| 09020382 | Christstraße 1, 4/5, 7–10, 33–43 Danckelmannstraße 10/11, 13–21, 41–51 Knobelsdorffstraße 17–22, 24–50 Nehringstraße 1–6, 13, 34 Neufertstraße 4–14, 16 Seelingstraße 3–23, 24–26, 29–39, 42–49, 51–54, 56–60 Sophie-Charlotten-Straße 88/89 (Lage)                                                                                    | Mietshäuser, Ledigenheim Baudenkmale siehe: Christstraße 33, 34, 35, 36, 37, 39, 40 Danckelmannstraße 10, 21, 41, 46/47 Nehringstraße 1, 3, 3A Sophie-Charlotten-Straße 88 | 09020430 – Nehringstraße 4, Mietshaus, Läden, 1903–1904 von Carl König |                                                                |
| 09020382 | Christstraße 1, 4/5, 7–10, 33–43 Danckelmannstraße 10/11, 13–21, 41–51 Knobelsdorffstraße 17–22, 24–50 Nehringstraße 1–6, 13, 34 Neufertstraße 4–14, 16 Seelingstraße 3–23, 24–26, 29–39, 42–49, 51–54, 56–60 Sophie-Charlotten-Straße 88/89 (Lage)                                                                                    | Mietshäuser, Ledigenheim Baudenkmale siehe: Christstraße 33, 34, 35, 36, 37, 39, 40 Danckelmannstraße 10, 21, 41, 46/47 Nehringstraße 1, 3, 3A Sophie-Charlotten-Straße 88 | 09020431 – Nehringstraße 4A, Mietshaus, Läden, 1903–1905 von K. Zehmisch |                                                                |
| 09020382 | Christstraße 1, 4/5, 7–10, 33–43 Danckelmannstraße 10/11, 13–21, 41–51 Knobelsdorffstraße 17–22, 24–50 Nehringstraße 1–6, 13, 34 Neufertstraße 4–14, 16 Seelingstraße 3–23, 24–26, 29–39, 42–49, 51–54, 56–60 Sophie-Charlotten-Straße 88/89 (Lage)                                                                                    | Mietshäuser, Ledigenheim Baudenkmale siehe: Christstraße 33, 34, 35, 36, 37, 39, 40 Danckelmannstraße 10, 21, 41, 46/47 Nehringstraße 1, 3, 3A Sophie-Charlotten-Straße 88 | 09020432 – Nehringstraße 5, Mietshaus, Läden, 1888–1889 von E. Habel |                                                                |
| 09020382 | Christstraße 1, 4/5, 7–10, 33–43 Danckelmannstraße 10/11, 13–21, 41–51 Knobelsdorffstraße 17–22, 24–50 Nehringstraße 1–6, 13, 34 Neufertstraße 4–14, 16 Seelingstraße 3–23, 24–26, 29–39, 42–49, 51–54, 56–60 Sophie-Charlotten-Straße 88/89 (Lage)                                                                                    | Mietshäuser, Ledigenheim Baudenkmale siehe: Christstraße 33, 34, 35, 36, 37, 39, 40 Danckelmannstraße 10, 21, 41, 46/47 Nehringstraße 1, 3, 3A Sophie-Charlotten-Straße 88 | 09020433 – Nehringstraße 6, Mietshaus, Läden, 1888–1889 von Hermann Marunge |                                                                |
| 09020382 | Christstraße 1, 4/5, 7–10, 33–43 Danckelmannstraße 10/11, 13–21, 41–51 Knobelsdorffstraße 17–22, 24–50 Nehringstraße 1–6, 13, 34 Neufertstraße 4–14, 16 Seelingstraße 3–23, 24–26, 29–39, 42–49, 51–54, 56–60 Sophie-Charlotten-Straße 88/89 (Lage)                                                                                    | Mietshäuser, Ledigenheim Baudenkmale siehe: Christstraße 33, 34, 35, 36, 37, 39, 40 Danckelmannstraße 10, 21, 41, 46/47 Nehringstraße 1, 3, 3A Sophie-Charlotten-Straße 88 | 09020434 – Nehringstraße 13, Mietshaus, Läden, 1902–1903 von Walter Zander |                                                                |
| 09020382 | Christstraße 1, 4/5, 7–10, 33–43 Danckelmannstraße 10/11, 13–21, 41–51 Knobelsdorffstraße 17–22, 24–50 Nehringstraße 1–6, 13, 34 Neufertstraße 4–14, 16 Seelingstraße 3–23, 24–26, 29–39, 42–49, 51–54, 56–60 Sophie-Charlotten-Straße 88/89 (Lage)                                                                                    | Mietshäuser, Ledigenheim Baudenkmale siehe: Christstraße 33, 34, 35, 36, 37, 39, 40 Danckelmannstraße 10, 21, 41, 46/47 Nehringstraße 1, 3, 3A Sophie-Charlotten-Straße 88 | 09020435 – Nehringstraße 34 / Neufertstraße 13, Mietshaus, Läden, 1890–1891 von Wilhelm Schöltz | Berlin-Charlottenburg Nehringstraße 34                         |
| 09020382 | Christstraße 1, 4/5, 7–10, 33–43 Danckelmannstraße 10/11, 13–21, 41–51 Knobelsdorffstraße 17–22, 24–50 Nehringstraße 1–6, 13, 34 Neufertstraße 4–14, 16 Seelingstraße 3–23, 24–26, 29–39, 42–49, 51–54, 56–60 Sophie-Charlotten-Straße 88/89 (Lage)                                                                                    | Mietshäuser, Ledigenheim Baudenkmale siehe: Christstraße 33, 34, 35, 36, 37, 39, 40 Danckelmannstraße 10, 21, 41, 46/47 Nehringstraße 1, 3, 3A Sophie-Charlotten-Straße 88 | 09020436 – Neufertstraße 4, Mietshaus, Läden, 1889–1890 von Hermann Marunge |                                                                |
| 09020382 | Christstraße 1, 4/5, 7–10, 33–43 Danckelmannstraße 10/11, 13–21, 41–51 Knobelsdorffstraße 17–22, 24–50 Nehringstraße 1–6, 13, 34 Neufertstraße 4–14, 16 Seelingstraße 3–23, 24–26, 29–39, 42–49, 51–54, 56–60 Sophie-Charlotten-Straße 88/89 (Lage)                                                                                    | Mietshäuser, Ledigenheim Baudenkmale siehe: Christstraße 33, 34, 35, 36, 37, 39, 40 Danckelmannstraße 10, 21, 41, 46/47 Nehringstraße 1, 3, 3A Sophie-Charlotten-Straße 88 | 09020437 – Neufertstraße 5, Mietshaus, Läden, 1892–1895 von F. Nürnberg | Charlottenburg Neufertstraße 5                                 |
| 09020382 | Christstraße 1, 4/5, 7–10, 33–43 Danckelmannstraße 10/11, 13–21, 41–51 Knobelsdorffstraße 17–22, 24–50 Nehringstraße 1–6, 13, 34 Neufertstraße 4–14, 16 Seelingstraße 3–23, 24–26, 29–39, 42–49, 51–54, 56–60 Sophie-Charlotten-Straße 88/89 (Lage)                                                                                    | Mietshäuser, Ledigenheim Baudenkmale siehe: Christstraße 33, 34, 35, 36, 37, 39, 40 Danckelmannstraße 10, 21, 41, 46/47 Nehringstraße 1, 3, 3A Sophie-Charlotten-Straße 88 | 09020438 – Neufertstraße 6, Mietshaus, Läden, 1889–1890 von W. Schure |                                                                |
| 09020382 | Christstraße 1, 4/5, 7–10, 33–43 Danckelmannstraße 10/11, 13–21, 41–51 Knobelsdorffstraße 17–22, 24–50 Nehringstraße 1–6, 13, 34 Neufertstraße 4–14, 16 Seelingstraße 3–23, 24–26, 29–39, 42–49, 51–54, 56–60 Sophie-Charlotten-Straße 88/89 (Lage)                                                                                    | Mietshäuser, Ledigenheim Baudenkmale siehe: Christstraße 33, 34, 35, 36, 37, 39, 40 Danckelmannstraße 10, 21, 41, 46/47 Nehringstraße 1, 3, 3A Sophie-Charlotten-Straße 88 | 09020439 – Neufertstraße 7, Mietshaus, 1887 von Ernst George |                                                                |
| 09020382 | Christstraße 1, 4/5, 7–10, 33–43 Danckelmannstraße 10/11, 13–21, 41–51 Knobelsdorffstraße 17–22, 24–50 Nehringstraße 1–6, 13, 34 Neufertstraße 4–14, 16 Seelingstraße 3–23, 24–26, 29–39, 42–49, 51–54, 56–60 Sophie-Charlotten-Straße 88/89 (Lage)                                                                                    | Mietshäuser, Ledigenheim Baudenkmale siehe: Christstraße 33, 34, 35, 36, 37, 39, 40 Danckelmannstraße 10, 21, 41, 46/47 Nehringstraße 1, 3, 3A Sophie-Charlotten-Straße 88 | 09020440 – Neufertstraße 8, Mietshaus, 1889–1890 von W. Schure |                                                                |
| 09020382 | Christstraße 1, 4/5, 7–10, 33–43 Danckelmannstraße 10/11, 13–21, 41–51 Knobelsdorffstraße 17–22, 24–50 Nehringstraße 1–6, 13, 34 Neufertstraße 4–14, 16 Seelingstraße 3–23, 24–26, 29–39, 42–49, 51–54, 56–60 Sophie-Charlotten-Straße 88/89 (Lage)                                                                                    | Mietshäuser, Ledigenheim Baudenkmale siehe: Christstraße 33, 34, 35, 36, 37, 39, 40 Danckelmannstraße 10, 21, 41, 46/47 Nehringstraße 1, 3, 3A Sophie-Charlotten-Straße 88 | 09020441 – Neufertstraße 9, Mietshaus, 1894–1895 |                                                                |
| 09020382 | Christstraße 1, 4/5, 7–10, 33–43 Danckelmannstraße 10/11, 13–21, 41–51 Knobelsdorffstraße 17–22, 24–50 Nehringstraße 1–6, 13, 34 Neufertstraße 4–14, 16 Seelingstraße 3–23, 24–26, 29–39, 42–49, 51–54, 56–60 Sophie-Charlotten-Straße 88/89 (Lage)                                                                                    | Mietshäuser, Ledigenheim Baudenkmale siehe: Christstraße 33, 34, 35, 36, 37, 39, 40 Danckelmannstraße 10, 21, 41, 46/47 Nehringstraße 1, 3, 3A Sophie-Charlotten-Straße 88 | 09020442 – Neufertstraße 10, Mietshaus, Läden, 1891–1894 von Salow, Möller & Stegemann |                                                                |
| 09020382 | Christstraße 1, 4/5, 7–10, 33–43 Danckelmannstraße 10/11, 13–21, 41–51 Knobelsdorffstraße 17–22, 24–50 Nehringstraße 1–6, 13, 34 Neufertstraße 4–14, 16 Seelingstraße 3–23, 24–26, 29–39, 42–49, 51–54, 56–60 Sophie-Charlotten-Straße 88/89 (Lage)                                                                                    | Mietshäuser, Ledigenheim Baudenkmale siehe: Christstraße 33, 34, 35, 36, 37, 39, 40 Danckelmannstraße 10, 21, 41, 46/47 Nehringstraße 1, 3, 3A Sophie-Charlotten-Straße 88 | 09020443 – Neufertstraße 11, Mietshaus, 1884 |                                                                |
| 09020382 | Christstraße 1, 4/5, 7–10, 33–43 Danckelmannstraße 10/11, 13–21, 41–51 Knobelsdorffstraße 17–22, 24–50 Nehringstraße 1–6, 13, 34 Neufertstraße 4–14, 16 Seelingstraße 3–23, 24–26, 29–39, 42–49, 51–54, 56–60 Sophie-Charlotten-Straße 88/89 (Lage)                                                                                    | Mietshäuser, Ledigenheim Baudenkmale siehe: Christstraße 33, 34, 35, 36, 37, 39, 40 Danckelmannstraße 10, 21, 41, 46/47 Nehringstraße 1, 3, 3A Sophie-Charlotten-Straße 88 | 09020444 – Neufertstraße 12, Mietshaus, Läden, 1892–1893 von Salow, Möller & Stegemann | Berlin-Charlottenburg Neufertstraße 12                         |
| 09020382 | Christstraße 1, 4/5, 7–10, 33–43 Danckelmannstraße 10/11, 13–21, 41–51 Knobelsdorffstraße 17–22, 24–50 Nehringstraße 1–6, 13, 34 Neufertstraße 4–14, 16 Seelingstraße 3–23, 24–26, 29–39, 42–49, 51–54, 56–60 Sophie-Charlotten-Straße 88/89 (Lage)                                                                                    | Mietshäuser, Ledigenheim Baudenkmale siehe: Christstraße 33, 34, 35, 36, 37, 39, 40 Danckelmannstraße 10, 21, 41, 46/47 Nehringstraße 1, 3, 3A Sophie-Charlotten-Straße 88 | 09020445 – Neufertstraße 14, Mietshaus, Läden, 1890–1892 von Salow, Möller & Stegemann |                                                                |
| 09020382 | Christstraße 1, 4/5, 7–10, 33–43 Danckelmannstraße 10/11, 13–21, 41–51 Knobelsdorffstraße 17–22, 24–50 Nehringstraße 1–6, 13, 34 Neufertstraße 4–14, 16 Seelingstraße 3–23, 24–26, 29–39, 42–49, 51–54, 56–60 Sophie-Charlotten-Straße 88/89 (Lage)                                                                                    | Mietshäuser, Ledigenheim Baudenkmale siehe: Christstraße 33, 34, 35, 36, 37, 39, 40 Danckelmannstraße 10, 21, 41, 46/47 Nehringstraße 1, 3, 3A Sophie-Charlotten-Straße 88 | 09020446 – Neufertstraße 16, Mietshaus, Läden, 1890–1892 von Salow, Möller & Stegemann |                                                                |
| 09020382 | Christstraße 1, 4/5, 7–10, 33–43 Danckelmannstraße 10/11, 13–21, 41–51 Knobelsdorffstraße 17–22, 24–50 Nehringstraße 1–6, 13, 34 Neufertstraße 4–14, 16 Seelingstraße 3–23, 24–26, 29–39, 42–49, 51–54, 56–60 Sophie-Charlotten-Straße 88/89 (Lage)                                                                                    | Mietshäuser, Ledigenheim Baudenkmale siehe: Christstraße 33, 34, 35, 36, 37, 39, 40 Danckelmannstraße 10, 21, 41, 46/47 Nehringstraße 1, 3, 3A Sophie-Charlotten-Straße 88 | 09020447 – Seelingstraße 3, Mietshaus, Läden, 1888–1889 von Heinrich Salow; Umbau 1981 |                                                                |
| 09020382 | Christstraße 1, 4/5, 7–10, 33–43 Danckelmannstraße 10/11, 13–21, 41–51 Knobelsdorffstraße 17–22, 24–50 Nehringstraße 1–6, 13, 34 Neufertstraße 4–14, 16 Seelingstraße 3–23, 24–26, 29–39, 42–49, 51–54, 56–60 Sophie-Charlotten-Straße 88/89 (Lage)                                                                                    | Mietshäuser, Ledigenheim Baudenkmale siehe: Christstraße 33, 34, 35, 36, 37, 39, 40 Danckelmannstraße 10, 21, 41, 46/47 Nehringstraße 1, 3, 3A Sophie-Charlotten-Straße 88 | 09020448 – Seelingstraße 4, Mietshaus, Läden, 1889 von Hans Schulze |                                                                |
| 09020382 | Christstraße 1, 4/5, 7–10, 33–43 Danckelmannstraße 10/11, 13–21, 41–51 Knobelsdorffstraße 17–22, 24–50 Nehringstraße 1–6, 13, 34 Neufertstraße 4–14, 16 Seelingstraße 3–23, 24–26, 29–39, 42–49, 51–54, 56–60 Sophie-Charlotten-Straße 88/89 (Lage)                                                                                    | Mietshäuser, Ledigenheim Baudenkmale siehe: Christstraße 33, 34, 35, 36, 37, 39, 40 Danckelmannstraße 10, 21, 41, 46/47 Nehringstraße 1, 3, 3A Sophie-Charlotten-Straße 88 | 09020449 – Seelingstraße 5, Mietshaus, Läden, 1887–1888 von Heinrich Salow |                                                                |
| 09020382 | Christstraße 1, 4/5, 7–10, 33–43 Danckelmannstraße 10/11, 13–21, 41–51 Knobelsdorffstraße 17–22, 24–50 Nehringstraße 1–6, 13, 34 Neufertstraße 4–14, 16 Seelingstraße 3–23, 24–26, 29–39, 42–49, 51–54, 56–60 Sophie-Charlotten-Straße 88/89 (Lage)                                                                                    | Mietshäuser, Ledigenheim Baudenkmale siehe: Christstraße 33, 34, 35, 36, 37, 39, 40 Danckelmannstraße 10, 21, 41, 46/47 Nehringstraße 1, 3, 3A Sophie-Charlotten-Straße 88 | 09020450 – Seelingstraße 6, Mietshaus, Läden, 1889–1890 von Hans Schulze |                                                                |
| 09020382 | Christstraße 1, 4/5, 7–10, 33–43 Danckelmannstraße 10/11, 13–21, 41–51 Knobelsdorffstraße 17–22, 24–50 Nehringstraße 1–6, 13, 34 Neufertstraße 4–14, 16 Seelingstraße 3–23, 24–26, 29–39, 42–49, 51–54, 56–60 Sophie-Charlotten-Straße 88/89 (Lage)                                                                                    | Mietshäuser, Ledigenheim Baudenkmale siehe: Christstraße 33, 34, 35, 36, 37, 39, 40 Danckelmannstraße 10, 21, 41, 46/47 Nehringstraße 1, 3, 3A Sophie-Charlotten-Straße 88 | 09020451 – Seelingstraße 7, Mietshaus, Läden, 1887–1888 von Heinrich Salow |                                                                |
| 09020382 | Christstraße 1, 4/5, 7–10, 33–43 Danckelmannstraße 10/11, 13–21, 41–51 Knobelsdorffstraße 17–22, 24–50 Nehringstraße 1–6, 13, 34 Neufertstraße 4–14, 16 Seelingstraße 3–23, 24–26, 29–39, 42–49, 51–54, 56–60 Sophie-Charlotten-Straße 88/89 (Lage)                                                                                    | Mietshäuser, Ledigenheim Baudenkmale siehe: Christstraße 33, 34, 35, 36, 37, 39, 40 Danckelmannstraße 10, 21, 41, 46/47 Nehringstraße 1, 3, 3A Sophie-Charlotten-Straße 88 | 09020452 – Seelingstraße 8, Mietshaus, Läden, 1889–1890 von Hans Schulze und Carl Harnisch |                                                                |
| 09020382 | Christstraße 1, 4/5, 7–10, 33–43 Danckelmannstraße 10/11, 13–21, 41–51 Knobelsdorffstraße 17–22, 24–50 Nehringstraße 1–6, 13, 34 Neufertstraße 4–14, 16 Seelingstraße 3–23, 24–26, 29–39, 42–49, 51–54, 56–60 Sophie-Charlotten-Straße 88/89 (Lage)                                                                                    | Mietshäuser, Ledigenheim Baudenkmale siehe: Christstraße 33, 34, 35, 36, 37, 39, 40 Danckelmannstraße 10, 21, 41, 46/47 Nehringstraße 1, 3, 3A Sophie-Charlotten-Straße 88 | 09020453 – Seelingstraße 9, Mietshaus, Läden, 1888–1889 von Heinrich Salow |                                                                |
| 09020382 | Christstraße 1, 4/5, 7–10, 33–43 Danckelmannstraße 10/11, 13–21, 41–51 Knobelsdorffstraße 17–22, 24–50 Nehringstraße 1–6, 13, 34 Neufertstraße 4–14, 16 Seelingstraße 3–23, 24–26, 29–39, 42–49, 51–54, 56–60 Sophie-Charlotten-Straße 88/89 (Lage)                                                                                    | Mietshäuser, Ledigenheim Baudenkmale siehe: Christstraße 33, 34, 35, 36, 37, 39, 40 Danckelmannstraße 10, 21, 41, 46/47 Nehringstraße 1, 3, 3A Sophie-Charlotten-Straße 88 | 09020454 – Seelingstraße 10, Mietshaus, 1889–1890 von Hans Schulze |                                                                |
| 09020382 | Christstraße 1, 4/5, 7–10, 33–43 Danckelmannstraße 10/11, 13–21, 41–51 Knobelsdorffstraße 17–22, 24–50 Nehringstraße 1–6, 13, 34 Neufertstraße 4–14, 16 Seelingstraße 3–23, 24–26, 29–39, 42–49, 51–54, 56–60 Sophie-Charlotten-Straße 88/89 (Lage)                                                                                    | Mietshäuser, Ledigenheim Baudenkmale siehe: Christstraße 33, 34, 35, 36, 37, 39, 40 Danckelmannstraße 10, 21, 41, 46/47 Nehringstraße 1, 3, 3A Sophie-Charlotten-Straße 88 | 09020455 – Seelingstraße 11, Mietshaus, Läden, 1888–1889 von Salow, Möller & Stegemann |                                                                |
| 09020382 | Christstraße 1, 4/5, 7–10, 33–43 Danckelmannstraße 10/11, 13–21, 41–51 Knobelsdorffstraße 17–22, 24–50 Nehringstraße 1–6, 13, 34 Neufertstraße 4–14, 16 Seelingstraße 3–23, 24–26, 29–39, 42–49, 51–54, 56–60 Sophie-Charlotten-Straße 88/89 (Lage)                                                                                    | Mietshäuser, Ledigenheim Baudenkmale siehe: Christstraße 33, 34, 35, 36, 37, 39, 40 Danckelmannstraße 10, 21, 41, 46/47 Nehringstraße 1, 3, 3A Sophie-Charlotten-Straße 88 | 09020456 – Seelingstraße 12, Mietshaus, Läden, 1889–1890 von Hans Schulze |                                                                |
| 09020382 | Christstraße 1, 4/5, 7–10, 33–43 Danckelmannstraße 10/11, 13–21, 41–51 Knobelsdorffstraße 17–22, 24–50 Nehringstraße 1–6, 13, 34 Neufertstraße 4–14, 16 Seelingstraße 3–23, 24–26, 29–39, 42–49, 51–54, 56–60 Sophie-Charlotten-Straße 88/89 (Lage)                                                                                    | Mietshäuser, Ledigenheim Baudenkmale siehe: Christstraße 33, 34, 35, 36, 37, 39, 40 Danckelmannstraße 10, 21, 41, 46/47 Nehringstraße 1, 3, 3A Sophie-Charlotten-Straße 88 | 09020457 – Seelingstraße 13 / Nehringstraße, Mietshaus, Läden, 1888–1889 von Heinrich Salow |                                                                |
| 09020382 | Christstraße 1, 4/5, 7–10, 33–43 Danckelmannstraße 10/11, 13–21, 41–51 Knobelsdorffstraße 17–22, 24–50 Nehringstraße 1–6, 13, 34 Neufertstraße 4–14, 16 Seelingstraße 3–23, 24–26, 29–39, 42–49, 51–54, 56–60 Sophie-Charlotten-Straße 88/89 (Lage)                                                                                    | Mietshäuser, Ledigenheim Baudenkmale siehe: Christstraße 33, 34, 35, 36, 37, 39, 40 Danckelmannstraße 10, 21, 41, 46/47 Nehringstraße 1, 3, 3A Sophie-Charlotten-Straße 88 | 09020458 – Seelingstraße 14 / Nehringstraße, Mietshaus, Läden, 1899–1900 von Adolf Hornemann |                                                                |
| 09020382 | Christstraße 1, 4/5, 7–10, 33–43 Danckelmannstraße 10/11, 13–21, 41–51 Knobelsdorffstraße 17–22, 24–50 Nehringstraße 1–6, 13, 34 Neufertstraße 4–14, 16 Seelingstraße 3–23, 24–26, 29–39, 42–49, 51–54, 56–60 Sophie-Charlotten-Straße 88/89 (Lage)                                                                                    | Mietshäuser, Ledigenheim Baudenkmale siehe: Christstraße 33, 34, 35, 36, 37, 39, 40 Danckelmannstraße 10, 21, 41, 46/47 Nehringstraße 1, 3, 3A Sophie-Charlotten-Straße 88 | 09020459 – Seelingstraße 15 / Nehringstraße, Mietshaus, Läden, 1876–1877 von Ernst George |                                                                |
| 09020382 | Christstraße 1, 4/5, 7–10, 33–43 Danckelmannstraße 10/11, 13–21, 41–51 Knobelsdorffstraße 17–22, 24–50 Nehringstraße 1–6, 13, 34 Neufertstraße 4–14, 16 Seelingstraße 3–23, 24–26, 29–39, 42–49, 51–54, 56–60 Sophie-Charlotten-Straße 88/89 (Lage)                                                                                    | Mietshäuser, Ledigenheim Baudenkmale siehe: Christstraße 33, 34, 35, 36, 37, 39, 40 Danckelmannstraße 10, 21, 41, 46/47 Nehringstraße 1, 3, 3A Sophie-Charlotten-Straße 88 | 09020460 – Seelingstraße 16 / Nehringstraße, Mietshaus, Läden, Lokal, 1886–1887 von Wilhelm Schöltz |                                                                |
| 09020382 | Christstraße 1, 4/5, 7–10, 33–43 Danckelmannstraße 10/11, 13–21, 41–51 Knobelsdorffstraße 17–22, 24–50 Nehringstraße 1–6, 13, 34 Neufertstraße 4–14, 16 Seelingstraße 3–23, 24–26, 29–39, 42–49, 51–54, 56–60 Sophie-Charlotten-Straße 88/89 (Lage)                                                                                    | Mietshäuser, Ledigenheim Baudenkmale siehe: Christstraße 33, 34, 35, 36, 37, 39, 40 Danckelmannstraße 10, 21, 41, 46/47 Nehringstraße 1, 3, 3A Sophie-Charlotten-Straße 88 | 09020461 – Seelingstraße 17, Mietshaus, 1886 von E. Ehrlich |                                                                |
| 09020382 | Christstraße 1, 4/5, 7–10, 33–43 Danckelmannstraße 10/11, 13–21, 41–51 Knobelsdorffstraße 17–22, 24–50 Nehringstraße 1–6, 13, 34 Neufertstraße 4–14, 16 Seelingstraße 3–23, 24–26, 29–39, 42–49, 51–54, 56–60 Sophie-Charlotten-Straße 88/89 (Lage)                                                                                    | Mietshäuser, Ledigenheim Baudenkmale siehe: Christstraße 33, 34, 35, 36, 37, 39, 40 Danckelmannstraße 10, 21, 41, 46/47 Nehringstraße 1, 3, 3A Sophie-Charlotten-Straße 88 | 09020462 – Seelingstraße 18, Mietshaus, Läden, 1885 von Wilhelm Schöltz; Umbau 1950 |                                                                |
| 09020382 | Christstraße 1, 4/5, 7–10, 33–43 Danckelmannstraße 10/11, 13–21, 41–51 Knobelsdorffstraße 17–22, 24–50 Nehringstraße 1–6, 13, 34 Neufertstraße 4–14, 16 Seelingstraße 3–23, 24–26, 29–39, 42–49, 51–54, 56–60 Sophie-Charlotten-Straße 88/89 (Lage)                                                                                    | Mietshäuser, Ledigenheim Baudenkmale siehe: Christstraße 33, 34, 35, 36, 37, 39, 40 Danckelmannstraße 10, 21, 41, 46/47 Nehringstraße 1, 3, 3A Sophie-Charlotten-Straße 88 | 09020463 – Seelingstraße 19, Mietshaus, um 1891 |                                                                |
| 09020382 | Christstraße 1, 4/5, 7–10, 33–43 Danckelmannstraße 10/11, 13–21, 41–51 Knobelsdorffstraße 17–22, 24–50 Nehringstraße 1–6, 13, 34 Neufertstraße 4–14, 16 Seelingstraße 3–23, 24–26, 29–39, 42–49, 51–54, 56–60 Sophie-Charlotten-Straße 88/89 (Lage)                                                                                    | Mietshäuser, Ledigenheim Baudenkmale siehe: Christstraße 33, 34, 35, 36, 37, 39, 40 Danckelmannstraße 10, 21, 41, 46/47 Nehringstraße 1, 3, 3A Sophie-Charlotten-Straße 88 | 09020464 – Seelingstraße 20, Mietshaus, Läden, 1891–1892 von H. Enders |                                                                |
| 09020382 | Christstraße 1, 4/5, 7–10, 33–43 Danckelmannstraße 10/11, 13–21, 41–51 Knobelsdorffstraße 17–22, 24–50 Nehringstraße 1–6, 13, 34 Neufertstraße 4–14, 16 Seelingstraße 3–23, 24–26, 29–39, 42–49, 51–54, 56–60 Sophie-Charlotten-Straße 88/89 (Lage)                                                                                    | Mietshäuser, Ledigenheim Baudenkmale siehe: Christstraße 33, 34, 35, 36, 37, 39, 40 Danckelmannstraße 10, 21, 41, 46/47 Nehringstraße 1, 3, 3A Sophie-Charlotten-Straße 88 | 09020465 – Seelingstraße 21, Mietshaus, 1897–1898 von R. Schmidt |                                                                |
| 09020382 | Christstraße 1, 4/5, 7–10, 33–43 Danckelmannstraße 10/11, 13–21, 41–51 Knobelsdorffstraße 17–22, 24–50 Nehringstraße 1–6, 13, 34 Neufertstraße 4–14, 16 Seelingstraße 3–23, 24–26, 29–39, 42–49, 51–54, 56–60 Sophie-Charlotten-Straße 88/89 (Lage)                                                                                    | Mietshäuser, Ledigenheim Baudenkmale siehe: Christstraße 33, 34, 35, 36, 37, 39, 40 Danckelmannstraße 10, 21, 41, 46/47 Nehringstraße 1, 3, 3A Sophie-Charlotten-Straße 88 | 09020466 – Seelingstraße 22, Mietshaus, Läden, 1891–1892 von H. Enders |                                                                |
| 09020382 | Christstraße 1, 4/5, 7–10, 33–43 Danckelmannstraße 10/11, 13–21, 41–51 Knobelsdorffstraße 17–22, 24–50 Nehringstraße 1–6, 13, 34 Neufertstraße 4–14, 16 Seelingstraße 3–23, 24–26, 29–39, 42–49, 51–54, 56–60 Sophie-Charlotten-Straße 88/89 (Lage)                                                                                    | Mietshäuser, Ledigenheim Baudenkmale siehe: Christstraße 33, 34, 35, 36, 37, 39, 40 Danckelmannstraße 10, 21, 41, 46/47 Nehringstraße 1, 3, 3A Sophie-Charlotten-Straße 88 | 09020467 – Seelingstraße 23, Mietshaus, 1873–1876 von Fr. Sydow und L. Zeitler |                                                                |
| 09020382 | Christstraße 1, 4/5, 7–10, 33–43 Danckelmannstraße 10/11, 13–21, 41–51 Knobelsdorffstraße 17–22, 24–50 Nehringstraße 1–6, 13, 34 Neufertstraße 4–14, 16 Seelingstraße 3–23, 24–26, 29–39, 42–49, 51–54, 56–60 Sophie-Charlotten-Straße 88/89 (Lage)                                                                                    | Mietshäuser, Ledigenheim Baudenkmale siehe: Christstraße 33, 34, 35, 36, 37, 39, 40 Danckelmannstraße 10, 21, 41, 46/47 Nehringstraße 1, 3, 3A Sophie-Charlotten-Straße 88 | 09020468 – Seelingstraße 24/26, Mietshaus, Läden, 1904 von Hermann Gericke |                                                                |
| 09020382 | Christstraße 1, 4/5, 7–10, 33–43 Danckelmannstraße 10/11, 13–21, 41–51 Knobelsdorffstraße 17–22, 24–50 Nehringstraße 1–6, 13, 34 Neufertstraße 4–14, 16 Seelingstraße 3–23, 24–26, 29–39, 42–49, 51–54, 56–60 Sophie-Charlotten-Straße 88/89 (Lage)                                                                                    | Mietshäuser, Ledigenheim Baudenkmale siehe: Christstraße 33, 34, 35, 36, 37, 39, 40 Danckelmannstraße 10, 21, 41, 46/47 Nehringstraße 1, 3, 3A Sophie-Charlotten-Straße 88 | 09020469 – Seelingstraße 29, Mietshaus, Läden, 1886–1887 von Alfred Schrobsdorff |                                                                |
| 09020382 | Christstraße 1, 4/5, 7–10, 33–43 Danckelmannstraße 10/11, 13–21, 41–51 Knobelsdorffstraße 17–22, 24–50 Nehringstraße 1–6, 13, 34 Neufertstraße 4–14, 16 Seelingstraße 3–23, 24–26, 29–39, 42–49, 51–54, 56–60 Sophie-Charlotten-Straße 88/89 (Lage)                                                                                    | Mietshäuser, Ledigenheim Baudenkmale siehe: Christstraße 33, 34, 35, 36, 37, 39, 40 Danckelmannstraße 10, 21, 41, 46/47 Nehringstraße 1, 3, 3A Sophie-Charlotten-Straße 88 | 09020470 – Seelingstraße 31, Mietshaus, Läden, 1896–1897 von Albert Schulze |                                                                |
| 09020382 | Christstraße 1, 4/5, 7–10, 33–43 Danckelmannstraße 10/11, 13–21, 41–51 Knobelsdorffstraße 17–22, 24–50 Nehringstraße 1–6, 13, 34 Neufertstraße 4–14, 16 Seelingstraße 3–23, 24–26, 29–39, 42–49, 51–54, 56–60 Sophie-Charlotten-Straße 88/89 (Lage)                                                                                    | Mietshäuser, Ledigenheim Baudenkmale siehe: Christstraße 33, 34, 35, 36, 37, 39, 40 Danckelmannstraße 10, 21, 41, 46/47 Nehringstraße 1, 3, 3A Sophie-Charlotten-Straße 88 | 09020471 – Seelingstraße 33, Mietshaus, 1877–1878 von Ernst George |                                                                |
| 09020382 | Christstraße 1, 4/5, 7–10, 33–43 Danckelmannstraße 10/11, 13–21, 41–51 Knobelsdorffstraße 17–22, 24–50 Nehringstraße 1–6, 13, 34 Neufertstraße 4–14, 16 Seelingstraße 3–23, 24–26, 29–39, 42–49, 51–54, 56–60 Sophie-Charlotten-Straße 88/89 (Lage)                                                                                    | Mietshäuser, Ledigenheim Baudenkmale siehe: Christstraße 33, 34, 35, 36, 37, 39, 40 Danckelmannstraße 10, 21, 41, 46/47 Nehringstraße 1, 3, 3A Sophie-Charlotten-Straße 88 | 09020472 – Seelingstraße 35, Mietshaus, 1877–1878 von Ernst George |                                                                |
| 09020382 | Christstraße 1, 4/5, 7–10, 33–43 Danckelmannstraße 10/11, 13–21, 41–51 Knobelsdorffstraße 17–22, 24–50 Nehringstraße 1–6, 13, 34 Neufertstraße 4–14, 16 Seelingstraße 3–23, 24–26, 29–39, 42–49, 51–54, 56–60 Sophie-Charlotten-Straße 88/89 (Lage)                                                                                    | Mietshäuser, Ledigenheim Baudenkmale siehe: Christstraße 33, 34, 35, 36, 37, 39, 40 Danckelmannstraße 10, 21, 41, 46/47 Nehringstraße 1, 3, 3A Sophie-Charlotten-Straße 88 | 09020473 – Seelingstraße 37, Mietshaus, 1887–1888 von Franz Kemnitz |                                                                |
| 09020382 | Christstraße 1, 4/5, 7–10, 33–43 Danckelmannstraße 10/11, 13–21, 41–51 Knobelsdorffstraße 17–22, 24–50 Nehringstraße 1–6, 13, 34 Neufertstraße 4–14, 16 Seelingstraße 3–23, 24–26, 29–39, 42–49, 51–54, 56–60 Sophie-Charlotten-Straße 88/89 (Lage)                                                                                    | Mietshäuser, Ledigenheim Baudenkmale siehe: Christstraße 33, 34, 35, 36, 37, 39, 40 Danckelmannstraße 10, 21, 41, 46/47 Nehringstraße 1, 3, 3A Sophie-Charlotten-Straße 88 | 09020474 – Seelingstraße 43, Mietshaus, Läden, 1887–1888 von Franz Kemnitz |                                                                |
| 09020382 | Christstraße 1, 4/5, 7–10, 33–43 Danckelmannstraße 10/11, 13–21, 41–51 Knobelsdorffstraße 17–22, 24–50 Nehringstraße 1–6, 13, 34 Neufertstraße 4–14, 16 Seelingstraße 3–23, 24–26, 29–39, 42–49, 51–54, 56–60 Sophie-Charlotten-Straße 88/89 (Lage)                                                                                    | Mietshäuser, Ledigenheim Baudenkmale siehe: Christstraße 33, 34, 35, 36, 37, 39, 40 Danckelmannstraße 10, 21, 41, 46/47 Nehringstraße 1, 3, 3A Sophie-Charlotten-Straße 88 | 09020475 – Seelingstraße 44, Mietshaus, 1885 von A. Laegel |                                                                |
| 09020382 | Christstraße 1, 4/5, 7–10, 33–43 Danckelmannstraße 10/11, 13–21, 41–51 Knobelsdorffstraße 17–22, 24–50 Nehringstraße 1–6, 13, 34 Neufertstraße 4–14, 16 Seelingstraße 3–23, 24–26, 29–39, 42–49, 51–54, 56–60 Sophie-Charlotten-Straße 88/89 (Lage)                                                                                    | Mietshäuser, Ledigenheim Baudenkmale siehe: Christstraße 33, 34, 35, 36, 37, 39, 40 Danckelmannstraße 10, 21, 41, 46/47 Nehringstraße 1, 3, 3A Sophie-Charlotten-Straße 88 | 09020476 – Seelingstraße 45, Mietshaus, 1886–1889 von C. Matz |                                                                |
| 09020382 | Christstraße 1, 4/5, 7–10, 33–43 Danckelmannstraße 10/11, 13–21, 41–51 Knobelsdorffstraße 17–22, 24–50 Nehringstraße 1–6, 13, 34 Neufertstraße 4–14, 16 Seelingstraße 3–23, 24–26, 29–39, 42–49, 51–54, 56–60 Sophie-Charlotten-Straße 88/89 (Lage)                                                                                    | Mietshäuser, Ledigenheim Baudenkmale siehe: Christstraße 33, 34, 35, 36, 37, 39, 40 Danckelmannstraße 10, 21, 41, 46/47 Nehringstraße 1, 3, 3A Sophie-Charlotten-Straße 88 | 09020477 – Seelingstraße 46, Mietshaus, 1885 von A. Laegel und Wilhelm Schöltz |                                                                |
| 09020382 | Christstraße 1, 4/5, 7–10, 33–43 Danckelmannstraße 10/11, 13–21, 41–51 Knobelsdorffstraße 17–22, 24–50 Nehringstraße 1–6, 13, 34 Neufertstraße 4–14, 16 Seelingstraße 3–23, 24–26, 29–39, 42–49, 51–54, 56–60 Sophie-Charlotten-Straße 88/89 (Lage)                                                                                    | Mietshäuser, Ledigenheim Baudenkmale siehe: Christstraße 33, 34, 35, 36, 37, 39, 40 Danckelmannstraße 10, 21, 41, 46/47 Nehringstraße 1, 3, 3A Sophie-Charlotten-Straße 88 | 09020478 – Seelingstraße 47–49, Mietshaus, 1887–1888 von C. Matz |                                                                |
| 09020382 | Christstraße 1, 4/5, 7–10, 33–43 Danckelmannstraße 10/11, 13–21, 41–51 Knobelsdorffstraße 17–22, 24–50 Nehringstraße 1–6, 13, 34 Neufertstraße 4–14, 16 Seelingstraße 3–23, 24–26, 29–39, 42–49, 51–54, 56–60 Sophie-Charlotten-Straße 88/89 (Lage)                                                                                    | Mietshäuser, Ledigenheim Baudenkmale siehe: Christstraße 33, 34, 35, 36, 37, 39, 40 Danckelmannstraße 10, 21, 41, 46/47 Nehringstraße 1, 3, 3A Sophie-Charlotten-Straße 88 | 09020479 – Seelingstraße 48, Mietshaus, 1884–1885 von Ernst George |                                                                |
| 09020382 | Christstraße 1, 4/5, 7–10, 33–43 Danckelmannstraße 10/11, 13–21, 41–51 Knobelsdorffstraße 17–22, 24–50 Nehringstraße 1–6, 13, 34 Neufertstraße 4–14, 16 Seelingstraße 3–23, 24–26, 29–39, 42–49, 51–54, 56–60 Sophie-Charlotten-Straße 88/89 (Lage)                                                                                    | Mietshäuser, Ledigenheim Baudenkmale siehe: Christstraße 33, 34, 35, 36, 37, 39, 40 Danckelmannstraße 10, 21, 41, 46/47 Nehringstraße 1, 3, 3A Sophie-Charlotten-Straße 88 | 09020480 – Seelingstraße 51–53, Mietshaus, 1886–1887 von G. Schümann und Hermann Keim |                                                                |
| 09020382 | Christstraße 1, 4/5, 7–10, 33–43 Danckelmannstraße 10/11, 13–21, 41–51 Knobelsdorffstraße 17–22, 24–50 Nehringstraße 1–6, 13, 34 Neufertstraße 4–14, 16 Seelingstraße 3–23, 24–26, 29–39, 42–49, 51–54, 56–60 Sophie-Charlotten-Straße 88/89 (Lage)                                                                                    | Mietshäuser, Ledigenheim Baudenkmale siehe: Christstraße 33, 34, 35, 36, 37, 39, 40 Danckelmannstraße 10, 21, 41, 46/47 Nehringstraße 1, 3, 3A Sophie-Charlotten-Straße 88 | 09020481 – Seelingstraße 52, Mietshaus, 1872–1873 von L. Mertens |                                                                |
| 09020382 | Christstraße 1, 4/5, 7–10, 33–43 Danckelmannstraße 10/11, 13–21, 41–51 Knobelsdorffstraße 17–22, 24–50 Nehringstraße 1–6, 13, 34 Neufertstraße 4–14, 16 Seelingstraße 3–23, 24–26, 29–39, 42–49, 51–54, 56–60 Sophie-Charlotten-Straße 88/89 (Lage)                                                                                    | Mietshäuser, Ledigenheim Baudenkmale siehe: Christstraße 33, 34, 35, 36, 37, 39, 40 Danckelmannstraße 10, 21, 41, 46/47 Nehringstraße 1, 3, 3A Sophie-Charlotten-Straße 88 | 09020482 – Seelingstraße 54, Mietshaus, 1877–1878 von Ernst George und L. Mertens; erweitert 1883–1884 |                                                                |
| 09020382 | Christstraße 1, 4/5, 7–10, 33–43 Danckelmannstraße 10/11, 13–21, 41–51 Knobelsdorffstraße 17–22, 24–50 Nehringstraße 1–6, 13, 34 Neufertstraße 4–14, 16 Seelingstraße 3–23, 24–26, 29–39, 42–49, 51–54, 56–60 Sophie-Charlotten-Straße 88/89 (Lage)                                                                                    | Mietshäuser, Ledigenheim Baudenkmale siehe: Christstraße 33, 34, 35, 36, 37, 39, 40 Danckelmannstraße 10, 21, 41, 46/47 Nehringstraße 1, 3, 3A Sophie-Charlotten-Straße 88 | 09020483 – Seelingstraße 56, Mietshaus, 1878–1879 von Hermann Marunge |                                                                |
| 09020382 | Christstraße 1, 4/5, 7–10, 33–43 Danckelmannstraße 10/11, 13–21, 41–51 Knobelsdorffstraße 17–22, 24–50 Nehringstraße 1–6, 13, 34 Neufertstraße 4–14, 16 Seelingstraße 3–23, 24–26, 29–39, 42–49, 51–54, 56–60 Sophie-Charlotten-Straße 88/89 (Lage)                                                                                    | Mietshäuser, Ledigenheim Baudenkmale siehe: Christstraße 33, 34, 35, 36, 37, 39, 40 Danckelmannstraße 10, 21, 41, 46/47 Nehringstraße 1, 3, 3A Sophie-Charlotten-Straße 88 | 09020484 – Seelingstraße 57, Mietshaus, 1885–1886 von B. Ludwig |                                                                |
| 09020382 | Christstraße 1, 4/5, 7–10, 33–43 Danckelmannstraße 10/11, 13–21, 41–51 Knobelsdorffstraße 17–22, 24–50 Nehringstraße 1–6, 13, 34 Neufertstraße 4–14, 16 Seelingstraße 3–23, 24–26, 29–39, 42–49, 51–54, 56–60 Sophie-Charlotten-Straße 88/89 (Lage)                                                                                    | Mietshäuser, Ledigenheim Baudenkmale siehe: Christstraße 33, 34, 35, 36, 37, 39, 40 Danckelmannstraße 10, 21, 41, 46/47 Nehringstraße 1, 3, 3A Sophie-Charlotten-Straße 88 | 09020485 – Seelingstraße 58, Mietshaus, Läden, 1889–1890 von Alfred Schrobsdorff |                                                                |
| 09020382 | Christstraße 1, 4/5, 7–10, 33–43 Danckelmannstraße 10/11, 13–21, 41–51 Knobelsdorffstraße 17–22, 24–50 Nehringstraße 1–6, 13, 34 Neufertstraße 4–14, 16 Seelingstraße 3–23, 24–26, 29–39, 42–49, 51–54, 56–60 Sophie-Charlotten-Straße 88/89 (Lage)                                                                                    | Mietshäuser, Ledigenheim Baudenkmale siehe: Christstraße 33, 34, 35, 36, 37, 39, 40 Danckelmannstraße 10, 21, 41, 46/47 Nehringstraße 1, 3, 3A Sophie-Charlotten-Straße 88 | 09020486 – Sophie-Charlotten-Straße 89 / Seelingstraße 60, Mietshaus, Läden, 1885 von Alfred Schrobsdorff |                                                                |
| 09020505 | Christstraße 17–20, 22–29 Sophie-Charlotten-Straße 96 (Lage) | Mietshäuser Baudenkmal siehe: Christstraße 18 | Gasleuchten im Straßenraum |                                                                |
| 09020505 | Christstraße 17–20, 22–29 Sophie-Charlotten-Straße 96 (Lage) | Mietshäuser Baudenkmal siehe: Christstraße 18 | Weitere Bestandteile des Ensembles: |                                                                |
| 09020505 | Christstraße 17–20, 22–29 Sophie-Charlotten-Straße 96 (Lage) | Mietshäuser Baudenkmal siehe: Christstraße 18 | 09020506 – Christstraße 17, Mietshaus, 1875–1876 von L. Mertens |                                                                |
| 09020505 | Christstraße 17–20, 22–29 Sophie-Charlotten-Straße 96 (Lage) | Mietshäuser Baudenkmal siehe: Christstraße 18 | 09020508 – Christstraße 19, Mietshaus, 1883–1884 von Ernst Gerhardt |                                                                |
| 09020505 | Christstraße 17–20, 22–29 Sophie-Charlotten-Straße 96 (Lage) | Mietshäuser Baudenkmal siehe: Christstraße 18 | 09020509 – Christstraße 20, Mietshaus, Läden, 1887–1888 von Blankenberg |                                                                |
| 09020505 | Christstraße 17–20, 22–29 Sophie-Charlotten-Straße 96 (Lage) | Mietshäuser Baudenkmal siehe: Christstraße 18 | 09020510 – Christstraße 22, Mietshaus, 1874–1875 von L. Mertens |                                                                |
| 09020505 | Christstraße 17–20, 22–29 Sophie-Charlotten-Straße 96 (Lage) | Mietshäuser Baudenkmal siehe: Christstraße 18 | 09020511 – Christstraße 23, Mietshaus, 1879 von W. Schmetzdorff und Wilhelm Schöltz |                                                                |
| 09020505 | Christstraße 17–20, 22–29 Sophie-Charlotten-Straße 96 (Lage) | Mietshäuser Baudenkmal siehe: Christstraße 18 | 09020512 – Christstraße 24, Mietshaus, 1879 von Hermann Marunge und W. Schmetzdorff |                                                                |
| 09020505 | Christstraße 17–20, 22–29 Sophie-Charlotten-Straße 96 (Lage) | Mietshäuser Baudenkmal siehe: Christstraße 18 | 09020513 – Christstraße 25, Mietshaus, 1879–1880 von Ernst Schuffenhauer |                                                                |
| 09020505 | Christstraße 17–20, 22–29 Sophie-Charlotten-Straße 96 (Lage) | Mietshäuser Baudenkmal siehe: Christstraße 18 | 09020514 – Christstraße 26, Mietshaus, 1874–1875 von F. Mair Rolph |                                                                |
| 09020505 | Christstraße 17–20, 22–29 Sophie-Charlotten-Straße 96 (Lage) | Mietshäuser Baudenkmal siehe: Christstraße 18 | 09020515 – Christstraße 27, Mietshaus, 1876 von L. Mertens |                                                                |
| 09020505 | Christstraße 17–20, 22–29 Sophie-Charlotten-Straße 96 (Lage) | Mietshäuser Baudenkmal siehe: Christstraße 18 | 09020516 – Christstraße 28, Mietshaus, 1872–1874 von Ernst Schuffenhauer |                                                                |
| 09020505 | Christstraße 17–20, 22–29 Sophie-Charlotten-Straße 96 (Lage) | Mietshäuser Baudenkmal siehe: Christstraße 18 | 09020517 – Christstraße 29, Mietshaus, 1876 von Ernst Schuffenhauer |                                                                |
| 09020505 | Christstraße 17–20, 22–29 Sophie-Charlotten-Straße 96 (Lage) | Mietshäuser Baudenkmal siehe: Christstraße 18 | 09020518 – Sophie-Charlotten-Straße 96, Mietshaus, Läden, 1886–1887 von Ernst George |                                                                |
| 09020519 | Dernburgstraße 2–4, 12–14 Dernburgplatz (Lage) | Mietshäuser und Kaskade Baudenkmal siehe: Dernburgstraße 2–4 Gartendenkmal siehe: Lietzenseeufer | Weiterer Bestandteil des Ensembles: | Weiterer Bestandteil des Ensembles:                            |
| 09020519 | Dernburgstraße 2–4, 12–14 Dernburgplatz (Lage) | Mietshäuser und Kaskade Baudenkmal siehe: Dernburgstraße 2–4 Gartendenkmal siehe: Lietzenseeufer | 09020521 – Dernburgstraße 12–14, Mietshaus, 1906–1907 von Ernst Brüll; Wiederaufbau, 1951-1952 von Georg Becker |                                                                |
| 09020527 | Ernst-Reuter-Platz 2–10 Bismarckstraße Hardenbergstraße Marchstraße Otto-Suhr-Allee Schillerstraße Straße des 17. Juni 152 (Lage) | Technische Universität & Technische Hochschule (ehemals), Platzanlage nach städtebaulichem Entwurf Gesamtanlage siehe: U-Bahn-Linie 1 & 2 Baudenkmale siehe: Hardenbergstraße Ernst-Reuter-Platz 2, 7, 8, 9/10 Straße des 17. Juni 152 Gartendenkmal siehe: Ernst-Reuter-Platz                                                                                             | von Bernhard Hermkes 1955–1957 mit Büro- und Institutsgebäuden | von Bernhard Hermkes 1955–1957 mit Büro- und Institutsgebäuden |
| 09020527 | Ernst-Reuter-Platz 2–10 Bismarckstraße Hardenbergstraße Marchstraße Otto-Suhr-Allee Schillerstraße Straße des 17. Juni 152 (Lage) | Technische Universität & Technische Hochschule (ehemals), Platzanlage nach städtebaulichem Entwurf Gesamtanlage siehe: U-Bahn-Linie 1 & 2 Baudenkmale siehe: Hardenbergstraße Ernst-Reuter-Platz 2, 7, 8, 9/10 Straße des 17. Juni 152 Gartendenkmal siehe: Ernst-Reuter-Platz                                                                                             | Weitere Bestandteile des Ensembles: |                                                                |
| 09020527 | Ernst-Reuter-Platz 2–10 Bismarckstraße Hardenbergstraße Marchstraße Otto-Suhr-Allee Schillerstraße Straße des 17. Juni 152 (Lage) | Technische Universität & Technische Hochschule (ehemals), Platzanlage nach städtebaulichem Entwurf Gesamtanlage siehe: U-Bahn-Linie 1 & 2 Baudenkmale siehe: Hardenbergstraße Ernst-Reuter-Platz 2, 7, 8, 9/10 Straße des 17. Juni 152 Gartendenkmal siehe: Ernst-Reuter-Platz                                                                                             | 09010155 – vor Straße des 17. Juni 152, Die Flamme, Bronzeskulptur, 1963 von Bernhard Heiliger | Skulptur Die Flamme                                            |
| 09020527 | Ernst-Reuter-Platz 2–10 Bismarckstraße Hardenbergstraße Marchstraße Otto-Suhr-Allee Schillerstraße Straße des 17. Juni 152 (Lage) | Technische Universität & Technische Hochschule (ehemals), Platzanlage nach städtebaulichem Entwurf Gesamtanlage siehe: U-Bahn-Linie 1 & 2 Baudenkmale siehe: Hardenbergstraße Ernst-Reuter-Platz 2, 7, 8, 9/10 Straße des 17. Juni 152 Gartendenkmal siehe: Ernst-Reuter-Platz                                                                                             | 09011000 – vor Ernst-Reuter-Platz 1, Wachsende Flügel, Bronzeskulptur, 1963 von Karl Hartung | Skulptur Wachsende Flügel                                      |
| 09020527 | Ernst-Reuter-Platz 2–10 Bismarckstraße Hardenbergstraße Marchstraße Otto-Suhr-Allee Schillerstraße Straße des 17. Juni 152 (Lage) | Technische Universität & Technische Hochschule (ehemals), Platzanlage nach städtebaulichem Entwurf Gesamtanlage siehe: U-Bahn-Linie 1 & 2 Baudenkmale siehe: Hardenbergstraße Ernst-Reuter-Platz 2, 7, 8, 9/10 Straße des 17. Juni 152 Gartendenkmal siehe: Ernst-Reuter-Platz                                                                                             | 09020529 – Ernst-Reuter-Platz 3–5, Bürohaus, 1971–1974 von Geber & Risse |                                                                |
| 09020527 | Ernst-Reuter-Platz 2–10 Bismarckstraße Hardenbergstraße Marchstraße Otto-Suhr-Allee Schillerstraße Straße des 17. Juni 152 (Lage) | Technische Universität & Technische Hochschule (ehemals), Platzanlage nach städtebaulichem Entwurf Gesamtanlage siehe: U-Bahn-Linie 1 & 2 Baudenkmale siehe: Hardenbergstraße Ernst-Reuter-Platz 2, 7, 8, 9/10 Straße des 17. Juni 152 Gartendenkmal siehe: Ernst-Reuter-Platz                                                                                             | 09020530 – Ernst-Reuter-Platz 6, Bürohaus, 1969–1974 von Bernhard Binder |                                                                |
| 09020535 | Fasanenstraße 22–26, 28–30, 68–74 (Lage) | Villen und Mietshäuser Baudenkmale siehe: Fasanenstraße 23, 25, 26, 70, 71, 73 Gartendenkmale siehe: Fasanenstraße 23, 24, 25 | Weitere Bestandteile des Ensembles: | Weitere Bestandteile des Ensembles:                            |
| 09020535 | Fasanenstraße 22–26, 28–30, 68–74 (Lage) | Villen und Mietshäuser Baudenkmale siehe: Fasanenstraße 23, 25, 26, 70, 71, 73 Gartendenkmale siehe: Fasanenstraße 23, 24, 25 | 09020536 – Fasanenstraße 22, Mietshaus, 1899–1900 von Ferdinand Döbler; Umbau 1949 |                                                                |
| 09020535 | Fasanenstraße 22–26, 28–30, 68–74 (Lage) | Villen und Mietshäuser Baudenkmale siehe: Fasanenstraße 23, 25, 26, 70, 71, 73 Gartendenkmale siehe: Fasanenstraße 23, 24, 25 | 09096055 – Fasanenstraße vor Nr. 23, Blechlitfaßsäule, wohl um 1925, 1986 umgestellt |                                                                |
| 09020535 | Fasanenstraße 22–26, 28–30, 68–74 (Lage) | Villen und Mietshäuser Baudenkmale siehe: Fasanenstraße 23, 25, 26, 70, 71, 73 Gartendenkmale siehe: Fasanenstraße 23, 24, 25 | 09020538 – Fasanenstraße 24, Mietshaus, 1871 von L. Mertens; Umbauten 1888 von August Orth, 1896 von Wilhelm Klopsch, 1911 von Breslauer & Salinger, 1917 von Ernst Lessing (siehe auch Gartendenkmal Fasanenstraße 24) | Käthe-Kollwitz-Museum Fasanenstraße 24                         |
| 09020535 | Fasanenstraße 22–26, 28–30, 68–74 (Lage) | Villen und Mietshäuser Baudenkmale siehe: Fasanenstraße 23, 25, 26, 70, 71, 73 Gartendenkmale siehe: Fasanenstraße 23, 24, 25 | 09020541 – Fasanenstraße 28, Mietshaus, Laden, 1898–1899 von Julius Schossow; Umbau 1979 und 1982 |                                                                |
| 09020535 | Fasanenstraße 22–26, 28–30, 68–74 (Lage) | Villen und Mietshäuser Baudenkmale siehe: Fasanenstraße 23, 25, 26, 70, 71, 73 Gartendenkmale siehe: Fasanenstraße 23, 24, 25 | 09020542 – Fasanenstraße 29, Mietshaus, 1898–1899 von Julius Schossow |                                                                |
| 09020535 | Fasanenstraße 22–26, 28–30, 68–74 (Lage) | Villen und Mietshäuser Baudenkmale siehe: Fasanenstraße 23, 25, 26, 70, 71, 73 Gartendenkmale siehe: Fasanenstraße 23, 24, 25 | 09020543 – Fasanenstraße 30, Mietshaus, 1901–1902 von Bernhard Hellwag und Alfred Schrobsdorff |                                                                |
| 09020535 | Fasanenstraße 22–26, 28–30, 68–74 (Lage) | Villen und Mietshäuser Baudenkmale siehe: Fasanenstraße 23, 25, 26, 70, 71, 73 Gartendenkmale siehe: Fasanenstraße 23, 24, 25 | 09020544 – Fasanenstraße 68, Mietshaus, 1899–1900 von Samuel Fritz Goldmann |                                                                |
| 09020535 | Fasanenstraße 22–26, 28–30, 68–74 (Lage) | Villen und Mietshäuser Baudenkmale siehe: Fasanenstraße 23, 25, 26, 70, 71, 73 Gartendenkmale siehe: Fasanenstraße 23, 24, 25 | 09020545 – Fasanenstraße 69, Mietshaus, Läden, 1899–1900 von Samuel Fritz Goldmann |                                                                |
| 09020535 | Fasanenstraße 22–26, 28–30, 68–74 (Lage) | Villen und Mietshäuser Baudenkmale siehe: Fasanenstraße 23, 25, 26, 70, 71, 73 Gartendenkmale siehe: Fasanenstraße 23, 24, 25 | 09020546 – Fasanenstraße 72, Mietshaus, 1898 von Samuel Fritz Goldmann |                                                                |
| 09020535 | Fasanenstraße 22–26, 28–30, 68–74 (Lage) | Villen und Mietshäuser Baudenkmale siehe: Fasanenstraße 23, 25, 26, 70, 71, 73 Gartendenkmale siehe: Fasanenstraße 23, 24, 25 | 09020547 – Fasanenstraße 74, Mietshaus, 1898 von Hermann Bröseke |                                                                |
| 09020551 | Franklinstraße 11–15A, 22 Helmholtzstraße 11/12 (Lage) | ehem. Bleicherei und Maschinenfabrik Fr. Gebauer Gesamtanlage siehe: Franklinstraße 11–15A | Weiterer Bestandteil des Ensembles: | Weiterer Bestandteil des Ensembles:                            |
| 09020551 | Franklinstraße 11–15A, 22 Helmholtzstraße 11/12 (Lage) | ehem. Bleicherei und Maschinenfabrik Fr. Gebauer Gesamtanlage siehe: Franklinstraße 11–15A | 09020552 – Franklinstraße 22 / Helmholtzstraße 11/12, Fabrik- und Lagergebäude, 1910–1911 von Hermann Enders und Julius Lichtenstein                                                                                    |                                                                |
| 09020553 | Gardes-du-Corps-Straße 1/2, 4–6, 9–14, 16 Sophie-Charlotten-Straße 23A, 99–101 (Lage) | Mietshäuser | Gasleuchten im Straßenraum |                                                                |
| 09020553 | Gardes-du-Corps-Straße 1/2, 4–6, 9–14, 16 Sophie-Charlotten-Straße 23A, 99–101 (Lage) | Mietshäuser | Bestandteile des Ensembles: |                                                                |
| 09020553 | Gardes-du-Corps-Straße 1/2, 4–6, 9–14, 16 Sophie-Charlotten-Straße 23A, 99–101 (Lage) | Mietshäuser | 09020554 – Gardes-du-Corps-Straße 1, Mietshaus, 1888–1889 von Adolf Dietz und Gustav Hildebrand |                                                                |
| 09020553 | Gardes-du-Corps-Straße 1/2, 4–6, 9–14, 16 Sophie-Charlotten-Straße 23A, 99–101 (Lage) | Mietshäuser | 09020555 – Gardes-du-Corps-Straße 2, Mietshaus, Läden, 1900–1901 von Paul Schöltz; Umbau 1987 |                                                                |
| 09020553 | Gardes-du-Corps-Straße 1/2, 4–6, 9–14, 16 Sophie-Charlotten-Straße 23A, 99–101 (Lage) | Mietshäuser | 09020556 – Gardes-du-Corps-Straße 4, Mietshaus, Läden, 1892–1893 von Hans Schulze |                                                                |
| 09020553 | Gardes-du-Corps-Straße 1/2, 4–6, 9–14, 16 Sophie-Charlotten-Straße 23A, 99–101 (Lage) | Mietshäuser | 09020557 – Gardes-du-Corps-Straße 5, Mietshaus, Läden, 1892–1893 von Max Bartsch |                                                                |
| 09020553 | Gardes-du-Corps-Straße 1/2, 4–6, 9–14, 16 Sophie-Charlotten-Straße 23A, 99–101 (Lage) | Mietshäuser | 09020558 – Gardes-du-Corps-Straße 6, Mietshaus, Läden, 1891–1892 von Ernst George |                                                                |
| 09020553 | Gardes-du-Corps-Straße 1/2, 4–6, 9–14, 16 Sophie-Charlotten-Straße 23A, 99–101 (Lage) | Mietshäuser | 09020559 – Gardes-du-Corps-Straße 9, Mietshaus, Läden, 1892–1893 von Ernst George | GareduCorpsstr.9                                               |
| 09020553 | Gardes-du-Corps-Straße 1/2, 4–6, 9–14, 16 Sophie-Charlotten-Straße 23A, 99–101 (Lage) | Mietshäuser | 09020560 – Gardes-du-Corps-Straße 10 / Sophie-Charlotte-Straße, Mietshaus, Läden, 1882 von Gustav Weyhe |                                                                |
| 09020553 | Gardes-du-Corps-Straße 1/2, 4–6, 9–14, 16 Sophie-Charlotten-Straße 23A, 99–101 (Lage) | Mietshäuser | 09020561 – Gardes-du-Corps-Straße 11, Mietshaus, 1888–1889 von F. Freiersleben |                                                                |
| 09020553 | Gardes-du-Corps-Straße 1/2, 4–6, 9–14, 16 Sophie-Charlotten-Straße 23A, 99–101 (Lage) | Mietshäuser | 09020562 – Gardes-du-Corps-Straße 12, Mietshaus, 1889 von Ewald Götze |                                                                |
| 09020553 | Gardes-du-Corps-Straße 1/2, 4–6, 9–14, 16 Sophie-Charlotten-Straße 23A, 99–101 (Lage) | Mietshäuser | 09020563 – Gardes-du-Corps-Straße 13, Mietshaus, Läden, 1889–1892 von A. Knüpfer |                                                                |
| 09020553 | Gardes-du-Corps-Straße 1/2, 4–6, 9–14, 16 Sophie-Charlotten-Straße 23A, 99–101 (Lage) | Mietshäuser | 09020564 – Gardes-du-Corps-Straße 14, Mietshaus, Läden, 1888–1889 von Maass |                                                                |
| 09020553 | Gardes-du-Corps-Straße 1/2, 4–6, 9–14, 16 Sophie-Charlotten-Straße 23A, 99–101 (Lage) | Mietshäuser | 09020565 – Gardes-du-Corps-Straße 16, Mietshaus, Läden, 1889–1890 von Ernst George |                                                                |
| 09020553 | Gardes-du-Corps-Straße 1/2, 4–6, 9–14, 16 Sophie-Charlotten-Straße 23A, 99–101 (Lage) | Mietshäuser | 09020567 – Sophie-Charlotten-Straße 23A / Am Bahnhof Westend, Mietshaus, Lokal, 1887–1888 von Ernst George | SophieCharlottestr.23                                          |
| 09020553 | Gardes-du-Corps-Straße 1/2, 4–6, 9–14, 16 Sophie-Charlotten-Straße 23A, 99–101 (Lage) | Mietshäuser | 09020568 – Sophie-Charlotten-Straße 99, Mietshaus, Läden, 1888–1889 von J. Ebel | SophieCharlottestr.99                                          |
| 09020553 | Gardes-du-Corps-Straße 1/2, 4–6, 9–14, 16 Sophie-Charlotten-Straße 23A, 99–101 (Lage) | Mietshäuser | 09020566 – Sophie-Charlotten-Straße 100 / Gardes-du-Corps-Straße 10A, Mietshaus, 1887–1888 von Ernst George | SophieCharlottestr.100                                         |
| 09020553 | Gardes-du-Corps-Straße 1/2, 4–6, 9–14, 16 Sophie-Charlotten-Straße 23A, 99–101 (Lage) | Mietshäuser | 09020569 – Sophie-Charlotten-Straße 101, Mietshaus, 1881–1882 von Ernst George |                                                                |
| 09020570 | Giesebrechtstraße 5–8, 13–15 Clausewitzstraße 9 Sybelstraße 64 (Lage) | Mietshäuser Baudenkmal siehe: Giesebrechtstraße 6 | Weitere Bestandteile des Ensembles: | Weitere Bestandteile des Ensembles:                            |
| 09020570 | Giesebrechtstraße 5–8, 13–15 Clausewitzstraße 9 Sybelstraße 64 (Lage) | Mietshäuser Baudenkmal siehe: Giesebrechtstraße 6 | 09020571 – Giesebrechtstraße 5 / Clausewitzstraße 9, Mietshaus, Läden, 1904–1905 von Theodor Jaretzki | Berlin-Charlottenburg Giesebrechtstraße 5-001                  |
| 09020570 | Giesebrechtstraße 5–8, 13–15 Clausewitzstraße 9 Sybelstraße 64 (Lage) | Mietshäuser Baudenkmal siehe: Giesebrechtstraße 6 | 09020573 – Giesebrechtstraße 7, Mietshaus, 1904–1905 von Julius Schossow | Berlin-Charlottenburg Giesebrechtstraße 7                      |
| 09020570 | Giesebrechtstraße 5–8, 13–15 Clausewitzstraße 9 Sybelstraße 64 (Lage) | Mietshäuser Baudenkmal siehe: Giesebrechtstraße 6 | 09020574 – Giesebrechtstraße 8, Mietshaus, um 1905 | Berlin-Charlottenburg Giesebrechtstraße 8                      |
| 09020570 | Giesebrechtstraße 5–8, 13–15 Clausewitzstraße 9 Sybelstraße 64 (Lage) | Mietshäuser Baudenkmal siehe: Giesebrechtstraße 6 | 09020575 – Giesebrechtstraße 13, Mietshaus, 1905–1906 von Willibald Kübler | Berlin-Charlottenburg Giesebrechtstraße 13                     |
| 09020570 | Giesebrechtstraße 5–8, 13–15 Clausewitzstraße 9 Sybelstraße 64 (Lage) | Mietshäuser Baudenkmal siehe: Giesebrechtstraße 6 | 09020576 – Giesebrechtstraße 14, Mietshaus, 1905–1906 von Wilhelm Melling | Berlin-Charlottenburg Giesebrechtstraße 14                     |
| 09020570 | Giesebrechtstraße 5–8, 13–15 Clausewitzstraße 9 Sybelstraße 64 (Lage) | Mietshäuser Baudenkmal siehe: Giesebrechtstraße 6 | 09020577 – Giesebrechtstraße 15 / Sybelstraße 64, Mietshaus, Läden, 1904–1905 von Walter Zander | Berlin-Charlottenburg Giesebrechtstraße 15                     |
| 09020578 | Hardenbergstraße 9/10 (Lage) | Mietshäuser Baudenkmale siehe: Hardenbergstraße 9A, 10 | Weiterer Bestandteil des Ensembles: | Weiterer Bestandteil des Ensembles:                            |
| 09020578 | Hardenbergstraße 9/10 (Lage) | Mietshäuser Baudenkmale siehe: Hardenbergstraße 9A, 10 | 09020579 – Hardenbergstraße 9, Mietshaus (Fassade, Portal), 1905–1906 von Curt und Arthur Reimer | Berlin-Charlottenburg Hardenbergstraße 9                       |
| 09020582 | Haubachstraße 1–31 Behaimstraße 1/2, 4, 6, 13, 15–25 Gierkeplatz 2–4, 6–8, 9–11, 12 Gierkezeile 27–33, 34–38, 39, 40, 42 Richard-Wagner-Platz 5 Richard-Wagner-Straße 37, 39, 43–51, 54, 55, 57 Schustehrusstraße 1, 11–17, 18–22 Thrasoltstraße 5, 7, 10, 11–15, 16, 17–25 Wilmersdorfer Straße 8A–23, 152A, 155–158, 161, 162 (Lage) | Kirche, ehem. Schule, Mietshäuser mit Gasleuchten und Betonlitfaßsäule im Straßenraum Gesamtanlage siehe: Haubachstraße 13–15 Baudenkmale siehe: Gierkeplatz, 2/4 Gierkezeile 29, 32, 39 Haubachstraße 4, 6, 8, 9, 16, 17–19 Richard-Wagner-Platz 5 Richard-Wagner-Straße 45, 47 Schustehrusstraße 13 Thrasoltstraße 10, 15, 17, 25 Wilmersdorfer Straße 9, 15, 17, 19, 23 | Gasleuchten |                                                                |
| 09020582 | Haubachstraße 1–31 Behaimstraße 1/2, 4, 6, 13, 15–25 Gierkeplatz 2–4, 6–8, 9–11, 12 Gierkezeile 27–33, 34–38, 39, 40, 42 Richard-Wagner-Platz 5 Richard-Wagner-Straße 37, 39, 43–51, 54, 55, 57 Schustehrusstraße 1, 11–17, 18–22 Thrasoltstraße 5, 7, 10, 11–15, 16, 17–25 Wilmersdorfer Straße 8A–23, 152A, 155–158, 161, 162 (Lage) | Kirche, ehem. Schule, Mietshäuser mit Gasleuchten und Betonlitfaßsäule im Straßenraum Gesamtanlage siehe: Haubachstraße 13–15 Baudenkmale siehe: Gierkeplatz, 2/4 Gierkezeile 29, 32, 39 Haubachstraße 4, 6, 8, 9, 16, 17–19 Richard-Wagner-Platz 5 Richard-Wagner-Straße 45, 47 Schustehrusstraße 13 Thrasoltstraße 10, 15, 17, 25 Wilmersdorfer Straße 9, 15, 17, 19, 23 | Betonlitfaßsäule |                                                                |
| 09020582 | Haubachstraße 1–31 Behaimstraße 1/2, 4, 6, 13, 15–25 Gierkeplatz 2–4, 6–8, 9–11, 12 Gierkezeile 27–33, 34–38, 39, 40, 42 Richard-Wagner-Platz 5 Richard-Wagner-Straße 37, 39, 43–51, 54, 55, 57 Schustehrusstraße 1, 11–17, 18–22 Thrasoltstraße 5, 7, 10, 11–15, 16, 17–25 Wilmersdorfer Straße 8A–23, 152A, 155–158, 161, 162 (Lage) | Kirche, ehem. Schule, Mietshäuser mit Gasleuchten und Betonlitfaßsäule im Straßenraum Gesamtanlage siehe: Haubachstraße 13–15 Baudenkmale siehe: Gierkeplatz, 2/4 Gierkezeile 29, 32, 39 Haubachstraße 4, 6, 8, 9, 16, 17–19 Richard-Wagner-Platz 5 Richard-Wagner-Straße 45, 47 Schustehrusstraße 13 Thrasoltstraße 10, 15, 17, 25 Wilmersdorfer Straße 9, 15, 17, 19, 23 | Weitere Bestandteile des Ensembles: |                                                                |
| 09020582 | Haubachstraße 1–31 Behaimstraße 1/2, 4, 6, 13, 15–25 Gierkeplatz 2–4, 6–8, 9–11, 12 Gierkezeile 27–33, 34–38, 39, 40, 42 Richard-Wagner-Platz 5 Richard-Wagner-Straße 37, 39, 43–51, 54, 55, 57 Schustehrusstraße 1, 11–17, 18–22 Thrasoltstraße 5, 7, 10, 11–15, 16, 17–25 Wilmersdorfer Straße 8A–23, 152A, 155–158, 161, 162 (Lage) | Kirche, ehem. Schule, Mietshäuser mit Gasleuchten und Betonlitfaßsäule im Straßenraum Gesamtanlage siehe: Haubachstraße 13–15 Baudenkmale siehe: Gierkeplatz, 2/4 Gierkezeile 29, 32, 39 Haubachstraße 4, 6, 8, 9, 16, 17–19 Richard-Wagner-Platz 5 Richard-Wagner-Straße 45, 47 Schustehrusstraße 13 Thrasoltstraße 10, 15, 17, 25 Wilmersdorfer Straße 9, 15, 17, 19, 23 | 09020583 – Behaimstraße 4, Mietshaus, Läden, 1895–1896 von Alfred Schrobsdorff |                                                                |
| 09020582 | Haubachstraße 1–31 Behaimstraße 1/2, 4, 6, 13, 15–25 Gierkeplatz 2–4, 6–8, 9–11, 12 Gierkezeile 27–33, 34–38, 39, 40, 42 Richard-Wagner-Platz 5 Richard-Wagner-Straße 37, 39, 43–51, 54, 55, 57 Schustehrusstraße 1, 11–17, 18–22 Thrasoltstraße 5, 7, 10, 11–15, 16, 17–25 Wilmersdorfer Straße 8A–23, 152A, 155–158, 161, 162 (Lage) | Kirche, ehem. Schule, Mietshäuser mit Gasleuchten und Betonlitfaßsäule im Straßenraum Gesamtanlage siehe: Haubachstraße 13–15 Baudenkmale siehe: Gierkeplatz, 2/4 Gierkezeile 29, 32, 39 Haubachstraße 4, 6, 8, 9, 16, 17–19 Richard-Wagner-Platz 5 Richard-Wagner-Straße 45, 47 Schustehrusstraße 13 Thrasoltstraße 10, 15, 17, 25 Wilmersdorfer Straße 9, 15, 17, 19, 23 | 09020584 – Behaimstraße 13, Mietshaus, Läden, 1884–1885 von Robert Schneckenberg, Umbau 1931 (Glasgang im Innenhof) |                                                                |
| 09020582 | Haubachstraße 1–31 Behaimstraße 1/2, 4, 6, 13, 15–25 Gierkeplatz 2–4, 6–8, 9–11, 12 Gierkezeile 27–33, 34–38, 39, 40, 42 Richard-Wagner-Platz 5 Richard-Wagner-Straße 37, 39, 43–51, 54, 55, 57 Schustehrusstraße 1, 11–17, 18–22 Thrasoltstraße 5, 7, 10, 11–15, 16, 17–25 Wilmersdorfer Straße 8A–23, 152A, 155–158, 161, 162 (Lage) | Kirche, ehem. Schule, Mietshäuser mit Gasleuchten und Betonlitfaßsäule im Straßenraum Gesamtanlage siehe: Haubachstraße 13–15 Baudenkmale siehe: Gierkeplatz, 2/4 Gierkezeile 29, 32, 39 Haubachstraße 4, 6, 8, 9, 16, 17–19 Richard-Wagner-Platz 5 Richard-Wagner-Straße 45, 47 Schustehrusstraße 13 Thrasoltstraße 10, 15, 17, 25 Wilmersdorfer Straße 9, 15, 17, 19, 23 | 09020585 – Behaimstraße 17, Mietshaus, Läden, 1905–1906 von Hermann Heider |                                                                |
| 09020582 | Haubachstraße 1–31 Behaimstraße 1/2, 4, 6, 13, 15–25 Gierkeplatz 2–4, 6–8, 9–11, 12 Gierkezeile 27–33, 34–38, 39, 40, 42 Richard-Wagner-Platz 5 Richard-Wagner-Straße 37, 39, 43–51, 54, 55, 57 Schustehrusstraße 1, 11–17, 18–22 Thrasoltstraße 5, 7, 10, 11–15, 16, 17–25 Wilmersdorfer Straße 8A–23, 152A, 155–158, 161, 162 (Lage) | Kirche, ehem. Schule, Mietshäuser mit Gasleuchten und Betonlitfaßsäule im Straßenraum Gesamtanlage siehe: Haubachstraße 13–15 Baudenkmale siehe: Gierkeplatz, 2/4 Gierkezeile 29, 32, 39 Haubachstraße 4, 6, 8, 9, 16, 17–19 Richard-Wagner-Platz 5 Richard-Wagner-Straße 45, 47 Schustehrusstraße 13 Thrasoltstraße 10, 15, 17, 25 Wilmersdorfer Straße 9, 15, 17, 19, 23 | 09020586 – Behaimstraße 18, Mietshaus, Läden, 1895–1896 von A. Reimann |                                                                |
| 09020582 | Haubachstraße 1–31 Behaimstraße 1/2, 4, 6, 13, 15–25 Gierkeplatz 2–4, 6–8, 9–11, 12 Gierkezeile 27–33, 34–38, 39, 40, 42 Richard-Wagner-Platz 5 Richard-Wagner-Straße 37, 39, 43–51, 54, 55, 57 Schustehrusstraße 1, 11–17, 18–22 Thrasoltstraße 5, 7, 10, 11–15, 16, 17–25 Wilmersdorfer Straße 8A–23, 152A, 155–158, 161, 162 (Lage) | Kirche, ehem. Schule, Mietshäuser mit Gasleuchten und Betonlitfaßsäule im Straßenraum Gesamtanlage siehe: Haubachstraße 13–15 Baudenkmale siehe: Gierkeplatz, 2/4 Gierkezeile 29, 32, 39 Haubachstraße 4, 6, 8, 9, 16, 17–19 Richard-Wagner-Platz 5 Richard-Wagner-Straße 45, 47 Schustehrusstraße 13 Thrasoltstraße 10, 15, 17, 25 Wilmersdorfer Straße 9, 15, 17, 19, 23 | 09020587 – Behaimstraße 19, Mietshaus, Läden, 1894–1895 von Reinhold Kleiber und A. Reimann |                                                                |
| 09020582 | Haubachstraße 1–31 Behaimstraße 1/2, 4, 6, 13, 15–25 Gierkeplatz 2–4, 6–8, 9–11, 12 Gierkezeile 27–33, 34–38, 39, 40, 42 Richard-Wagner-Platz 5 Richard-Wagner-Straße 37, 39, 43–51, 54, 55, 57 Schustehrusstraße 1, 11–17, 18–22 Thrasoltstraße 5, 7, 10, 11–15, 16, 17–25 Wilmersdorfer Straße 8A–23, 152A, 155–158, 161, 162 (Lage) | Kirche, ehem. Schule, Mietshäuser mit Gasleuchten und Betonlitfaßsäule im Straßenraum Gesamtanlage siehe: Haubachstraße 13–15 Baudenkmale siehe: Gierkeplatz, 2/4 Gierkezeile 29, 32, 39 Haubachstraße 4, 6, 8, 9, 16, 17–19 Richard-Wagner-Platz 5 Richard-Wagner-Straße 45, 47 Schustehrusstraße 13 Thrasoltstraße 10, 15, 17, 25 Wilmersdorfer Straße 9, 15, 17, 19, 23 | 09020588 – Behaimstraße 20, Mietshaus, Läden, 1895–1896 von A. Reimann |                                                                |
| 09020582 | Haubachstraße 1–31 Behaimstraße 1/2, 4, 6, 13, 15–25 Gierkeplatz 2–4, 6–8, 9–11, 12 Gierkezeile 27–33, 34–38, 39, 40, 42 Richard-Wagner-Platz 5 Richard-Wagner-Straße 37, 39, 43–51, 54, 55, 57 Schustehrusstraße 1, 11–17, 18–22 Thrasoltstraße 5, 7, 10, 11–15, 16, 17–25 Wilmersdorfer Straße 8A–23, 152A, 155–158, 161, 162 (Lage) | Kirche, ehem. Schule, Mietshäuser mit Gasleuchten und Betonlitfaßsäule im Straßenraum Gesamtanlage siehe: Haubachstraße 13–15 Baudenkmale siehe: Gierkeplatz, 2/4 Gierkezeile 29, 32, 39 Haubachstraße 4, 6, 8, 9, 16, 17–19 Richard-Wagner-Platz 5 Richard-Wagner-Straße 45, 47 Schustehrusstraße 13 Thrasoltstraße 10, 15, 17, 25 Wilmersdorfer Straße 9, 15, 17, 19, 23 | 09020589 – Behaimstraße 21, Mietshaus, Läden, 1888 von Alfred Schrobsdorff |                                                                |
| 09020582 | Haubachstraße 1–31 Behaimstraße 1/2, 4, 6, 13, 15–25 Gierkeplatz 2–4, 6–8, 9–11, 12 Gierkezeile 27–33, 34–38, 39, 40, 42 Richard-Wagner-Platz 5 Richard-Wagner-Straße 37, 39, 43–51, 54, 55, 57 Schustehrusstraße 1, 11–17, 18–22 Thrasoltstraße 5, 7, 10, 11–15, 16, 17–25 Wilmersdorfer Straße 8A–23, 152A, 155–158, 161, 162 (Lage) | Kirche, ehem. Schule, Mietshäuser mit Gasleuchten und Betonlitfaßsäule im Straßenraum Gesamtanlage siehe: Haubachstraße 13–15 Baudenkmale siehe: Gierkeplatz, 2/4 Gierkezeile 29, 32, 39 Haubachstraße 4, 6, 8, 9, 16, 17–19 Richard-Wagner-Platz 5 Richard-Wagner-Straße 45, 47 Schustehrusstraße 13 Thrasoltstraße 10, 15, 17, 25 Wilmersdorfer Straße 9, 15, 17, 19, 23 | 09020590 – Behaimstraße 23, Mietshaus, 1883–1884 von Ernst George |                                                                |
| 09020582 | Haubachstraße 1–31 Behaimstraße 1/2, 4, 6, 13, 15–25 Gierkeplatz 2–4, 6–8, 9–11, 12 Gierkezeile 27–33, 34–38, 39, 40, 42 Richard-Wagner-Platz 5 Richard-Wagner-Straße 37, 39, 43–51, 54, 55, 57 Schustehrusstraße 1, 11–17, 18–22 Thrasoltstraße 5, 7, 10, 11–15, 16, 17–25 Wilmersdorfer Straße 8A–23, 152A, 155–158, 161, 162 (Lage) | Kirche, ehem. Schule, Mietshäuser mit Gasleuchten und Betonlitfaßsäule im Straßenraum Gesamtanlage siehe: Haubachstraße 13–15 Baudenkmale siehe: Gierkeplatz, 2/4 Gierkezeile 29, 32, 39 Haubachstraße 4, 6, 8, 9, 16, 17–19 Richard-Wagner-Platz 5 Richard-Wagner-Straße 45, 47 Schustehrusstraße 13 Thrasoltstraße 10, 15, 17, 25 Wilmersdorfer Straße 9, 15, 17, 19, 23 | 09020591 – Gierkeplatz 9–11, Mietshaus, Läden, 1903–1904 von Heinrich Mittag |                                                                |
| 09020582 | Haubachstraße 1–31 Behaimstraße 1/2, 4, 6, 13, 15–25 Gierkeplatz 2–4, 6–8, 9–11, 12 Gierkezeile 27–33, 34–38, 39, 40, 42 Richard-Wagner-Platz 5 Richard-Wagner-Straße 37, 39, 43–51, 54, 55, 57 Schustehrusstraße 1, 11–17, 18–22 Thrasoltstraße 5, 7, 10, 11–15, 16, 17–25 Wilmersdorfer Straße 8A–23, 152A, 155–158, 161, 162 (Lage) | Kirche, ehem. Schule, Mietshäuser mit Gasleuchten und Betonlitfaßsäule im Straßenraum Gesamtanlage siehe: Haubachstraße 13–15 Baudenkmale siehe: Gierkeplatz, 2/4 Gierkezeile 29, 32, 39 Haubachstraße 4, 6, 8, 9, 16, 17–19 Richard-Wagner-Platz 5 Richard-Wagner-Straße 45, 47 Schustehrusstraße 13 Thrasoltstraße 10, 15, 17, 25 Wilmersdorfer Straße 9, 15, 17, 19, 23 | 09020592 – Gierkeplatz 12 / Gierkezeile 42, Mietshaus, Läden, Garagen, 1914–1915 von Gebr. Blumann und Grünberg |                                                                |
| 09020582 | Haubachstraße 1–31 Behaimstraße 1/2, 4, 6, 13, 15–25 Gierkeplatz 2–4, 6–8, 9–11, 12 Gierkezeile 27–33, 34–38, 39, 40, 42 Richard-Wagner-Platz 5 Richard-Wagner-Straße 37, 39, 43–51, 54, 55, 57 Schustehrusstraße 1, 11–17, 18–22 Thrasoltstraße 5, 7, 10, 11–15, 16, 17–25 Wilmersdorfer Straße 8A–23, 152A, 155–158, 161, 162 (Lage) | Kirche, ehem. Schule, Mietshäuser mit Gasleuchten und Betonlitfaßsäule im Straßenraum Gesamtanlage siehe: Haubachstraße 13–15 Baudenkmale siehe: Gierkeplatz, 2/4 Gierkezeile 29, 32, 39 Haubachstraße 4, 6, 8, 9, 16, 17–19 Richard-Wagner-Platz 5 Richard-Wagner-Straße 45, 47 Schustehrusstraße 13 Thrasoltstraße 10, 15, 17, 25 Wilmersdorfer Straße 9, 15, 17, 19, 23 | 09020594 – Gierkezeile 31, Mietshaus, 1888–1889 von Wilhelm Schöltz |                                                                |
| 09020582 | Haubachstraße 1–31 Behaimstraße 1/2, 4, 6, 13, 15–25 Gierkeplatz 2–4, 6–8, 9–11, 12 Gierkezeile 27–33, 34–38, 39, 40, 42 Richard-Wagner-Platz 5 Richard-Wagner-Straße 37, 39, 43–51, 54, 55, 57 Schustehrusstraße 1, 11–17, 18–22 Thrasoltstraße 5, 7, 10, 11–15, 16, 17–25 Wilmersdorfer Straße 8A–23, 152A, 155–158, 161, 162 (Lage) | Kirche, ehem. Schule, Mietshäuser mit Gasleuchten und Betonlitfaßsäule im Straßenraum Gesamtanlage siehe: Haubachstraße 13–15 Baudenkmale siehe: Gierkeplatz, 2/4 Gierkezeile 29, 32, 39 Haubachstraße 4, 6, 8, 9, 16, 17–19 Richard-Wagner-Platz 5 Richard-Wagner-Straße 45, 47 Schustehrusstraße 13 Thrasoltstraße 10, 15, 17, 25 Wilmersdorfer Straße 9, 15, 17, 19, 23 | 09020593 – Gierkezeile 33, Mietshaus, Läden, 1907–1908 von Alexander Haase |                                                                |
| 09020582 | Haubachstraße 1–31 Behaimstraße 1/2, 4, 6, 13, 15–25 Gierkeplatz 2–4, 6–8, 9–11, 12 Gierkezeile 27–33, 34–38, 39, 40, 42 Richard-Wagner-Platz 5 Richard-Wagner-Straße 37, 39, 43–51, 54, 55, 57 Schustehrusstraße 1, 11–17, 18–22 Thrasoltstraße 5, 7, 10, 11–15, 16, 17–25 Wilmersdorfer Straße 8A–23, 152A, 155–158, 161, 162 (Lage) | Kirche, ehem. Schule, Mietshäuser mit Gasleuchten und Betonlitfaßsäule im Straßenraum Gesamtanlage siehe: Haubachstraße 13–15 Baudenkmale siehe: Gierkeplatz, 2/4 Gierkezeile 29, 32, 39 Haubachstraße 4, 6, 8, 9, 16, 17–19 Richard-Wagner-Platz 5 Richard-Wagner-Straße 45, 47 Schustehrusstraße 13 Thrasoltstraße 10, 15, 17, 25 Wilmersdorfer Straße 9, 15, 17, 19, 23 | 09020595 – Gierkezeile 34, Mietshaus, 1884 von L. Seelig und Gustav Weyhe |                                                                |
| 09020582 | Haubachstraße 1–31 Behaimstraße 1/2, 4, 6, 13, 15–25 Gierkeplatz 2–4, 6–8, 9–11, 12 Gierkezeile 27–33, 34–38, 39, 40, 42 Richard-Wagner-Platz 5 Richard-Wagner-Straße 37, 39, 43–51, 54, 55, 57 Schustehrusstraße 1, 11–17, 18–22 Thrasoltstraße 5, 7, 10, 11–15, 16, 17–25 Wilmersdorfer Straße 8A–23, 152A, 155–158, 161, 162 (Lage) | Kirche, ehem. Schule, Mietshäuser mit Gasleuchten und Betonlitfaßsäule im Straßenraum Gesamtanlage siehe: Haubachstraße 13–15 Baudenkmale siehe: Gierkeplatz, 2/4 Gierkezeile 29, 32, 39 Haubachstraße 4, 6, 8, 9, 16, 17–19 Richard-Wagner-Platz 5 Richard-Wagner-Straße 45, 47 Schustehrusstraße 13 Thrasoltstraße 10, 15, 17, 25 Wilmersdorfer Straße 9, 15, 17, 19, 23 | 09020596 – Gierkezeile 36, Mietshaus, Läden, 1898–1899 von Richard Glasenapp |                                                                |
| 09020582 | Haubachstraße 1–31 Behaimstraße 1/2, 4, 6, 13, 15–25 Gierkeplatz 2–4, 6–8, 9–11, 12 Gierkezeile 27–33, 34–38, 39, 40, 42 Richard-Wagner-Platz 5 Richard-Wagner-Straße 37, 39, 43–51, 54, 55, 57 Schustehrusstraße 1, 11–17, 18–22 Thrasoltstraße 5, 7, 10, 11–15, 16, 17–25 Wilmersdorfer Straße 8A–23, 152A, 155–158, 161, 162 (Lage) | Kirche, ehem. Schule, Mietshäuser mit Gasleuchten und Betonlitfaßsäule im Straßenraum Gesamtanlage siehe: Haubachstraße 13–15 Baudenkmale siehe: Gierkeplatz, 2/4 Gierkezeile 29, 32, 39 Haubachstraße 4, 6, 8, 9, 16, 17–19 Richard-Wagner-Platz 5 Richard-Wagner-Straße 45, 47 Schustehrusstraße 13 Thrasoltstraße 10, 15, 17, 25 Wilmersdorfer Straße 9, 15, 17, 19, 23 | 09020597 – Gierkezeile 38 / Behaimstraße 25, Mietshaus, Läden, 1899–1900 von Robert Glasenapp |                                                                |
| 09020582 | Haubachstraße 1–31 Behaimstraße 1/2, 4, 6, 13, 15–25 Gierkeplatz 2–4, 6–8, 9–11, 12 Gierkezeile 27–33, 34–38, 39, 40, 42 Richard-Wagner-Platz 5 Richard-Wagner-Straße 37, 39, 43–51, 54, 55, 57 Schustehrusstraße 1, 11–17, 18–22 Thrasoltstraße 5, 7, 10, 11–15, 16, 17–25 Wilmersdorfer Straße 8A–23, 152A, 155–158, 161, 162 (Lage) | Kirche, ehem. Schule, Mietshäuser mit Gasleuchten und Betonlitfaßsäule im Straßenraum Gesamtanlage siehe: Haubachstraße 13–15 Baudenkmale siehe: Gierkeplatz, 2/4 Gierkezeile 29, 32, 39 Haubachstraße 4, 6, 8, 9, 16, 17–19 Richard-Wagner-Platz 5 Richard-Wagner-Straße 45, 47 Schustehrusstraße 13 Thrasoltstraße 10, 15, 17, 25 Wilmersdorfer Straße 9, 15, 17, 19, 23 | 09020598 – Haubachstraße 1 / Richard-Wagner-Straße 39, Mietshaus, Läden, 1892–1894 von A. Witt |                                                                |
| 09020582 | Haubachstraße 1–31 Behaimstraße 1/2, 4, 6, 13, 15–25 Gierkeplatz 2–4, 6–8, 9–11, 12 Gierkezeile 27–33, 34–38, 39, 40, 42 Richard-Wagner-Platz 5 Richard-Wagner-Straße 37, 39, 43–51, 54, 55, 57 Schustehrusstraße 1, 11–17, 18–22 Thrasoltstraße 5, 7, 10, 11–15, 16, 17–25 Wilmersdorfer Straße 8A–23, 152A, 155–158, 161, 162 (Lage) | Kirche, ehem. Schule, Mietshäuser mit Gasleuchten und Betonlitfaßsäule im Straßenraum Gesamtanlage siehe: Haubachstraße 13–15 Baudenkmale siehe: Gierkeplatz, 2/4 Gierkezeile 29, 32, 39 Haubachstraße 4, 6, 8, 9, 16, 17–19 Richard-Wagner-Platz 5 Richard-Wagner-Straße 45, 47 Schustehrusstraße 13 Thrasoltstraße 10, 15, 17, 25 Wilmersdorfer Straße 9, 15, 17, 19, 23 | 09020599 – Haubachstraße 2 / Richard-Wagner-Straße 43, Mietshaus, Läden, 1886–1887 von C. Bertuch |                                                                |
| 09020582 | Haubachstraße 1–31 Behaimstraße 1/2, 4, 6, 13, 15–25 Gierkeplatz 2–4, 6–8, 9–11, 12 Gierkezeile 27–33, 34–38, 39, 40, 42 Richard-Wagner-Platz 5 Richard-Wagner-Straße 37, 39, 43–51, 54, 55, 57 Schustehrusstraße 1, 11–17, 18–22 Thrasoltstraße 5, 7, 10, 11–15, 16, 17–25 Wilmersdorfer Straße 8A–23, 152A, 155–158, 161, 162 (Lage) | Kirche, ehem. Schule, Mietshäuser mit Gasleuchten und Betonlitfaßsäule im Straßenraum Gesamtanlage siehe: Haubachstraße 13–15 Baudenkmale siehe: Gierkeplatz, 2/4 Gierkezeile 29, 32, 39 Haubachstraße 4, 6, 8, 9, 16, 17–19 Richard-Wagner-Platz 5 Richard-Wagner-Straße 45, 47 Schustehrusstraße 13 Thrasoltstraße 10, 15, 17, 25 Wilmersdorfer Straße 9, 15, 17, 19, 23 | 09020600 – Haubachstraße 3, Mietshaus, 1903 von Gustav Weyhe |                                                                |
| 09020582 | Haubachstraße 1–31 Behaimstraße 1/2, 4, 6, 13, 15–25 Gierkeplatz 2–4, 6–8, 9–11, 12 Gierkezeile 27–33, 34–38, 39, 40, 42 Richard-Wagner-Platz 5 Richard-Wagner-Straße 37, 39, 43–51, 54, 55, 57 Schustehrusstraße 1, 11–17, 18–22 Thrasoltstraße 5, 7, 10, 11–15, 16, 17–25 Wilmersdorfer Straße 8A–23, 152A, 155–158, 161, 162 (Lage) | Kirche, ehem. Schule, Mietshäuser mit Gasleuchten und Betonlitfaßsäule im Straßenraum Gesamtanlage siehe: Haubachstraße 13–15 Baudenkmale siehe: Gierkeplatz, 2/4 Gierkezeile 29, 32, 39 Haubachstraße 4, 6, 8, 9, 16, 17–19 Richard-Wagner-Platz 5 Richard-Wagner-Straße 45, 47 Schustehrusstraße 13 Thrasoltstraße 10, 15, 17, 25 Wilmersdorfer Straße 9, 15, 17, 19, 23 | 09020601 – Haubachstraße 5, Mietshaus, Läden, 1893–1894 von Alfred Rothe |                                                                |
| 09020582 | Haubachstraße 1–31 Behaimstraße 1/2, 4, 6, 13, 15–25 Gierkeplatz 2–4, 6–8, 9–11, 12 Gierkezeile 27–33, 34–38, 39, 40, 42 Richard-Wagner-Platz 5 Richard-Wagner-Straße 37, 39, 43–51, 54, 55, 57 Schustehrusstraße 1, 11–17, 18–22 Thrasoltstraße 5, 7, 10, 11–15, 16, 17–25 Wilmersdorfer Straße 8A–23, 152A, 155–158, 161, 162 (Lage) | Kirche, ehem. Schule, Mietshäuser mit Gasleuchten und Betonlitfaßsäule im Straßenraum Gesamtanlage siehe: Haubachstraße 13–15 Baudenkmale siehe: Gierkeplatz, 2/4 Gierkezeile 29, 32, 39 Haubachstraße 4, 6, 8, 9, 16, 17–19 Richard-Wagner-Platz 5 Richard-Wagner-Straße 45, 47 Schustehrusstraße 13 Thrasoltstraße 10, 15, 17, 25 Wilmersdorfer Straße 9, 15, 17, 19, 23 | 09020602 – Haubachstraße 7, Mietshaus, Läden, 1902–1903 von Gustav Weyhe |                                                                |
| 09020582 | Haubachstraße 1–31 Behaimstraße 1/2, 4, 6, 13, 15–25 Gierkeplatz 2–4, 6–8, 9–11, 12 Gierkezeile 27–33, 34–38, 39, 40, 42 Richard-Wagner-Platz 5 Richard-Wagner-Straße 37, 39, 43–51, 54, 55, 57 Schustehrusstraße 1, 11–17, 18–22 Thrasoltstraße 5, 7, 10, 11–15, 16, 17–25 Wilmersdorfer Straße 8A–23, 152A, 155–158, 161, 162 (Lage) | Kirche, ehem. Schule, Mietshäuser mit Gasleuchten und Betonlitfaßsäule im Straßenraum Gesamtanlage siehe: Haubachstraße 13–15 Baudenkmale siehe: Gierkeplatz, 2/4 Gierkezeile 29, 32, 39 Haubachstraße 4, 6, 8, 9, 16, 17–19 Richard-Wagner-Platz 5 Richard-Wagner-Straße 45, 47 Schustehrusstraße 13 Thrasoltstraße 10, 15, 17, 25 Wilmersdorfer Straße 9, 15, 17, 19, 23 | 09020603 – Haubachstraße 10, Mietshaus, 1874 von C. Michaelis |                                                                |
| 09020582 | Haubachstraße 1–31 Behaimstraße 1/2, 4, 6, 13, 15–25 Gierkeplatz 2–4, 6–8, 9–11, 12 Gierkezeile 27–33, 34–38, 39, 40, 42 Richard-Wagner-Platz 5 Richard-Wagner-Straße 37, 39, 43–51, 54, 55, 57 Schustehrusstraße 1, 11–17, 18–22 Thrasoltstraße 5, 7, 10, 11–15, 16, 17–25 Wilmersdorfer Straße 8A–23, 152A, 155–158, 161, 162 (Lage) | Kirche, ehem. Schule, Mietshäuser mit Gasleuchten und Betonlitfaßsäule im Straßenraum Gesamtanlage siehe: Haubachstraße 13–15 Baudenkmale siehe: Gierkeplatz, 2/4 Gierkezeile 29, 32, 39 Haubachstraße 4, 6, 8, 9, 16, 17–19 Richard-Wagner-Platz 5 Richard-Wagner-Straße 45, 47 Schustehrusstraße 13 Thrasoltstraße 10, 15, 17, 25 Wilmersdorfer Straße 9, 15, 17, 19, 23 | 09020604 – Haubachstraße 18, Mietshaus, Läden, 1902 von Albert Saalmann |                                                                |
| 09020582 | Haubachstraße 1–31 Behaimstraße 1/2, 4, 6, 13, 15–25 Gierkeplatz 2–4, 6–8, 9–11, 12 Gierkezeile 27–33, 34–38, 39, 40, 42 Richard-Wagner-Platz 5 Richard-Wagner-Straße 37, 39, 43–51, 54, 55, 57 Schustehrusstraße 1, 11–17, 18–22 Thrasoltstraße 5, 7, 10, 11–15, 16, 17–25 Wilmersdorfer Straße 8A–23, 152A, 155–158, 161, 162 (Lage) | Kirche, ehem. Schule, Mietshäuser mit Gasleuchten und Betonlitfaßsäule im Straßenraum Gesamtanlage siehe: Haubachstraße 13–15 Baudenkmale siehe: Gierkeplatz, 2/4 Gierkezeile 29, 32, 39 Haubachstraße 4, 6, 8, 9, 16, 17–19 Richard-Wagner-Platz 5 Richard-Wagner-Straße 45, 47 Schustehrusstraße 13 Thrasoltstraße 10, 15, 17, 25 Wilmersdorfer Straße 9, 15, 17, 19, 23 | 09020605 – Haubachstraße 20, Mietshaus, 1884–1885 von Ernst George |                                                                |
| 09020582 | Haubachstraße 1–31 Behaimstraße 1/2, 4, 6, 13, 15–25 Gierkeplatz 2–4, 6–8, 9–11, 12 Gierkezeile 27–33, 34–38, 39, 40, 42 Richard-Wagner-Platz 5 Richard-Wagner-Straße 37, 39, 43–51, 54, 55, 57 Schustehrusstraße 1, 11–17, 18–22 Thrasoltstraße 5, 7, 10, 11–15, 16, 17–25 Wilmersdorfer Straße 8A–23, 152A, 155–158, 161, 162 (Lage) | Kirche, ehem. Schule, Mietshäuser mit Gasleuchten und Betonlitfaßsäule im Straßenraum Gesamtanlage siehe: Haubachstraße 13–15 Baudenkmale siehe: Gierkeplatz, 2/4 Gierkezeile 29, 32, 39 Haubachstraße 4, 6, 8, 9, 16, 17–19 Richard-Wagner-Platz 5 Richard-Wagner-Straße 45, 47 Schustehrusstraße 13 Thrasoltstraße 10, 15, 17, 25 Wilmersdorfer Straße 9, 15, 17, 19, 23 | 09020606 – Haubachstraße 21, Mietshaus, 1897 von Gustav Weyhe |                                                                |
| 09020582 | Haubachstraße 1–31 Behaimstraße 1/2, 4, 6, 13, 15–25 Gierkeplatz 2–4, 6–8, 9–11, 12 Gierkezeile 27–33, 34–38, 39, 40, 42 Richard-Wagner-Platz 5 Richard-Wagner-Straße 37, 39, 43–51, 54, 55, 57 Schustehrusstraße 1, 11–17, 18–22 Thrasoltstraße 5, 7, 10, 11–15, 16, 17–25 Wilmersdorfer Straße 8A–23, 152A, 155–158, 161, 162 (Lage) | Kirche, ehem. Schule, Mietshäuser mit Gasleuchten und Betonlitfaßsäule im Straßenraum Gesamtanlage siehe: Haubachstraße 13–15 Baudenkmale siehe: Gierkeplatz, 2/4 Gierkezeile 29, 32, 39 Haubachstraße 4, 6, 8, 9, 16, 17–19 Richard-Wagner-Platz 5 Richard-Wagner-Straße 45, 47 Schustehrusstraße 13 Thrasoltstraße 10, 15, 17, 25 Wilmersdorfer Straße 9, 15, 17, 19, 23 | 09020607 – Haubachstraße 22, Mietshaus, 1885–1886 von Ernst George |                                                                |
| 09020582 | Haubachstraße 1–31 Behaimstraße 1/2, 4, 6, 13, 15–25 Gierkeplatz 2–4, 6–8, 9–11, 12 Gierkezeile 27–33, 34–38, 39, 40, 42 Richard-Wagner-Platz 5 Richard-Wagner-Straße 37, 39, 43–51, 54, 55, 57 Schustehrusstraße 1, 11–17, 18–22 Thrasoltstraße 5, 7, 10, 11–15, 16, 17–25 Wilmersdorfer Straße 8A–23, 152A, 155–158, 161, 162 (Lage) | Kirche, ehem. Schule, Mietshäuser mit Gasleuchten und Betonlitfaßsäule im Straßenraum Gesamtanlage siehe: Haubachstraße 13–15 Baudenkmale siehe: Gierkeplatz, 2/4 Gierkezeile 29, 32, 39 Haubachstraße 4, 6, 8, 9, 16, 17–19 Richard-Wagner-Platz 5 Richard-Wagner-Straße 45, 47 Schustehrusstraße 13 Thrasoltstraße 10, 15, 17, 25 Wilmersdorfer Straße 9, 15, 17, 19, 23 | 09020608 – Haubachstraße 23, Mietshaus, Läden, 1900–1901 von Julius Maedel |                                                                |
| 09020582 | Haubachstraße 1–31 Behaimstraße 1/2, 4, 6, 13, 15–25 Gierkeplatz 2–4, 6–8, 9–11, 12 Gierkezeile 27–33, 34–38, 39, 40, 42 Richard-Wagner-Platz 5 Richard-Wagner-Straße 37, 39, 43–51, 54, 55, 57 Schustehrusstraße 1, 11–17, 18–22 Thrasoltstraße 5, 7, 10, 11–15, 16, 17–25 Wilmersdorfer Straße 8A–23, 152A, 155–158, 161, 162 (Lage) | Kirche, ehem. Schule, Mietshäuser mit Gasleuchten und Betonlitfaßsäule im Straßenraum Gesamtanlage siehe: Haubachstraße 13–15 Baudenkmale siehe: Gierkeplatz, 2/4 Gierkezeile 29, 32, 39 Haubachstraße 4, 6, 8, 9, 16, 17–19 Richard-Wagner-Platz 5 Richard-Wagner-Straße 45, 47 Schustehrusstraße 13 Thrasoltstraße 10, 15, 17, 25 Wilmersdorfer Straße 9, 15, 17, 19, 23 | 09020609 – Haubachstraße 24 / Gierkezeile 30, Mietshaus, Läden, 1901–1902 von Albert Saalmann |                                                                |
| 09020582 | Haubachstraße 1–31 Behaimstraße 1/2, 4, 6, 13, 15–25 Gierkeplatz 2–4, 6–8, 9–11, 12 Gierkezeile 27–33, 34–38, 39, 40, 42 Richard-Wagner-Platz 5 Richard-Wagner-Straße 37, 39, 43–51, 54, 55, 57 Schustehrusstraße 1, 11–17, 18–22 Thrasoltstraße 5, 7, 10, 11–15, 16, 17–25 Wilmersdorfer Straße 8A–23, 152A, 155–158, 161, 162 (Lage) | Kirche, ehem. Schule, Mietshäuser mit Gasleuchten und Betonlitfaßsäule im Straßenraum Gesamtanlage siehe: Haubachstraße 13–15 Baudenkmale siehe: Gierkeplatz, 2/4 Gierkezeile 29, 32, 39 Haubachstraße 4, 6, 8, 9, 16, 17–19 Richard-Wagner-Platz 5 Richard-Wagner-Straße 45, 47 Schustehrusstraße 13 Thrasoltstraße 10, 15, 17, 25 Wilmersdorfer Straße 9, 15, 17, 19, 23 | 09020610 – Haubachstraße 25 / Gierkezeile 28, Mietshaus, Läden, 1900–1901 von Julius Maedel; Umbauten 1959, 1992 |                                                                |
| 09020582 | Haubachstraße 1–31 Behaimstraße 1/2, 4, 6, 13, 15–25 Gierkeplatz 2–4, 6–8, 9–11, 12 Gierkezeile 27–33, 34–38, 39, 40, 42 Richard-Wagner-Platz 5 Richard-Wagner-Straße 37, 39, 43–51, 54, 55, 57 Schustehrusstraße 1, 11–17, 18–22 Thrasoltstraße 5, 7, 10, 11–15, 16, 17–25 Wilmersdorfer Straße 8A–23, 152A, 155–158, 161, 162 (Lage) | Kirche, ehem. Schule, Mietshäuser mit Gasleuchten und Betonlitfaßsäule im Straßenraum Gesamtanlage siehe: Haubachstraße 13–15 Baudenkmale siehe: Gierkeplatz, 2/4 Gierkezeile 29, 32, 39 Haubachstraße 4, 6, 8, 9, 16, 17–19 Richard-Wagner-Platz 5 Richard-Wagner-Straße 45, 47 Schustehrusstraße 13 Thrasoltstraße 10, 15, 17, 25 Wilmersdorfer Straße 9, 15, 17, 19, 23 | 09020611 – Haubachstraße 27 / Gierkezeile 27, Mietshaus, Läden, 1893–1894 von Hermann Günther |                                                                |
| 09020582 | Haubachstraße 1–31 Behaimstraße 1/2, 4, 6, 13, 15–25 Gierkeplatz 2–4, 6–8, 9–11, 12 Gierkezeile 27–33, 34–38, 39, 40, 42 Richard-Wagner-Platz 5 Richard-Wagner-Straße 37, 39, 43–51, 54, 55, 57 Schustehrusstraße 1, 11–17, 18–22 Thrasoltstraße 5, 7, 10, 11–15, 16, 17–25 Wilmersdorfer Straße 8A–23, 152A, 155–158, 161, 162 (Lage) | Kirche, ehem. Schule, Mietshäuser mit Gasleuchten und Betonlitfaßsäule im Straßenraum Gesamtanlage siehe: Haubachstraße 13–15 Baudenkmale siehe: Gierkeplatz, 2/4 Gierkezeile 29, 32, 39 Haubachstraße 4, 6, 8, 9, 16, 17–19 Richard-Wagner-Platz 5 Richard-Wagner-Straße 45, 47 Schustehrusstraße 13 Thrasoltstraße 10, 15, 17, 25 Wilmersdorfer Straße 9, 15, 17, 19, 23 | 09020612 – Haubachstraße 28, Mietshaus, Läden, 1888 von A. Rothe |                                                                |
| 09020582 | Haubachstraße 1–31 Behaimstraße 1/2, 4, 6, 13, 15–25 Gierkeplatz 2–4, 6–8, 9–11, 12 Gierkezeile 27–33, 34–38, 39, 40, 42 Richard-Wagner-Platz 5 Richard-Wagner-Straße 37, 39, 43–51, 54, 55, 57 Schustehrusstraße 1, 11–17, 18–22 Thrasoltstraße 5, 7, 10, 11–15, 16, 17–25 Wilmersdorfer Straße 8A–23, 152A, 155–158, 161, 162 (Lage) | Kirche, ehem. Schule, Mietshäuser mit Gasleuchten und Betonlitfaßsäule im Straßenraum Gesamtanlage siehe: Haubachstraße 13–15 Baudenkmale siehe: Gierkeplatz, 2/4 Gierkezeile 29, 32, 39 Haubachstraße 4, 6, 8, 9, 16, 17–19 Richard-Wagner-Platz 5 Richard-Wagner-Straße 45, 47 Schustehrusstraße 13 Thrasoltstraße 10, 15, 17, 25 Wilmersdorfer Straße 9, 15, 17, 19, 23 | 09020613 – Haubachstraße 29, Mietshaus, Läden, 1901–1902 von Hermann Günther |                                                                |
| 09020582 | Haubachstraße 1–31 Behaimstraße 1/2, 4, 6, 13, 15–25 Gierkeplatz 2–4, 6–8, 9–11, 12 Gierkezeile 27–33, 34–38, 39, 40, 42 Richard-Wagner-Platz 5 Richard-Wagner-Straße 37, 39, 43–51, 54, 55, 57 Schustehrusstraße 1, 11–17, 18–22 Thrasoltstraße 5, 7, 10, 11–15, 16, 17–25 Wilmersdorfer Straße 8A–23, 152A, 155–158, 161, 162 (Lage) | Kirche, ehem. Schule, Mietshäuser mit Gasleuchten und Betonlitfaßsäule im Straßenraum Gesamtanlage siehe: Haubachstraße 13–15 Baudenkmale siehe: Gierkeplatz, 2/4 Gierkezeile 29, 32, 39 Haubachstraße 4, 6, 8, 9, 16, 17–19 Richard-Wagner-Platz 5 Richard-Wagner-Straße 45, 47 Schustehrusstraße 13 Thrasoltstraße 10, 15, 17, 25 Wilmersdorfer Straße 9, 15, 17, 19, 23 | 09020614 – Haubachstraße 30, Mietshaus, 1888–1889 von Ernst George |                                                                |
| 09020582 | Haubachstraße 1–31 Behaimstraße 1/2, 4, 6, 13, 15–25 Gierkeplatz 2–4, 6–8, 9–11, 12 Gierkezeile 27–33, 34–38, 39, 40, 42 Richard-Wagner-Platz 5 Richard-Wagner-Straße 37, 39, 43–51, 54, 55, 57 Schustehrusstraße 1, 11–17, 18–22 Thrasoltstraße 5, 7, 10, 11–15, 16, 17–25 Wilmersdorfer Straße 8A–23, 152A, 155–158, 161, 162 (Lage) | Kirche, ehem. Schule, Mietshäuser mit Gasleuchten und Betonlitfaßsäule im Straßenraum Gesamtanlage siehe: Haubachstraße 13–15 Baudenkmale siehe: Gierkeplatz, 2/4 Gierkezeile 29, 32, 39 Haubachstraße 4, 6, 8, 9, 16, 17–19 Richard-Wagner-Platz 5 Richard-Wagner-Straße 45, 47 Schustehrusstraße 13 Thrasoltstraße 10, 15, 17, 25 Wilmersdorfer Straße 9, 15, 17, 19, 23 | 09020615 – Haubachstraße 31, Mietshaus, 1888–1889 von Ernst George |                                                                |
| 09020582 | Haubachstraße 1–31 Behaimstraße 1/2, 4, 6, 13, 15–25 Gierkeplatz 2–4, 6–8, 9–11, 12 Gierkezeile 27–33, 34–38, 39, 40, 42 Richard-Wagner-Platz 5 Richard-Wagner-Straße 37, 39, 43–51, 54, 55, 57 Schustehrusstraße 1, 11–17, 18–22 Thrasoltstraße 5, 7, 10, 11–15, 16, 17–25 Wilmersdorfer Straße 8A–23, 152A, 155–158, 161, 162 (Lage) | Kirche, ehem. Schule, Mietshäuser mit Gasleuchten und Betonlitfaßsäule im Straßenraum Gesamtanlage siehe: Haubachstraße 13–15 Baudenkmale siehe: Gierkeplatz, 2/4 Gierkezeile 29, 32, 39 Haubachstraße 4, 6, 8, 9, 16, 17–19 Richard-Wagner-Platz 5 Richard-Wagner-Straße 45, 47 Schustehrusstraße 13 Thrasoltstraße 10, 15, 17, 25 Wilmersdorfer Straße 9, 15, 17, 19, 23 | 09020616 – Richard-Wagner-Straße 37, Mietshaus, Läden, 1890–1891 von Alfred Schrobsdorff | Richard-Wagner-Straße 37                                       |
| 09020582 | Haubachstraße 1–31 Behaimstraße 1/2, 4, 6, 13, 15–25 Gierkeplatz 2–4, 6–8, 9–11, 12 Gierkezeile 27–33, 34–38, 39, 40, 42 Richard-Wagner-Platz 5 Richard-Wagner-Straße 37, 39, 43–51, 54, 55, 57 Schustehrusstraße 1, 11–17, 18–22 Thrasoltstraße 5, 7, 10, 11–15, 16, 17–25 Wilmersdorfer Straße 8A–23, 152A, 155–158, 161, 162 (Lage) | Kirche, ehem. Schule, Mietshäuser mit Gasleuchten und Betonlitfaßsäule im Straßenraum Gesamtanlage siehe: Haubachstraße 13–15 Baudenkmale siehe: Gierkeplatz, 2/4 Gierkezeile 29, 32, 39 Haubachstraße 4, 6, 8, 9, 16, 17–19 Richard-Wagner-Platz 5 Richard-Wagner-Straße 45, 47 Schustehrusstraße 13 Thrasoltstraße 10, 15, 17, 25 Wilmersdorfer Straße 9, 15, 17, 19, 23 | 09020617 – Richard-Wagner-Straße 49, Mietshaus, Läden, 1911–1912 von Heidecke und Eckert & Danneberg |                                                                |
| 09020582 | Haubachstraße 1–31 Behaimstraße 1/2, 4, 6, 13, 15–25 Gierkeplatz 2–4, 6–8, 9–11, 12 Gierkezeile 27–33, 34–38, 39, 40, 42 Richard-Wagner-Platz 5 Richard-Wagner-Straße 37, 39, 43–51, 54, 55, 57 Schustehrusstraße 1, 11–17, 18–22 Thrasoltstraße 5, 7, 10, 11–15, 16, 17–25 Wilmersdorfer Straße 8A–23, 152A, 155–158, 161, 162 (Lage) | Kirche, ehem. Schule, Mietshäuser mit Gasleuchten und Betonlitfaßsäule im Straßenraum Gesamtanlage siehe: Haubachstraße 13–15 Baudenkmale siehe: Gierkeplatz, 2/4 Gierkezeile 29, 32, 39 Haubachstraße 4, 6, 8, 9, 16, 17–19 Richard-Wagner-Platz 5 Richard-Wagner-Straße 45, 47 Schustehrusstraße 13 Thrasoltstraße 10, 15, 17, 25 Wilmersdorfer Straße 9, 15, 17, 19, 23 | 09020618 – Richard-Wagner-Straße 51 / Behaimstraße 1, Mietshaus, Läden, Café, 1911–1912 von Theodor Jaretzki |                                                                |
| 09020582 | Haubachstraße 1–31 Behaimstraße 1/2, 4, 6, 13, 15–25 Gierkeplatz 2–4, 6–8, 9–11, 12 Gierkezeile 27–33, 34–38, 39, 40, 42 Richard-Wagner-Platz 5 Richard-Wagner-Straße 37, 39, 43–51, 54, 55, 57 Schustehrusstraße 1, 11–17, 18–22 Thrasoltstraße 5, 7, 10, 11–15, 16, 17–25 Wilmersdorfer Straße 8A–23, 152A, 155–158, 161, 162 (Lage) | Kirche, ehem. Schule, Mietshäuser mit Gasleuchten und Betonlitfaßsäule im Straßenraum Gesamtanlage siehe: Haubachstraße 13–15 Baudenkmale siehe: Gierkeplatz, 2/4 Gierkezeile 29, 32, 39 Haubachstraße 4, 6, 8, 9, 16, 17–19 Richard-Wagner-Platz 5 Richard-Wagner-Straße 45, 47 Schustehrusstraße 13 Thrasoltstraße 10, 15, 17, 25 Wilmersdorfer Straße 9, 15, 17, 19, 23 | 09020619 – Richard-Wagner-Straße 54, Mietshaus, Läden, 1876 von G. Hildebrand und Gustav Weyhe | Richard-Wagner-Straße 54                                       |
| 09020582 | Haubachstraße 1–31 Behaimstraße 1/2, 4, 6, 13, 15–25 Gierkeplatz 2–4, 6–8, 9–11, 12 Gierkezeile 27–33, 34–38, 39, 40, 42 Richard-Wagner-Platz 5 Richard-Wagner-Straße 37, 39, 43–51, 54, 55, 57 Schustehrusstraße 1, 11–17, 18–22 Thrasoltstraße 5, 7, 10, 11–15, 16, 17–25 Wilmersdorfer Straße 8A–23, 152A, 155–158, 161, 162 (Lage) | Kirche, ehem. Schule, Mietshäuser mit Gasleuchten und Betonlitfaßsäule im Straßenraum Gesamtanlage siehe: Haubachstraße 13–15 Baudenkmale siehe: Gierkeplatz, 2/4 Gierkezeile 29, 32, 39 Haubachstraße 4, 6, 8, 9, 16, 17–19 Richard-Wagner-Platz 5 Richard-Wagner-Straße 45, 47 Schustehrusstraße 13 Thrasoltstraße 10, 15, 17, 25 Wilmersdorfer Straße 9, 15, 17, 19, 23 | 09020620 – Richard-Wagner-Straße 55 / Behaimstraße 2, Mietshaus, Läden, 1888–1890 von Alfred Schrobsdorff |                                                                |
| 09020582 | Haubachstraße 1–31 Behaimstraße 1/2, 4, 6, 13, 15–25 Gierkeplatz 2–4, 6–8, 9–11, 12 Gierkezeile 27–33, 34–38, 39, 40, 42 Richard-Wagner-Platz 5 Richard-Wagner-Straße 37, 39, 43–51, 54, 55, 57 Schustehrusstraße 1, 11–17, 18–22 Thrasoltstraße 5, 7, 10, 11–15, 16, 17–25 Wilmersdorfer Straße 8A–23, 152A, 155–158, 161, 162 (Lage) | Kirche, ehem. Schule, Mietshäuser mit Gasleuchten und Betonlitfaßsäule im Straßenraum Gesamtanlage siehe: Haubachstraße 13–15 Baudenkmale siehe: Gierkeplatz, 2/4 Gierkezeile 29, 32, 39 Haubachstraße 4, 6, 8, 9, 16, 17–19 Richard-Wagner-Platz 5 Richard-Wagner-Straße 45, 47 Schustehrusstraße 13 Thrasoltstraße 10, 15, 17, 25 Wilmersdorfer Straße 9, 15, 17, 19, 23 | 09020621 – Richard-Wagner-Straße 57, Mietshaus, Läden, 1899–1900 von Alfred Schrobsdorff |                                                                |
| 09020582 | Haubachstraße 1–31 Behaimstraße 1/2, 4, 6, 13, 15–25 Gierkeplatz 2–4, 6–8, 9–11, 12 Gierkezeile 27–33, 34–38, 39, 40, 42 Richard-Wagner-Platz 5 Richard-Wagner-Straße 37, 39, 43–51, 54, 55, 57 Schustehrusstraße 1, 11–17, 18–22 Thrasoltstraße 5, 7, 10, 11–15, 16, 17–25 Wilmersdorfer Straße 8A–23, 152A, 155–158, 161, 162 (Lage) | Kirche, ehem. Schule, Mietshäuser mit Gasleuchten und Betonlitfaßsäule im Straßenraum Gesamtanlage siehe: Haubachstraße 13–15 Baudenkmale siehe: Gierkeplatz, 2/4 Gierkezeile 29, 32, 39 Haubachstraße 4, 6, 8, 9, 16, 17–19 Richard-Wagner-Platz 5 Richard-Wagner-Straße 45, 47 Schustehrusstraße 13 Thrasoltstraße 10, 15, 17, 25 Wilmersdorfer Straße 9, 15, 17, 19, 23 | 09020622 – Schustehrusstraße 15, Mietshaus, Läden, 1902–1903 von E. Rauhut |                                                                |
| 09020582 | Haubachstraße 1–31 Behaimstraße 1/2, 4, 6, 13, 15–25 Gierkeplatz 2–4, 6–8, 9–11, 12 Gierkezeile 27–33, 34–38, 39, 40, 42 Richard-Wagner-Platz 5 Richard-Wagner-Straße 37, 39, 43–51, 54, 55, 57 Schustehrusstraße 1, 11–17, 18–22 Thrasoltstraße 5, 7, 10, 11–15, 16, 17–25 Wilmersdorfer Straße 8A–23, 152A, 155–158, 161, 162 (Lage) | Kirche, ehem. Schule, Mietshäuser mit Gasleuchten und Betonlitfaßsäule im Straßenraum Gesamtanlage siehe: Haubachstraße 13–15 Baudenkmale siehe: Gierkeplatz, 2/4 Gierkezeile 29, 32, 39 Haubachstraße 4, 6, 8, 9, 16, 17–19 Richard-Wagner-Platz 5 Richard-Wagner-Straße 45, 47 Schustehrusstraße 13 Thrasoltstraße 10, 15, 17, 25 Wilmersdorfer Straße 9, 15, 17, 19, 23 | 09020623 – Schustehrusstraße 17 / Gierkeplatz 6, Mietshaus, Läden, 1898–1899 von Wilhelm Gebhardt | Berlin-Charlottenburg Gierkeplatz 6                            |
| 09020582 | Haubachstraße 1–31 Behaimstraße 1/2, 4, 6, 13, 15–25 Gierkeplatz 2–4, 6–8, 9–11, 12 Gierkezeile 27–33, 34–38, 39, 40, 42 Richard-Wagner-Platz 5 Richard-Wagner-Straße 37, 39, 43–51, 54, 55, 57 Schustehrusstraße 1, 11–17, 18–22 Thrasoltstraße 5, 7, 10, 11–15, 16, 17–25 Wilmersdorfer Straße 8A–23, 152A, 155–158, 161, 162 (Lage) | Kirche, ehem. Schule, Mietshäuser mit Gasleuchten und Betonlitfaßsäule im Straßenraum Gesamtanlage siehe: Haubachstraße 13–15 Baudenkmale siehe: Gierkeplatz, 2/4 Gierkezeile 29, 32, 39 Haubachstraße 4, 6, 8, 9, 16, 17–19 Richard-Wagner-Platz 5 Richard-Wagner-Straße 45, 47 Schustehrusstraße 13 Thrasoltstraße 10, 15, 17, 25 Wilmersdorfer Straße 9, 15, 17, 19, 23 | 09020624 – Schustehrusstraße 18 / Gierkeplatz 8, Mietshaus, Läden, 1888–1889 von Wilhelm Schöltz | Berlin-Charlottenburg Gierkeplatz 8                            |
| 09020582 | Haubachstraße 1–31 Behaimstraße 1/2, 4, 6, 13, 15–25 Gierkeplatz 2–4, 6–8, 9–11, 12 Gierkezeile 27–33, 34–38, 39, 40, 42 Richard-Wagner-Platz 5 Richard-Wagner-Straße 37, 39, 43–51, 54, 55, 57 Schustehrusstraße 1, 11–17, 18–22 Thrasoltstraße 5, 7, 10, 11–15, 16, 17–25 Wilmersdorfer Straße 8A–23, 152A, 155–158, 161, 162 (Lage) | Kirche, ehem. Schule, Mietshäuser mit Gasleuchten und Betonlitfaßsäule im Straßenraum Gesamtanlage siehe: Haubachstraße 13–15 Baudenkmale siehe: Gierkeplatz, 2/4 Gierkezeile 29, 32, 39 Haubachstraße 4, 6, 8, 9, 16, 17–19 Richard-Wagner-Platz 5 Richard-Wagner-Straße 45, 47 Schustehrusstraße 13 Thrasoltstraße 10, 15, 17, 25 Wilmersdorfer Straße 9, 15, 17, 19, 23 | 09020625 – Schustehrusstraße 20–22 / Gierkeplatz 7, Mietshaus, Läden, Restaurant, 1903–1904 von Heinrich Mittag |                                                                |
| 09020582 | Haubachstraße 1–31 Behaimstraße 1/2, 4, 6, 13, 15–25 Gierkeplatz 2–4, 6–8, 9–11, 12 Gierkezeile 27–33, 34–38, 39, 40, 42 Richard-Wagner-Platz 5 Richard-Wagner-Straße 37, 39, 43–51, 54, 55, 57 Schustehrusstraße 1, 11–17, 18–22 Thrasoltstraße 5, 7, 10, 11–15, 16, 17–25 Wilmersdorfer Straße 8A–23, 152A, 155–158, 161, 162 (Lage) | Kirche, ehem. Schule, Mietshäuser mit Gasleuchten und Betonlitfaßsäule im Straßenraum Gesamtanlage siehe: Haubachstraße 13–15 Baudenkmale siehe: Gierkeplatz, 2/4 Gierkezeile 29, 32, 39 Haubachstraße 4, 6, 8, 9, 16, 17–19 Richard-Wagner-Platz 5 Richard-Wagner-Straße 45, 47 Schustehrusstraße 13 Thrasoltstraße 10, 15, 17, 25 Wilmersdorfer Straße 9, 15, 17, 19, 23 | 09020626 – Thrasoltstraße 5, Mietshaus, Laden, 1893–1894 von Alfred Schrobsdorff |                                                                |
| 09020582 | Haubachstraße 1–31 Behaimstraße 1/2, 4, 6, 13, 15–25 Gierkeplatz 2–4, 6–8, 9–11, 12 Gierkezeile 27–33, 34–38, 39, 40, 42 Richard-Wagner-Platz 5 Richard-Wagner-Straße 37, 39, 43–51, 54, 55, 57 Schustehrusstraße 1, 11–17, 18–22 Thrasoltstraße 5, 7, 10, 11–15, 16, 17–25 Wilmersdorfer Straße 8A–23, 152A, 155–158, 161, 162 (Lage) | Kirche, ehem. Schule, Mietshäuser mit Gasleuchten und Betonlitfaßsäule im Straßenraum Gesamtanlage siehe: Haubachstraße 13–15 Baudenkmale siehe: Gierkeplatz, 2/4 Gierkezeile 29, 32, 39 Haubachstraße 4, 6, 8, 9, 16, 17–19 Richard-Wagner-Platz 5 Richard-Wagner-Straße 45, 47 Schustehrusstraße 13 Thrasoltstraße 10, 15, 17, 25 Wilmersdorfer Straße 9, 15, 17, 19, 23 | 09020627 – Thrasoltstraße 7, Mietshaus, Läden, 1893–1894 von Alfred Schrobsdorff |                                                                |
| 09020582 | Haubachstraße 1–31 Behaimstraße 1/2, 4, 6, 13, 15–25 Gierkeplatz 2–4, 6–8, 9–11, 12 Gierkezeile 27–33, 34–38, 39, 40, 42 Richard-Wagner-Platz 5 Richard-Wagner-Straße 37, 39, 43–51, 54, 55, 57 Schustehrusstraße 1, 11–17, 18–22 Thrasoltstraße 5, 7, 10, 11–15, 16, 17–25 Wilmersdorfer Straße 8A–23, 152A, 155–158, 161, 162 (Lage) | Kirche, ehem. Schule, Mietshäuser mit Gasleuchten und Betonlitfaßsäule im Straßenraum Gesamtanlage siehe: Haubachstraße 13–15 Baudenkmale siehe: Gierkeplatz, 2/4 Gierkezeile 29, 32, 39 Haubachstraße 4, 6, 8, 9, 16, 17–19 Richard-Wagner-Platz 5 Richard-Wagner-Straße 45, 47 Schustehrusstraße 13 Thrasoltstraße 10, 15, 17, 25 Wilmersdorfer Straße 9, 15, 17, 19, 23 | 09020628 – Thrasoltstraße 19, Mietshaus, 1908 von Carl Wenczek und W. Simon |                                                                |
| 09020582 | Haubachstraße 1–31 Behaimstraße 1/2, 4, 6, 13, 15–25 Gierkeplatz 2–4, 6–8, 9–11, 12 Gierkezeile 27–33, 34–38, 39, 40, 42 Richard-Wagner-Platz 5 Richard-Wagner-Straße 37, 39, 43–51, 54, 55, 57 Schustehrusstraße 1, 11–17, 18–22 Thrasoltstraße 5, 7, 10, 11–15, 16, 17–25 Wilmersdorfer Straße 8A–23, 152A, 155–158, 161, 162 (Lage) | Kirche, ehem. Schule, Mietshäuser mit Gasleuchten und Betonlitfaßsäule im Straßenraum Gesamtanlage siehe: Haubachstraße 13–15 Baudenkmale siehe: Gierkeplatz, 2/4 Gierkezeile 29, 32, 39 Haubachstraße 4, 6, 8, 9, 16, 17–19 Richard-Wagner-Platz 5 Richard-Wagner-Straße 45, 47 Schustehrusstraße 13 Thrasoltstraße 10, 15, 17, 25 Wilmersdorfer Straße 9, 15, 17, 19, 23 | 09020629 – Thrasoltstraße 21, Mietshaus, Läden, 1896–1897 von Wilhelm Marunge |                                                                |
| 09020582 | Haubachstraße 1–31 Behaimstraße 1/2, 4, 6, 13, 15–25 Gierkeplatz 2–4, 6–8, 9–11, 12 Gierkezeile 27–33, 34–38, 39, 40, 42 Richard-Wagner-Platz 5 Richard-Wagner-Straße 37, 39, 43–51, 54, 55, 57 Schustehrusstraße 1, 11–17, 18–22 Thrasoltstraße 5, 7, 10, 11–15, 16, 17–25 Wilmersdorfer Straße 8A–23, 152A, 155–158, 161, 162 (Lage) | Kirche, ehem. Schule, Mietshäuser mit Gasleuchten und Betonlitfaßsäule im Straßenraum Gesamtanlage siehe: Haubachstraße 13–15 Baudenkmale siehe: Gierkeplatz, 2/4 Gierkezeile 29, 32, 39 Haubachstraße 4, 6, 8, 9, 16, 17–19 Richard-Wagner-Platz 5 Richard-Wagner-Straße 45, 47 Schustehrusstraße 13 Thrasoltstraße 10, 15, 17, 25 Wilmersdorfer Straße 9, 15, 17, 19, 23 | 09020630 – Thrasoltstraße 23, Mietshaus, Läden, 1906 von Carl Wenczek |                                                                |
| 09020582 | Haubachstraße 1–31 Behaimstraße 1/2, 4, 6, 13, 15–25 Gierkeplatz 2–4, 6–8, 9–11, 12 Gierkezeile 27–33, 34–38, 39, 40, 42 Richard-Wagner-Platz 5 Richard-Wagner-Straße 37, 39, 43–51, 54, 55, 57 Schustehrusstraße 1, 11–17, 18–22 Thrasoltstraße 5, 7, 10, 11–15, 16, 17–25 Wilmersdorfer Straße 8A–23, 152A, 155–158, 161, 162 (Lage) | Kirche, ehem. Schule, Mietshäuser mit Gasleuchten und Betonlitfaßsäule im Straßenraum Gesamtanlage siehe: Haubachstraße 13–15 Baudenkmale siehe: Gierkeplatz, 2/4 Gierkezeile 29, 32, 39 Haubachstraße 4, 6, 8, 9, 16, 17–19 Richard-Wagner-Platz 5 Richard-Wagner-Straße 45, 47 Schustehrusstraße 13 Thrasoltstraße 10, 15, 17, 25 Wilmersdorfer Straße 9, 15, 17, 19, 23 | 09020634 – Wilmersdorfer Straße 8A / Schustehrusstraße 11, Mietshaus, Läden, 1896–1897 von Alfred Schrobsdorff |                                                                |
| 09020582 | Haubachstraße 1–31 Behaimstraße 1/2, 4, 6, 13, 15–25 Gierkeplatz 2–4, 6–8, 9–11, 12 Gierkezeile 27–33, 34–38, 39, 40, 42 Richard-Wagner-Platz 5 Richard-Wagner-Straße 37, 39, 43–51, 54, 55, 57 Schustehrusstraße 1, 11–17, 18–22 Thrasoltstraße 5, 7, 10, 11–15, 16, 17–25 Wilmersdorfer Straße 8A–23, 152A, 155–158, 161, 162 (Lage) | Kirche, ehem. Schule, Mietshäuser mit Gasleuchten und Betonlitfaßsäule im Straßenraum Gesamtanlage siehe: Haubachstraße 13–15 Baudenkmale siehe: Gierkeplatz, 2/4 Gierkezeile 29, 32, 39 Haubachstraße 4, 6, 8, 9, 16, 17–19 Richard-Wagner-Platz 5 Richard-Wagner-Straße 45, 47 Schustehrusstraße 13 Thrasoltstraße 10, 15, 17, 25 Wilmersdorfer Straße 9, 15, 17, 19, 23 | 09020635 – Wilmersdorfer Straße 10/11 / Behaimstraße 16, Mietshaus, Läden, 1890–1891 von C. Lindemann jun. |                                                                |
| 09020582 | Haubachstraße 1–31 Behaimstraße 1/2, 4, 6, 13, 15–25 Gierkeplatz 2–4, 6–8, 9–11, 12 Gierkezeile 27–33, 34–38, 39, 40, 42 Richard-Wagner-Platz 5 Richard-Wagner-Straße 37, 39, 43–51, 54, 55, 57 Schustehrusstraße 1, 11–17, 18–22 Thrasoltstraße 5, 7, 10, 11–15, 16, 17–25 Wilmersdorfer Straße 8A–23, 152A, 155–158, 161, 162 (Lage) | Kirche, ehem. Schule, Mietshäuser mit Gasleuchten und Betonlitfaßsäule im Straßenraum Gesamtanlage siehe: Haubachstraße 13–15 Baudenkmale siehe: Gierkeplatz, 2/4 Gierkezeile 29, 32, 39 Haubachstraße 4, 6, 8, 9, 16, 17–19 Richard-Wagner-Platz 5 Richard-Wagner-Straße 45, 47 Schustehrusstraße 13 Thrasoltstraße 10, 15, 17, 25 Wilmersdorfer Straße 9, 15, 17, 19, 23 | 09020636 – Wilmersdorfer Straße 12 / Behaimstraße 15, Mietshaus, Läden, 1899 von Robert Glasenapp |                                                                |
| 09020582 | Haubachstraße 1–31 Behaimstraße 1/2, 4, 6, 13, 15–25 Gierkeplatz 2–4, 6–8, 9–11, 12 Gierkezeile 27–33, 34–38, 39, 40, 42 Richard-Wagner-Platz 5 Richard-Wagner-Straße 37, 39, 43–51, 54, 55, 57 Schustehrusstraße 1, 11–17, 18–22 Thrasoltstraße 5, 7, 10, 11–15, 16, 17–25 Wilmersdorfer Straße 8A–23, 152A, 155–158, 161, 162 (Lage) | Kirche, ehem. Schule, Mietshäuser mit Gasleuchten und Betonlitfaßsäule im Straßenraum Gesamtanlage siehe: Haubachstraße 13–15 Baudenkmale siehe: Gierkeplatz, 2/4 Gierkezeile 29, 32, 39 Haubachstraße 4, 6, 8, 9, 16, 17–19 Richard-Wagner-Platz 5 Richard-Wagner-Straße 45, 47 Schustehrusstraße 13 Thrasoltstraße 10, 15, 17, 25 Wilmersdorfer Straße 9, 15, 17, 19, 23 | 09020637 – Wilmersdorfer Straße 13, Mietshaus, Läden, 1896–1897 von Robert Glasenapp |                                                                |
| 09020582 | Haubachstraße 1–31 Behaimstraße 1/2, 4, 6, 13, 15–25 Gierkeplatz 2–4, 6–8, 9–11, 12 Gierkezeile 27–33, 34–38, 39, 40, 42 Richard-Wagner-Platz 5 Richard-Wagner-Straße 37, 39, 43–51, 54, 55, 57 Schustehrusstraße 1, 11–17, 18–22 Thrasoltstraße 5, 7, 10, 11–15, 16, 17–25 Wilmersdorfer Straße 8A–23, 152A, 155–158, 161, 162 (Lage) | Kirche, ehem. Schule, Mietshäuser mit Gasleuchten und Betonlitfaßsäule im Straßenraum Gesamtanlage siehe: Haubachstraße 13–15 Baudenkmale siehe: Gierkeplatz, 2/4 Gierkezeile 29, 32, 39 Haubachstraße 4, 6, 8, 9, 16, 17–19 Richard-Wagner-Platz 5 Richard-Wagner-Straße 45, 47 Schustehrusstraße 13 Thrasoltstraße 10, 15, 17, 25 Wilmersdorfer Straße 9, 15, 17, 19, 23 | 09020638 – Wilmersdorfer Straße 14, Mietshaus, Läden; Schule, 1892–1893 von Hermann Günther und A. Laegel |                                                                |
| 09020582 | Haubachstraße 1–31 Behaimstraße 1/2, 4, 6, 13, 15–25 Gierkeplatz 2–4, 6–8, 9–11, 12 Gierkezeile 27–33, 34–38, 39, 40, 42 Richard-Wagner-Platz 5 Richard-Wagner-Straße 37, 39, 43–51, 54, 55, 57 Schustehrusstraße 1, 11–17, 18–22 Thrasoltstraße 5, 7, 10, 11–15, 16, 17–25 Wilmersdorfer Straße 8A–23, 152A, 155–158, 161, 162 (Lage) | Kirche, ehem. Schule, Mietshäuser mit Gasleuchten und Betonlitfaßsäule im Straßenraum Gesamtanlage siehe: Haubachstraße 13–15 Baudenkmale siehe: Gierkeplatz, 2/4 Gierkezeile 29, 32, 39 Haubachstraße 4, 6, 8, 9, 16, 17–19 Richard-Wagner-Platz 5 Richard-Wagner-Straße 45, 47 Schustehrusstraße 13 Thrasoltstraße 10, 15, 17, 25 Wilmersdorfer Straße 9, 15, 17, 19, 23 | 09020639 – Wilmersdorfer Straße 16, Mietshaus, 1864 von Fr. Pahl und Friedrich Schoenfelder |                                                                |
| 09020582 | Haubachstraße 1–31 Behaimstraße 1/2, 4, 6, 13, 15–25 Gierkeplatz 2–4, 6–8, 9–11, 12 Gierkezeile 27–33, 34–38, 39, 40, 42 Richard-Wagner-Platz 5 Richard-Wagner-Straße 37, 39, 43–51, 54, 55, 57 Schustehrusstraße 1, 11–17, 18–22 Thrasoltstraße 5, 7, 10, 11–15, 16, 17–25 Wilmersdorfer Straße 8A–23, 152A, 155–158, 161, 162 (Lage) | Kirche, ehem. Schule, Mietshäuser mit Gasleuchten und Betonlitfaßsäule im Straßenraum Gesamtanlage siehe: Haubachstraße 13–15 Baudenkmale siehe: Gierkeplatz, 2/4 Gierkezeile 29, 32, 39 Haubachstraße 4, 6, 8, 9, 16, 17–19 Richard-Wagner-Platz 5 Richard-Wagner-Straße 45, 47 Schustehrusstraße 13 Thrasoltstraße 10, 15, 17, 25 Wilmersdorfer Straße 9, 15, 17, 19, 23 | 09020640 – Wilmersdorfer Straße 20, Mietshaus, Läden, 1907–1908 von August Rave |                                                                |
| 09020582 | Haubachstraße 1–31 Behaimstraße 1/2, 4, 6, 13, 15–25 Gierkeplatz 2–4, 6–8, 9–11, 12 Gierkezeile 27–33, 34–38, 39, 40, 42 Richard-Wagner-Platz 5 Richard-Wagner-Straße 37, 39, 43–51, 54, 55, 57 Schustehrusstraße 1, 11–17, 18–22 Thrasoltstraße 5, 7, 10, 11–15, 16, 17–25 Wilmersdorfer Straße 8A–23, 152A, 155–158, 161, 162 (Lage) | Kirche, ehem. Schule, Mietshäuser mit Gasleuchten und Betonlitfaßsäule im Straßenraum Gesamtanlage siehe: Haubachstraße 13–15 Baudenkmale siehe: Gierkeplatz, 2/4 Gierkezeile 29, 32, 39 Haubachstraße 4, 6, 8, 9, 16, 17–19 Richard-Wagner-Platz 5 Richard-Wagner-Straße 45, 47 Schustehrusstraße 13 Thrasoltstraße 10, 15, 17, 25 Wilmersdorfer Straße 9, 15, 17, 19, 23 | 09020641 – Wilmersdorfer Straße 21 / Thrasoltstraße 16, Mietshaus, Läden, 1890–1891 von B. Dunker |                                                                |
| 09020582 | Haubachstraße 1–31 Behaimstraße 1/2, 4, 6, 13, 15–25 Gierkeplatz 2–4, 6–8, 9–11, 12 Gierkezeile 27–33, 34–38, 39, 40, 42 Richard-Wagner-Platz 5 Richard-Wagner-Straße 37, 39, 43–51, 54, 55, 57 Schustehrusstraße 1, 11–17, 18–22 Thrasoltstraße 5, 7, 10, 11–15, 16, 17–25 Wilmersdorfer Straße 8A–23, 152A, 155–158, 161, 162 (Lage) | Kirche, ehem. Schule, Mietshäuser mit Gasleuchten und Betonlitfaßsäule im Straßenraum Gesamtanlage siehe: Haubachstraße 13–15 Baudenkmale siehe: Gierkeplatz, 2/4 Gierkezeile 29, 32, 39 Haubachstraße 4, 6, 8, 9, 16, 17–19 Richard-Wagner-Platz 5 Richard-Wagner-Straße 45, 47 Schustehrusstraße 13 Thrasoltstraße 10, 15, 17, 25 Wilmersdorfer Straße 9, 15, 17, 19, 23 | 09020642 – Wilmersdorfer Straße 22, Mietshaus, Läden, 1883–1884 von August Uebe; Umbau 1988–1990 |                                                                |
| 09020582 | Haubachstraße 1–31 Behaimstraße 1/2, 4, 6, 13, 15–25 Gierkeplatz 2–4, 6–8, 9–11, 12 Gierkezeile 27–33, 34–38, 39, 40, 42 Richard-Wagner-Platz 5 Richard-Wagner-Straße 37, 39, 43–51, 54, 55, 57 Schustehrusstraße 1, 11–17, 18–22 Thrasoltstraße 5, 7, 10, 11–15, 16, 17–25 Wilmersdorfer Straße 8A–23, 152A, 155–158, 161, 162 (Lage) | Kirche, ehem. Schule, Mietshäuser mit Gasleuchten und Betonlitfaßsäule im Straßenraum Gesamtanlage siehe: Haubachstraße 13–15 Baudenkmale siehe: Gierkeplatz, 2/4 Gierkezeile 29, 32, 39 Haubachstraße 4, 6, 8, 9, 16, 17–19 Richard-Wagner-Platz 5 Richard-Wagner-Straße 45, 47 Schustehrusstraße 13 Thrasoltstraße 10, 15, 17, 25 Wilmersdorfer Straße 9, 15, 17, 19, 23 | 09020643 – Wilmersdorfer Straße 152A / Thrasoltstraße 11–13, Mietshaus, Läden, 1893–1894 von Gustav Weyhe; Umbau zum Wohn- und Geschäftshaus 1927 von B. und O. Neubauer                                                |                                                                |
| 09020582 | Haubachstraße 1–31 Behaimstraße 1/2, 4, 6, 13, 15–25 Gierkeplatz 2–4, 6–8, 9–11, 12 Gierkezeile 27–33, 34–38, 39, 40, 42 Richard-Wagner-Platz 5 Richard-Wagner-Straße 37, 39, 43–51, 54, 55, 57 Schustehrusstraße 1, 11–17, 18–22 Thrasoltstraße 5, 7, 10, 11–15, 16, 17–25 Wilmersdorfer Straße 8A–23, 152A, 155–158, 161, 162 (Lage) | Kirche, ehem. Schule, Mietshäuser mit Gasleuchten und Betonlitfaßsäule im Straßenraum Gesamtanlage siehe: Haubachstraße 13–15 Baudenkmale siehe: Gierkeplatz, 2/4 Gierkezeile 29, 32, 39 Haubachstraße 4, 6, 8, 9, 16, 17–19 Richard-Wagner-Platz 5 Richard-Wagner-Straße 45, 47 Schustehrusstraße 13 Thrasoltstraße 10, 15, 17, 25 Wilmersdorfer Straße 9, 15, 17, 19, 23 | 09020644 – Wilmersdorfer Straße 155, Mietshaus, Läden, 1887 von Wilhelm Schöltz |                                                                |
| 09020582 | Haubachstraße 1–31 Behaimstraße 1/2, 4, 6, 13, 15–25 Gierkeplatz 2–4, 6–8, 9–11, 12 Gierkezeile 27–33, 34–38, 39, 40, 42 Richard-Wagner-Platz 5 Richard-Wagner-Straße 37, 39, 43–51, 54, 55, 57 Schustehrusstraße 1, 11–17, 18–22 Thrasoltstraße 5, 7, 10, 11–15, 16, 17–25 Wilmersdorfer Straße 8A–23, 152A, 155–158, 161, 162 (Lage) | Kirche, ehem. Schule, Mietshäuser mit Gasleuchten und Betonlitfaßsäule im Straßenraum Gesamtanlage siehe: Haubachstraße 13–15 Baudenkmale siehe: Gierkeplatz, 2/4 Gierkezeile 29, 32, 39 Haubachstraße 4, 6, 8, 9, 16, 17–19 Richard-Wagner-Platz 5 Richard-Wagner-Straße 45, 47 Schustehrusstraße 13 Thrasoltstraße 10, 15, 17, 25 Wilmersdorfer Straße 9, 15, 17, 19, 23 | 09020645 – Wilmersdorfer Straße 156 / Haubachstraße 11, Mietshaus, Läden, 1877–1878 von Ernst George |                                                                |
| 09020582 | Haubachstraße 1–31 Behaimstraße 1/2, 4, 6, 13, 15–25 Gierkeplatz 2–4, 6–8, 9–11, 12 Gierkezeile 27–33, 34–38, 39, 40, 42 Richard-Wagner-Platz 5 Richard-Wagner-Straße 37, 39, 43–51, 54, 55, 57 Schustehrusstraße 1, 11–17, 18–22 Thrasoltstraße 5, 7, 10, 11–15, 16, 17–25 Wilmersdorfer Straße 8A–23, 152A, 155–158, 161, 162 (Lage) | Kirche, ehem. Schule, Mietshäuser mit Gasleuchten und Betonlitfaßsäule im Straßenraum Gesamtanlage siehe: Haubachstraße 13–15 Baudenkmale siehe: Gierkeplatz, 2/4 Gierkezeile 29, 32, 39 Haubachstraße 4, 6, 8, 9, 16, 17–19 Richard-Wagner-Platz 5 Richard-Wagner-Straße 45, 47 Schustehrusstraße 13 Thrasoltstraße 10, 15, 17, 25 Wilmersdorfer Straße 9, 15, 17, 19, 23 | 09020646 – Wilmersdorfer Straße 157 / Haubachstraße 12, Wohn- und Geschäftshaus, 1901–1902 von S. Weile |                                                                |
| 09020582 | Haubachstraße 1–31 Behaimstraße 1/2, 4, 6, 13, 15–25 Gierkeplatz 2–4, 6–8, 9–11, 12 Gierkezeile 27–33, 34–38, 39, 40, 42 Richard-Wagner-Platz 5 Richard-Wagner-Straße 37, 39, 43–51, 54, 55, 57 Schustehrusstraße 1, 11–17, 18–22 Thrasoltstraße 5, 7, 10, 11–15, 16, 17–25 Wilmersdorfer Straße 8A–23, 152A, 155–158, 161, 162 (Lage) | Kirche, ehem. Schule, Mietshäuser mit Gasleuchten und Betonlitfaßsäule im Straßenraum Gesamtanlage siehe: Haubachstraße 13–15 Baudenkmale siehe: Gierkeplatz, 2/4 Gierkezeile 29, 32, 39 Haubachstraße 4, 6, 8, 9, 16, 17–19 Richard-Wagner-Platz 5 Richard-Wagner-Straße 45, 47 Schustehrusstraße 13 Thrasoltstraße 10, 15, 17, 25 Wilmersdorfer Straße 9, 15, 17, 19, 23 | 09020647 – Wilmersdorfer Straße 158, Mietshaus, Läden, 1874–1875 von Franz Hertling |                                                                |
| 09020582 | Haubachstraße 1–31 Behaimstraße 1/2, 4, 6, 13, 15–25 Gierkeplatz 2–4, 6–8, 9–11, 12 Gierkezeile 27–33, 34–38, 39, 40, 42 Richard-Wagner-Platz 5 Richard-Wagner-Straße 37, 39, 43–51, 54, 55, 57 Schustehrusstraße 1, 11–17, 18–22 Thrasoltstraße 5, 7, 10, 11–15, 16, 17–25 Wilmersdorfer Straße 8A–23, 152A, 155–158, 161, 162 (Lage) | Kirche, ehem. Schule, Mietshäuser mit Gasleuchten und Betonlitfaßsäule im Straßenraum Gesamtanlage siehe: Haubachstraße 13–15 Baudenkmale siehe: Gierkeplatz, 2/4 Gierkezeile 29, 32, 39 Haubachstraße 4, 6, 8, 9, 16, 17–19 Richard-Wagner-Platz 5 Richard-Wagner-Straße 45, 47 Schustehrusstraße 13 Thrasoltstraße 10, 15, 17, 25 Wilmersdorfer Straße 9, 15, 17, 19, 23 | 09020648 – Wilmersdorfer Straße 161, Mietshaus, Läden, 1888–1889 von Ernst George |                                                                |
| 09020582 | Haubachstraße 1–31 Behaimstraße 1/2, 4, 6, 13, 15–25 Gierkeplatz 2–4, 6–8, 9–11, 12 Gierkezeile 27–33, 34–38, 39, 40, 42 Richard-Wagner-Platz 5 Richard-Wagner-Straße 37, 39, 43–51, 54, 55, 57 Schustehrusstraße 1, 11–17, 18–22 Thrasoltstraße 5, 7, 10, 11–15, 16, 17–25 Wilmersdorfer Straße 8A–23, 152A, 155–158, 161, 162 (Lage) | Kirche, ehem. Schule, Mietshäuser mit Gasleuchten und Betonlitfaßsäule im Straßenraum Gesamtanlage siehe: Haubachstraße 13–15 Baudenkmale siehe: Gierkeplatz, 2/4 Gierkezeile 29, 32, 39 Haubachstraße 4, 6, 8, 9, 16, 17–19 Richard-Wagner-Platz 5 Richard-Wagner-Straße 45, 47 Schustehrusstraße 13 Thrasoltstraße 10, 15, 17, 25 Wilmersdorfer Straße 9, 15, 17, 19, 23 | 09020649 – Wilmersdorfer Straße 162, Mietshaus, Läden, 1879–1880 von Hermann Marunge |                                                                |
| 09020674 | Jebensstraße 1–4 Hardenbergstraße 31 Fasanenstraße 87 Hertzallee (Lage) | Verwaltungen, Landwehr-Kasino, Ev. Oberkirchenrat, ehem. Kgl. Preuß. Oberverwaltungsgericht Baudenkmale siehe: Hardenbergstraße 31 Jebensstraße 2, 3 | Weitere Bestandteile des Ensembles: | Weitere Bestandteile des Ensembles:                            |
| 09020674 | Jebensstraße 1–4 Hardenbergstraße 31 Fasanenstraße 87 Hertzallee (Lage) | Verwaltungen, Landwehr-Kasino, Ev. Oberkirchenrat, ehem. Kgl. Preuß. Oberverwaltungsgericht Baudenkmale siehe: Hardenbergstraße 31 Jebensstraße 2, 3 | 09020676 – Jebensstraße 1 / Hertzallee, ehem. Laborgebäude der Militärtechnischen Akademie, 1904–1905 von Weisenberg | Cranzbau, ehemalige Militärtechnische Akademie                 |
| 09020674 | Jebensstraße 1–4 Hardenbergstraße 31 Fasanenstraße 87 Hertzallee (Lage) | Verwaltungen, Landwehr-Kasino, Ev. Oberkirchenrat, ehem. Kgl. Preuß. Oberverwaltungsgericht Baudenkmale siehe: Hardenbergstraße 31 Jebensstraße 2, 3 | 09020675 – Jebensstraße 1, ehem. Heereswaffenamt, 1928–1929 von Karl Gallwitz und Gottlieb Lenzen, Erweiterung 1936–1937 von Klar und Finck                                                                             | ehemaliges Heereswaffenamt · ehemaliges Heereswaffenamt (Hof)  |
| 09020674 | Jebensstraße 1–4 Hardenbergstraße 31 Fasanenstraße 87 Hertzallee (Lage) | Verwaltungen, Landwehr-Kasino, Ev. Oberkirchenrat, ehem. Kgl. Preuß. Oberverwaltungsgericht Baudenkmale siehe: Hardenbergstraße 31 Jebensstraße 2, 3 | 09020346 – Fasanenstraße 87, ehem. Sondervermögens- und Bauverwaltung, 1954–1956 von H. Fulge |                                                                |
| 09020684 | Kaiser-Friedrich-Straße 3–4 (Lage) | Mietshäuser | Bestandteile des Ensembles: | Bestandteile des Ensembles:                                    |
| 09020684 | Kaiser-Friedrich-Straße 3–4 (Lage) | Mietshäuser | 09020685 – Kaiser-Friedrich-Straße 3, Mietshaus, Läden, 1906–1907 von der Märkischen Baugesellschaft m.b.H und Rudolf Maté                                                                                              |                                                                |
| 09020684 | Kaiser-Friedrich-Straße 3–4 (Lage) | Mietshäuser | 09020686 – Kaiser-Friedrich-Straße 3A, Mietshaus, Läden, 1905–1906 von Alfred Schrobsdorff |                                                                |
| 09020684 | Kaiser-Friedrich-Straße 3–4 (Lage) | Mietshäuser | 09020687 – Kaiser-Friedrich-Straße 4, Mietshaus, Läden, 1906–1907 von Walter Zander |                                                                |
| 09020688 | Klausenerplatz 2–9, 11–14, 18–23 Danckelmannstraße 1 Neufertstraße 19/21, 22–24 Spandauer Damm 49 (Lage) | Klausenerplatz, Platzrandbebauung und Kirche Baudenkmale siehe: Klausenerplatz 2, 12–13, 20 Neufertstraße 19/21 | Gasleuchten im Straßenraum |                                                                |
| 09020688 | Klausenerplatz 2–9, 11–14, 18–23 Danckelmannstraße 1 Neufertstraße 19/21, 22–24 Spandauer Damm 49 (Lage) | Klausenerplatz, Platzrandbebauung und Kirche Baudenkmale siehe: Klausenerplatz 2, 12–13, 20 Neufertstraße 19/21 | Weitere Bestandteile des Ensembles: |                                                                |
| 09020688 | Klausenerplatz 2–9, 11–14, 18–23 Danckelmannstraße 1 Neufertstraße 19/21, 22–24 Spandauer Damm 49 (Lage) | Klausenerplatz, Platzrandbebauung und Kirche Baudenkmale siehe: Klausenerplatz 2, 12–13, 20 Neufertstraße 19/21 | 09020689 – Danckelmannstraße 1, Mietshaus, Läden, 1887–1888 von Ernst George |                                                                |
| 09020688 | Klausenerplatz 2–9, 11–14, 18–23 Danckelmannstraße 1 Neufertstraße 19/21, 22–24 Spandauer Damm 49 (Lage) | Klausenerplatz, Platzrandbebauung und Kirche Baudenkmale siehe: Klausenerplatz 2, 12–13, 20 Neufertstraße 19/21 | 09020690 – Klausenerplatz 3, Mietshaus, Läden, 1894–1895 von Kurt Berndt |                                                                |
| 09020688 | Klausenerplatz 2–9, 11–14, 18–23 Danckelmannstraße 1 Neufertstraße 19/21, 22–24 Spandauer Damm 49 (Lage) | Klausenerplatz, Platzrandbebauung und Kirche Baudenkmale siehe: Klausenerplatz 2, 12–13, 20 Neufertstraße 19/21 | 09020691 – Klausenerplatz 4, Mietshaus, Gaststätte, 1895–1896 von Kurt Berndt |                                                                |
| 09020688 | Klausenerplatz 2–9, 11–14, 18–23 Danckelmannstraße 1 Neufertstraße 19/21, 22–24 Spandauer Damm 49 (Lage) | Klausenerplatz, Platzrandbebauung und Kirche Baudenkmale siehe: Klausenerplatz 2, 12–13, 20 Neufertstraße 19/21 | 09020692 – Klausenerplatz 5, Mietshaus, Läden, 1896–1897 von Georg Burow | Berlin-Charlottenburg Klausenerplatz 5                         |
| 09020688 | Klausenerplatz 2–9, 11–14, 18–23 Danckelmannstraße 1 Neufertstraße 19/21, 22–24 Spandauer Damm 49 (Lage) | Klausenerplatz, Platzrandbebauung und Kirche Baudenkmale siehe: Klausenerplatz 2, 12–13, 20 Neufertstraße 19/21 | 09020693 – Klausenerplatz 6 / Neufertstraße 22–24, Mietshaus, Läden, 1891–1892 von Hermann Paul |                                                                |
| 09020688 | Klausenerplatz 2–9, 11–14, 18–23 Danckelmannstraße 1 Neufertstraße 19/21, 22–24 Spandauer Damm 49 (Lage) | Klausenerplatz, Platzrandbebauung und Kirche Baudenkmale siehe: Klausenerplatz 2, 12–13, 20 Neufertstraße 19/21 | 09020694 – Klausenerplatz 7 / Neufertstraße 23, Mietshaus, Läden, 1896–1897 von Wilhelm Hubert | Berlin-Charlottenburg Klausenerplatz 7 Neufertstraße 23        |
| 09020688 | Klausenerplatz 2–9, 11–14, 18–23 Danckelmannstraße 1 Neufertstraße 19/21, 22–24 Spandauer Damm 49 (Lage) | Klausenerplatz, Platzrandbebauung und Kirche Baudenkmale siehe: Klausenerplatz 2, 12–13, 20 Neufertstraße 19/21 | 09020695 – Klausenerplatz 8/9, Mietshäuser, 1895–1896 von Alfred Schrobsdorff |                                                                |
| 09020688 | Klausenerplatz 2–9, 11–14, 18–23 Danckelmannstraße 1 Neufertstraße 19/21, 22–24 Spandauer Damm 49 (Lage) | Klausenerplatz, Platzrandbebauung und Kirche Baudenkmale siehe: Klausenerplatz 2, 12–13, 20 Neufertstraße 19/21 | 09020696 – Klausenerplatz 11, Mietshaus, Läden, 1900–1901 von Alfred Schrobsdorff |                                                                |
| 09020688 | Klausenerplatz 2–9, 11–14, 18–23 Danckelmannstraße 1 Neufertstraße 19/21, 22–24 Spandauer Damm 49 (Lage) | Klausenerplatz, Platzrandbebauung und Kirche Baudenkmale siehe: Klausenerplatz 2, 12–13, 20 Neufertstraße 19/21 | 09020697 – Klausenerplatz 14, Mietshaus, Läden, 1896–1897 von Alfred Schrobsdorff |                                                                |
| 09020688 | Klausenerplatz 2–9, 11–14, 18–23 Danckelmannstraße 1 Neufertstraße 19/21, 22–24 Spandauer Damm 49 (Lage) | Klausenerplatz, Platzrandbebauung und Kirche Baudenkmale siehe: Klausenerplatz 2, 12–13, 20 Neufertstraße 19/21 | 09020698 – Klausenerplatz 18, Mietshaus, 1874 von Ernst Gerhardt |                                                                |
| 09020688 | Klausenerplatz 2–9, 11–14, 18–23 Danckelmannstraße 1 Neufertstraße 19/21, 22–24 Spandauer Damm 49 (Lage) | Klausenerplatz, Platzrandbebauung und Kirche Baudenkmale siehe: Klausenerplatz 2, 12–13, 20 Neufertstraße 19/21 | 09020699 – Klausenerplatz 19, Mietshaus, Läden, Fabrik, 1906–1907 von Alfred Schrobsdorff |                                                                |
| 09020688 | Klausenerplatz 2–9, 11–14, 18–23 Danckelmannstraße 1 Neufertstraße 19/21, 22–24 Spandauer Damm 49 (Lage) | Klausenerplatz, Platzrandbebauung und Kirche Baudenkmale siehe: Klausenerplatz 2, 12–13, 20 Neufertstraße 19/21 | 09020700 – Klausenerplatz 21, Mietshaus, Läden, 1886–1888 von Ernst George |                                                                |
| 09020688 | Klausenerplatz 2–9, 11–14, 18–23 Danckelmannstraße 1 Neufertstraße 19/21, 22–24 Spandauer Damm 49 (Lage) | Klausenerplatz, Platzrandbebauung und Kirche Baudenkmale siehe: Klausenerplatz 2, 12–13, 20 Neufertstraße 19/21 | 09020701 – Klausenerplatz 22, Mietshaus, Läden, 1886–1887 von Ernst George und August Lägel | Klausenerplatz 22                                              |
| 09020688 | Klausenerplatz 2–9, 11–14, 18–23 Danckelmannstraße 1 Neufertstraße 19/21, 22–24 Spandauer Damm 49 (Lage) | Klausenerplatz, Platzrandbebauung und Kirche Baudenkmale siehe: Klausenerplatz 2, 12–13, 20 Neufertstraße 19/21 | 09020702 – Klausenerplatz 23 / Spandauer Damm 49, Mietshaus, Läden, 1886–1887 von Ernst George |                                                                |
| 09020707 | Krumme Straße 4–6 (Lage) | Mietshäuser Baudenkmale siehe: Krumme Straße 4, 5 | Weitere Bestandteile des Ensembles: | Weitere Bestandteile des Ensembles:                            |
| 09020707 | Krumme Straße 4–6 (Lage) | Mietshäuser Baudenkmale siehe: Krumme Straße 4, 5 | 09020710 – Krumme Straße 5, Mietshaus (Vorderhaus), Läden, 1891–1892 von Alfred Schrobsdorff | Krumme Str. 5                                                  |
| 09020707 | Krumme Straße 4–6 (Lage) | Mietshäuser Baudenkmale siehe: Krumme Straße 4, 5 | 09020711 – Krumme Straße 6, Mietshaus, 1924–1925 von Rudolf Walter | Krumme Str. 6                                                  |
| 09020712 | Kurfürstendamm 25–30, 212–219 Fasanenstraße 16–21, 75 (Lage) | Mietshäuser, Kinos Baudenkmale siehe: Kurfürstendamm 25, 26, 29, 213, 216, 217, 218, 219 | Weitere Bestandteile des Ensembles: | Weitere Bestandteile des Ensembles:                            |
| 09020712 | Kurfürstendamm 25–30, 212–219 Fasanenstraße 16–21, 75 (Lage) | Mietshäuser, Kinos Baudenkmale siehe: Kurfürstendamm 25, 26, 29, 213, 216, 217, 218, 219 | 09020715 – Kurfürstendamm 26A / Fasanenstraße 75, Mietshaus, 1905–1907 von Boswau & Knauer | Berlin-Charlottenburg Kurfürstendamm 26a                       |
| 09020712 | Kurfürstendamm 25–30, 212–219 Fasanenstraße 16–21, 75 (Lage) | Mietshäuser, Kinos Baudenkmale siehe: Kurfürstendamm 25, 26, 29, 213, 216, 217, 218, 219 | 09097835 – Kurfürstendamm 27 / Fasanenstraße 16–21, Kempinski Hotel Berlin, 1951–52, 1957/58 von Paul Schwebes, 1963–67 von Hans Schoszberger                                                                           | Berlin-Charlottenburg Kurfürstendamm 26a                       |
| 09020712 | Kurfürstendamm 25–30, 212–219 Fasanenstraße 16–21, 75 (Lage) | Mietshäuser, Kinos Baudenkmale siehe: Kurfürstendamm 25, 26, 29, 213, 216, 217, 218, 219 | 09020716 – Kurfürstendamm 28, Mietshaus, Läden, 1891–1892 von Ferdinand Döbler; Umbau 1927–1928 von Johann Emil Schaudt                                                                                                 |                                                                |
| 09020712 | Kurfürstendamm 25–30, 212–219 Fasanenstraße 16–21, 75 (Lage) | Mietshäuser, Kinos Baudenkmale siehe: Kurfürstendamm 25, 26, 29, 213, 216, 217, 218, 219 | 09020718 – Kurfürstendamm 30, Mietshaus, 1892 von Otto Sohre | Kurfürstendamm 30                                              |
| 09020712 | Kurfürstendamm 25–30, 212–219 Fasanenstraße 16–21, 75 (Lage) | Mietshäuser, Kinos Baudenkmale siehe: Kurfürstendamm 25, 26, 29, 213, 216, 217, 218, 219 | 09020719 – Kurfürstendamm 212, Mietshaus, Läden, 1897–1898 von Friedrich Johnke |                                                                |
| 09020712 | Kurfürstendamm 25–30, 212–219 Fasanenstraße 16–21, 75 (Lage) | Mietshäuser, Kinos Baudenkmale siehe: Kurfürstendamm 25, 26, 29, 213, 216, 217, 218, 219 | 09020721 – Kurfürstendamm 214, Mietshaus, Läden, 1897–1898 von Ferdinand Döbler |                                                                |
| 09020712 | Kurfürstendamm 25–30, 212–219 Fasanenstraße 16–21, 75 (Lage) | Mietshäuser, Kinos Baudenkmale siehe: Kurfürstendamm 25, 26, 29, 213, 216, 217, 218, 219 | 09020722 – Kurfürstendamm 215, Mietshaus, 1897–1898 von R. Hoffmann |                                                                |
| 09020727 | Kurfürstendamm 35–37 (Lage) | Mietshäuser Baudenkmal siehe: Kurfürstendamm 37 | Weitere Bestandteile des Ensembles: | Weitere Bestandteile des Ensembles:                            |
| 09020727 | Kurfürstendamm 35–37 (Lage) | Mietshäuser Baudenkmal siehe: Kurfürstendamm 37 | 09020728 – Kurfürstendamm 35, Mietshaus, 1897–1898 von Engelbert Seibertz |                                                                |
| 09020727 | Kurfürstendamm 35–37 (Lage) | Mietshäuser Baudenkmal siehe: Kurfürstendamm 37 | 09020729 – Kurfürstendamm 36, Mietshaus, 1892–1897 von Karl Munk |                                                                |
| 09020731 | Kurfürstendamm 48–60, 184–194 Leibnizstraße 54 Lietzenburger Straße 104–106 Schlüterstraße 46, 47 Wielandstraße 23 (Lage) | Mietshäuser, Boardingpalast Gesamtanlage siehe: Kurfürstendamm 56–60 Baudenkmale siehe: Kurfürstendamm 48–49, 50–50A, 185, 188–189, 190–192, 193–194 | Weitere Bestandteile des Ensembles: | Weitere Bestandteile des Ensembles:                            |
| 09020731 | Kurfürstendamm 48–60, 184–194 Leibnizstraße 54 Lietzenburger Straße 104–106 Schlüterstraße 46, 47 Wielandstraße 23 (Lage) | Mietshäuser, Boardingpalast Gesamtanlage siehe: Kurfürstendamm 56–60 Baudenkmale siehe: Kurfürstendamm 48–49, 50–50A, 185, 188–189, 190–192, 193–194 | 09020734 – Kurfürstendamm 51 / Schlüterstraße 47, Mietshaus, Läden, 1902–1904 von Ludwig Bosse |                                                                |
| 09020731 | Kurfürstendamm 48–60, 184–194 Leibnizstraße 54 Lietzenburger Straße 104–106 Schlüterstraße 46, 47 Wielandstraße 23 (Lage) | Mietshäuser, Boardingpalast Gesamtanlage siehe: Kurfürstendamm 56–60 Baudenkmale siehe: Kurfürstendamm 48–49, 50–50A, 185, 188–189, 190–192, 193–194 | 09020735 – Kurfürstendamm 52, Mietshaus, Laden, 1903–1904 von Georg Janicke |                                                                |
| 09020731 | Kurfürstendamm 48–60, 184–194 Leibnizstraße 54 Lietzenburger Straße 104–106 Schlüterstraße 46, 47 Wielandstraße 23 (Lage) | Mietshäuser, Boardingpalast Gesamtanlage siehe: Kurfürstendamm 56–60 Baudenkmale siehe: Kurfürstendamm 48–49, 50–50A, 185, 188–189, 190–192, 193–194 | 09020736 – Kurfürstendamm 53, Mietshaus, Läden 1904–1905 von Ludwig Engel |                                                                |
| 09020731 | Kurfürstendamm 48–60, 184–194 Leibnizstraße 54 Lietzenburger Straße 104–106 Schlüterstraße 46, 47 Wielandstraße 23 (Lage) | Mietshäuser, Boardingpalast Gesamtanlage siehe: Kurfürstendamm 56–60 Baudenkmale siehe: Kurfürstendamm 48–49, 50–50A, 185, 188–189, 190–192, 193–194 | 09020737 – Kurfürstendamm 54–55, Mietshaus, Läden 1904–1905 von Ludwig Engel |                                                                |
| 09020731 | Kurfürstendamm 48–60, 184–194 Leibnizstraße 54 Lietzenburger Straße 104–106 Schlüterstraße 46, 47 Wielandstraße 23 (Lage) | Mietshäuser, Boardingpalast Gesamtanlage siehe: Kurfürstendamm 56–60 Baudenkmale siehe: Kurfürstendamm 48–49, 50–50A, 185, 188–189, 190–192, 193–194 | 09020738 – Kurfürstendamm 184, Mietshaus, Läden, 1903–1904 von Willibald Kübler |                                                                |
| 09020731 | Kurfürstendamm 48–60, 184–194 Leibnizstraße 54 Lietzenburger Straße 104–106 Schlüterstraße 46, 47 Wielandstraße 23 (Lage) | Mietshäuser, Boardingpalast Gesamtanlage siehe: Kurfürstendamm 56–60 Baudenkmale siehe: Kurfürstendamm 48–49, 50–50A, 185, 188–189, 190–192, 193–194 | 09020740 – Kurfürstendamm 186/187, Mietshaus, Läden, 1903–1904 von Julius Schossow | Kurfürstendamm 186/187                                         |
| 09020744 | Leonhardtstraße 3–6, 22/23 Friedbergstraße 1, 6 (Lage) | Mietshäuser | |                                                                |
| 09020744 | Leonhardtstraße 3–6, 22/23 Friedbergstraße 1, 6 (Lage) | Mietshäuser | Gasleuchten im Straßenraum |                                                                |
| 09020744 | Leonhardtstraße 3–6, 22/23 Friedbergstraße 1, 6 (Lage) | Mietshäuser | Bestandteile des Ensembles: |                                                                |
| 09020744 | Leonhardtstraße 3–6, 22/23 Friedbergstraße 1, 6 (Lage) | Mietshäuser | 09020745 – Leonhardtstraße 3, Mietshaus, Läden, 1903–1904 von Tausch & Berghäuser |                                                                |
| 09020744 | Leonhardtstraße 3–6, 22/23 Friedbergstraße 1, 6 (Lage) | Mietshäuser | 09020746 – Leonhardtstraße 4, Mietshaus, Läden, 1903–1904 von Gustav Schmidt |                                                                |
| 09020744 | Leonhardtstraße 3–6, 22/23 Friedbergstraße 1, 6 (Lage) | Mietshäuser | 09020747 – Leonhardtstraße 5, Mietshaus, Läden, 1903–1904 von Paul Schönradt | Berlin-Charlottenburg Leonhardtstraße 5                        |
| 09020744 | Leonhardtstraße 3–6, 22/23 Friedbergstraße 1, 6 (Lage) | Mietshäuser | 09020748 – Leonhardtstraße 6, Mietshaus, Läden, 1903–1904 von Paul Schönradt | Berlin-Charlottenburg Leonhardtstraße 6                        |
| 09020744 | Leonhardtstraße 3–6, 22/23 Friedbergstraße 1, 6 (Lage) | Mietshäuser | 09020749 – Leonhardtstraße 22 / Friedbergstraße 6, Mietshaus, Läden, 1897–1898 von Paul Spitzenberg |                                                                |
| 09020744 | Leonhardtstraße 3–6, 22/23 Friedbergstraße 1, 6 (Lage) | Mietshäuser | 09020750 – Leonhardtstraße 23 / Friedbergstraße 1, Mietshaus, 1896–1897 von Hermann Thöns |                                                                |
| 09020774 | Meinekestraße 3–10 (Lage) | Mietshäuser Baudenkmale siehe: Meinekestraße 4, 10 | Weitere Bestandteile des Ensembles: | Weitere Bestandteile des Ensembles:                            |
| 09020774 | Meinekestraße 3–10 (Lage) | Mietshäuser Baudenkmale siehe: Meinekestraße 4, 10 | 09020775 – Meinekestraße 3, Mietshaus, um 1900 |                                                                |
| 09020774 | Meinekestraße 3–10 (Lage) | Mietshäuser Baudenkmale siehe: Meinekestraße 4, 10 | 09020777 – Meinekestraße 5, Mietshaus, Läden, 1898–1899 von Max Fröhlich |                                                                |
| 09020774 | Meinekestraße 3–10 (Lage) | Mietshäuser Baudenkmale siehe: Meinekestraße 4, 10 | 09020778 – Meinekestraße 6, Mietshaus, 1898–1899 von Wilhelm Päpper |                                                                |
| 09020774 | Meinekestraße 3–10 (Lage) | Mietshäuser Baudenkmale siehe: Meinekestraße 4, 10 | 09020779 – Meinekestraße 7, Mietshaus, 1902–1903 von Robert Glasenapp; 1982–1983 neue Fassadendekoration |                                                                |
| 09020774 | Meinekestraße 3–10 (Lage) | Mietshäuser Baudenkmale siehe: Meinekestraße 4, 10 | 09020780 – Meinekestraße 8/9, Mietshäuser, 1899–1900 von August Theess |                                                                |
| 09020782 | Pestalozzistraße 14–15 (Lage) | Wohnhäuser, Synagoge Baudenkmal siehe: Pestalozzistraße 14–15 (Hof) | Weitere Bestandteile des Ensembles: | Weitere Bestandteile des Ensembles:                            |
| 09020782 | Pestalozzistraße 14–15 (Lage) | Wohnhäuser, Synagoge Baudenkmal siehe: Pestalozzistraße 14–15 (Hof) | 09020784 – Pestalozzistraße 14, Mietshaus, 1885–1886 von Ernst Gerhardt |                                                                |
| 09020782 | Pestalozzistraße 14–15 (Lage) | Wohnhäuser, Synagoge Baudenkmal siehe: Pestalozzistraße 14–15 (Hof) | 09020785 – Pestalozzistraße 15, ehem. Villa Tuckermann, Mietshaus, 1884–1885 von Wilhelm Tuckermann |                                                                |
| 09020790 | Schloßstraße 1/1A, 4A–5, 7–9, 11–13, 15–18A, 20, 22/23, 51–53, 57–63, 65–67A, 70 Neue Christstraße 8 Seelingstraße 2 Wulfsheinstraße 10 Schloßstraße Schustehrusstraße 45–48 (Lage) | Schloßstraße Charlottenburg, ehem. Kasernengebäude, Mietshäuser, Vorgärten, Allee Gesamtanlage siehe: Schloßstraße 1–1A, 70 Baudenkmale siehe: Schloßstraße 4A, 12, 13, 18–18A, 65, 67 Gartendenkmal siehe: Schloßstraße | |                                                                |
| 09020790 | Schloßstraße 1/1A, 4A–5, 7–9, 11–13, 15–18A, 20, 22/23, 51–53, 57–63, 65–67A, 70 Neue Christstraße 8 Seelingstraße 2 Wulfsheinstraße 10 Schloßstraße Schustehrusstraße 45–48 (Lage) | Schloßstraße Charlottenburg, ehem. Kasernengebäude, Mietshäuser, Vorgärten, Allee Gesamtanlage siehe: Schloßstraße 1–1A, 70 Baudenkmale siehe: Schloßstraße 4A, 12, 13, 18–18A, 65, 67 Gartendenkmal siehe: Schloßstraße | Gasleuchten längs der Schloßstraße |                                                                |
| 09020790 | Schloßstraße 1/1A, 4A–5, 7–9, 11–13, 15–18A, 20, 22/23, 51–53, 57–63, 65–67A, 70 Neue Christstraße 8 Seelingstraße 2 Wulfsheinstraße 10 Schloßstraße Schustehrusstraße 45–48 (Lage) | Schloßstraße Charlottenburg, ehem. Kasernengebäude, Mietshäuser, Vorgärten, Allee Gesamtanlage siehe: Schloßstraße 1–1A, 70 Baudenkmale siehe: Schloßstraße 4A, 12, 13, 18–18A, 65, 67 Gartendenkmal siehe: Schloßstraße | fünfarmiger Gaskandelaber |                                                                |
| 09020790 | Schloßstraße 1/1A, 4A–5, 7–9, 11–13, 15–18A, 20, 22/23, 51–53, 57–63, 65–67A, 70 Neue Christstraße 8 Seelingstraße 2 Wulfsheinstraße 10 Schloßstraße Schustehrusstraße 45–48 (Lage) | Schloßstraße Charlottenburg, ehem. Kasernengebäude, Mietshäuser, Vorgärten, Allee Gesamtanlage siehe: Schloßstraße 1–1A, 70 Baudenkmale siehe: Schloßstraße 4A, 12, 13, 18–18A, 65, 67 Gartendenkmal siehe: Schloßstraße | Weitere Bestandteile des Ensembles: |                                                                |
| 09020790 | Schloßstraße 1/1A, 4A–5, 7–9, 11–13, 15–18A, 20, 22/23, 51–53, 57–63, 65–67A, 70 Neue Christstraße 8 Seelingstraße 2 Wulfsheinstraße 10 Schloßstraße Schustehrusstraße 45–48 (Lage) | Schloßstraße Charlottenburg, ehem. Kasernengebäude, Mietshäuser, Vorgärten, Allee Gesamtanlage siehe: Schloßstraße 1–1A, 70 Baudenkmale siehe: Schloßstraße 4A, 12, 13, 18–18A, 65, 67 Gartendenkmal siehe: Schloßstraße | 09020797 – Schloßstraße 5, Mietshaus, 1914–1915 von A. Schneider | Berlin-Charlottenburg Schloßstraße 5                           |
| 09020790 | Schloßstraße 1/1A, 4A–5, 7–9, 11–13, 15–18A, 20, 22/23, 51–53, 57–63, 65–67A, 70 Neue Christstraße 8 Seelingstraße 2 Wulfsheinstraße 10 Schloßstraße Schustehrusstraße 45–48 (Lage) | Schloßstraße Charlottenburg, ehem. Kasernengebäude, Mietshäuser, Vorgärten, Allee Gesamtanlage siehe: Schloßstraße 1–1A, 70 Baudenkmale siehe: Schloßstraße 4A, 12, 13, 18–18A, 65, 67 Gartendenkmal siehe: Schloßstraße | 09020798 – Schloßstraße 7/8 / Neue Christstraße 8, Mietshaus, Läden, 1908–1909 | Berlin-Charlottenburg Schloßstraße 7–8                         |
| 09020790 | Schloßstraße 1/1A, 4A–5, 7–9, 11–13, 15–18A, 20, 22/23, 51–53, 57–63, 65–67A, 70 Neue Christstraße 8 Seelingstraße 2 Wulfsheinstraße 10 Schloßstraße Schustehrusstraße 45–48 (Lage) | Schloßstraße Charlottenburg, ehem. Kasernengebäude, Mietshäuser, Vorgärten, Allee Gesamtanlage siehe: Schloßstraße 1–1A, 70 Baudenkmale siehe: Schloßstraße 4A, 12, 13, 18–18A, 65, 67 Gartendenkmal siehe: Schloßstraße | 09020799 – Schloßstraße 9, Mietshaus, Läden, 1909–1910 von Friedrich Gutschmidt | Berlin-Charlottenburg Schloßstraße 9                           |
| 09020790 | Schloßstraße 1/1A, 4A–5, 7–9, 11–13, 15–18A, 20, 22/23, 51–53, 57–63, 65–67A, 70 Neue Christstraße 8 Seelingstraße 2 Wulfsheinstraße 10 Schloßstraße Schustehrusstraße 45–48 (Lage) | Schloßstraße Charlottenburg, ehem. Kasernengebäude, Mietshäuser, Vorgärten, Allee Gesamtanlage siehe: Schloßstraße 1–1A, 70 Baudenkmale siehe: Schloßstraße 4A, 12, 13, 18–18A, 65, 67 Gartendenkmal siehe: Schloßstraße | 09020800 – Schloßstraße 11, Mietshaus, Läden, 1904–1905 von H. Enders | Berlin-Charlottenburg Schloßstraße 11                          |
| 09020790 | Schloßstraße 1/1A, 4A–5, 7–9, 11–13, 15–18A, 20, 22/23, 51–53, 57–63, 65–67A, 70 Neue Christstraße 8 Seelingstraße 2 Wulfsheinstraße 10 Schloßstraße Schustehrusstraße 45–48 (Lage) | Schloßstraße Charlottenburg, ehem. Kasernengebäude, Mietshäuser, Vorgärten, Allee Gesamtanlage siehe: Schloßstraße 1–1A, 70 Baudenkmale siehe: Schloßstraße 4A, 12, 13, 18–18A, 65, 67 Gartendenkmal siehe: Schloßstraße | 09020801 – Schloßstraße 15, Mietshaus mit Vorgarten, um 1895; Vorgarten 1986 wiederhergestellt | Berlin-Charlottenburg Schloßstraße 15                          |
| 09020790 | Schloßstraße 1/1A, 4A–5, 7–9, 11–13, 15–18A, 20, 22/23, 51–53, 57–63, 65–67A, 70 Neue Christstraße 8 Seelingstraße 2 Wulfsheinstraße 10 Schloßstraße Schustehrusstraße 45–48 (Lage) | Schloßstraße Charlottenburg, ehem. Kasernengebäude, Mietshäuser, Vorgärten, Allee Gesamtanlage siehe: Schloßstraße 1–1A, 70 Baudenkmale siehe: Schloßstraße 4A, 12, 13, 18–18A, 65, 67 Gartendenkmal siehe: Schloßstraße | 09020802 – Schloßstraße 15A, Mietshaus mit Vorgarten, um 1895; Vorgarten 1986 wiederhergestellt | Berlin-Charlottenburg Schloßstraße 15a                         |
| 09020790 | Schloßstraße 1/1A, 4A–5, 7–9, 11–13, 15–18A, 20, 22/23, 51–53, 57–63, 65–67A, 70 Neue Christstraße 8 Seelingstraße 2 Wulfsheinstraße 10 Schloßstraße Schustehrusstraße 45–48 (Lage) | Schloßstraße Charlottenburg, ehem. Kasernengebäude, Mietshäuser, Vorgärten, Allee Gesamtanlage siehe: Schloßstraße 1–1A, 70 Baudenkmale siehe: Schloßstraße 4A, 12, 13, 18–18A, 65, 67 Gartendenkmal siehe: Schloßstraße | 09020803 – Schloßstraße 16, Mietshaus mit Vorgarten, Läden, 1894–1896 von Otto Hosemann; Vorgarten, 1896, 1986 wiederhergestellt                                                                                        | Berlin-Charlottenburg Schloßstraße 16                          |
| 09020790 | Schloßstraße 1/1A, 4A–5, 7–9, 11–13, 15–18A, 20, 22/23, 51–53, 57–63, 65–67A, 70 Neue Christstraße 8 Seelingstraße 2 Wulfsheinstraße 10 Schloßstraße Schustehrusstraße 45–48 (Lage) | Schloßstraße Charlottenburg, ehem. Kasernengebäude, Mietshäuser, Vorgärten, Allee Gesamtanlage siehe: Schloßstraße 1–1A, 70 Baudenkmale siehe: Schloßstraße 4A, 12, 13, 18–18A, 65, 67 Gartendenkmal siehe: Schloßstraße | 09020804 – Schloßstraße 17, Mietshaus mit Vorgarten, 1902–1903 von Hans Borchert; Vorgarten, 1903, 1986 wiederhergestellt                                                                                               | Berlin-Charlottenburg Schloßstraße 17                          |
| 09020790 | Schloßstraße 1/1A, 4A–5, 7–9, 11–13, 15–18A, 20, 22/23, 51–53, 57–63, 65–67A, 70 Neue Christstraße 8 Seelingstraße 2 Wulfsheinstraße 10 Schloßstraße Schustehrusstraße 45–48 (Lage) | Schloßstraße Charlottenburg, ehem. Kasernengebäude, Mietshäuser, Vorgärten, Allee Gesamtanlage siehe: Schloßstraße 1–1A, 70 Baudenkmale siehe: Schloßstraße 4A, 12, 13, 18–18A, 65, 67 Gartendenkmal siehe: Schloßstraße | 09020805 – Schloßstraße 20, Mietshaus, Läden, 1891 von Bernhard Ludwig | Berlin-Charlottenburg Schloßstraße 20                          |
| 09020790 | Schloßstraße 1/1A, 4A–5, 7–9, 11–13, 15–18A, 20, 22/23, 51–53, 57–63, 65–67A, 70 Neue Christstraße 8 Seelingstraße 2 Wulfsheinstraße 10 Schloßstraße Schustehrusstraße 45–48 (Lage) | Schloßstraße Charlottenburg, ehem. Kasernengebäude, Mietshäuser, Vorgärten, Allee Gesamtanlage siehe: Schloßstraße 1–1A, 70 Baudenkmale siehe: Schloßstraße 4A, 12, 13, 18–18A, 65, 67 Gartendenkmal siehe: Schloßstraße | 09020806 – Schloßstraße 22, Mietshaus mit Vorgarten, Läden, 1892–1893 von Wilhelm Malchow und Carl Blankenburg; Vorgarten, 1893, 1986 wiederhergestellt                                                                 | Berlin-Charlottenburg Schloßstraße 22                          |
| 09020790 | Schloßstraße 1/1A, 4A–5, 7–9, 11–13, 15–18A, 20, 22/23, 51–53, 57–63, 65–67A, 70 Neue Christstraße 8 Seelingstraße 2 Wulfsheinstraße 10 Schloßstraße Schustehrusstraße 45–48 (Lage) | Schloßstraße Charlottenburg, ehem. Kasernengebäude, Mietshäuser, Vorgärten, Allee Gesamtanlage siehe: Schloßstraße 1–1A, 70 Baudenkmale siehe: Schloßstraße 4A, 12, 13, 18–18A, 65, 67 Gartendenkmal siehe: Schloßstraße | 09020807 – Schloßstraße 23, Mietshaus mit Vorgarten, um 1893; Vorgarten 1986 wiederhergestellt | Berlin-Charlottenburg Schloßstraße 23                          |
| 09020790 | Schloßstraße 1/1A, 4A–5, 7–9, 11–13, 15–18A, 20, 22/23, 51–53, 57–63, 65–67A, 70 Neue Christstraße 8 Seelingstraße 2 Wulfsheinstraße 10 Schloßstraße Schustehrusstraße 45–48 (Lage) | Schloßstraße Charlottenburg, ehem. Kasernengebäude, Mietshäuser, Vorgärten, Allee Gesamtanlage siehe: Schloßstraße 1–1A, 70 Baudenkmale siehe: Schloßstraße 4A, 12, 13, 18–18A, 65, 67 Gartendenkmal siehe: Schloßstraße | 09020808 – Schloßstraße 51, Mietshaus, um 1890 | Berlin-Charlottenburg Schloßstraße 51                          |
| 09020790 | Schloßstraße 1/1A, 4A–5, 7–9, 11–13, 15–18A, 20, 22/23, 51–53, 57–63, 65–67A, 70 Neue Christstraße 8 Seelingstraße 2 Wulfsheinstraße 10 Schloßstraße Schustehrusstraße 45–48 (Lage) | Schloßstraße Charlottenburg, ehem. Kasernengebäude, Mietshäuser, Vorgärten, Allee Gesamtanlage siehe: Schloßstraße 1–1A, 70 Baudenkmale siehe: Schloßstraße 4A, 12, 13, 18–18A, 65, 67 Gartendenkmal siehe: Schloßstraße | 09020809 – Schloßstraße 52, Mietshaus mit Vorgarten, 1885–1886 von Robert Schneckenberg; Vorgarten, 1886, 1986 wiederhergestellt                                                                                        |                                                                |
| 09020790 | Schloßstraße 1/1A, 4A–5, 7–9, 11–13, 15–18A, 20, 22/23, 51–53, 57–63, 65–67A, 70 Neue Christstraße 8 Seelingstraße 2 Wulfsheinstraße 10 Schloßstraße Schustehrusstraße 45–48 (Lage) | Schloßstraße Charlottenburg, ehem. Kasernengebäude, Mietshäuser, Vorgärten, Allee Gesamtanlage siehe: Schloßstraße 1–1A, 70 Baudenkmale siehe: Schloßstraße 4A, 12, 13, 18–18A, 65, 67 Gartendenkmal siehe: Schloßstraße | 09020810 – Schloßstraße 53, Mietshaus mit Vorgarten, 1885–1886 von Robert Schneckenberg; Vorgarten, 1886, 1986 wiederhergestellt                                                                                        |                                                                |
| 09020790 | Schloßstraße 1/1A, 4A–5, 7–9, 11–13, 15–18A, 20, 22/23, 51–53, 57–63, 65–67A, 70 Neue Christstraße 8 Seelingstraße 2 Wulfsheinstraße 10 Schloßstraße Schustehrusstraße 45–48 (Lage) | Schloßstraße Charlottenburg, ehem. Kasernengebäude, Mietshäuser, Vorgärten, Allee Gesamtanlage siehe: Schloßstraße 1–1A, 70 Baudenkmale siehe: Schloßstraße 4A, 12, 13, 18–18A, 65, 67 Gartendenkmal siehe: Schloßstraße | 09020811 – Schloßstraße 57/58, Mietshaus, 1914 von August Simon | Berlin-Charlottenburg Schloßstraße 58                          |
| 09020790 | Schloßstraße 1/1A, 4A–5, 7–9, 11–13, 15–18A, 20, 22/23, 51–53, 57–63, 65–67A, 70 Neue Christstraße 8 Seelingstraße 2 Wulfsheinstraße 10 Schloßstraße Schustehrusstraße 45–48 (Lage) | Schloßstraße Charlottenburg, ehem. Kasernengebäude, Mietshäuser, Vorgärten, Allee Gesamtanlage siehe: Schloßstraße 1–1A, 70 Baudenkmale siehe: Schloßstraße 4A, 12, 13, 18–18A, 65, 67 Gartendenkmal siehe: Schloßstraße | 09020812 – Schloßstraße 59, Mietshaus, 1889–1890 von Enders & Hahn und Arnold Kuthe |                                                                |
| 09020790 | Schloßstraße 1/1A, 4A–5, 7–9, 11–13, 15–18A, 20, 22/23, 51–53, 57–63, 65–67A, 70 Neue Christstraße 8 Seelingstraße 2 Wulfsheinstraße 10 Schloßstraße Schustehrusstraße 45–48 (Lage) | Schloßstraße Charlottenburg, ehem. Kasernengebäude, Mietshäuser, Vorgärten, Allee Gesamtanlage siehe: Schloßstraße 1–1A, 70 Baudenkmale siehe: Schloßstraße 4A, 12, 13, 18–18A, 65, 67 Gartendenkmal siehe: Schloßstraße | 09020813 – Schloßstraße 60 / Schustehrusstraße 47, Mietshaus mit Vorgarten, Läden, 1889–1890 von Hans Schulze; Vorgarten, 1890, 1986 wiederhergestellt                                                                  | Schloßstraße 60                                                |
| 09020790 | Schloßstraße 1/1A, 4A–5, 7–9, 11–13, 15–18A, 20, 22/23, 51–53, 57–63, 65–67A, 70 Neue Christstraße 8 Seelingstraße 2 Wulfsheinstraße 10 Schloßstraße Schustehrusstraße 45–48 (Lage) | Schloßstraße Charlottenburg, ehem. Kasernengebäude, Mietshäuser, Vorgärten, Allee Gesamtanlage siehe: Schloßstraße 1–1A, 70 Baudenkmale siehe: Schloßstraße 4A, 12, 13, 18–18A, 65, 67 Gartendenkmal siehe: Schloßstraße | 09020814 – Schloßstraße 61 / Schustehrusstraße 48, Mietshaus, Läden, 1894–1896 von Arthur von Krause und A. Reimann |                                                                |
| 09020790 | Schloßstraße 1/1A, 4A–5, 7–9, 11–13, 15–18A, 20, 22/23, 51–53, 57–63, 65–67A, 70 Neue Christstraße 8 Seelingstraße 2 Wulfsheinstraße 10 Schloßstraße Schustehrusstraße 45–48 (Lage) | Schloßstraße Charlottenburg, ehem. Kasernengebäude, Mietshäuser, Vorgärten, Allee Gesamtanlage siehe: Schloßstraße 1–1A, 70 Baudenkmale siehe: Schloßstraße 4A, 12, 13, 18–18A, 65, 67 Gartendenkmal siehe: Schloßstraße | 09020815 – Schloßstraße 62, Mietshaus, 1894–1895 von A. Reimann |                                                                |
| 09020790 | Schloßstraße 1/1A, 4A–5, 7–9, 11–13, 15–18A, 20, 22/23, 51–53, 57–63, 65–67A, 70 Neue Christstraße 8 Seelingstraße 2 Wulfsheinstraße 10 Schloßstraße Schustehrusstraße 45–48 (Lage) | Schloßstraße Charlottenburg, ehem. Kasernengebäude, Mietshäuser, Vorgärten, Allee Gesamtanlage siehe: Schloßstraße 1–1A, 70 Baudenkmale siehe: Schloßstraße 4A, 12, 13, 18–18A, 65, 67 Gartendenkmal siehe: Schloßstraße | 09020816 – Schloßstraße 63, Mietshaus, Restaurant, 1895–1896 von E. Schmid und Paul Schöltz |                                                                |
| 09020790 | Schloßstraße 1/1A, 4A–5, 7–9, 11–13, 15–18A, 20, 22/23, 51–53, 57–63, 65–67A, 70 Neue Christstraße 8 Seelingstraße 2 Wulfsheinstraße 10 Schloßstraße Schustehrusstraße 45–48 (Lage) | Schloßstraße Charlottenburg, ehem. Kasernengebäude, Mietshäuser, Vorgärten, Allee Gesamtanlage siehe: Schloßstraße 1–1A, 70 Baudenkmale siehe: Schloßstraße 4A, 12, 13, 18–18A, 65, 67 Gartendenkmal siehe: Schloßstraße | 09020817 – Schloßstraße 66, Mietshaus, Läden, 1892–1895 von F. Nürnberg und A. Reimann |                                                                |
| 09020790 | Schloßstraße 1/1A, 4A–5, 7–9, 11–13, 15–18A, 20, 22/23, 51–53, 57–63, 65–67A, 70 Neue Christstraße 8 Seelingstraße 2 Wulfsheinstraße 10 Schloßstraße Schustehrusstraße 45–48 (Lage) | Schloßstraße Charlottenburg, ehem. Kasernengebäude, Mietshäuser, Vorgärten, Allee Gesamtanlage siehe: Schloßstraße 1–1A, 70 Baudenkmale siehe: Schloßstraße 4A, 12, 13, 18–18A, 65, 67 Gartendenkmal siehe: Schloßstraße | 09020818 – Schloßstraße 67A, Mietshaus mit Vorgarten, Laden, Restaurant, 1900–1901 von Fritz Karsch; Vorgarten, 1901; 1986 wiederhergestellt                                                                            |                                                                |
| 09020790 | Schloßstraße 1/1A, 4A–5, 7–9, 11–13, 15–18A, 20, 22/23, 51–53, 57–63, 65–67A, 70 Neue Christstraße 8 Seelingstraße 2 Wulfsheinstraße 10 Schloßstraße Schustehrusstraße 45–48 (Lage) | Schloßstraße Charlottenburg, ehem. Kasernengebäude, Mietshäuser, Vorgärten, Allee Gesamtanlage siehe: Schloßstraße 1–1A, 70 Baudenkmale siehe: Schloßstraße 4A, 12, 13, 18–18A, 65, 67 Gartendenkmal siehe: Schloßstraße | 09020819 – Schustehrusstraße 45, Mietshaus, Läden, 1890 von Enders & Hahn |                                                                |
| 09020790 | Schloßstraße 1/1A, 4A–5, 7–9, 11–13, 15–18A, 20, 22/23, 51–53, 57–63, 65–67A, 70 Neue Christstraße 8 Seelingstraße 2 Wulfsheinstraße 10 Schloßstraße Schustehrusstraße 45–48 (Lage) | Schloßstraße Charlottenburg, ehem. Kasernengebäude, Mietshäuser, Vorgärten, Allee Gesamtanlage siehe: Schloßstraße 1–1A, 70 Baudenkmale siehe: Schloßstraße 4A, 12, 13, 18–18A, 65, 67 Gartendenkmal siehe: Schloßstraße | 09020820 – Schustehrusstraße 46, Mietshaus, Läden, Restaurant, 1882–1883 von Ernst Schuffenhauer |                                                                |
| 09020821 | Spandauer Damm 19/23 (Lage) | Mietshäuser Baudenkmale siehe: Spandauer Damm 19, 23 | Weiterer Bestandteil des Ensembles: | Weiterer Bestandteil des Ensembles:                            |
| 09020821 | Spandauer Damm 19/23 (Lage) | Mietshäuser Baudenkmale siehe: Spandauer Damm 19, 23 | 09020823 – Spandauer Damm 21, Mietshaus, Läden, 1891–1992 von Wilhelm Klopsch |                                                                |
| 09020833 | Wilmersdorfer Straße 71–72 Mommsenstraße 30 (Lage) | Miethäuser Baudenkmal siehe: Wilmersdorfer Straße 72 | Weiterer Bestandteil des Ensembles: | Weiterer Bestandteil des Ensembles:                            |
| 09020833 | Wilmersdorfer Straße 71–72 Mommsenstraße 30 (Lage) | Miethäuser Baudenkmal siehe: Wilmersdorfer Straße 72 | 09020835 – Wilmersdorfer Straße 71, Mietshaus, 1897 von W. Riedel |                                                                |
| 09020836 | Wulfsheinstraße 3, 5–8 (Lage) | Mietshäuser Baudenkmale siehe: Wulfsheinstraße 6, 8 | Gasleuchten im Straßenraum |                                                                |
| 09020836 | Wulfsheinstraße 3, 5–8 (Lage) | Mietshäuser Baudenkmale siehe: Wulfsheinstraße 6, 8 | Weitere Bestandteile des Ensembles: |                                                                |
| 09020836 | Wulfsheinstraße 3, 5–8 (Lage) | Mietshäuser Baudenkmale siehe: Wulfsheinstraße 6, 8 | 09020839 – Wulfsheinstraße 3, Mietshaus, 1888 von Alfred Schrobsdorff |                                                                |
| 09020836 | Wulfsheinstraße 3, 5–8 (Lage) | Mietshäuser Baudenkmale siehe: Wulfsheinstraße 6, 8 | 09020840 – Wulfsheinstraße 5, Mietshaus, 1886 von Alfred Schrobsdorff, Stall, 1880 von Ernst George |                                                                |
| 09020836 | Wulfsheinstraße 3, 5–8 (Lage) | Mietshäuser Baudenkmale siehe: Wulfsheinstraße 6, 8 | 09020841 – Wulfsheinstraße 7, Mietshaus, Läden, 1886 von Ernst George |                                                                |
| 09020842 | Wundtstraße 5/11 Knobelsdorffstraße 13 (Lage) | Mietshäuser Baudenkmal siehe: Wundtstraße 5 | Weitere Bestandteile des Ensembles: | Weitere Bestandteile des Ensembles:                            |
| 09020842 | Wundtstraße 5/11 Knobelsdorffstraße 13 (Lage) | Mietshäuser Baudenkmal siehe: Wundtstraße 5 | 09020844 – Wundtstraße 7/9, Mietshaus, Läden, 1909–1910 von Rehme und Franz Roeseler |                                                                |
| 09020842 | Wundtstraße 5/11 Knobelsdorffstraße 13 (Lage) | Mietshäuser Baudenkmal siehe: Wundtstraße 5 | 09020845 – Wundtstraße 11, Mietshaus, 1909–1910 von Franz Roeseler |                                                                |

## Denkmalbereiche (Gesamtanlagen)
| Nr.      | Lage | Offizielle Bezeichnung | Beschreibung | Bild |
| -------- | --- | --- | --- | --- |
| 09040456 | U-Bahn-Linie U1 und U2 | Hoch- und Untergrundbahn, Stammstrecke (später Teil der U-Bahn-Linien U1 und U2) zwischen U-Bahnhof Warschauer Straße und U-Bahnhof Ruhleben                                                             | Unterpflasterbahn zwischen den Stationen Wittenbergplatz und Kaiserdamm, ehem. Stammbahn zwischen U-Bahnhof Zoologischer Garten und Ernst-Reuter-Platz, 1896–1902 angelegt Erweiterungen bis ehem. Stadion 1903–1906 und 1908–1913 (siehe auch Gesamtanlage Bahnhof Zoo und Baudenkmale U-Bahnhof Ernst-Reuter-Platz, U-Bahnhof Deutsche Oper, U-Bahnhof Sophie-Charlotte-Platz) | |
| 09040458 | Abbestraße 2–12 Fraunhoferstraße 1–7 Guerickestraße 18 Marchstraße 25–25B (Lage) | Physikalisch-Technische Reichsanstalt | Observatorium, zugleich Hauptgebäude der Physikalischen Abteilung 1887–1891 von Theodor Astfalck (Vorentwurf von Paul Emmanuel Spieker, 1885), um 1960 Wiederaufbau | |
| 09040458 | Abbestraße 2–12 Fraunhoferstraße 1–7 Guerickestraße 18 Marchstraße 25–25B (Lage) | Physikalisch-Technische Reichsanstalt | Hauptgebäude der Technischen Abteilung, 1894–1897 von Theodor Astfalck | |
| 09040458 | Abbestraße 2–12 Fraunhoferstraße 1–7 Guerickestraße 18 Marchstraße 25–25B (Lage) | Physikalisch-Technische Reichsanstalt | Direktorenwohnhaus | |
| 09040458 | Abbestraße 2–12 Fraunhoferstraße 1–7 Guerickestraße 18 Marchstraße 25–25B (Lage) | Physikalisch-Technische Reichsanstalt | Laboratorium | |
| 09040458 | Abbestraße 2–12 Fraunhoferstraße 1–7 Guerickestraße 18 Marchstraße 25–25B (Lage) | Physikalisch-Technische Reichsanstalt | Maschinenhaus | |
| 09040458 | Abbestraße 2–12 Fraunhoferstraße 1–7 Guerickestraße 18 Marchstraße 25–25B (Lage) | Physikalisch-Technische Reichsanstalt | Einfriedung | |
| 09040458 | Abbestraße 2–12 Fraunhoferstraße 1–7 Guerickestraße 18 Marchstraße 25–25B (Lage) | Physikalisch-Technische Reichsanstalt | Starkstromlabor, 1911–1913 von Herrmann & Gaedicke | |
| 09040459 | Alt-Lietzow 30 (Lage) | Ev. Lietzowkirche | Kirche und Glockenturm, 1960–1962 von Ludolf von Walthausen | |
| 09040459 | Alt-Lietzow 30 (Lage) | Ev. Lietzowkirche | Gemeindehaus | |
| 09040460 | Alt-Lietzow 33 Lüdtgeweg 1–7 (Lage) | ehem. Feuerwache Alt-Lietzow | Hauptgebäude, 1888–1889 von Paul Bratring von Rudolf Walter Ende des 20. Jahrhunderts zur Nutzung an den Malteser Hilfsdienst übergeben | |
| 09040460 | Alt-Lietzow 33 Lüdtgeweg 1–7 (Lage) | ehem. Feuerwache Alt-Lietzow | Zwischenflügel, 1895 | |
| 09040460 | Alt-Lietzow 33 Lüdtgeweg 1–7 (Lage) | ehem. Feuerwache Alt-Lietzow | Hölzerner Steigeturm, 1899 | |
| 09040460 | Alt-Lietzow 33 Lüdtgeweg 1–7 (Lage) | ehem. Feuerwache Alt-Lietzow | Dreiflügelanlage, 1904 von Rudolf Walter | |
| 09040460 | Alt-Lietzow 33 Lüdtgeweg 1–7 (Lage) | ehem. Feuerwache Alt-Lietzow | Beamtenwohnhaus, 1924 von Rudolf Walter | |
| 09040460 | Alt-Lietzow 33 Lüdtgeweg 1–7 (Lage) | ehem. Feuerwache Alt-Lietzow | Gasleuchten im Straßenraum | |
| 09020662 | Am Spreebord 5 Quedlinburger Straße 15 (Lage) | Kraftwerk Charlottenburg | Maschinenhaus, 1899–1900 von Walter Klingenberg nach Vorarbeiten von Georg Klingenberg | |
| 09020662 | Am Spreebord 5 Quedlinburger Straße 15 (Lage) | Kraftwerk Charlottenburg | Wohnhaus mit Büros, 1899–1900 von Georg Klingenberg | |
| 09020662 | Am Spreebord 5 Quedlinburger Straße 15 (Lage) | Kraftwerk Charlottenburg | Lager und Technik, 1899–1900 von Walter Klingenberg nach Vorarbeiten von Georg Klingenberg | |
| 09020662 | Am Spreebord 5 Quedlinburger Straße 15 (Lage) | Kraftwerk Charlottenburg | 30-kV-Schalthaus und Werkstattgebäude, 1925 von Schönburg | |
| 09020662 | Am Spreebord 5 Quedlinburger Straße 15 (Lage) | Kraftwerk Charlottenburg | 110-kV-Schalthaus, 1928 von der Siemens-Bauunion | |
| 09020662 | Am Spreebord 5 Quedlinburger Straße 15 (Lage) | Kraftwerk Charlottenburg | Ruths-Dampfspeicheranlage, 1929 von Ruths | |
| 09020662 | Am Spreebord 5 Quedlinburger Straße 15 (Lage) | Kraftwerk Charlottenburg | Kesselhaus, 1955–1956 von Willy Rathge | |
| 09020662 | Am Spreebord 5 Quedlinburger Straße 15 (Lage) | Denkmalverlust: Schornstein | Errichtet 1928, 125 m hoch, 2006 abgerissen | |
| 09040467 | Bismarckstraße 14–15 Leibnizstraße 9/10 (Lage) | Landeszentralbank | 1953–1954 von Johannes Krüger | Bismarckstraße/Ecke Leibnizstraße                                                                            |
| 09040467 | Leibnizstraße 7–8 (Lage) | Denkmalverlust: ehem. Reichsbankstelle Charlottenburg | 1906–1907 von Julius Habicht und Philipp Rappaport (Leibnizstraße 8), 1924–1926 von Heinrich Hartwig und Heinrich Wolff (Leibnizstraße 7) 2000 erfolgte der Abriss | |
| 09040468 | Bleibtreustraße 43 Knesebeckstraße 24/25 (Lage) | 19. und 20. Gemeindeschule, ehem. Kaiser-Friedrich-Schule (Reformgymnasium) und ehem. 3. Hilfsschule Bestandteil des Ensembles: Bleibtreustraße                                                          | 1899–1900 von Paul Bratring | |
| 09040468 | Bleibtreustraße 43 Knesebeckstraße 24/25 (Lage) | 19. und 20. Gemeindeschule, ehem. Kaiser-Friedrich-Schule (Reformgymnasium) und ehem. 3. Hilfsschule Bestandteil des Ensembles: Bleibtreustraße                                                          | Kaiser-Friedrich-Schule (Reformgymnasium), 1899–1901 von Paul Bratring | |
| 09040468 | Bleibtreustraße 43 Knesebeckstraße 24/25 (Lage) | 19. und 20. Gemeindeschule, ehem. Kaiser-Friedrich-Schule (Reformgymnasium) und ehem. 3. Hilfsschule Bestandteil des Ensembles: Bleibtreustraße                                                          | Ehemalige 3. Hilfsschule, 1911–1919 von Walter Helmcke und Heinrich Seeling | |
| 09040471 | Brahestraße 8–13, 18–19, 22–33 Fabriciusstraße 1–9, 10, 12/13, 18–30 Herschelstraße 1–11A, 13, 16/17 Kamminer Straße 14–16, 20–28C Olbersstraße 12–18, 22–28 Osnabrücker Straße 10/11 Tegeler Weg 22–23A (Lage) | Wohnanlagen | Brahestraße 8–9A / Kamminer Straße 16, Wohnanlage, 1926–1927 von Franz Fedler | |
| 09040471 | Brahestraße 8–13, 18–19, 22–33 Fabriciusstraße 1–9, 10, 12/13, 18–30 Herschelstraße 1–11A, 13, 16/17 Kamminer Straße 14–16, 20–28C Olbersstraße 12–18, 22–28 Osnabrücker Straße 10/11 Tegeler Weg 22–23A (Lage) | Wohnanlagen | Brahestraße 10–12A / Fabriciusstraße 1/9, 13 / Herschelstraße 7–9 / Kamminer Straße 23–25, Wohnanlage, 1929/30 von H. C. Schmidt | |
| 09040471 | Brahestraße 8–13, 18–19, 22–33 Fabriciusstraße 1–9, 10, 12/13, 18–30 Herschelstraße 1–11A, 13, 16/17 Kamminer Straße 14–16, 20–28C Olbersstraße 12–18, 22–28 Osnabrücker Straße 10/11 Tegeler Weg 22–23A (Lage) | Wohnanlagen | Brahestraße 22–27A / Herschelstraße 16/17 / Tegeler Weg 22–23A, Wohnanlage, 1927–1928 von H. C. Schmidt | |
| 09040471 | Brahestraße 8–13, 18–19, 22–33 Fabriciusstraße 1–9, 10, 12/13, 18–30 Herschelstraße 1–11A, 13, 16/17 Kamminer Straße 14–16, 20–28C Olbersstraße 12–18, 22–28 Osnabrücker Straße 10/11 Tegeler Weg 22–23A (Lage) | Wohnanlagen | Brahestraße 28–31 / Herschelstraße 6/6A / Kamminer Straße 26, Wohnanlage, 1927 von H. C. Schmidt | |
| 09040471 | Brahestraße 8–13, 18–19, 22–33 Fabriciusstraße 1–9, 10, 12/13, 18–30 Herschelstraße 1–11A, 13, 16/17 Kamminer Straße 14–16, 20–28C Olbersstraße 12–18, 22–28 Osnabrücker Straße 10/11 Tegeler Weg 22–23A (Lage) | Wohnanlagen | Brahestraße 32/33 / Kamminer Straße 14/15, Wohnanlage, 1925–1926 von Paul Leschinsky; Fassade von Lohmüller, Korschelt und Renker | |
| 09040471 | Brahestraße 8–13, 18–19, 22–33 Fabriciusstraße 1–9, 10, 12/13, 18–30 Herschelstraße 1–11A, 13, 16/17 Kamminer Straße 14–16, 20–28C Olbersstraße 12–18, 22–28 Osnabrücker Straße 10/11 Tegeler Weg 22–23A (Lage) | Wohnanlagen | Fabriciusstraße 2–12 / Herschelstraße 10–11A / Kamminer Straße 20–22 / Olbersstraße 22–28, Wohnanlage, 1928–1929 von Reinhardt & Süßenguth | |
| 09040471 | Brahestraße 8–13, 18–19, 22–33 Fabriciusstraße 1–9, 10, 12/13, 18–30 Herschelstraße 1–11A, 13, 16/17 Kamminer Straße 14–16, 20–28C Olbersstraße 12–18, 22–28 Osnabrücker Straße 10/11 Tegeler Weg 22–23A (Lage) | Wohnanlagen | Fabriciusstraße 18–30 / Brahestraße 18/19 / Herschelstraße 13 / Olbersstraße 12–18, Wohnanlage, 1928–1930 von Heinrich Iwan und Stephan von Zamojski | |
| 09040471 | Brahestraße 8–13, 18–19, 22–33 Fabriciusstraße 1–9, 10, 12/13, 18–30 Herschelstraße 1–11A, 13, 16/17 Kamminer Straße 14–16, 20–28C Olbersstraße 12–18, 22–28 Osnabrücker Straße 10/11 Tegeler Weg 22–23A (Lage) | Wohnanlagen | Herschelstraße 1–3B / Osnabrücker Straße 10/11, Wohnanlage, 1926–1927 von H. C. Schmidt | |
| 09040471 | Brahestraße 8–13, 18–19, 22–33 Fabriciusstraße 1–9, 10, 12/13, 18–30 Herschelstraße 1–11A, 13, 16/17 Kamminer Straße 14–16, 20–28C Olbersstraße 12–18, 22–28 Osnabrücker Straße 10/11 Tegeler Weg 22–23A (Lage) | Wohnanlagen | Herschelstraße 4/5 / Kamminer Straße 27–28C, Wohnanlage, 1925–1926 von E. Engelmann | |
| 09040472 | Breitscheidplatz (Lage) | Ev. Kaiser-Wilhelm-Gedächtniskirche Bestandteil des Ensembles: Breitscheidplatz | Ruine, 1891–1895 von Franz Schwechten (Ruine) | |
| 09040472 | Breitscheidplatz (Lage) | Ev. Kaiser-Wilhelm-Gedächtniskirche Bestandteil des Ensembles: Breitscheidplatz | Kapelle, Sakristei, Turm und Plattform, 1959–1963 von Egon Eiermann | |
| 09040473 | Budapester Straße 38/50 Hardenbergplatz 2 Hardenbergstraße 29, 29A, 29D (Lage) | Zentrum am Zoo, Büro- und Geschäftshauskomplex Bestandteil des Ensembles: Breitscheidplatz | Kleines Hochhaus (Budapester Straße 40) | |
| 09040473 | Budapester Straße 38/50 Hardenbergplatz 2 Hardenbergstraße 29, 29A, 29D (Lage) | Zentrum am Zoo, Büro- und Geschäftshauskomplex Bestandteil des Ensembles: Breitscheidplatz | Bikini-Haus (Budapester Straße 42–50 / Hardenbergstraße 29) | Bikinihaus                                                                                                   |
| 09040473 | Budapester Straße 38/50 Hardenbergplatz 2 Hardenbergstraße 29, 29A, 29D (Lage) | Zentrum am Zoo, Büro- und Geschäftshauskomplex Bestandteil des Ensembles: Breitscheidplatz | Großes Hochhaus (Hardenbergstraße 29 D / Hardenbergplatz 2) 1955–1957 von Schwebes & Schoszberger | |
| 09040473 | Budapester Straße 38/50 Hardenbergplatz 2 Hardenbergstraße 29, 29A, 29D (Lage) | Zentrum am Zoo, Büro- und Geschäftshauskomplex Bestandteil des Ensembles: Breitscheidplatz | Zoo Palast und Atelier am Zoo, Doppelkino (Hardenbergstraße 29A) 1956–1957 von Schwebes & Schoszberger und Gerhard Fritsche | Zoo Palast                                                                                                   |
| 09040473 | Budapester Straße 38/50 Hardenbergplatz 2 Hardenbergstraße 29, 29A, 29D (Lage) | Denkmalverlust: Parkhaus & div.Teile | Parkhaus (Budapester Straße 38) 1956–1957 von Hans Bielenberg; 2012 im Rahmen der Entwicklung Berlin City West abgerissen | |
| 09040473 | Budapester Straße 38/50 Hardenbergplatz 2 Hardenbergstraße 29, 29A, 29D (Lage) | Denkmalverlust: Parkhaus & div.Teile | Abriss von Treppenhäusern am Bikinihaus und Verbindungsgebäuden vom Zoopalast 2012 im Rahmen der Entwicklung Berlin City West | |
| 09040474 | Cauerstraße 36–38 Loschmidtstraße 10 (Lage) | ehem. Kaiserin-Augusta-Gymnasium | 1897–1899 von Haubach und Poetsch | Ludwig-Cauer-Grundschule                                                                                     |
| 09040474 | Cauerstraße 36–38 Loschmidtstraße 10 (Lage) | ehem. Kaiserin-Augusta-Gymnasium | Turnhalle | Turnhalle |
| 09040474 | Cauerstraße 36–38 Loschmidtstraße 10 (Lage) | ehem. Kaiserin-Augusta-Gymnasium | Direktorenwohnhaus, 1913–1914 von Fritz Rauch | Direktorenwohnhaus                                                                                           |
| 09040475 | Dernburgstraße 44, 48–54, 58 Herbartstraße 17/18, 20/21 (Lage) | Oberpostdirektion | 1926–1928 von Willy Hoffmann | Oberpostdirektion                                                                                            |
| 09040475 | Dernburgstraße 44, 48–54, 58 Herbartstraße 17/18, 20/21 (Lage) | Oberpostdirektion | Wohnheim für ledige Postbeamtinnen, 1924–1925 von Otto Spalding | |
| 09040475 | Dernburgstraße 44, 48–54, 58 Herbartstraße 17/18, 20/21 (Lage) | Oberpostdirektion | Gasleuchten im Straßenraum | |
| 09040478 | Einsteinufer 43/53 Abbestraße 14/20 Guerickestraße 19–25 Marchstraße 22, 24A (Lage) | Staatliche Fachschule für Optik und Fototechnik | ehem. auch Meisterschule für Graphik und Buchgewerbe, 1959–1963 von Robert Tepez | Berlin-Charlottenburg Einsteinufer UDK                                                                       |
| 09040478 | Einsteinufer 43/53 Abbestraße 14/20 Guerickestraße 19–25 Marchstraße 22, 24A (Lage) | Staatliche Fachschule für Optik und Fototechnik | Flachbau | Berlin-Charlottenburg Einsteinufer UDK                                                                       |
| 09040478 | Einsteinufer 43/53 Abbestraße 14/20 Guerickestraße 19–25 Marchstraße 22, 24A (Lage) | Staatliche Fachschule für Optik und Fototechnik | Werkstatthalle | Berlin-Charlottenburg Einsteinufer UDK                                                                       |
| 09040479 | Einsteinufer 69/71E Guerickestraße 31A-32E (Lage) | Wohnanlage | 1931 von Richard Pardon, Teilwiederaufbau 1953 von Ludwig Spreitzer | |
| 09040480 | Fabriciusstraße 31 Herschelstraße 14 (Lage) | Ev. Gustav-Adolf-Kirche mit Gemeinde- und Schwesternhaus | Kirche, 1932–1934 von Otto Bartning | |
| 09040480 | Fabriciusstraße 31 Herschelstraße 14 (Lage) | Ev. Gustav-Adolf-Kirche mit Gemeinde- und Schwesternhaus | Gemeinde- und Schwesternhaus, 1932–1934 von Otto Bartning | |
| 09040482 | Fasanenstraße 1B (Lage) | Hochschule für Musik | Altbau, 1898–1902 von Kayser & v. Großheim | |
| 09040482 | Fasanenstraße 1B (Lage) | Hochschule für Musik | Konzertsaal, 1952–1954 von Paul G. R. Baumgarten | Konzertsaal der UdK                                                                                          |
| 09040482 | Fasanenstraße 1B (Lage) | Hochschule für Musik | Studiobühne, 1971–1975 von Paul G. R. Baumgarten | |
| 09040483 | Müller-Breslau-Straße 8, 10 (Lage) | Institutsbauten der Technischen Universität Berlin | 1954–1957 von Erich Schuppe und Senator für Bau- und Wohnungswesen, Abteilung Hochbau (Leiter Bruno Grimmek) | 1954–1957 von Erich Schuppe und Senator für Bau- und Wohnungswesen, Abteilung Hochbau (Leiter Bruno Grimmek) |
| 09040483 | Müller-Breslau-Straße 8, 10 (Lage) | Institutsbauten der Technischen Universität Berlin | ehem. Institut für Strömungstechnik (Müller-Breslau-Straße 8), 1955–1956, Umbau 1963–1966 | |
| 09040483 | Müller-Breslau-Straße 8, 10 (Lage) | Institutsbauten der Technischen Universität Berlin | Windkanal, 1979–82 | |
| 09040483 | Müller-Breslau-Straße 8, 10 (Lage) | Institutsbauten der Technischen Universität Berlin | ehem. Institut für Lebensmittelchemie (Müller-Breslau-Straße 10), 1954–1955, Umbau 1964–1967 | |
| 09040483 | Fasanenstraße 88 | Denkmalverlust: | Institut für Verbrennungskraftmaschinen, erbaut 1954–1956 von Albrecht Sandow, Umbau 1963, Abriss 2000 für Neubau der Volkswagen-Bibliothek | |
| 09040483 | Fasanenstraße 89 | Denkmalverlust: | ehem. Institut für Brennstofftechnik, 1955–1957, Abriss 2019 | |
| 09040483 | Fasanenstraße 90 | Denkmalverlust: | ehem. Institut für Werkzeugmaschinen und Fertigungstechnik, 1954–1955, Abriss 2019 | |
| 09040484 | Franklinstraße 2–4A (Lage) | Wohnanlage | 3 Mehrfamilienhäuser, 1938–1939 von Lutz Arnsberger und Martin Teuscher | |
| 09040485 | Franklinstraße 11–15A (Lage) | ehem. Bleicherei und Maschinenfabrik Fr. Gebauer (Gebauer Höfe) Bestandteil des Ensembles: Franklinstraße                                                                                                | Straßenfront, 1865 von L. Mertens | Gebauer Höfe (Straßenansicht)                                                                                |
| 09040485 | Franklinstraße 11–15A (Lage) | ehem. Bleicherei und Maschinenfabrik Fr. Gebauer (Gebauer Höfe) Bestandteil des Ensembles: Franklinstraße                                                                                                | Hofgebäude, Spätere An- und Umbauten von L. Mertens, Ernst Gerhardt, H. Enders, Julius Lichtenstein | Gebauer Höfe (Spreeseite)                                                                                    |
| 09040485 | Franklinstraße 11–15A (Lage) | ehem. Bleicherei und Maschinenfabrik Fr. Gebauer (Gebauer Höfe) Bestandteil des Ensembles: Franklinstraße                                                                                                | Bleicherei (wasserseitig) | Gebauer Höfe (Spreeseite)                                                                                    |
| 09040485 | Franklinstraße 11–15A (Lage) | ehem. Bleicherei und Maschinenfabrik Fr. Gebauer (Gebauer Höfe) Bestandteil des Ensembles: Franklinstraße                                                                                                | Speicherhaus (Gebäude 60), 1910 von Julius Lichtenstein | |
| 09040488 | Fritschestraße 71–73 Kaiser-Friedrich-Straße 21–23 Zillestraße 97–103 (Lage) | Charlottenburg I, Wohnanlage | 1905–1906 von Erich Köhn | Berlin-Charlottenburg Zillestraße 101                                                                        |
| 09040491 | Gierkezeile 5–11 (Lage) | Städtisches Krankenhaus (ehem.) & Gesundheitsamt | Krankenhaus, 1865–1867 von Gustav Knoblauch | Krankenhaus                                                                                                  |
| 09040491 | Gierkezeile 5–11 (Lage) | Städtisches Krankenhaus (ehem.) & Gesundheitsamt | Verwaltungsgebäude, 1890–1892 von Paul Bratring | Verwaltungsgebäude                                                                                           |
| 09040491 | Gierkezeile 5–11 (Lage) | Städtisches Krankenhaus (ehem.) & Gesundheitsamt | Leichenhalle, 1890–1892 von Paul Bratring | Leichenhalle                                                                                                 |
| 09040493 | Goethestraße 2/3 Knesebeckstraße 95 (Lage) | ehem. Postamt Goethestraße | Postdienstgebäude mit ehem. Rohrpostamt Nr. 26 (Goethestraße 3) 1881 von Wilhelm Tuckermann, Umbauten 1903, 1927 | |
| 09040493 | Goethestraße 2/3 Knesebeckstraße 95 (Lage) | ehem. Postamt Goethestraße | Postdienstgebäude mit ehem. Fernmeldeamt Steinplatz (Goethestraße 2), 1901–1902 von Wilhelm Tuckermann | Postgebäude                                                                                                  |
| 09040493 | Goethestraße 2/3 Knesebeckstraße 95 (Lage) | ehem. Postamt Goethestraße | Postdienstgebäude (Knesebeckstraße 95), 1928 von Arnold Kayser | |
| 09065326 | Goethestraße 26–30 Krumme Straße 60 Weimarer Straße 14/15 (Lage) | Haus der Kirche | Kirchenamt, 1964–1967 von Konrad Sage und Karl Hebeker | |
| 09065326 | Goethestraße 26–30 Krumme Straße 60 Weimarer Straße 14/15 (Lage) | Haus der Kirche | Bibelkabinett | |
| 09065326 | Goethestraße 26–30 Krumme Straße 60 Weimarer Straße 14/15 (Lage) | Haus der Kirche | Kleines Wohnhaus | |
| 09065326 | Goethestraße 26–30 Krumme Straße 60 Weimarer Straße 14/15 (Lage) | Haus der Kirche | Studentenwohnheim | |
| 09040495 | Guerickestraße 5–9 (Lage) | Luisenkirchhof I, Friedhof | ab 1815, Grabstätten: | ab 1815, Grabstätten:                                                                                        |
| 09040495 | Guerickestraße 5–9 (Lage) | Luisenkirchhof I, Friedhof | Mausoleum Muenchhoff, 1862 von Urban (seit den 1990er Jahren Kolumbarium) | Mausoleum Muenchhoff                                                                                         |
| 09040495 | Guerickestraße 5–9 (Lage) | Luisenkirchhof I, Friedhof | Grabstätte Hermann, 1836 | Grabstätte Hermann                                                                                           |
| 09040495 | Guerickestraße 5–9 (Lage) | Luisenkirchhof I, Friedhof | Grabstätte Collignon, nach 1860, 1948 | Grab Collignon                                                                                               |
| 09040495 | Guerickestraße 5–9 (Lage) | Luisenkirchhof I, Friedhof | Grabstätte Horstall | Grabstätte Horstall                                                                                          |
| 09040495 | Guerickestraße 5–9 (Lage) | Luisenkirchhof I, Friedhof | Grabstätte March, ab 1838 von Ernst March und Paul March | March-Grab                                                                                                   |
| 09040495 | Guerickestraße 5–9 (Lage) | Luisenkirchhof I, Friedhof | Grabstätte Thiem, um 1841 | Grabstätte Thiem                                                                                             |
| 09040495 | Guerickestraße 5–9 (Lage) | Luisenkirchhof I, Friedhof | Mausoleum Baron Kill Mar, 1881–1882 von Römer | Mausoleum Kill Mar                                                                                           |
| 09040495 | Guerickestraße 5–9 (Lage) | Luisenkirchhof I, Friedhof | Gruft mit Obelisk, 1887 | Gruft mit Obelisk                                                                                            |
| 09040495 | Guerickestraße 5–9 (Lage) | Luisenkirchhof I, Friedhof | Grabkapelle Ida von Blücher, 1902–1905 von Paul Wittig | Mausoleum von Blücher                                                                                        |
| 09040495 | Guerickestraße 5–9 (Lage) | Luisenkirchhof I, Friedhof | Grabstätte Georg Zeidler, 1900 | Grabstätte Zeidler                                                                                           |
| 09040495 | Guerickestraße 5–9 (Lage) | Luisenkirchhof I, Friedhof | Grabstätte Bruno von Ferber, um 1929 | Grabstätte Ferber                                                                                            |
| 09040495 | Guerickestraße 5–9 (Lage) | Luisenkirchhof I, Friedhof | Grabstätte Wilhelm Stier, um 1913 | Grabstätte Stier                                                                                             |
| 09040495 | Guerickestraße 5–9 (Lage) | Luisenkirchhof I, Friedhof | Grabstätte Warschauer/Thévoz; 1899–1900 von Ernst von Ihne | Grabstätte Warschauer                                                                                        |
| 09040495 | Guerickestraße 5–9 (Lage) | Luisenkirchhof I, Friedhof | Engelsfigur von Walter Schott | Engelsfigur                                                                                                  |
| 09040495 | Guerickestraße 5–9 (Lage) | Luisenkirchhof I, Friedhof | Granitfindling, um 1918 | Granitfindling                                                                                               |
| 09040495 | Guerickestraße 5–9 (Lage) | Luisenkirchhof I, Friedhof | Trauernde, Plastik 1893 von Joseph Uphues | Trauernde |
| 09040500 | Hardenbergplatz Hardenbergstraße Hertzallee Jebensstraße (Lage) | Fern-, S- und U-Bahnhof Zoologischer Garten | S-Bahnhof, 1878–1882 von Ernst Dircksen; Um- und Erweiterungsbauten 1912–1938 (siehe auch Gesamtanlagen Stadtbahntrasse... und U-Bahn-Linie U2) | S- und Regionalbahnhof                                                                                       |
| 09040500 | Hardenbergplatz Hardenbergstraße Hertzallee Jebensstraße (Lage) | Fern-, S- und U-Bahnhof Zoologischer Garten | U-Bahnhof, 1896–1902 | U-Bahnhof (U2)                                                                                               |
| 09040500 | Hardenbergplatz Hardenbergstraße Hertzallee Jebensstraße (Lage) | Fern-, S- und U-Bahnhof Zoologischer Garten | Fernbahnhof, 1934–1941 von Fritz Hane | S- und Regionalbahnhof                                                                                       |
| 09040501 | Haubachstraße 13–15 Wilmersdorfer Straße 18 (Lage) | Wohnhäuser Bestandteil des Ensembles: Haubachstraße | Wilmersdorfer Straße 18, 1865 von Ernst Schuffenhauer | |
| 09040501 | Haubachstraße 13–15 Wilmersdorfer Straße 18 (Lage) | Wohnhäuser Bestandteil des Ensembles: Haubachstraße | Haubachstr.13, vor 1823 von L. Mertens | |
| 09040501 | Haubachstraße 13–15 Wilmersdorfer Straße 18 (Lage) | Wohnhäuser Bestandteil des Ensembles: Haubachstraße | Haubachstr.15, 1875 von L. Mertens | |
| 09040506 | Helmholtzstraße 2–9 (Lage) | ehem. Glühlampenwerk Siemens & Halske, später Osram Werk S | Glühlampenwerk, 1898–1899 von Martin de la Sauce | ehem. Osramwerk                                                                                              |
| 09040506 | Helmholtzstraße 2–9 (Lage) | ehem. Glühlampenwerk Siemens & Halske, später Osram Werk S | Blockwerk, 1900–1901 von Martin de la Sauce | |
| 09040506 | Helmholtzstraße 2–9 (Lage) | ehem. Glühlampenwerk Siemens & Halske, später Osram Werk S | Erweiterungen 1906, 1908–1909 und 1910–1911 von Karl Janisch | |
| 09040507 | Herbartstraße 4–6 (Lage) | Ev. Kirche am Lietzensee | Kirche, 1957–1959 von Paul G. R. Baumgarten | |
| 09040507 | Herbartstraße 4–6 (Lage) | Ev. Kirche am Lietzensee | Gemeindehaus, 1930–1931 von Heinrich Straumer, Umbau 1950 von Glaser | |
| 09040508 | Heubnerweg 6–10 (Lage) | Kaiserin-Auguste-Victoria-Haus Säuglingsklinik | Haupttrakt mit Seitenflügeln, 1907–1909 von Alfred Messel und Ludwig Hoffmann; Erweiterungen 1911–1913 von Edmund May, 1961–1964 von Harald Otto | Kaiserin-Auguste-Viktoria-Haus                                                                               |
| 09040508 | Heubnerweg 6–10 (Lage) | Kaiserin-Auguste-Victoria-Haus Säuglingsklinik | Personalwohnhaus | |
| 09040508 | Heubnerweg 6–10 (Lage) | Kaiserin-Auguste-Victoria-Haus Säuglingsklinik | Maschinenhaus | |
| 09040508 | Heubnerweg 6–10 (Lage) | Kaiserin-Auguste-Victoria-Haus Säuglingsklinik | Pavillon | |
| 09040508 | Heubnerweg 6–10 (Lage) | Kaiserin-Auguste-Victoria-Haus Säuglingsklinik | Einfriedung | |
| 09040509 | Horstweg 10–23 Danckelmannstraße 23, 39 Vereinsweg 1–7 Wundtstraße 6–8 (Lage) | Wohnanlage Charlottenburg II | 1907–1910 von Paul Mebes | Wohnanlage Horstweg                                                                                          |
| 09040509 | Horstweg 10–23 Danckelmannstraße 23, 39 Vereinsweg 1–7 Wundtstraße 6–8 (Lage) | Wohnanlage Charlottenburg II | Gartenhof Vereinsweg 1–7, 1907–1909 | |
| 09040509 | Horstweg 10–23 Danckelmannstraße 23, 39 Vereinsweg 1–7 Wundtstraße 6–8 (Lage) | Wohnanlage Charlottenburg II | Gasleuchten im Straßenraum | |
| 09040510 | Kaiser-Friedrich-Straße 66–67 Goethepark 8–19 (Lage) | Wohnanlage Goethepark | 1902–1903 von Paul Geldner und Andreas Voigt (siehe auch Gartendenkmal Kaiser-Friedrich-Straße 66/67) | Goethepark                                                                                                   |
| 09096231 | Kantstraße 12/12A Fasanenstraße 82 (Lage) | Theater des Westens und Delphi-Palast | Theater des Westens 1895–1896 von Bernhard Sehring | Theater des Westens                                                                                          |
| 09096231 | Kantstraße 12/12A Fasanenstraße 82 (Lage) | Theater des Westens und Delphi-Palast | Delphi-Palast, Tanz-Café, 1927–1928 von Bernhard Sehring, Umbau zum Kino 1949 von Brader & Buggenhagen | Delphi-Palast                                                                                                |
| 09096231 | Kantstraße 12/12A Fasanenstraße 82 (Lage) | Theater des Westens und Delphi-Palast | Außenanlagen mit Delphi-Terrassen, Theater- und Konzertgarten 1896 und Neugestaltung 1927–1928 von Bernhard Sehring, seit 1947 Veränderungen, 1998 Wiederherstellung | |
| 09096235 | Kantstraße 79 (Lage) | ehem. Strafgericht Charlottenburg und Gefängnis mit Hofmauern | Strafgericht, 1896–1897 von Adolf Bürckner und Eduard Fürstenau | Berlin-Charlottenburg Kantstraße 79 Strafgericht                                                             |
| 09096235 | Kantstraße 79 (Lage) | ehem. Strafgericht Charlottenburg und Gefängnis mit Hofmauern | Gefängnis, 1896–1897 von Adolf Bürckner und Eduard Fürstenau | |
| 09040514 | Kohlrauschstraße 1, 5, 9/13 (Lage) | Wohnanlage | 3 straßenseitige Wohnhäuser, 1960–1961 von Hans Hoffmann | |
| 09040514 | Kohlrauschstraße 1, 5, 9/13 (Lage) | Wohnanlage | Wohnzeile im Hof | |
| 09040517 | Kurfürstendamm 19–20, 24 Joachimsthaler Straße 5–6 Kantstraße 160 (Lage) | Victoria-Areal | (Joachimsthaler Straße 5/Kantstraße 160), Bilka-Kaufhaus, 1955–1956 von Hanns Dustmann | |
| 09040517 | Kurfürstendamm 19–20, 24 Joachimsthaler Straße 5–6 Kantstraße 160 (Lage) | Victoria-Areal | (Kurfürstendamm 19–20/Joachimsthaler Straße 6), Geschäfte mit Café Kranzler, 1957 von Hanns Dustmann | |
| 09040517 | Kurfürstendamm 19–20, 24 Joachimsthaler Straße 5–6 Kantstraße 160 (Lage) | Victoria-Areal | (Kurfürstendamm 24), Victoria-Haus, Büro- und Geschäftshaus, 1961–1963 von Hanns Dustmann, Aufstockung 1967–1970 | |
| 09040518 | Kurfürstendamm 56–60 Leibnizstraße 54 (Lage) | Mietshausgruppe, Läden Bestandteil des Ensembles: Kurfürstendamm 48–60... | Kurfürstendamm 56–58, 1904–1908 von Hans Toebelmann & Henry Groß, Umbau 1938–1941 von Adolf Thesmacher | Berlin-Charlottenburg Kurfürstendamm 56–57                                                                   |
| 09040518 | Kurfürstendamm 56–60 Leibnizstraße 54 (Lage) | Mietshausgruppe, Läden Bestandteil des Ensembles: Kurfürstendamm 48–60... | Kurfürstendamm 59/60: 1907–1908 | Berlin-Charlottenburg Kurfürstendamm 60                                                                      |
| 09050364 | Landwehrkanal Müller-Breslau-Straße Salzufer | Landwehrkanal, Uferbefestigung mit Auf- und Abgängen sowie begrüntem Uferstreifen mit Baumpflanzungen und Geländer Für weitere Bestandteile des Gesamtdenkmals siehe: Kreuzberg, Neukölln und Tiergarten | Uferbefestigung entlang Salzufer und Einsteinufer, 1845–1850 von Peter Joseph Lenné (Architekt) und Johann Jacob Helfft (Baumeister), Ausbau 1883–1890 und 1936–1940 | |
| 09050364 | Landwehrkanal Müller-Breslau-Straße Salzufer | Landwehrkanal, Uferbefestigung mit Auf- und Abgängen sowie begrüntem Uferstreifen mit Baumpflanzungen und Geländer Für weitere Bestandteile des Gesamtdenkmals siehe: Kreuzberg, Neukölln und Tiergarten | Flutgraben hinter der Unterschleuse | |
| 09040520 | Loschmidtstraße 19 (Lage) | ehem. Sophie-Charlotten-Lyzeum | 1873 von Doyler | |
| 09040520 | Loschmidtstraße 19 (Lage) | ehem. Sophie-Charlotten-Lyzeum | Anbauten 1935–1936 von Petrick und 1956–1957 vom Hochbauamt Charlottenburg | |
| 09040520 | Loschmidtstraße 19 (Lage) | ehem. Sophie-Charlotten-Lyzeum | Gasleuchten im Straßenraum | |
| 09040524 | Niebuhrstraße 14–19C (Lage) | Wohnanlage | 1920 vom Hochbauamt Charlottenburg | Berlin-Charlottenburg Niebuhrstraße 14–19                                                                    |
| 09040524 | Niebuhrstraße 14–19C (Lage) | Wohnanlage | Freiflächen | |
| 09040527 | Niebuhrstraße 49–54 (Lage) | Wohnanlage | 1928 von Werner von Walthausen; Umbau 1952 | |
| 09040531 | Otto-Suhr-Allee 50/68 Loschmidtstraße 1–7, 11–15 (Lage) | Wohnanlage | 5 Zeilenbauten, 1957–1958 von Norman Braun | Charlottenburg Otto-Suhr-Allee 52                                                                            |
| 09040532 | Otto-Suhr-Allee 80, 82 Warburgzeile 1–3 (Lage) | ehem. Postamt Charlottenburg 1 | Packkammer, 1929 von Robert Gaedicke und Arthur Freitag | |
| 09040532 | Otto-Suhr-Allee 80, 82 Warburgzeile 1–3 (Lage) | ehem. Postamt Charlottenburg 1 | Dienstgebäude 1930–1931 | |
| 09040532 | Otto-Suhr-Allee 80, 82 Warburgzeile 1–3 (Lage) | ehem. Postamt Charlottenburg 1 | Werkstattgebäude 1933–1935 | |
| 09040532 | Otto-Suhr-Allee 80, 82 Warburgzeile 1–3 (Lage) | ehem. Postamt Charlottenburg 1 | ehem. Fernmeldeamt (?), um 1900 von Wilhelm Tuckermann | |
| 09040534 | Riehlstraße 4–6A Dresselstraße 1 (Lage) | Wohnanlage | 1925 von Curt Leschnitzer | Riehlstr.Wohnanlage                                                                                          |
| 09040603 | Salzufer 15–16 (Lage) | Fabrikgebäude | Maschinenhaus, vor 1867, mehrfach erweitert | |
| 09040603 | Salzufer 15–16 (Lage) | Fabrikgebäude | Fabrikgebäude | |
| 09040603 | Salzufer 15–16 (Lage) | Fabrikgebäude | Comptoir-Gebäude, 1897–1898 von C. Lindemann, Erweiterung 1909 von Ernst Gerhardt | |
| 09096409 | S-Bahnhof Savignyplatz Bleibtreustraße 7 Else-Ury-Bogen Kantstraße 139 Savignyplatz 13 Schlüterstraße 60 (Lage)                                                                                                 | S-Bahnhof Savignyplatz | Viadukt, Bahndamm, Brandwände, Bahnsteig, Bahnsteigüberdachung, Treppenaufgänge, Wandgestaltung und Einfriedung 1895–1896; Umbau 1934 (siehe auch Gesamtanlage Stadtbahntrasse...) | |
| 09096409 | S-Bahnhof Savignyplatz Bleibtreustraße 7 Else-Ury-Bogen Kantstraße 139 Savignyplatz 13 Schlüterstraße 60 (Lage)                                                                                                 | S-Bahnhof Savignyplatz | Empfangshalle | |
| 09096409 | S-Bahnhof Savignyplatz Bleibtreustraße 7 Else-Ury-Bogen Kantstraße 139 Savignyplatz 13 Schlüterstraße 60 (Lage)                                                                                                 | S-Bahnhof Savignyplatz | Passage mit Portalen zwischen Bleibtreustraße und Savignyplatz (Else-Ury-Bogen) | |
| 09096409 | S-Bahnhof Savignyplatz Bleibtreustraße 7 Else-Ury-Bogen Kantstraße 139 Savignyplatz 13 Schlüterstraße 60 (Lage)                                                                                                 | S-Bahnhof Savignyplatz | Brandwandgestaltung Weltbaum 2 – Werden, Sein, Vergehen 1986 von Ben Wargin, Siegfried Rischar u.a (siehe auch Baudenkmal Bleibtreustraße 7) | |
| 09040604 | Schillerstraße 101–102 (Lage) | Kath. St.-Thomas-von-Aquin-Kirche und Gemeindesaal | 1931–1932 von Paul Linder (Schillerstraße 102) | |
| 09040604 | Schillerstraße 101–102 (Lage) | Kath. St.-Thomas-von-Aquin-Kirche und Gemeindesaal | Mietshaus, 1884–1885 von Ernst George, Umbauten 1901, Aufstockungen und Umbauten 1931 von Paul Linder (Schillerstraße 101) | |
| 09040604 | Schillerstraße 101–102 (Lage) | Kath. St.-Thomas-von-Aquin-Kirche und Gemeindesaal | Gemeindesaal im Quergebäude | |
| 09040605 | Schloßstraße 1–1A, 70 Spandauer Damm 7, 17, 70 (Lage) | Ehem. Kaserne der Gardes du Corps (seit dem Anfang des 21. Jh. Museum Berggruen) Bestandteil des Ensembles: Schloßstraße                                                                                 | zwei Kasernenbauten 1851–1859 von August Stüler | |
| 09040605 | Schloßstraße 1–1A, 70 Spandauer Damm 7, 17, 70 (Lage) | Ehem. Kaserne der Gardes du Corps (seit dem Anfang des 21. Jh. Museum Berggruen) Bestandteil des Ensembles: Schloßstraße                                                                                 | Marstall, 1855–1858 von Carl Drewitz | |
| 09040605 | Schloßstraße 1–1A, 70 Spandauer Damm 7, 17, 70 (Lage) | Ehem. Kaserne der Gardes du Corps (seit dem Anfang des 21. Jh. Museum Berggruen) Bestandteil des Ensembles: Schloßstraße                                                                                 | Reithalle, 1860 von Boelcke | |
| 09040605 | Schloßstraße 1–1A, 70 Spandauer Damm 7, 17, 70 (Lage) | Ehem. Kaserne der Gardes du Corps (seit dem Anfang des 21. Jh. Museum Berggruen) Bestandteil des Ensembles: Schloßstraße                                                                                 | Mannschaftsgebäude, 1892–1893 von Kahl | |
| 09040605 | Schloßstraße 1–1A, 70 Spandauer Damm 7, 17, 70 (Lage) | Ehem. Kaserne der Gardes du Corps (seit dem Anfang des 21. Jh. Museum Berggruen) Bestandteil des Ensembles: Schloßstraße                                                                                 | Offizierswohnhaus, 1892–1893 von Kahl | |
| 09040605 | Schloßstraße 1–1A, 70 Spandauer Damm 7, 17, 70 (Lage) | Ehem. Kaserne der Gardes du Corps (seit dem Anfang des 21. Jh. Museum Berggruen) Bestandteil des Ensembles: Schloßstraße                                                                                 | Gasleuchten im Straßenraum | |
| 09040607 | Sophie-Charlotten-Straße 1–4 (Lage) | ehem. Güterbahnhof Charlottenburg | Eingangstor mit Pförtnerhaus 1894 | |
| 09040607 | Sophie-Charlotten-Straße 1–4 (Lage) | ehem. Güterbahnhof Charlottenburg | Güterschuppen 1892–1893, Anbau 1900 | |
| 09040608 | Sophie-Charlotten-Straße 113-113a (Lage) | ehem. Obdachlosenasyl | Aufnahmehaus (geändert in Haus 1), 1908–1909 von Hans Winterstein | |
| 09040608 | Sophie-Charlotten-Straße 113-113a (Lage) | ehem. Obdachlosenasyl | Unterkunft (geändert in Haus 4), 1908–1909 von Hans Winterstein | |
| 09040608 | Sophie-Charlotten-Straße 113-113a (Lage) | ehem. Obdachlosenasyl | Asyl für Obdachlose (geändert in Haus 2), 1928–1929 von Rudolf Walter | |
| 09040609 | Sophie-Charlotten-Straße 115–115D Heubnerweg 1/5 Mollwitzstraße 11–13 (Lage) | ehem. Städtisches Bürgerhaus-Hospital & Max-Bürger-Krankenhaus | 1899–1901 von Paul Bratring (siehe auch Gartendenkmal Krankenhausgarten ) | |
| 09040609 | Sophie-Charlotten-Straße 115–115D Heubnerweg 1/5 Mollwitzstraße 11–13 (Lage) | ehem. Städtisches Bürgerhaus-Hospital & Max-Bürger-Krankenhaus | Erweiterung, 1913 von Heinrich Seeling | |
| 09040609 | Sophie-Charlotten-Straße 115–115D Heubnerweg 1/5 Mollwitzstraße 11–13 (Lage) | ehem. Städtisches Bürgerhaus-Hospital & Max-Bürger-Krankenhaus | Hofgebäude des Haupttraktes | |
| 09040610 | Spandauer Damm 10, 20/22 (Lage) | Schloss Charlottenburg | Mitteltrakt des Schlossgebäudes 1695–1699 nach Plänen von Johann Arnold Nering, Ausbau zur Dreiflügelanlage 1701–1705 von Johann Friedrich Eosander von Göthe; Turm und Risalite, 1710–1712 von Johann Friedrich Eosander von Göthe; Gebäude zum großen Teil nach 1945 rekonstruiert (siehe auch Gartendenkmal Spandauer Damm 10...)                                             | |
| 09040610 | Spandauer Damm 10, 20/22 (Lage) | Schloss Charlottenburg | Anbau Große Orangerie, 1709–1712 von Johann Friedrich Eosander von Göthe | Große Orangerie                                                                                              |
| 09040610 | Spandauer Damm 10, 20/22 (Lage) | Schloss Charlottenburg | Anbau Neuer Flügel, 1740–1743 von Georg Wenzeslaus von Knobelsdorff | |
| 09040610 | Spandauer Damm 10, 20/22 (Lage) | Schloss Charlottenburg | Anbau ehem. Theater, 1788–1791 von Carl Gotthard Langhans | |
| 09040610 | Spandauer Damm 10, 20/22 (Lage) | Schloss Charlottenburg | Kleine Orangerie, 1790 | |
| 09040610 | Spandauer Damm 10, 20/22 (Lage) | Schloss Charlottenburg | Belvedere, 1788–1790 von Carl Gotthard Langhans | |
| 09040610 | Spandauer Damm 10, 20/22 (Lage) | Schloss Charlottenburg | Mausoleum, 1810 von Heinrich Gentz, verändert 1826 und um 1840 | Mausoleum |
| 09040610 | Spandauer Damm 10, 20/22 (Lage) | Schloss Charlottenburg | Neuer Pavillon, 1824–1826 von Karl Friedrich Schinkel | |
| 09040610 | Spandauer Damm 10, 20/22 (Lage) | Schloss Charlottenburg | Reiterstandbild des Großen Kurfürsten, 1697–1700 von Andreas Schlüter, Aufstellung im Ehrenhof 1951 | |
| 09040610 | Spandauer Damm 10, 20/22 (Lage) | Schloss Charlottenburg | Hohe Brücke im Schloßpark, 1802 von der Königlichen Eisengießerei Malapane (Schlesien) | |
| 09040610 | Spandauer Damm 10, 20/22 (Lage) | Schloss Charlottenburg | Brücke westlich des Mausoleums im Schloßpark, 1800 von Königliche Eisengießerei Malapane (Schlesien) | Gusseiserne Brücke                                                                                           |
| 09040611 | Spandauer Damm 62 Ernst-Bumm-Weg 6 (Lage) | Wilhelm-Stift | Haus I, 1866–1867 von Wilhelm Neumann | |
| 09040611 | Spandauer Damm 62 Ernst-Bumm-Weg 6 (Lage) | Wilhelm-Stift | Haus II, 1868–1869 von Wilhelm Neumann | |
| 09040611 | Spandauer Damm 62 Ernst-Bumm-Weg 6 (Lage) | Wilhelm-Stift | Haus IV, 1874 von Wilhelm Neumann | |
| 09011323 | Stadtbahntrasse zwischen Ostbahnhof und Holtzendorffstraße | Stadtbahnviadukt, Bahndamm, Brückenbauten Für weitere Bestandteile des Gesamtdenkmals siehe: Friedrichshain, Hansaviertel, Mitte, Moabit und Tiergarten                                                  | 1875–1882 von Ernst Dircksen; 1912–1939 Umbauten; Bahndamm zwischen Hertzallee und Holtzendorffstraße (siehe auch Gesamtanlagen Bahnhof Zoo, S-Bahnhof Savignyplatz und Baudenkmale Gervinusstraße 34, S-Bahnhof Charlottenburg) | |
| 09011323 | Stadtbahntrasse zwischen Ostbahnhof und Holtzendorffstraße | Stadtbahnviadukt, Bahndamm, Brückenbauten Für weitere Bestandteile des Gesamtdenkmals siehe: Friedrichshain, Hansaviertel, Mitte, Moabit und Tiergarten                                                  | Bahnbrücke Windscheidstraße & Droysenstraße, 1912–1914 von Wambsgans und Zangemeister | |
| 09040614 | Steinplatz 3 Carmerstraße 18–19 Uhlandstraße 1–2 (Lage) | Mietshausgruppe | Steinplatz 3: 1894–1895 von Th. Knoll | Steinplatz 3                                                                                                 |
| 09040614 | Steinplatz 3 Carmerstraße 18–19 Uhlandstraße 1–2 (Lage) | Mietshausgruppe | Carmerstraße 18: 1894–1895 von Gustav Haase | |
| 09040614 | Steinplatz 3 Carmerstraße 18–19 Uhlandstraße 1–2 (Lage) | Mietshausgruppe | Uhlandstraße 2: 1894–1895 von Th. Knoll; Umbau 1933 von Bielenberg & Moser | |
| 09040623 | Straße des 17. Juni 115, 135, 145 Ernst-Reuter-Platz 1 Fasanenstraße 1/1A Hardenbergstraße 35, 36/36A, 38, 40/40A Müller-Breslau-Straße (Lage)                                                                  | ehem. Kgl. Technische Hochschule, seit 1946 Technische Universität Berlin (Stammgelände) | TU-Fakultät für Bergbau und Hüttenwesen, Institutsgebäude 1955–1959 von Willy Kreuer; ehem. Institut für Metallhüttenkunde, 1913–1918 von Friedrich Rackebrandt (in einen späteren Neubau integriert) | Institut für Bergbau- und Hüttenwesen Hardenbergstraße                                                       |
| 09040623 | Straße des 17. Juni 115, 135, 145 Ernst-Reuter-Platz 1 Fasanenstraße 1/1A Hardenbergstraße 35, 36/36A, 38, 40/40A Müller-Breslau-Straße (Lage)                                                                  | ehem. Kgl. Technische Hochschule, seit 1946 Technische Universität Berlin (Stammgelände) | Institut für Kraftwerkstechnik und Apparatebau, um 1884 | |
| 09040623 | Straße des 17. Juni 115, 135, 145 Ernst-Reuter-Platz 1 Fasanenstraße 1/1A Hardenbergstraße 35, 36/36A, 38, 40/40A Müller-Breslau-Straße (Lage)                                                                  | ehem. Kgl. Technische Hochschule, seit 1946 Technische Universität Berlin (Stammgelände) | Kessel- und Maschinenhaus, um 1884; erweitert 1915 von W. Hoffmann; Umbau 1957/58 | Charlottenburg TU-Kessel- und Maschinenhaus                                                                  |
| 09040623 | Straße des 17. Juni 115, 135, 145 Ernst-Reuter-Platz 1 Fasanenstraße 1/1A Hardenbergstraße 35, 36/36A, 38, 40/40A Müller-Breslau-Straße (Lage)                                                                  | ehem. Kgl. Technische Hochschule, seit 1946 Technische Universität Berlin (Stammgelände) | Studentenhaus, Verwaltungsbau, Festsaal, 1931 von Lütke | Berlin-Charlottenburg Hardenbergstraße 35a Studentenhaus                                                     |
| 09040623 | Straße des 17. Juni 115, 135, 145 Ernst-Reuter-Platz 1 Fasanenstraße 1/1A Hardenbergstraße 35, 36/36A, 38, 40/40A Müller-Breslau-Straße (Lage)                                                                  | ehem. Kgl. Technische Hochschule, seit 1946 Technische Universität Berlin (Stammgelände) | Institut für Physik, 1929–1931 von Otto Weißgerber und Fritz Schirmer | |
| 09040623 | Straße des 17. Juni 115, 135, 145 Ernst-Reuter-Platz 1 Fasanenstraße 1/1A Hardenbergstraße 35, 36/36A, 38, 40/40A Müller-Breslau-Straße (Lage)                                                                  | ehem. Kgl. Technische Hochschule, seit 1946 Technische Universität Berlin (Stammgelände) | ehem. Institut für Mineralogie, 1913–1919 von Friedrich Rackebrandt | |
| 09040623 | Straße des 17. Juni 115, 135, 145 Ernst-Reuter-Platz 1 Fasanenstraße 1/1A Hardenbergstraße 35, 36/36A, 38, 40/40A Müller-Breslau-Straße (Lage)                                                                  | ehem. Kgl. Technische Hochschule, seit 1946 Technische Universität Berlin (Stammgelände) | Institut für Chemie, 1881–1884 von Julius Raschdorff; Anbau 1903–1906 | Charlottenburg TU-Institut für Chemie                                                                        |
| 09040623 | Straße des 17. Juni 115, 135, 145 Ernst-Reuter-Platz 1 Fasanenstraße 1/1A Hardenbergstraße 35, 36/36A, 38, 40/40A Müller-Breslau-Straße (Lage)                                                                  | ehem. Kgl. Technische Hochschule, seit 1946 Technische Universität Berlin (Stammgelände) | Hauptgebäude, 1878–1884 von Richard Lucae und Friedrich Hitzig; 1950–1953 Wiederaufbau Südseite von Otto Weißgerber, Bibliothek von Willy Kreuer; Hauptfassade von Kurt Dübbers und Carl Heinz Schwennicke | TU-Hauptgebäude                                                                                              |
| 09040623 | Straße des 17. Juni 115, 135, 145 Ernst-Reuter-Platz 1 Fasanenstraße 1/1A Hardenbergstraße 35, 36/36A, 38, 40/40A Müller-Breslau-Straße (Lage)                                                                  | ehem. Kgl. Technische Hochschule, seit 1946 Technische Universität Berlin (Stammgelände) | Reuleaux-Haus; Institut für Stadtbauwesen, Straßen- und Verkehrswesen, Eisenbahnwesen; Institut für Verformungskunde, um 1884 | CharlottenburgTU-Reuleaux-Haus                                                                               |
| 09040623 | Straße des 17. Juni 115, 135, 145 Ernst-Reuter-Platz 1 Fasanenstraße 1/1A Hardenbergstraße 35, 36/36A, 38, 40/40A Müller-Breslau-Straße (Lage)                                                                  | ehem. Kgl. Technische Hochschule, seit 1946 Technische Universität Berlin (Stammgelände) | Institut für Mechanik; Gebäudeteil Kraftfahrzeuge; Zentrale Werkstätten, um 1884 | |
| 09040623 | Straße des 17. Juni 115, 135, 145 Ernst-Reuter-Platz 1 Fasanenstraße 1/1A Hardenbergstraße 35, 36/36A, 38, 40/40A Müller-Breslau-Straße (Lage)                                                                  | ehem. Kgl. Technische Hochschule, seit 1946 Technische Universität Berlin (Stammgelände) | Institut für Thermodynamik und Kältebau, um 1884 | |
| 09040623 | Straße des 17. Juni 115, 135, 145 Ernst-Reuter-Platz 1 Fasanenstraße 1/1A Hardenbergstraße 35, 36/36A, 38, 40/40A Müller-Breslau-Straße (Lage)                                                                  | ehem. Kgl. Technische Hochschule, seit 1946 Technische Universität Berlin (Stammgelände) | Denkmal für Franz Reuleaux, 1912 von Johannes Röttger | TU Berlin Reuleaux-Denkmal                                                                                   |
| 09040623 | Straße des 17. Juni 115, 135, 145 Ernst-Reuter-Platz 1 Fasanenstraße 1/1A Hardenbergstraße 35, 36/36A, 38, 40/40A Müller-Breslau-Straße (Lage)                                                                  | ehem. Kgl. Technische Hochschule, seit 1946 Technische Universität Berlin (Stammgelände) | Ruine, Bogenhalle am Eingang der ehem. Borsigwerke (Chausseestraße), 1858–1860 von Johann Heinrich Strack (1886 stillgelegt, später Abriss); Wiederaufbau im Garten der ehem. TH, 1901 von Carl Vohl | TU Berlin ehemalige Bogenhalle                                                                               |
| 09040623 | Straße des 17. Juni 115, 135, 145 Ernst-Reuter-Platz 1 Fasanenstraße 1/1A Hardenbergstraße 35, 36/36A, 38, 40/40A Müller-Breslau-Straße (Lage)                                                                  | ehem. Kgl. Technische Hochschule, seit 1946 Technische Universität Berlin (Stammgelände) | Säule, 1820–1821 von Karl Friedrich Schinkel, ehem. Teil des äußeren Umbaus des alten Berliner Doms (Abriss 1893), seit 1896 im Garten der ehem. TH | TU Berlin Säule Berliner Dom                                                                                 |
| 09040623 | Straße des 17. Juni 115, 135, 145 Ernst-Reuter-Platz 1 Fasanenstraße 1/1A Hardenbergstraße 35, 36/36A, 38, 40/40A Müller-Breslau-Straße (Lage)                                                                  | ehem. Kgl. Technische Hochschule, seit 1946 Technische Universität Berlin (Stammgelände) | zwei Paar Säulen der ehem. Steuerhäuser der Stadt Charlottenburg; 1857 von August Stüler | TU Berlin Säulen vom ehemaligen Steuerhäuschen                                                               |
| 09040623 | Straße des 17. Juni 115, 135, 145 Ernst-Reuter-Platz 1 Fasanenstraße 1/1A Hardenbergstraße 35, 36/36A, 38, 40/40A Müller-Breslau-Straße (Lage)                                                                  | ehem. Kgl. Technische Hochschule, seit 1946 Technische Universität Berlin (Stammgelände) | Erweiterungsbau, Institutsgebäude, 1899–1902 von Hermann Eggert; Anbau 1913–1916 | |
| 09020348 | Wegelystraße 1 Englische Straße 5–19 (Lage) | Königliche Porzellan-Manufaktur Berlin (KPM) | Dreherei, 1868–1872 von Gustav Möller | |
| 09020348 | Wegelystraße 1 Englische Straße 5–19 (Lage) | Königliche Porzellan-Manufaktur Berlin (KPM) | Schlämmerei, 1868–1872 von Gustav Möller | |
| 09020348 | Wegelystraße 1 Englische Straße 5–19 (Lage) | Königliche Porzellan-Manufaktur Berlin (KPM) | Formerei, 1868–1872 von Gustav Möller | |
| 09020348 | Wegelystraße 1 Englische Straße 5–19 (Lage) | Königliche Porzellan-Manufaktur Berlin (KPM) | Ofengebäude, 1868–1872 von Gustav Möller | |
| 09020348 | Wegelystraße 1 Englische Straße 5–19 (Lage) | Königliche Porzellan-Manufaktur Berlin (KPM) | Verwaltungsgebäude, 1955–1962 von Bruno Grimmek | |

## Baudenkmale
| Nr.      | Lage                                                                           | Offizielle Bezeichnung | Beschreibung | Bild                                                                                    |
| -------- | ------------------------------------------------------------------------------ | --- | --- | --------------------------------------------------------------------------------------- |
| 09096074 | Alt-Lietzow 21 (Lage)                                                          | Kath. Herz-Jesu-Kirche | 1875–1877 von Hubert Stier, Umbauten 1883, 1936 (innen) von Paul Linder |                                                                                         |
| 09096075 | Alt-Lietzow 23 (Lage)                                                          | Pfarrhaus | 1900–1901 von Christoph Hehl |                                                                                         |
| 09096076 | Alt-Lietzow 28 (Lage)                                                          | Villa Kogge | 1864–1866 | Villa Kogge                                                                             |
| 09096083 | Am Spreebord (Lage)                                                            | Siemenssteg, Fußgängerbrücke | 1899–1900; Metallkonstruktion nach 1960 erneuert | Siemenssteig                                                                            |
| 09096084 | Am Westkreuz (Lage)                                                            | S-Bahnhof Westkreuz | 1926–1928 von Richard Brademann |                                                                                         |
| 09096086 | Amtsgerichtsplatz (Lage)                                                       | Bedürfnisanstalt | um 1905 von Rudolf Walter und Walther Spickendorff | Kiosk am Amtsgerichtsplatz                                                              |
| 09096085 | Amtsgerichtsplatz 1 Witzlebenstraße 22 (Lage)                                  | Amtsgericht Charlottenburg | 1895–1897 von Otto Poetsch und Rudolf Clasen; Erweiterung 1915–1921 von Schulz |                                                                                         |
| 09096088 | Augsburger Straße (Lage)                                                       | U-Bahnhof Augsburger Straße | 1959–1961 von der BVG-Bauabteilung |                                                                                         |
| 09096088 | Augsburger Straße (Lage)                                                       | U-Bahnhof Augsburger Straße | 4 Ausgänge |                                                                                         |
| 09096096 | Bismarckstraße (Lage)                                                          | U-Bahnhof Deutsche Oper | 1902–1906 von Alfred Grenander (siehe auch Gesamtanlage U-Bahn-Linie U2) |                                                                                         |
| 09096096 | Bismarckstraße (Lage)                                                          | U-Bahnhof Deutsche Oper | 2 Ausgänge |                                                                                         |
| 09096097 | Bismarckstraße 10–12 Marie-Elisabeth-Lüders-Straße 1 (Lage)                    | Bürogebäude des Gerlingkonzerns | 1959–1961 von Gerhard Krebs |                                                                                         |
| 09096098 | Bismarckstraße 33 Krumme Straße 73 (Lage)                                      | VDE-Haus, Büro- und Geschäftshaus | 1930–1931 von Hans Hertlein | VDE-Haus                                                                                |
| 09096098 | Bismarckstraße 33 Krumme Straße 73 (Lage)                                      | VDE-Haus, Büro- und Geschäftshaus | Skulpturen von Joseph Wackerle |                                                                                         |
| 09096099 | Bismarckstraße 35 Krumme Straße 20 Richard-Wagner-Straße 10 Zillestraße (Lage) | Deutsche Oper Berlin | Verwaltungs- und Werkstättenbau, 1935 von Paul O. A. Baumgarten |                                                                                         |
| 09096099 | Bismarckstraße 35 Krumme Straße 20 Richard-Wagner-Straße 10 Zillestraße (Lage) | Deutsche Oper Berlin | Bühnen, Zuschauerhaus mit Foyers, Malersaal, Magazine I–III, Parkdecks, 1956–1961 von Fritz Bornemann |                                                                                         |
| 09096099 | Bismarckstraße 35 Krumme Straße 20 Richard-Wagner-Straße 10 Zillestraße (Lage) | Deutsche Oper Berlin | Freiplastik, 1961 von Hans Uhlmann |                                                                                         |
| 09096099 | Bismarckstraße 35 Krumme Straße 20 Richard-Wagner-Straße 10 Zillestraße (Lage) | Deutsche Oper Berlin | Magazin IV, 1970–1975 |                                                                                         |
| 09096099 | Bismarckstraße 35 Krumme Straße 20 Richard-Wagner-Straße 10 Zillestraße (Lage) | Deutsche Oper Berlin | Parkdeck, 1977–1978 von Fritz Bornemann |                                                                                         |
| 09096100 | Bismarckstraße 40 (Lage)                                                       | Ehem. Eben-Ezer-Kapelle | 1898 von Carl Moritz | Heutige Friedenskirche                                                                  |
| 09096101 | Bismarckstraße 48 Spielhagenstraße 16–18 (Lage)                                | Finanzamt Charlottenburg | 1936–1939 von Bruker |                                                                                         |
| 09096103 | Bismarckstraße (vor Nr. 68) (Lage)                                             | Kiosk | um 1905 von Alfred Grenander |                                                                                         |
| 09096102 | Bismarckstraße 68 Windscheidstraße 42 (Lage)                                   | Wohn- und Geschäftshaus | 1907–1908 von Hermann Bröseke, Fassade von Wilhelm Lübke |                                                                                         |
| 09096104 | Bismarckstraße 69 (Lage)                                                       | Mietshaus, Läden | 1909–1910 von Richard Siebert |                                                                                         |
| 09096105 | Bismarckstraße 71 Fritschestraße 32 (Lage)                                     | Büro- und Geschäftshaus der Fa. Bosch | 1916–1917 von Bielenberg & Moser | Büro- und Geschäftshaus der Fa. Bosch                                                   |
| 09096105 | Bismarckstraße 71 Fritschestraße 32 (Lage)                                     | Büro- und Geschäftshaus der Fa. Bosch | Hofgebäude |                                                                                         |
| 09096106 | Bismarckstraße 79/80 Wilmersdorfer Straße 39 (Lage)                            | Haus August Beringer, Mietshaus, Läden | 1905–1907 von Otto March |                                                                                         |
| 09096107 | Bismarckstraße 107 (Lage)                                                      | Ruhrkohle-Haus, Büro- und Geschäftshaus | 1958–1959 von Paul G. R. Baumgarten |                                                                                         |
| 09020358 | Bismarckstraße 110 (Lage)                                                      | Schillertheater mit Werkstatt und Studio Bestandteil des Ensembles: Bismarckstraße                                                                                    | 1950–1951 von Voelker & Grosse | ehem. Schillertheater                                                                   |
| 09020358 | Bismarckstraße 110 (Lage)                                                      | Schillertheater mit Werkstatt und Studio Bestandteil des Ensembles: Bismarckstraße                                                                                    | Magazin- und Werkstättengebäude, 1959 vom Hochbauamt Charlottenburg |                                                                                         |
| 09020358 | Denkmalverlust: Schillerstraße 9 (Lage)                                        | Werkstättengebäude | 1959 vom Hochbauamt Charlottenburg; Teilabriss und Neubau 2009, nun Teil von Ensemble Bismarckstraße 109–110 |                                                                                         |
| 09096108 | Bleibtreustraße 7 (Lage)                                                       | Ateliergebäude | 1896–1897 von Paul Schmidt; Umbau 1932 von Erich Jessel; Brandwandgestaltung „Weltbaum II“ von Ben Wargin, Siegfried Rischar u. a., 1986 (siehe auch Gesamtanlage S-Bahnhof Savignyplatz) | //Hinterhaus//                                                                          |
| 09020360 | Bleibtreustraße 15–16 (Lage)                                                   | Mietshaus Bestandteil des Ensembles: Bleibtreustraße | 1902–1903 von Otto Harnisch |                                                                                         |
| 09020361 | Bleibtreustraße 17 Mommsenstraße (Lage)                                        | Mietshaus, Läden Bestandteil des Ensembles: Bleibtreustraße | 1905–1906 von Otto Harnisch | Berlin-Charlottenburg Bleibtreustraße 17                                                |
| 09020362 | Bleibtreustraße 20 (Lage)                                                      | Mietshaus Bestandteil des Ensembles: Bleibtreustraße | 1903–1904 von Ignatz Grünfeld | Berlin-Charlottenburg Bleibtreustraße 20                                                |
| 09096109 | Bleibtreustraße 24 (Lage)                                                      | Mietshaus | 1902–1903 von August Supke |                                                                                         |
| 09096110 | Bleibtreustraße 26 (Lage)                                                      | Mietshaus | 1912 von Alexander Weisz |                                                                                         |
| 09096111 | Bleibtreustraße 32 (Lage)                                                      | Mietshaus | 1907–1909 von Willy Opitz |                                                                                         |
| 09096112 | Bleibtreustraße 33 (Lage)                                                      | Mietshaus | 1905 von Paul Lingner |                                                                                         |
| 09020363 | Bleibtreustraße 40 Mommsenstraße (Lage)                                        | Mietshaus, Läden Bestandteil des Ensembles: Bleibtreustraße | 1901–1902 von Carl Fritz | Berlin-Charlottenburg Bleibtreustraße 40                                                |
| 09020363 | Bleibtreustraße 40 Mommsenstraße (Lage)                                        | Mietshaus, Läden Bestandteil des Ensembles: Bleibtreustraße | Boutique Moosgrund, 1969 von Hanns Rudolf von Wild, Karlheinz Krull, Hannes Haag |                                                                                         |
| 09020364 | Bleibtreustraße 42 (Lage)                                                      | Mietshaus, Läden Bestandteil des Ensembles: Bleibtreustraße | 1897–1898 von Amynt Cabanis |                                                                                         |
| 09096113 | Bleibtreustraße 46 (Lage)                                                      | Mietshaus, Läden | 1897–1898 von Bernhard Hellwag |                                                                                         |
| 09096114 | Bleibtreustraße 47 (Lage)                                                      | Mietshaus, Läden | 1897–1898 von Fritz Heese |                                                                                         |
| 09096115 | Bleibtreustraße 49 (Lage)                                                      | Mietshaus, Läden | 1897–1898 von G. Carl Töbelmann |                                                                                         |
| 09096118 | Carmerstraße 1 (Lage)                                                          | Mietshaus (Fassade und Vestibül) | 1891–1892 von Salow, Möller & Stegemann | Berlin-Charlottenburg Carmerstraße 1                                                    |
| 09096119 | Carmerstraße 2 (Lage)                                                          | Mietshaus | 1899–1900 von Joseph Bering | Berlin-Charlottenburg Carmerstraße 2                                                    |
| 09096120 | Carmerstraße 3 (Lage)                                                          | Mietshaus | 1890–1891 von Reimer & Körte | Berlin-Charlottenburg Carmerstraße 3                                                    |
| 09096121 | Carmerstraße 8 (Lage)                                                          | Mietshaus | 1892–1893 von Albin Meyer | Berlin-Charlottenburg Carmerstraße 8                                                    |
| 09096122 | Carmerstraße 12 (Lage)                                                         | Akademischer Verein Hütte, Vereinshaus | 1955–1956 von Kurt Kurfiss | Charlottenburg Carmerstraße 12                                                          |
| 09096123 | Carmerstraße 14 (Lage)                                                         | Mietshaus | 1896–1897 von Gustav Haase | Charlottenburg Carmerstraße 14                                                          |
| 09096050 | Charlottenburger Ufer 1 (Lage)                                                 | Wohn- und Geschäftshaus | 1985–1987 von Hans Kollhoff und Arthur Ovaska |                                                                                         |
| 09020507 | Christstraße 18 (Lage)                                                         | Mietshaus Bestandteil des Ensembles: Christstraße 17–20... | 1883–1884 von Ernst George |                                                                                         |
| 09020507 | Christstraße 18 (Lage)                                                         | Mietshaus Bestandteil des Ensembles: Christstraße 17–20... | Seitenflügel und Quergebäude mit Bäckerei, 1903–1905 von Otto Röder |                                                                                         |
| 09020490 | Christstraße 33 (Lage)                                                         | Mietshaus Bestandteil des Ensembles: Christstraße | um 1875 von Eduard Kortte (?) |                                                                                         |
| 09020491 | Christstraße 34 (Lage)                                                         | Mietshaus Bestandteil des Ensembles: Christstraße | 1872–1873 von L. Mertens |                                                                                         |
| 09020492 | Christstraße 35 (Lage)                                                         | Mietshaus Bestandteil des Ensembles: Christstraße | 1873 von F. Mair Rolph |                                                                                         |
| 09020493 | Christstraße 36 (Lage)                                                         | Mietshaus Bestandteil des Ensembles: Christstraße | ehem. Laden, 1874–1876 von F. Mair Rolph |                                                                                         |
| 09020494 | Christstraße 37 (Lage)                                                         | Mietshaus Bestandteil des Ensembles: Christstraße | 1874–1876 von F. Mair Rolph |                                                                                         |
| 09020495 | Christstraße 39 (Lage)                                                         | Mietshaus Bestandteil des Ensembles: Christstraße | 1873–1874 von L. Mertens |                                                                                         |
| 09020496 | Christstraße 40 (Lage)                                                         | Mietshaus Bestandteil des Ensembles: Christstraße | 1875–1876 von Ernst George; Umbau 1965 |                                                                                         |
| 09096125 | Clausewitzstraße 3 (Lage)                                                      | Mietshaus | 1910–1911 von Conrad Stumm |                                                                                         |
| 09096126 | Clausewitzstraße 4 (Lage)                                                      | Mietshaus, Läden | 1908–1909 von Siegfried Kuznitzky |                                                                                         |
| 09096127 | Clausewitzstraße 5 (Lage)                                                      | Mietshaus | 1908–1909 von William H. Silberstein |                                                                                         |
| 09096128 | Clausewitzstraße 6 (Lage)                                                      | Mietshaus (Vestibül) | 1905–1906 von Willi Bakenhus |                                                                                         |
| 09096129 | Clausewitzstraße 7 (Lage)                                                      | Mietshaus (Vestibül) | 1905–1906 von Willi Bakenhus |                                                                                         |
| 09096130 | Clausewitzstraße 8 (Lage)                                                      | Mietshaus | 1906–1907 von Hermann Bentzen |                                                                                         |
| 09096131 | Dahlmannstraße 11 (Lage)                                                       | Mietshaus | 1909–1910 von Reinhold Schönknecht, Fassade von Wilhelm Lübke |                                                                                         |
| 09096132 | Dahlmannstraße 16 (Lage)                                                       | Mietshaus, Läden | 1910–1911 von Ernst Hütter und Arthur Ernst |                                                                                         |
| 09020497 | Danckelmannstraße 10 (Lage)                                                    | Mietshaus Bestandteil des Ensembles: Christstraße | 1876–1877 von Ernst Schuffenhauer |                                                                                         |
| 09020498 | Danckelmannstraße 21 (Lage)                                                    | Mietshaus, Läden Bestandteil des Ensembles: Christstraße | 1899–1900 von Franz Laegel | Danckelmannstr. 21                                                                      |
| 09096133 | Danckelmannstraße 28 (Lage)                                                    | ehem. Höhere Mädchenschule III | 1906–1908 von Otto Schmalz und Walther Spickendorff |                                                                                         |
| 09020500 | Danckelmannstraße 41 Knobelsdorffstraße 36 (Lage)                              | Mietshaus, Läden Bestandteil des Ensembles: Christstraße | 1896–1897 von Alfred Schrobsdorff |                                                                                         |
| 09020499 | Danckelmannstraße 46/47 (Lage)                                                 | ehem. Ledigenheim Bestandteil des Ensembles: Christstraße | 1906–1908 von Rudolf Walter; Umbau 1975 von Gerd Brand | Danckelmannstr. 46/47                                                                   |
| 09020520 | Dernburgstraße 2–4 (Lage)                                                      | Mietshaus mit Vorgarten Bestandteil des Ensembles: Dernburgstraße | 1905–1906 von Ernst Brüll |                                                                                         |
| 09096135 | Dovestraße (Lage)                                                              | Dovebrücke | 1910–1911 von Heinrich Seeling und A. Bredtschneider |                                                                                         |
| 09096144 | Einsteinufer 11 (Lage)                                                         | Institut für Hochspannungstechnik und Institut für Elektromaschinen der Technischen Universität                                                                       | 1959–1962 von Karl Wilhelm Ochs |                                                                                         |
| 09096145 | Einsteinufer 19 (Lage)                                                         | ehem. Institut für allgemeine Elektrotechnik und Lichttechnik | 1959–1962 von Karl Wilhelm Ochs |                                                                                         |
| 09096146 | Einsteinufer 37 (Lage)                                                         | Heinrich-Hertz-Institut für Schwingungsforschung | 1963–1968 von Carl Heinz Schwennicke | Heinrich-Hertz-Institut                                                                 |
| 09096147 | Einsteinufer 73/75 (Lage)                                                      | ehem. Kleinwohnungshaus Charlottenburger Ufer | Mietshaus, 1922–1923 von Paul Weingärtner |                                                                                         |
| 09096051 | Eosanderstraße 18-18C (Lage)                                                   | Wohnhaus | 1985–1987 von Hans Kollhoff und Arthur Ovaska |                                                                                         |
| 09096051 | Eosanderstraße 18-18C (Lage)                                                   | Wohnhaus | Zuwegung und Leuchten |                                                                                         |
| 09020528 | Ernst-Reuter-Platz 2 (Lage)                                                    | IBM-Haus (Internationale Büromaschinen GmbH), Bürohaus Bestandteil des Ensembles: Ernst-Reuter-Platz                                                                  | 1960–1961 von Rolf Gutbrod und Hermann Kiess | Berlin-Charlottenburg Ernst-Reuter-Platz IBM-Haus                                       |
| 09020531 | Ernst-Reuter-Platz 7 (Lage)                                                    | Telefunken-Haus, Bürohaus Bestandteil des Ensembles: Ernst-Reuter-Platz                                                                                               | 1958–1960 von Schwebes & Schoszberger | Berlin-Charlottenburg Telefunken-Hochhaus                                               |
| 09020532 | Ernst-Reuter-Platz 8 (Lage)                                                    | Osram-Haus, Bürohaus Bestandteil des Ensembles: Ernst-Reuter-Platz | 1956–1957 von Bernhard Hermkes | Berlin-Charlottenburg Ernst-Reuter-Platz 8 Osram-Haus                                   |
| 09020533 | Ernst-Reuter-Platz 9/10 (Lage)                                                 | Büro- und Geschäftshaus (Fa. Pepper) Bestandteil des Ensembles: Ernst-Reuter-Platz                                                                                    | 1960–1962, 1963 von Sobotka & Müller | Pepper-Haus                                                                             |
| 09096149 | Fasanenstraße 13 (Lage)                                                        | Künstlerhaus St. Lukas | Mietshaus, 1889–1890 von Bernhard Sehring | Fasanenstr. 13                                                                          |
| 09096149 | Fasanenstraße 13 (Lage)                                                        | Künstlerhaus St. Lukas | Atelierhaus, 1889–1890 von Bernhard Sehring |                                                                                         |
| 09096150 | Fasanenstraße 15 (Lage)                                                        | Mietshaus (Fassade und Vestibül) | Laden, 1891 von Wilhelm Prescher jun. | Berlin-Charlottenburg Fasanenstraße 15                                                  |
| 09020537 | Fasanenstraße 23 (Lage)                                                        | Villa Hildebrandt, (Literaturhaus Berlin) Bestandteil des Ensembles: Fasanenstraße                                                                                    | 1889–1890 von Becker & Schlüter (siehe auch Gartendenkmal Fasanenstraße 23) | Berlin-Charlottenburg Fasanenstraße 23 Literaturhaus                                    |
| 09020539 | Fasanenstraße 25 (Lage)                                                        | Villa Grisebach Bestandteil des Ensembles: Fasanenstraße | 1891–1892 von Hans Grisebach (siehe auch Gartendenkmal Fasanenstraße 25) | Berlin-Charlottenburg Fasanenstraße Villa Grisebach                                     |
| 09020540 | Fasanenstraße 26 (Lage)                                                        | Einfamilienhaus Bestandteil des Ensembles: Fasanenstraße | 1891–1892 von Wilhelm Martens |                                                                                         |
| 09011438 | Fasanenstraße 39 (Lage)                                                        | Mietshaus | 1902–1903 von Hans Griesebach |                                                                                         |
| 09020548 | Fasanenstraße 70 (Lage)                                                        | Mietshaus Bestandteil des Ensembles: Fasanenstraße | 1898–1899 von Samuel Fritz Goldmann |                                                                                         |
| 09020549 | Fasanenstraße 71 (Lage)                                                        | Mietshaus, Läden Bestandteil des Ensembles: Fasanenstraße | 1898–1899 von Samuel Fritz Goldmann |                                                                                         |
| 09020550 | Fasanenstraße 73 (Lage)                                                        | Mietshaus Bestandteil des Ensembles: Fasanenstraße | 1898–1899 von Paul Lingner |                                                                                         |
| 09096151 | Fasanenstraße 78 (Lage)                                                        | Villa Ilse | Einfamilienhaus, 1872–1874 von Sobotta; Umbauten 1926, 1985, 1991 | Villa Ilse, Fasanenstr. 78                                                              |
| 09096152 | Fasanenstraße 79/80 (Lage)                                                     | Jüdisches Gemeindehaus | 1957–1959 von Dieter Knoblauch und Heinz Heise; Teil des Portals der ehem. Synagoge, 1911–1912 von Ehrenfried Hessel | Jüdisches Gemeindehaus                                                                  |
| 09096153 | Franklinstraße 1 Salzufer 9–10 (Lage)                                          | ehem. Chemisch-kosmetische Fabrik Alfred Heyl | Verwaltungs- und Fabrikationsbau, 1956 von Herbert Noth | Berlin-Charlottenburg Franklinstraße 1                                                  |
| 09096153 | Franklinstraße 1 Salzufer 9–10 (Lage)                                          | ehem. Chemisch-kosmetische Fabrik Alfred Heyl | Lagerhalle, 1958 von Herbert Noth |                                                                                         |
| 09096154 | Franklinstraße 9–10 (Lage)                                                     | ehem. Maschinenfabrik J. C. G. Freund | Fabrikhalle, um 1870 |                                                                                         |
| 09096157 | Franklinstraße 27 (Lage)                                                       | ehem. Siemens-Schuckert-Werke, Materialverwaltung | 1896–1898 von Martin de la Sauce für Siemens & Halske |                                                                                         |
| 09096158 | Fraunhoferstraße 11–12 Kohlrauschstraße 2/12 (Lage)                            | ehem. Ständige Ausstellung für Arbeiterwohlfahrt | 1900–1903 von Johann Hückels; Erweiterung 1908 |                                                                                         |
| 09096160 | Fritschestraße 22 Zillestraße 105–105A (Lage)                                  | Mietshaus | 1906–1907 von Paul Eichner | Berlin-Charlottenburg Zillestraße 105                                                   |
| 09096161 | Fritschestraße 26 (Lage)                                                       | Mietshaus | 1907–1908 von Franz Lehmann |                                                                                         |
| 09096162 | Fritschestraße 27, 28 (Lage)                                                   | Mietshaus mit Gewerbehof und Großgarage | 1906–1907 von Franz Goltsch |                                                                                         |
| 09096162 | Fritschestraße 27, 28 (Lage)                                                   | Mietshaus mit Gewerbehof und Großgarage | Großgarage und Gewerbehof |                                                                                         |
| 09096163 | Fritschestraße 29A (Lage)                                                      | Mietshaus | 1909–1910 von Fritz Bartels |                                                                                         |
| 09096164 | Fritschestraße 79 (Lage)                                                       | Mietshaus (Vestibül, Treppenhaus), Läden | 1910 von Hermann Siegenthaler |                                                                                         |
| 09096027 | Gaußstraße 11 Lise-Meitner-Straße (Lage)                                       | Reservoirturm des ehemaligen Gaswerks Charlottenburg II | 1889–1891 von Paul Bratring | Reservoirturm (Gas)                                                                     |
| 09096166 | Gervinusstraße 18 (Lage)                                                       | Mietshaus | 1910 von Hans Finder |                                                                                         |
| 09096167 | Gervinusstraße 20A-B (Lage)                                                    | Mietshaus | 1911–1912 von Kurt Messerschmidt (siehe auch Gartendenkmal Gervinusstraße 20A-B) |                                                                                         |
| 09096168 | Gervinusstraße 34 (Lage)                                                       | Kleingleichrichterwerk | 1927–1928 von Richard Brademann (siehe auch Gesamtanlage Stadtbahntrasse...) | Kleingleichrichterwerk                                                                  |
| 09020631 | Gierkeplatz (Lage)                                                             | Ev. Luisenkirche Bestandteil des Ensembles: Haubachstraße | 1712–1716 von Philipp Gerlach; Umbau 1823–1826 von Karl Friedrich Schinkel; Wiederherstellung 1950–1954 von Hinnerk Scheper |                                                                                         |
| 09020660 | Gierkeplatz 2/4 Behaimstraße 22/24 Gierkezeile 40 (Lage)                       | Pfarr- und Gemeindehaus der Luisengemeinde, Kino Bestandteil des Ensembles: Haubachstraße                                                                             | 1932–1934 von Peter Jürgensen | Gierkeplatz Gemeindehaus                                                                |
| 09020632 | Gierkezeile 29 Haubachstraße 26 (Lage)                                         | Mietshaus, Läden Bestandteil des Ensembles: Haubachstraße | 1887–1888 von Otto Harnisch |                                                                                         |
| 09020633 | Gierkezeile 32 (Lage)                                                          | Mietshaus Bestandteil des Ensembles: Haubachstraße | 1885–1886 von Ernst George |                                                                                         |
| 09020650 | Gierkezeile 39 (Lage)                                                          | ehem. Schulhaus Bestandteil des Ensembles: Haubachstraße | 1785–1786 von Schulze; Anbau 1798; von 1896 bis 1899 erster Standort der Städtische Volksbibliothek und Lesehalle Charlottenburg, Umbau 1956–1957 von Hans-Dieter Bolle |                                                                                         |
| 09096170 | Giesebrechtstraße 3 (Lage)                                                     | Mietshaus, Läden | 1904–1905 von Bruno Hubert, Fassade von Josef Appelt | Berlin-Charlottenburg Giesebrechtstraße 3                                               |
| 09020572 | Giesebrechtstraße 6 (Lage)                                                     | Mietshaus, Laden Bestandteil des Ensembles: Giesebrechtstraße | 1905–1906 von Ferdinand und Gustav Götze | Berlin-Charlottenburg Giesebrechtstraße 6                                               |
| 09096171 | Giesebrechtstraße 20 (Lage)                                                    | Mietshaus | 1904–1905 von Josef Appelt | Berlin-Charlottenburg Giesebrechtstraße 20                                              |
| 09096172 | Goethestraße 69 (Lage)                                                         | Mietshaus, Läden | 1902–1903 von Curt und Arthur Reimer |                                                                                         |
| 09096173 | Goethestraße 71 (Lage)                                                         | Mietshaus, Läden | 1893–1894 von Otto Schnock |                                                                                         |
| 09096174 | Goethestraße 72 (Lage)                                                         | Mietshaus, Läden, Gewerbeflügel | 1911–1912 von Ernst Gerhardt |                                                                                         |
| 09096174 | Goethestraße 72 (Lage)                                                         | Mietshaus, Läden, Gewerbeflügel | Gewerbeflügel |                                                                                         |
| 09096175 | Goethestraße 78 Grolmanstraße 59 (Lage)                                        | Mietshaus, Läden | 1893–1894 von Gustav Hildebrand (Vestibül und Treppenhaus) |                                                                                         |
| 09096175 | Goethestraße 78 Grolmanstraße 59 (Lage)                                        | Mietshaus, Läden | Ateliergebäude, 1902 von Paul Vogdt |                                                                                         |
| 09096176 | Goethestraße 81 (Lage)                                                         | Mietshaus (Vestibül), Läden | 1892–1893 von Eduard Schenk |                                                                                         |
| 09096176 | Goethestraße 81 (Lage)                                                         | Mietshaus (Vestibül), Läden | Vestibül |                                                                                         |
| 09096177 | Goethestraße 83 (Lage)                                                         | Mietshaus (Fassade und Vestibül) | 1892–1893 von Julius Miessner |                                                                                         |
| 09096177 | Goethestraße 83 (Lage)                                                         | Mietshaus (Fassade und Vestibül) | Vestibül |                                                                                         |
| 09096179 | Grolmanstraße 36 (Lage)                                                        | Mietshaus (Hofgebäude) | 1897–1898 von Wilhelm Lübke und Engelbert Seibertz |                                                                                         |
| 09096180 | Grolmanstraße 47 (Lage)                                                        | ehem. Tattersall des Westens | 1900 von A. Ziechmann und Heinrich Mittag |                                                                                         |
| 09096181 | Grolmanstraße 56 (Lage)                                                        | Mietshaus (Vestibül), Läden | 1895–1896 von W. Brinkmann |                                                                                         |
| 09096181 | Grolmanstraße 56 (Lage)                                                        | Mietshaus (Vestibül), Läden | Vestibül |                                                                                         |
| 09096182 | Hallerstraße 1 Pascalstraße 15 (Lage)                                          | ehem. Curt Hamelsche Druckerei | 1925–1926 von Ernst Selge |                                                                                         |
| 09096182 | Hallerstraße 1 Pascalstraße 15 (Lage)                                          | ehem. Curt Hamelsche Druckerei | Werkstattgebäude |                                                                                         |
| 09096184 | Hardenbergstraße Ernst-Reuter-Platz (Lage)                                     | U-Bahnhof Ernst-Reuter-Platz Bestandteil des Ensembles: Ernst-Reuter-Platz                                                                                            | 1901–1902 von Alfred Grenander; Umbau 1958/59 (siehe auch Gesamtanlage U-Bahn-Linie U1 & U2) | U-Bahnhof Ernst-Reuter-Platz                                                            |
| 09096185 | Hardenbergstraße 4/5 Knesebeckstraße 1/2, Schillerstraße 128 (Lage)            | Kiepert-Buchhandlung, Büro- und Geschäftshaus (Haus Hardenberg) | 1955–1956 von Paul Schwebes | Charlottenburg Knesebeckstraße Kiepert-Haus                                             |
| 09096187 | Hardenbergstraße (vor Nr. 6) (Lage)                                            | Entenbrunnen | 1911 von August Gaul | Entenbrunnen                                                                            |
| 09096186 | Hardenbergstraße 6 Knesebeckstraße 100 (Lage)                                  | ehem. Motivhaus (Vereinshaus), (seit 1927 Renaissance-Theater Berlin)                                                                                                 | 1901–1902 von Reimer & Körte geplant und unter ihrer Leitung errichtet. Die Einweihung erfolgte im Dezember 1902. Bauherr war der bereits im 19. Jahrhundert gegründete Verein junger Architekten. Im Jahr 1919 wurde das Gebäude in großen Teilen von Otto Berlich zum Kino umgebaut. 1926–1927 entstand von Oskar Kaufmann aus dem Haus das Renaissance-Theater. In der NS-Zeit (1936–1938) erfolgte ein weiterer Teilumbau zum Verwaltungsgebäude (Reichsschrifttumskammer) von Ernst Bechler. In den 1950er Jahren ließ die Stadt einen Rückbau zum Theater vornehmen. | Renaissance-Theater                                                                     |
| 09020580 | Hardenbergstraße 9A (Lage)                                                     | Mietshaus Bestandteil des Ensembles: Hardenbergstraße | 1903–1904 von Kristeller und Sonnenthal | Berlin-Charlottenburg Hardenbergstraße 9a                                               |
| 09020580 | Hardenbergstraße 9A (Lage)                                                     | Mietshaus Bestandteil des Ensembles: Hardenbergstraße | 1955–1957 Ladenausbau (Wasmuth) von Werner Düttmann |                                                                                         |
| 09020581 | Hardenbergstraße 10 (Lage)                                                     | Mietshaus (Fassade, Treppenhaus) Bestandteil des Ensembles: Hardenbergstraße                                                                                          | 1902–1903 von Kristeller und Sonnenthal | Berlin-Charlottenburg Hardenbergstraße 10                                               |
| 09020581 | Hardenbergstraße 10 (Lage)                                                     | Mietshaus (Fassade, Treppenhaus) Bestandteil des Ensembles: Hardenbergstraße                                                                                          | Treppenhaus |                                                                                         |
| 09096188 | Hardenbergstraße (vor Nr. 12) (Lage)                                           | Kiosk | 1905 von Alfred Grenander | Hardenbergstraße 12 Kiosk von Alfred Grenander                                          |
| 09096189 | Hardenbergstraße 16–18 (Lage)                                                  | Industrie- und Handelskammer (IHK) | 1954–1955 von Sobotka & Müller |                                                                                         |
| 09096190 | Hardenbergstraße 20 (Lage)                                                     | Büro- und Geschäftshaus | 1958–1960 von Schwebes & Schoszberger |                                                                                         |
| 09096190 | Hardenbergstraße 20 (Lage)                                                     | Büro- und Geschäftshaus | Pavillon | Berlin-Charlottenburg Hardenbergstraße 20                                               |
| 09096191 | Hardenbergstraße 21 Kantstraße 8–11A (Lage)                                    | Gerichtsgebäude | 1957–1958 von Georg Forstmann und Bruno Grimmek |                                                                                         |
| 09096192 | Hardenbergstraße 22–24 (Lage)                                                  | Amerika-Haus, Bibliothek, Veranstaltungsräume | 1956–1957 von Bruno Grimmek und Entwurfsabteilung SenBauWohn | Amerika-Haus                                                                            |
| 09020677 | Hardenbergstraße 31 Jebensstraße 4 (Lage)                                      | ehem. Kgl. Preußisches Oberverwaltungsgericht (seit 1990 Oberverwaltungsgericht Berlin-Brandenburg) Bestandteil des Ensembles: Jebensstraße                           | 1905–1907 von Paul Kieschke und Eduard Fürstenau | OVG Berlin-Brandenburg                                                                  |
| 09096193 | Hardenbergstraße 33 (Lage)                                                     | ehem. Hochschule für bildende Künste (seit 2002 UdK) | 1898–1902 von Kayser & v. Großheim | Hardenbergstr. 33, UdK                                                                  |
| 09096193 | Hardenbergstraße 33 (Lage)                                                     | ehem. Hochschule für bildende Künste (seit 2002 UdK) | Werkstattflügel |                                                                                         |
| 09096194 | Hardenbergstraße 41 (Lage)                                                     | Institut für Kirchenmusik | 1902–1903 von Anton Adams und Paul Mebes | Berlin-Charlottenburg Hardenbergstraße 41 Institut für Kirchenmusik                     |
| 09020651 | Haubachstraße 4 (Lage)                                                         | Mietshaus, Läden Bestandteil des Ensembles: Haubachstraße | 1888–1889 von Gustav Weyhe |                                                                                         |
| 09020652 | Haubachstraße 6 (Lage)                                                         | Mietshaus, Läden Bestandteil des Ensembles: Haubachstraße | 1873–1874 von F. Hamann und C. Bauer |                                                                                         |
| 09020653 | Haubachstraße 8 (Lage)                                                         | Wohnhaus Bestandteil des Ensembles: Haubachstraße | um 1826 von Engel (?) |                                                                                         |
| 09020653 | Haubachstraße 8 (Lage)                                                         | Wohnhaus Bestandteil des Ensembles: Haubachstraße | Anbau linker Seitenflügel, 1871 von C. Michaelis und Werkstatt, 1905–1906 von Gustav Weyhe |                                                                                         |
| 09020654 | Haubachstraße 9 (Lage)                                                         | Mietshaus Bestandteil des Ensembles: Haubachstraße | 1867–1868 von H. Heydrich |                                                                                         |
| 09020655 | Haubachstraße 16 (Lage)                                                        | Mietshaus, Läden Bestandteil des Ensembles: Haubachstraße | 1883–1884 von Robert Schneckenberg |                                                                                         |
| 09020656 | Haubachstraße 17/19 (Lage)                                                     | Doppelmietshaus Bestandteil des Ensembles: Haubachstraße | 1883–1884 von Wilhelm Schöltz (Nr. 17); Anbau 1888–1889 von Ernst George (Nr. 19) |                                                                                         |
| 09096204 | Helmholtzstraße 13–14 (Lage)                                                   | Geschäftshaus | 1960–1962 von Johannes Hildisch und Gerd Brand |                                                                                         |
| 09096205 | Helmholtzstraße 41 Morsestraße (Lage)                                          | ABOAG-Ommnibus-Betriebshof | 1925–1926 von Franz Ahrens |                                                                                         |
| 09096206 | Helmholtzstraße 42 (Lage)                                                      | ehem. Müllverladestation | 1936 von Paul G. R. Baumgarten |                                                                                         |
| 09096206 | Helmholtzstraße 42 (Lage)                                                      | ehem. Müllverladestation | Portierhaus und Rampe |                                                                                         |
| 09096207 | Herbartstraße 23 (Lage)                                                        | Einfamilienhaus | 1922–1923 von Wilhelm Keller |                                                                                         |
| 09096169 | Hindemithplatz (Lage)                                                          | St. Georgs-Brunnen (bis um 1972 im Hof Potsdamer Platz 10–11) | 1903–1904 von Wilhelm Walther (?) | St. Georgs-Brunnen                                                                      |
| 09096209 | Horstweg 25 (Lage)                                                             | Mietshaus, Laden | 1907–1908 von Mohr & Weidner |                                                                                         |
| 09096210 | Jebensstraße (Lage)                                                            | Denkmal für die Gefallenen des Reserve- und Landwehr-Offizierkorps | 1927 von Hans Dammann und Heinrich Rochlitz |                                                                                         |
| 09020678 | Jebensstraße 2 (Lage)                                                          | Ehem. Landwehr-Kasino (seit 2004 Museum für Fotografie) Bestandteil des Ensembles: Jebensstraße                                                                       | 1908–1909 von Heino Schmieden und Julius Boethke | Museum für Fotografie                                                                   |
| 09020679 | Jebensstraße 3 (Lage)                                                          | Evangelischer Oberkirchenrat, Verwaltungsgebäude Bestandteil des Ensembles: Jebensstraße                                                                              | 1910–1911 von (Adolf) Bürckner und Fritz Herrmann |                                                                                         |
| 09096211 | Joachimsthaler Platz (Lage)                                                    | Verkehrskanzel, Pavillon mit Kiosk, Toilettenanlage | 1955–1956 von Werner Klenke und Werner Düttmann | Verkehrskanzel                                                                          |
| 09096212 | Joachimsthaler Straße 10–12 (Lage)                                             | Allianz-Haus, Büro- und Geschäftshaus | 1953–1955 von Alfred Gunzenhauser und Paul Schwebes | Allianz-Haus                                                                            |
| 09096213 | Joachimsthaler Straße 13 (Hof) (Lage)                                          | ehem. Logenhaus (seit 1961 Synagoge) | 1901–1902 von Siegfried Kuznitzky | Tafel Logenhaus                                                                         |
| 09096214 | Joachimsthaler Straße 30 (Lage)                                                | Mietshaus, Läden | 1892–1893 von Martin Woelfert |                                                                                         |
| 09096215 | Joachimsthaler Straße 31–32 (Lage)                                             | ehem. 7. und 8. Gemeinde-Doppelschule (seit den 1980er Jahren Berufsschule)                                                                                           | 1888–1889 von Paul Bratring; Umbau 1949 |                                                                                         |
| 09096216 | Joachimsthaler Straße 39–40 (Lage)                                             | Mietshaus, Läden | 1888–1890 von F. König |                                                                                         |
| 09096218 | Kaiserdamm (Lage)                                                              | Kaiserdammbrücke, Straßen- und U-Bahnbrücke | 1906 von Bernhard Schaede; Umbauten 1932, 1960 | Kaiserdammbrücke                                                                        |
| 09096220 | Kaiserdamm Sophie-Charlotte-Platz Suarezstraße (Lage)                          | U-Bahnhof Sophie-Charlotte-Platz | 1906–1908 von Alfred Grenander (siehe auch Gesamtanlage U-Bahn-Linie U2) | U-Bahnhof Sophie-Charlotte-Platz                                                        |
| 09096221 | Kaiserdamm 1 Horstweg 42 Sophie-Charlotte-Platz 1 (Lage)                       | Polizeiinspektion Charlottenburg | 1906–1910 von Oskar Launer und Kloeppel | Kaiserdamm 1                                                                            |
| 09096222 | Kaiserdamm 17 (Lage)                                                           | Mietshaus (Vestibül), Läden | 1908–1909 von H. Schneider |                                                                                         |
| 09096222 | Kaiserdamm 17 (Lage)                                                           | Mietshaus (Vestibül), Läden | Vestibül |                                                                                         |
| 09096223 | Kaiserdamm 18 (Lage)                                                           | Mietshaus (Vestibül), Läden | 1909 von H. Schneider |                                                                                         |
| 09096223 | Kaiserdamm 18 (Lage)                                                           | Mietshaus (Vestibül), Läden | Vestibül |                                                                                         |
| 09096225 | Kaiserdamm 110 (Lage)                                                          | Mietshaus (Vestibül), Läden | 1908–1909 |                                                                                         |
| 09096225 | Kaiserdamm 110 (Lage)                                                          | Mietshaus (Vestibül), Läden | Vestibül |                                                                                         |
| 09096226 | Kaiserdamm 118 Suarezstraße 1 (Lage)                                           | Mietshaus, Läden | 1907–1908 von Hermann Heider | Kaiserdamm 118                                                                          |
| 09096227 | Kaiser-Friedrich-Straße 1A (Lage)                                              | Mietshaus, Läden, Café | 1906–1907 von Gebr. Mandrich |                                                                                         |
| 09096228 | Kaiser-Friedrich-Straße 17 (Lage)                                              | Mietshaus, Läden | 1909–1910 von Carl Wenczek |                                                                                         |
| 09096229 | Kaiser-Friedrich-Straße 87 (Hof) (Lage)                                        | ehem. Kaiser-Friedrich-Loge (jetzt Auferstehungskirche) | 1893–1894 von Hermann Günther |                                                                                         |
| 09096230 | Kamminer Straße 17 Olbersstraße 38 (Lage)                                      | ehem. 35. Gemeindeschule | 1914–1916 und 1919–1920 von Hans Winterstein und Rudolf Walter |                                                                                         |
| 09096230 | Kamminer Straße 17 Olbersstraße 38 (Lage)                                      | ehem. 35. Gemeindeschule | Anbau Hilfsschule und Kindergarten (Olbersstraße), 1929–30 von Reuters |                                                                                         |
| 09096233 | Kantstraße 13 Fasanenstraße 11 (Lage)                                          | Volkswohlbund-Haus, Büro- und Geschäftshaus | 1954–1956 von Curt Hans Fritzsche | Berlin-Charlottenburg Kantstraße 13 Volkswohl-Haus                                      |
| 09096234 | Kantstraße 54 (Lage)                                                           | Kant-Kino (im Quergebäude) | 1912 von Ernst Scharnke; Umbau 1956 von Hans Bielenberg | //Kinosaal//                                                                            |
| 09096236 | Kantstraße 124A-124B (Lage)                                                    | Mietshaus, Läden | 1952–1953 von Irma Seifert | Berlin-Charlottenburg Kantstraße 124                                                    |
| 09096237 | Kantstraße 125 (Lage)                                                          | Werkstatt (später Synagoge) | 1897 von Alfred Schrobsdorff; Umbau zur Privatsynagoge Beth Jitzchok, 1908 von Alfred Schrobsdorff | //Gartenhaus//                                                                          |
| 09096238 | Kantstraße 126–127 (Lage)                                                      | Kant-Garagenpalast, Hochgarage | 1930 von Hermann Zweigenthal und Richard Paulick mit Lohmüller, Korschelt, Renker | Kant-Garagen                                                                            |
| 09096239 | Kantstraße 135–136 Schlüterstraße 22–23 (Lage)                                 | Wohn- und Geschäftshaus | 1959–1960 von Hans-Dieter Bolle | Berlin-Charlottenburg Kantstraße 135–136                                                |
| 09096240 | Kantstraße 142 Bleibtreustraße 5A (Lage)                                       | Hofgebäude (Bäckerei) | 1914 von Bernhard Hellwag |                                                                                         |
| 09096241 | Kantstraße 147 (Lage)                                                          | Durchfahrt, Treppenhaus, Balkongitter des Mietshauses | Durchfahrt und Treppenhaus, 1891–1892 von C. Kaun |                                                                                         |
| 09096241 | Kantstraße 147 (Lage)                                                          | Durchfahrt, Treppenhaus, Balkongitter des Mietshauses | Balkongitter des Mietshauses |                                                                                         |
| 09096242 | Kantstraße 148 (Lage)                                                          | Mietshaus, Läden, (Fassade) | 1891–1892 von C. Kaun | Kantstraße 148 Schwarzes Café                                                           |
| 09096243 | Kantstraße 149 (Lage)                                                          | Mietshaus (Vestibül), Ateliergebäude | Vestibül, 1891–1892 von Alfred Schrobsdorff |                                                                                         |
| 09096243 | Kantstraße 149 (Lage)                                                          | Mietshaus (Vestibül), Ateliergebäude | Ateliergebäude |                                                                                         |
| 09096244 | Kantstraße 153 (Lage)                                                          | Mietshaus, Läden | 1891–1892 von Bernhard Sehring | Berlin-Charlottenburg Kantstraße 153                                                    |
| 09096245 | Karl-August-Platz (Lage)                                                       | Ev. Trinitatis-Kirche | 1896–1898 von J. Vollmer und Heinrich Jassoy; Wiederaufbau 1950; Kirchplatz, ab 1896 |                                                                                         |
| 09096245 | Karl-August-Platz (Lage)                                                       | Ev. Trinitatis-Kirche | Kirchplatz, ab 1896 |                                                                                         |
| 09020704 | Klausenerplatz 2 (Lage)                                                        | Mietshaus Bestandteil des Ensembles: Klausenerplatz | 1878 von Ernst Schuffenhauer; Umbau 1897 von Alfred Schrobsdorff |                                                                                         |
| 09020705 | Klausenerplatz 12–13 (Lage)                                                    | Kath. St. Kamillus-Kirche mit Kloster, Altenheim, Kindertagesstätte Bestandteil des Ensembles: Klausenerplatz                                                         | 1930–1932 von Hermann Mohr |                                                                                         |
| 09020706 | Klausenerplatz 20 (Lage)                                                       | Mietshaus Bestandteil des Ensembles: Klausenerplatz | 1874–1875 von A. Wrede und F. Günther |                                                                                         |
| 09096259 | Knesebeckstraße 5 (Lage)                                                       | Mietshaus, Läden, (Vestibül) | 1890–1891 von Max Kühnlein |                                                                                         |
| 09096259 | Knesebeckstraße 5 (Lage)                                                       | Mietshaus, Läden, (Vestibül) | Vestibül |                                                                                         |
| 09096260 | Knesebeckstraße 8–9 (Lage)                                                     | Mietshaus, Läden (seit den späten 1990er Jahren Hotel) | 1890–1891 von Berthold Röper; Umbau 1911–1912 von Paul Imberg |                                                                                         |
| 09096261 | Knesebeckstraße 12 (Lage)                                                      | Mietshaus, Läden | 1892–1893 von Bernhard Hellwag |                                                                                         |
| 09096262 | Knesebeckstraße 30 (Lage)                                                      | Mietshaus | 1897–1898 von Bernhard Hellwag; Umbau zum sog. Zementhaus 1929–1931 von Dahl (Fassade) |                                                                                         |
| 09096262 | Knesebeckstraße 30 (Lage)                                                      | Mietshaus | Vestibül |                                                                                         |
| 09096262 | Knesebeckstraße 30 (Lage)                                                      | Mietshaus | Hoffassade, Hof mit Treppenanlage und Brunnen |                                                                                         |
| 09096262 | Knesebeckstraße 30 (Lage)                                                      | Mietshaus | Ausstellungsraum und Ausstellungsstücke im 2. Hof |                                                                                         |
| 09020365 | Knesebeckstraße 33–34 Mommsenstraße (Lage)                                     | Mietshaus, Läden Bestandteil des Ensembles: Bleibtreustraße | 1899 von Bernhard Hellwag |                                                                                         |
| 09096263 | Knesebeckstraße 50–51 (Lage)                                                   | Bürohaus (ehem. Coca-Cola GmbH) | 1961–1962 von Hans Simon |                                                                                         |
| 09096264 | Knesebeckstraße 59–61 (Lage)                                                   | Bürogebäude | 1923–1925 von Hugo und Otto Schellenberg; Anbau 1937 von Herbert Ruhl |                                                                                         |
| 09096265 | Knesebeckstraße 96 (Lage)                                                      | Mietshaus | 1910–1911 von Arthur Wolff |                                                                                         |
| 09096266 | Knobelsdorffstraße 15 Wundtstraße 2 (Lage)                                     | Gewerbebau | 1890–1891 von Robert Barrenstein |                                                                                         |
| 09096267 | Knobelsdorffstraße 56A, 58/62 (Lage)                                           | Wohnanlage | 1929–1930 von Erich Sorgatz | Knobelsdorferstr.56                                                                     |
| 09020708 | Krumme Straße 4 (Lage)                                                         | Mietshaus Bestandteil des Ensembles: Krummestraße | 1879–1880 von Gustav Weyhe | Krummestr. 4                                                                            |
| 09020709 | Krumme Straße 5 (Lage)                                                         | Mietshaus (Quergebäude) Bestandteil des Ensembles: Krummestraße | um 1860 |                                                                                         |
| 09096277 | Krumme Straße 10 (Lage)                                                        | ehem. Städtische Volksbadeanstalt | 1896–1898 von Paul Bratring und Peters |                                                                                         |
| 09096277 | Krumme Straße 10 (Lage)                                                        | ehem. Städtische Volksbadeanstalt | Beamtenwohnhaus, 1924–1925 Erweiterung von Rudolf Walter |                                                                                         |
| 09096279 | Kuno-Fischer-Straße 8 Kuno-Fischer-Platz (Lage)                                | ehem. Haus der Knappschafts-Berufsgenossenschaft, Verwaltungsgebäude                                                                                                  | 1929–1930 von Rudolf A. Hartmann |                                                                                         |
| 09096280 | Kuno-Fischer-Straße 13 (Lage)                                                  | ehem. Einküchenhaus | 1908 von Curt Jähler |                                                                                         |
| 09096281 | Kurfürstendamm Joachimsthaler Straße (Lage)                                    | U-Bahnhof Kurfürstendamm | 1958–1961 von Bruno Grimmek |                                                                                         |
| 09096282 | Kurfürstendamm (Lage)                                                          | U-Bahnhof Uhlandstraße | Eingang, 1913 von Alfred Grenander |                                                                                         |
| 09096282 | Kurfürstendamm (Lage)                                                          | U-Bahnhof Uhlandstraße | 1913 von Alfred Grenander |                                                                                         |
| 09096284 | Kurfürstendamm 15 (Lage)                                                       | Mietshaus | 1889 von Richard Beyme |                                                                                         |
| 09096285 | Kurfürstendamm 17 Joachimsthaler Straße 38 (Lage)                              | Vestibül und Apotheke des Mietshauses | Vestibül, 1887–1888 von Richard Beyme |                                                                                         |
| 09096285 | Kurfürstendamm 17 Joachimsthaler Straße 38 (Lage)                              | Vestibül und Apotheke des Mietshauses | Apotheke, Umbau Ladenzone 1927–1928 von G. R. Risse und L. Bett; Apotheke 1944, Umbau 1953–1954 von Nicolaus Hass |                                                                                         |
| 09020713 | Kurfürstendamm 25 (Lage)                                                       | ehem. Mietshaus, Hotel am Zoo Bestandteil des Ensembles: Kurfürstendamm 25–30...                                                                                      | 1892–1893 von Alfred Messel; Umbauten 1949 (Hotelhalle) und 1956 (Aufstockung) von Paul G. R. Baumgarten |                                                                                         |
| 09020714 | Kurfürstendamm 26 (Lage)                                                       | ehem. Union-Palast & Haus Wien Bestandteil des Ensembles: Kurfürstendamm 25–30...                                                                                     | 1912–1913 von Nentwich und E. Simon, seit 2013 nach mehreren Neunutzungsversuchen ein Apple Store | Berlin-Charlottenburg Kurfürstendamm 26 Apple Store                                     |
| 09020717 | Kurfürstendamm 29 (Lage)                                                       | Mietshaus, Läden Bestandteil des Ensembles: Kurfürstendamm 25–30...                                                                                                   | 1896–1897 von Ferdinand Döbler |                                                                                         |
| 09096286 | Kurfürstendamm 32 Grolmanstraße 38 Uhlandstraße 26 (Lage)                      | Hamburg-Mannheimer-Versicherungs AG, Büro- und Geschäftshaus | 1955–1956 von Geber & Risse |                                                                                         |
| 09096287 | Kurfürstendamm 33 (Lage)                                                       | Geschäftshaus Königstadt, Büro- und Geschäftshaus (Ladenzone, Vestibül, Treppenhaus)                                                                                  | Ladenzone, 1954 von Paul Schwebes |                                                                                         |
| 09096287 | Kurfürstendamm 33 (Lage)                                                       | Geschäftshaus Königstadt, Büro- und Geschäftshaus (Ladenzone, Vestibül, Treppenhaus)                                                                                  | Vestibül und Treppenhaus, 1954 von Paul Schwebes |                                                                                         |
| 09020730 | Kurfürstendamm 37 (Lage)                                                       | Mietshaus Bestandteil des Ensembles: Kurfürstendamm 35–37 | 1903–1904 von Kurt Berndt |                                                                                         |
| 09020732 | Kurfürstendamm 48–49 (Lage)                                                    | Mietshaus, Läden Bestandteil des Ensembles: Kurfürstendamm 48–60...                                                                                                   | 1900–1901 von Heinrich Munk; Ladenzone 1925–1928 von Hermann Muthesius |                                                                                         |
| 09020733 | Kurfürstendamm 50–50A (Lage)                                                   | Mietshaus, Läden Bestandteil des Ensembles: Kurfürstendamm 48–60...                                                                                                   | 1900–1901 von Heinrich Munk |                                                                                         |
| 09096289 | Kurfürstendamm 62 (Lage)                                                       | Vestibül des Mietshauses | 1903–1904 |                                                                                         |
| 09096290 | Kurfürstendamm 64–65 (Lage)                                                    | ECO-Haus, Geschäftshaus mit Kino | 1954–1955 von Herbert Schiller |                                                                                         |
| 09096290 | Kurfürstendamm 64–65 (Lage)                                                    | ECO-Haus, Geschäftshaus mit Kino | Kino Bonbonnière, 1954 von Walter Labes |                                                                                         |
| 09096291 | Kurfürstendamm 67 Clausewitzstraße 5A (Lage)                                   | Dorette-Haus, Geschäftshaus | 1954–1956 von Sobotka & Müller |                                                                                         |
| 09096292 | Kurfürstendamm 69 (Lage)                                                       | Mietshaus, Läden | 1907–1910 von Otto Schnock |                                                                                         |
| 09020739 | Kurfürstendamm 185 Wielandstraße 23 (Lage)                                     | Mietshaus (Fassade), Läden Bestandteil des Ensembles: Kurfürstendamm 48–60...                                                                                         | 1902–1903 von Wilhelm Klopsch |                                                                                         |
| 09020741 | Kurfürstendamm 188–189 Schlüterstraße (Lage)                                   | Mietshaus, Läden Bestandteil des Ensembles: Kurfürstendamm 48–60...                                                                                                   | 1904–1906 von Joseph Bering; Eckladen 1950 von Helmut von Lülsdorff | Kurfürstendamm 188                                                                      |
| 09020742 | Kurfürstendamm 190–192 Schlüterstraße 46 (Lage)                                | Mietshaus Bestandteil des Ensembles: Kurfürstendamm 48–60... | 1904–1905 von Hans Finder | Kurfürstendamm 190                                                                      |
| 09020743 | Kurfürstendamm 193–194 Lietzenburger Straße 104/106 (Lage)                     | ehem. Haus Cumberland, Boardingpalast Bestandteil des Ensembles: Kurfürstendamm 48–60...                                                                              | 1911–1912 von Robert Leibnitz (siehe auch Gartendenkmal Kurfürstendamm 193–194) | Berlin-Charlottenburg Kurfürstendamm 193–194 Haus Cumberland                            |
| 09096293 | Kurfürstendamm 195–196 Bleibtreustraße 22–23 (Lage)                            | Büro- und Geschäftshaus | Hochhaus, 1963–1965 von Erich Rothe |                                                                                         |
| 09096293 | Kurfürstendamm 195–196 Bleibtreustraße 22–23 (Lage)                            | Büro- und Geschäftshaus | Hotel |                                                                                         |
| 09096294 | Kurfürstendamm 201 (Lage)                                                      | Mietshaus | 1898–1899 von H. Krengel |                                                                                         |
| 09096296 | Kurfürstendamm 210 (Lage)                                                      | Büro- und Geschäftshaus | 1968–1970 von Heinz Kroh |                                                                                         |
| 09096297 | Kurfürstendamm (vor Nr. 211) (Lage)                                            | Kiosk | um 1910 | Berlin-Charlottenburg Kurfürstendamm 213 Kiosk                                          |
| 09096298 | Kurfürstendamm 211 (Lage)                                                      | Maison de France mit Cinéma Paris, Büro- und Geschäftshaus, Kino | 1948–1950 von Hans Semrau |                                                                                         |
| 09096298 | Kurfürstendamm 211 (Lage)                                                      | Maison de France mit Cinéma Paris, Büro- und Geschäftshaus, Kino | Cinéma Paris |                                                                                         |
| 09020720 | Kurfürstendamm 213 (Lage)                                                      | Mietshaus, Läden Bestandteil des Ensembles: Kurfürstendamm 25–30...                                                                                                   | 1897–1898 von Otto Schnock | Kurfürstendamm 213                                                                      |
| 09020723 | Kurfürstendamm 216 (Lage)                                                      | Mietshaus Bestandteil des Ensembles: Kurfürstendamm 25–30... | 1898–1900 von Ferdinand Döbler |                                                                                         |
| 09020724 | Kurfürstendamm 217 (Lage)                                                      | Mietshaus, Läden Bestandteil des Ensembles: Kurfürstendamm 25–30...                                                                                                   | 1895–1896 von Heinrich Mittag und Heinrich Seeling |                                                                                         |
| 09020724 | Kurfürstendamm 217 (Lage)                                                      | Mietshaus, Läden Bestandteil des Ensembles: Kurfürstendamm 25–30...                                                                                                   | Kino, 1920er Rudolf-Nelson-Theater; Robert Musil 1931–1933; Kino „Astor“ 1934, von Rudolf Möhring |                                                                                         |
| 09020725 | Kurfürstendamm 218 (Lage)                                                      | Mietshaus, Laden Bestandteil des Ensembles: Kurfürstendamm 25–30...                                                                                                   | 1896–1897 von Wilhelm Kölln |                                                                                         |
| 09020726 | Kurfürstendamm 219 (Lage)                                                      | Mietshaus Bestandteil des Ensembles: Kurfürstendamm 25–30... | 1896–1897 von Wilhelm Kölln |                                                                                         |
| 09096299 | Kurfürstendamm 224 (Lage)                                                      | Büro- und Geschäftshaus | 1949–1950 von Rolf Bermbach |                                                                                         |
| 09096300 | Kurfürstendamm 225 (Lage)                                                      | Mietshaus | 1895–1896 von H. C. Ziechmann; Ladenfront 1926–1927 von Adolf Wollenberg |                                                                                         |
| 09096300 | Kurfürstendamm 225 (Lage)                                                      | Mietshaus | ehem. Ufa-Palast, Kino 1951–1952 und 1957 von Gerhard Fritsche |                                                                                         |
| 09096301 | Kurfürstendamm 226 (Lage)                                                      | Mietshaus, Läden | 1891–1892 von Heinrich Ellrott; Ladenfront 1926–1927 von Adolf Wollenberg |                                                                                         |
| 09096302 | Kurfürstendamm 234 (Lage)                                                      | ehem. Hofkonditorei Schilling, Mietshaus, Café Bestandteil des Ensembles: Breitscheidplatz                                                                            | 1900–1901 von Zaar & Vahl |                                                                                         |
| 09096303 | Kurfürstendamm 236 (Lage)                                                      | Marmorhaus, Geschäftshaus, Kino Bestandteil des Ensembles: Breitscheidplatz                                                                                           | 1912–1913 von R. Scheibner und Hugo Pál |                                                                                         |
| 09096304 | Kurfürstendamm 237 Rankestraße 1–1A (Lage)                                     | ehem. Geschäftshaus Michels & Cie. Bestandteil des Ensembles: Breitscheidplatz                                                                                        | 1913–1914 von Emil Schaudt; 1954 Wiederaufbau Fassade von Paul Herdrich |                                                                                         |
| 09012527 | Leibnizstraße 20 (Lage)                                                        | Mietshaus (Vestibül) | 1900–1901 von Bernhard Hellwag |                                                                                         |
| 09096305 | Leibnizstraße 33 (Lage)                                                        | Stall und zwei Werkstattgebäude | Werkstatt, 1896–1898 von Arthur Weller | Leibnizstraße 33                                                                        |
| 09096305 | Leibnizstraße 33 (Lage)                                                        | Stall und zwei Werkstattgebäude | Stall, 1896–1898 von Arthur Weller |                                                                                         |
| 09096306 | Leibnizstraße 44 (Lage)                                                        | Mietshaus (Vestibül; Hoffassade), Läden | Vestibül, 1905–1906 von Heinrich Mittag |                                                                                         |
| 09096306 | Leibnizstraße 44 (Lage)                                                        | Mietshaus (Vestibül; Hoffassade), Läden | Hoffassade |                                                                                         |
| 09096306 | Leibnizstraße 44 (Lage)                                                        | Mietshaus (Vestibül; Hoffassade), Läden | Läden |                                                                                         |
| 09096307 | Leibnizstraße 48 (Lage)                                                        | Mietshaus | 1908–1909 von Gustav Schmidt; Fassade von Hans Liepe |                                                                                         |
| 09096308 | Leibnizstraße 65 (Lage)                                                        | Bewag-Abspannwerk (MetaHaus) | 1928–1929 von Hans Heinrich Müller; Anbau 1951–1953 |                                                                                         |
| 09096309 | Leibnizstraße 109–111 (Lage)                                                   | Mietshaus, Läden | 1955–1956 von Alfred Rahn und Hans Mittag |                                                                                         |
| 09096311 | Lietzenburger Straße 90 Knesebeckstraße 52–53 (Lage)                           | Wohn- und Geschäftshaus | 1965–1967 von Klemens Weigel und Eckart Muthesius |                                                                                         |
| 09096312 | Lietzenseeufer 7 (Lage)                                                        | Mietshaus | 1908–1910 von Ernst Badekow |                                                                                         |
| 09096313 | Lietzenseeufer 10 (Lage)                                                       | Haus See-Eck | Mietshaus, 1908–1909 von Hart & Lesser |                                                                                         |
| 09096327 | Luisenplatz (Lage)                                                             | Schloßbrücke | 1926–1927 von Fa. A. Druckenmüller; Wiederaufbau 1946–1949 |                                                                                         |
| 09096338 | Marburger Straße 2 (Lage)                                                      | Vestibül und Treppenhaus des Mietshauses | 1892–1893 |                                                                                         |
| 09096339 | Marburger Straße 3 (Lage)                                                      | Mietshaus, Läden | 1896–1897 von S. Zadek |                                                                                         |
| 09096340 | Marburger Straße 5 (Lage)                                                      | Mietshaus, Läden | 1892–1893 von Eduard Schenk |                                                                                         |
| 09096341 | Marchstraße (Lage)                                                             | Marchbrücke, Straßenbrücke | 1911–1912 von Heinrich Seeling und A. Bredtschneider |                                                                                         |
| 09096342 | Marchstraße 6 (Lage)                                                           | Einfamilien-Reihenhaus | 1905 von Kayser & v. Großheim |                                                                                         |
| 09096343 | Marchstraße 8 (Lage)                                                           | Einfamilien-Reihenhaus | 1904–1905 von Otto March |                                                                                         |
| 09020776 | Meinekestraße 4 (Lage)                                                         | Mietshaus Bestandteil des Ensembles: Meinekestraße 3–10 | 1899–1900 von Joseph Bering |                                                                                         |
| 09020781 | Meinekestraße 10 (Lage)                                                        | Mietshaus, Läden, Privatsanatorium Bestandteil des Ensembles: Meinekestraße 3–10                                                                                      | 1899–1900 von Max Fraenkel |                                                                                         |
| 09096349 | Meinekestraße 25 (Lage)                                                        | Mietshaus (Vestibül und Treppenhaus), Läden | Laden |                                                                                         |
| 09096349 | Meinekestraße 25 (Lage)                                                        | Mietshaus (Vestibül und Treppenhaus), Läden | Treppenhaus, 1898–1899 von S. Zadek |                                                                                         |
| 09096349 | Meinekestraße 25 (Lage)                                                        | Mietshaus (Vestibül und Treppenhaus), Läden | Vestibül, 1898–1899 von S. Zadek |                                                                                         |
| 09096350 | Meinekestraße 26 (Lage)                                                        | Mietshaus, Läden | 1898–1899 von S. Zadek |                                                                                         |
| 09097858 | Mierendorffplatz Brahestraße Keplerstraße (Lage)                               | U-Bahnhof Mierendorffplatz | 1974–1977, Eröffnung 1980, von Rainer Gerhard Rümmler |                                                                                         |
| 09096353 | Mierendorffplatz 15 Brahestraße 39 (Lage)                                      | Mietshaus | 1910–1911 von M. Lindemann; Fassade von Willy Schröder |                                                                                         |
| 09096354 | Mierendorffstraße 30 (Lage)                                                    | ehem. 5. und 6. Gemeinde-Doppelschule | 1893 von Peters |                                                                                         |
| 09010154 | Mindener Straße 1 (Lage)                                                       | Kath. Kirche Mariä Himmelfahrt | 1964–1966 von Alfons Boklage |                                                                                         |
| 09096356 | Mollwitzstraße 2 (Lage)                                                        | Desinfektionsanstalt | 1892–1893 von Paul Bratring |                                                                                         |
| 09020366 | Mommsenstraße 5 (Lage)                                                         | Gelbes Haus III, Mietshaus Bestandteil des Ensembles: Bleibtreustraße                                                                                                 | 1906 von Albert Geßner | Berlin-Charlottenburg Mommsenstraße 5                                                   |
| 09020367 | Mommsenstraße 6 (Lage)                                                         | Gelbes Haus I, Mietshaus Bestandteil des Ensembles: Bleibtreustraße                                                                                                   | 1903–1904 von Albert Geßner (siehe auch Gartendenkmal Mommsenstraße 6) |                                                                                         |
| 09096357 | Mommsenstraße 50 (Lage)                                                        | Mietshaus | 1907 von Reinhard Brehm | Berlin-Charlottenburg Mommsenstraße 50                                                  |
| 09096358 | Mommsenstraße 56 (Lage)                                                        | Mietshaus | 1905–1906 von Alfred Caspari und Adolf Langhammer (Fassade) |                                                                                         |
| 09020226 | Mommsenstraße 57 (Lage)                                                        | Mietshaus | 1905–1906 von Heinrich Schwarz |                                                                                         |
| 09096359 | Mommsenstraße 59 (Lage)                                                        | Mietshaus (Vestibül, Portal) | 1904–1905 von Albert Bühring und F. Schneider |                                                                                         |
| 09096359 | Mommsenstraße 59 (Lage)                                                        | Mietshaus (Vestibül, Portal) | Vestibül |                                                                                         |
| 09020368 | Mommsenstraße 66 (Lage)                                                        | Mietshaus Bestandteil des Ensembles: Bleibtreustraße | 1902–1903 von Ludwig Bosse |                                                                                         |
| 09020501 | Nehringstraße 1 Neufertstraße 17 (Lage)                                        | Wohnhaus, Läden, Atelier Bestandteil des Ensembles: Christstraße | 1897–1898 von Ernst Fuß; Umbau 1929 von Otto Lange | Berlin-Charlottenburg Nehringstraße 1                                                   |
| 09020502 | Nehringstraße 3 (Lage)                                                         | Mietshaus Bestandteil des Ensembles: Christstraße | um 1880 von Zeitler (?) | Berlin-Charlottenburg Nehringstraße 3                                                   |
| 09020503 | Nehringstraße 3A Christstraße 43 (Lage)                                        | Mietshaus, Läden Bestandteil des Ensembles: Christstraße | 1889–1890 von D. Joseph | Berlin-Charlottenburg Nehringstraße 3A                                                  |
| 09096360 | Nehringstraße 8–10 (Lage)                                                      | ehem. 17. und 18. Gemeinde-Doppelschule | 1899–1901 von Paul Bratring |                                                                                         |
| 09096361 | Neue Kantstraße (Lage)                                                         | Lietzenseebrücke, Straßenbrücke | 1904 von Rudolf Walter |                                                                                         |
| 09096362 | Neue Kantstraße Dresselstraße (Lage)                                           | S-Bahnhof Witzleben | S-Bahnsteig, 1913–1916 von Tiefbauamt Charlottenburg |                                                                                         |
| 09096362 | Neue Kantstraße Dresselstraße (Lage)                                           | S-Bahnhof Witzleben | Nördliches Empfangsgebäude |                                                                                         |
| 09096362 | Neue Kantstraße Dresselstraße (Lage)                                           | S-Bahnhof Witzleben | Südliches Empfangsgebäude |                                                                                         |
| 09096363 | Neue Kantstraße 1 Suarezstraße 18 (Lage)                                       | Ignatius-Haus, Wohnheim (Jesuiten-Provinzialat), Läden | 1956–1957 von Johannes Jackel |                                                                                         |
| 09020703 | Neufertstraße 19–21 (Lage)                                                     | Reithalle Bestandteil des Ensembles: Klausenerplatz | 1896–1897 von Ernst Gerhardt, Umbau 1932 von F.W. Bastian |                                                                                         |
| 09020703 | Neufertstraße 19–21 (Lage)                                                     | Reithalle Bestandteil des Ensembles: Klausenerplatz | St. Kamilluskirche, 1923, 1926 von Max Warnatsch |                                                                                         |
| 09096364 | Niebuhrstraße 1 (Lage)                                                         | Mietshaus (Vestibül) | 1902–1903 von August Ziechmann |                                                                                         |
| 09096365 | Niebuhrstraße 2 (Lage)                                                         | Grünes Haus, Mietshaus, Läden | 1904–1905 von Albert Geßner |                                                                                         |
| 09096366 | Niebuhrstraße 61 (Lage)                                                        | Mietshaus mit Gartenhof | 1910–1911 von Georg Jacobowitz |                                                                                         |
| 09096366 | Niebuhrstraße 61 (Lage)                                                        | Mietshaus mit Gartenhof | Gartenhof |                                                                                         |
| 09096367 | Niebuhrstraße 78 (Lage)                                                        | Gelbes Haus II, Mietshaus | 1904–1905 von Albert Geßner |                                                                                         |
| 09096368 | Nithackstraße 8/16 (Lage)                                                      | ehem. 31. und 32. Gemeinde-Doppelschule | 1913–1914 von Paul Weingärtner und Heinrich Seeling |                                                                                         |
| 09096369 | Nithackstraße 22 (Lage)                                                        | Mietshaus | 1906–1907 von Fritz Klaffke |                                                                                         |
| 09096371 | Nürnberger Straße 17 (Lage)                                                    | Mietshaus (Fassade), Laden | 1892–1893 von H. Olbricht; Umbau 1911 |                                                                                         |
| 09096372 | Nürnberger Straße 18 (Lage)                                                    | Mietshaus (Fassade), Laden (Innenausstattung) | Mietshaus, 1893–1894 von Eduard Schenk |                                                                                         |
| 09096372 | Nürnberger Straße 18 (Lage)                                                    | Mietshaus (Fassade), Laden (Innenausstattung) | Laden (Innenausstattung), 1911–1913 Ladenumbau von H. Möller |                                                                                         |
| 09096380 | Otto-Suhr-Allee 18/20 (Lage)                                                   | Haus Ottilie von Hansemann, Studentinnenheim | 1914–1915 von Emilie Winkelmann | Berlin-Charlottenburg Otto-Suhr-Allee Haus Ottilie von Hansemann                        |
| 09096381 | Otto-Suhr-Allee 26/28 Fraunhoferstraße 20–22 (Lage)                            | Büro- und Lagergebäude | 1924–1925 von K. A. Herrmann, Umbau 1937–1938 |                                                                                         |
| 09096382 | Otto-Suhr-Allee 59 (Lage)                                                      | Cecilienhaus, Wohlfahrtsbau | 1907–1909 von Walther Spickendorff und Rudolf Walter | Charlottenburg Otto-Suhr-Allee Cecilienhaus                                             |
| 09096383 | Otto-Suhr-Allee 96/102 Alt-Lietzow 16/18 (Lage)                                | Rathaus Charlottenburg | 1899–1905 von Reinhardt & Süssenguth; Erweiterung 1911–1913 von Heinrich Seeling |                                                                                         |
| 09096384 | Otto-Suhr-Allee 110/112 Wintersteinstraße 1/3 (Lage)                           | Wohnanlage, Büros, Läden | 1953–1954 von Robert Tepez und Karl-Heinz Hübner |                                                                                         |
| 09096385 | Otto-Suhr-Allee (vor Nr. 111) (Lage)                                           | U-Bahnhof Richard-Wagner-Platz, südöstl. Zugang | 1905–1906 von Alfred Grenander |                                                                                         |
| 09097859 | Otto-Suhr-Allee Richard-Wagner-Straße (Lage)                                   | U-Bahnhof Richard-Wagner-Platz | 1973–1978, Eröffnung 1978, von Rainer Gerhard Rümmler |                                                                                         |
| 09096051 | Otto-Suhr-Allee 144, 144A Eosanderstraße 21-21E (Lage)                         | Wohn- und Geschäftshaus | 1985–1987 von Hans Kollhoff und Arthur Ovaska |                                                                                         |
| 09096051 | Otto-Suhr-Allee 144, 144A Eosanderstraße 21-21E (Lage)                         | Wohn- und Geschäftshaus | Zuwegung und Leuchten |                                                                                         |
| 09020783 | Pestalozzistraße 14–15 (Hof) (Lage)                                            | Synagoge Bestandteil des Ensembles: Pestalozzistraße | 1911–1913 von Ernst Dorn | Synagoge Pestalozzistraße                                                               |
| 09096386 | Pestalozzistraße 40 (Lage)                                                     | ehem. 7. und 8. Gemeindeschule | Schulkomplex, 1894–1895 von Paul Bratring, Peters, G. Hoffmann |                                                                                         |
| 09096386 | Pestalozzistraße 40 (Lage)                                                     | ehem. 7. und 8. Gemeindeschule | Standesamt (Kopfbau), 1894–1895 von Paul Bratring, Peters, G. Hoffmann | Pestalozzistraße 40                                                                     |
| 09096394 | Rankestraße (vor Nr. 1) (Lage)                                                 | Theaterkasse | 1923 von Hans Winterstein |                                                                                         |
| 09096395 | Rankestraße 5–6 (Lage)                                                         | Agrippina-Lebensversicherungs AG, Büro- und Geschäftshaus | 1955–1956 von Paul Schwebes |                                                                                         |
| 09096396 | Rankestraße 24 (Lage)                                                          | Mietshaus, Läden | 1898 von Max Johow |                                                                                         |
| 09096397 | Rankestraße 33–34 (Lage)                                                       | Velisch-Haus, Geschäftshaus | 1954–1955 von Sobotka & Müller |                                                                                         |
| 09020657 | Richard-Wagner-Platz 5 Behaimstraße 6 Schustehrusstraße 1 (Lage)               | Wohn- und Geschäftshaus Bestandteil des Ensembles: Haubachstraße | 1907–1908 von Gustav Seibt | Richard-Wagner-Platz 5                                                                  |
| 09096402 | Richard-Wagner-Straße 19 (Lage)                                                | Mietshaus, Atelierflügel | 1898–1899 von Alfred Schrobsdorff | Richard-Wagner-Straße 19                                                                |
| 09020658 | Richard-Wagner-Straße 45 (Lage)                                                | Mietshaus, Läden Bestandteil des Ensembles: Haubachstraße | 1883–1884 von W. Heyden |                                                                                         |
| 09020658 | Richard-Wagner-Straße 45 (Lage)                                                | Mietshaus, Läden Bestandteil des Ensembles: Haubachstraße | Saalbau, 1879 |                                                                                         |
| 09020659 | Richard-Wagner-Straße 47 (Lage)                                                | Mietshaus Bestandteil des Ensembles: Haubachstraße | 1881 von August Uebe |                                                                                         |
| 09020659 | Richard-Wagner-Straße 47 (Lage)                                                | Mietshaus Bestandteil des Ensembles: Haubachstraße | Seitenflügel 1877, Remise, 1881 von Gustav Weyhe |                                                                                         |
| 09096407 | Salzufer 6–8 (Lage)                                                            | ehem. Telephon Apparat Fabrik E. Zwietusch & Co. | 1925–1926 von Hans Hertlein |                                                                                         |
| 09096408 | Salzufer 20 (Lage)                                                             | Büro- und Wohngebäude | 1912–1913 von Hermann Heider, Anbau 1960–1961 von F. Arendt & Co. (Ausführung) |                                                                                         |
| 09096410 | Savignyplatz (Lage)                                                            | Kiosk | 1905 von Alfred Grenander; Instandsetzung 1987 | Kiosk Savignyplatz                                                                      |
| 09096411 | Savignyplatz 9–10 (Lage)                                                       | Wohn- und Geschäftshaus | 1956–1958 von Helmut von Lülsdorff | Savignyplatz 9–10                                                                       |
| 09096412 | Schillerstraße 12–15 (Lage)                                                    | Teil einer Wohnanlage | 1906–1907 von Albert Geßner |                                                                                         |
| 09096413 | Schillerstraße 94 (Lage)                                                       | Gewerbehof | 1896–1897 von Georg Lewy |                                                                                         |
| 09096414 | Schillerstraße 125–127 (Lage)                                                  | ehem. Leibniz-Oberrealschule (später Schiller-Oberschule) | 1911 von Heinrich Seeling und Max Niedenhoff | Schillerstraße Schiller-Oberschule                                                      |
| 09020791 | Schloßstraße 4A (Lage)                                                         | Mietshaus Bestandteil des Ensembles: Schloßstraße | 1882–1883 von Hermann Keim | Berlin-Charlottenburg Schloßstraße 4A                                                   |
| 09020792 | Schloßstraße 12 (Lage)                                                         | Mietshaus Bestandteil des Ensembles: Schloßstraße | um 1885 | Berlin-Charlottenburg Schloßstraße 12                                                   |
| 09020793 | Schloßstraße 13 Seelingstraße 2 (Lage)                                         | Mietshaus, Läden Bestandteil des Ensembles: Schloßstraße | 1875–1876 von Rudolph Zeitler und August Peters | Berlin-Charlottenburg Schloßstraße 13                                                   |
| 09020794 | Schloßstraße 18–18A (Lage)                                                     | Mietshaus Bestandteil des Ensembles: Schloßstraße | 1856 von G. Gause und J. J. Meyer; Anbau Balkon, 1908 |                                                                                         |
| 09096415 | Schloßstraße 55 (Lage)                                                         | Villa Oppenheim | 1881–1882 von Christian Heidecke |                                                                                         |
| 09096424 | Schloßstraße 55A (Lage)                                                        | ehem. Sophie-Charlotte-Schule | 1914, 1919–1922 von Hans Winterstein | Sophie-Charlotte-Schule                                                                 |
| 09020795 | Schloßstraße 65 Wulfsheinstraße 10 (Lage)                                      | Mietshaus mit Vorgarten Bestandteil des Ensembles: Schloßstraße | 1890–1891 von Hermann Günther; Vorgarten 1986 wiederhergestellt | Wulfsheinstraße 10                                                                      |
| 09020796 | Schloßstraße 67 (Lage)                                                         | Mietshaus mit Vorgarten Bestandteil des Ensembles: Schloßstraße | 1873–1874 von G. Töbelmann |                                                                                         |
| 09096416 | Schlüterstraße 29–30 (Lage)                                                    | Mietshaus, Läden | 1900–1901 von Paul Lingner |                                                                                         |
| 09096417 | Schlüterstraße 36 (Lage)                                                       | Mietshaus | 1906–1907 von Gustav Paulsen |                                                                                         |
| 09010217 | Schlüterstraße 38–39 (Lage)                                                    | Ehem. Hauptvereinigung der Deutschen Gartenbauwirtschaft, Mietwohnhäuser                                                                                              | 1904; Umbau zum Verwaltungsgebäude 1938–1939 von Hanns A. Pfeffer | Berlin-Charlottenburg Schlüterstraße 39                                                 |
| 09096418 | Schlüterstraße 41 (Lage)                                                       | Mietshaus mit Vorgarteneinfriedung | 1910 von Max Grünfeld (?) |                                                                                         |
| 09096419 | Schlüterstraße 42 Olivaer Platz 11 (Lage)                                      | Mietshaus | 1910 von Max Grünfeld | Berlin-Charlottenburg Olivaer Platz                                                     |
| 09096420 | Schlüterstraße 45 (Berlin) (Lage)                                              | Mietshaus | 1911 von Boswau & Knauer (Ausführung) |                                                                                         |
| 09096421 | Schlüterstraße 53 (Lage)                                                       | Mietshaus | 1906 von Ignatz Grünfeld |                                                                                         |
| 09096422 | Schlüterstraße 64 (Lage)                                                       | Mietshaus, Laden | 1956 von Norman Braun |                                                                                         |
| 09096423 | Schlüterstraße 79 Grolmanstraße 9 (Lage)                                       | Mietshaus | 1887–1888 von Ernst Gerhardt; Fassade von Richard Schultze |                                                                                         |
| 09020661 | Schustehrusstraße 13 (Lage)                                                    | Wohnhaus (Keramik-Museum Berlin) Bestandteil des Ensembles: Haubachstraße                                                                                             | 1712; Umbau 1877–1878 von Ernst George; Wiederherstellung 1984–1994 | Keramik-Museum                                                                          |
| 09096434 | Sömmeringstraße 29 (Lage)                                                      | Sporthalle Charlottenburg | 1962–1964 von Ludwig Leo | Sporthalle Charlottenburg                                                               |
| 09096435 | Sophie-Charlotten-Straße 17–18 (Lage)                                          | Königliche Gipsformerei | 1889–1890 von J. Merzenich und Kirstein |                                                                                         |
| 09020504 | Sophie-Charlotten-Straße 88 Seelingstraße 59 (Lage)                            | Mietshaus, Läden Bestandteil des Ensembles: Christstraße | 1886 von C. Schwarzer (Wohnhaus Heinrich Zille) |                                                                                         |
| 09096436 | Sophie-Charlotten-Straße 98 (Lage)                                             | ehem. Großgarage des Westens (GedeWe) | Kopfbau, 1929–1930 von Lohmüller, Korschelt, Renker |                                                                                         |
| 09096436 | Sophie-Charlotten-Straße 98 (Lage)                                             | ehem. Großgarage des Westens (GedeWe) | Garagen |                                                                                         |
| 09096437 | Sophie-Charlotten-Straße 114 (Lage)                                            | Beamtenwohnhaus für das Pumpwerk | 1889–1890 von Erich Köhn Mollwitzstraße 1 |                                                                                         |
| 09096438 | Spandauer Damm (vor Nr. 7) (Lage)                                              | Meilenstein | um 1842 von Friedrich August Stüler (?) |                                                                                         |
| 09020822 | Spandauer Damm 19 (Lage)                                                       | Mietshaus, Läden Bestandteil des Ensembles: Spandauer Damm | 1891–1892 von Wilhelm Klopsch; Umbau 1938 |                                                                                         |
| 09020824 | Spandauer Damm 23 (Lage)                                                       | Mietshaus, Läden Bestandteil des Ensembles: Spandauer Damm | 1891–1892 von Wilhelm Klopsch |                                                                                         |
| 09096439 | Spandauer Damm 65 (Lage)                                                       | Gartenhaus, Wohnhaus | 1874–1875 von L. Mertens |                                                                                         |
| 09096440 | Spandauer Damm 88 (Lage)                                                       | Werksteinfassade und Tor des Mietshauses | 1896–1897 von Georg Burow |                                                                                         |
| 09096441 | Spandauer Damm 89 (Lage)                                                       | S-Bahnhof Westend | Empfangsgebäude, 1883–1884 von Kayser & v. Großheim |                                                                                         |
| 09096441 | Spandauer Damm 89 (Lage)                                                       | S-Bahnhof Westend | Bahnsteige C & B |                                                                                         |
| 09096441 | Spandauer Damm 89 (Lage)                                                       | S-Bahnhof Westend | Überführung und Eingangshalle |                                                                                         |
| 09096441 | Spandauer Damm 89 (Lage)                                                       | S-Bahnhof Westend | Stellwerk |                                                                                         |
| 09096444 | Steinplatz 1 Goethestraße 1 Hardenbergstraße 11 (Lage)                         | Farbwerke Hoechst, Büro- und Geschäftshaus (Hoechst-Haus) | 1954–1955 von Geber & Risse | Steinplatz 1                                                                            |
| 09096445 | Steinplatz 4 Uhlandstraße 197 (Lage)                                           | Mietshaus (später Hotel, dann Seniorenheim, seit 2013 wieder Hotel)                                                                                                   | 1906–1907 von August Endell | Hotel am Steinplatz                                                                     |
| 09096448 | Straße des 17. Juni (Lage)                                                     | Charlottenburger Tor | 1907–1908 von Bernhard Schaede; Umbau 1937 |                                                                                         |
| 09096448 | Straße des 17. Juni (Lage)                                                     | Charlottenburger Tor | Skulpturen, 1909 von Heinrich Baucke | Friedrich I. · Sophie Charlotte                                                         |
| 09096449 | Straße des 17. Juni 112 (Lage)                                                 | Deutscher Gemeindetag (seit 2004 eine Filiale vom Bundesamt für Bauwesen und Raumordnung im Ernst-Reuter-Haus), Verwaltungsgebäude                                    | 1938–1939 von Walter Schlempp; Umbau, 1952 von Erich Böckler |                                                                                         |
| 09096450 | Straße des 17. Juni 118 (Lage)                                                 | Oberversicherungsamt (seit den 1980er Jahren Institutsgebäude HdK) | 1910–1911 von Otto March | Charlottenburg Straße des 17. Juni 118                                                  |
| 09020081 | Straße des 17. Juni 124 (Lage)                                                 | Institut für Technische Chemie | Institutsgebäude, 1963–1968 von Willy Kreuer | Charlottenburg Straße des 17. Juni 118                                                  |
| 09020081 | Straße des 17. Juni 124 (Lage)                                                 | Institut für Technische Chemie | Großplastik, 1969–1970 von Friedrich Gräsel |                                                                                         |
| 09020534 | Straße des 17. Juni 152 (Lage)                                                 | Fakultät für Architektur der TU Berlin Bestandteil des Ensembles: Ernst-Reuter-Platz                                                                                  | 1966–1968 von Bernhard Hermkes und Hans Scharoun (siehe auch Gartendenkmal Straße des 17. Juni 152) |                                                                                         |
| 09096451 | Stuttgarter Platz (Lage)                                                       | Fern- und S-Bahnhof Charlottenburg | Personen- und Gepäcktunnel, 1881–1882 von Ernst Dircksen (siehe auch Gesamtanlage Stadtbahntrasse...) |                                                                                         |
| 09096451 | Stuttgarter Platz (Lage)                                                       | Fern- und S-Bahnhof Charlottenburg | Eingang Windscheidstraße mit Kartenschalter, 1905 von Wambsgans |                                                                                         |
| 09096451 | Stuttgarter Platz (Lage)                                                       | Fern- und S-Bahnhof Charlottenburg | Bahnsteigüberdachung (Fernbahnsteig B), 1906 von Korth, nach Typenentwurf von 1896 |                                                                                         |
| 09096451 | Stuttgarter Platz (Lage)                                                       | Fern- und S-Bahnhof Charlottenburg | Stationsgebäude, 1972–1975 von Günther Hönow |                                                                                         |
| 09096451 | Stuttgarter Platz (Lage)                                                       | Denkmalverlust: Bahnsteige | S-Bahnsteige wurden 2005 abgerissen und nach Osten versetzt |                                                                                         |
| 09096452 | Stuttgarter Platz 16 (Lage)                                                    | Mietshaus (Vestibül, Treppenhaus), Läden | 1893–1895 von Alfred Schrobsdorff | Stuttgarter Platz 16                                                                    |
| 09096452 | Stuttgarter Platz 16 (Lage)                                                    | Mietshaus (Vestibül, Treppenhaus), Läden | Vestibül & Treppenhaus |                                                                                         |
| 09096453 | Stuttgarter Platz 19 Windscheidstraße 20 (Lage)                                | Mietshaus | 1894–1895 von Alfred Schrobsdorff | Stuttgarter Platz 19                                                                    |
| 09096454 | Stuttgarter Platz 20 (Lage)                                                    | Mietshaus | 1904–1905 von Fritz Schmidt | Berlin-Charlottenburg Stuttgarter Platz 20                                              |
| 09096455 | Suarezstraße 15–17 (Lage)                                                      | Wilhelm-Weskamm-Haus, Studentenheim | 1955–1956 von Völker & Grosse |                                                                                         |
| 09096456 | Sybelstraße 2–4 (Lage)                                                         | ehem. Fürstin-Bismarck-Schule (seit den 1970er Jahren Sophie-Charlotte-Oberschule)                                                                                    | 1913–1916 von Walther Spickendorff |                                                                                         |
| 09096457 | Sybelstraße 20–21 (Lage)                                                       | 25. und 26. Gemeinde-Doppelschule | 1907–1909 von Walther Spickendorff und Heinrich Seeling |                                                                                         |
| 09096458 | Sybelstraße 26 (Lage)                                                          | Mietshaus | 1908–1909 von Erich Stöhr |                                                                                         |
| 09096459 | Sybelstraße 37–38 (Lage)                                                       | Mietshaus | 1909–1910 von Rudolf Krause |                                                                                         |
| 09096460 | Sybelstraße 39 (Lage)                                                          | Mietshaus | 1910 von Otto Schneidereit |                                                                                         |
| 09096462 | Tauentzienstraße 9 Budapester Straße 45 (Lage)                                 | Europa-Center, Büro- und Geschäftshaus Bestandteil des Ensembles: Breitscheidplatz                                                                                    | Hochhaus, 1963–1965 von Helmut Hentrich und Hubert Petschnigg (Hochhaus, Flachbau ohne spätere Umbauten) |                                                                                         |
| 09096462 | Tauentzienstraße 9 Budapester Straße 45 (Lage)                                 | Europa-Center, Büro- und Geschäftshaus Bestandteil des Ensembles: Breitscheidplatz                                                                                    | Flachbau |                                                                                         |
| 09096462 | Tauentzienstraße 9 Budapester Straße 45 (Lage)                                 | Europa-Center, Büro- und Geschäftshaus Bestandteil des Ensembles: Breitscheidplatz                                                                                    | Hotel Palace |                                                                                         |
| 09096462 | Tauentzienstraße 9 Budapester Straße 45 (Lage)                                 | Denkmalverlust: Kino | Royal Palast erbaut 1963–1965 von Helmut Hentrich, Hubert Petschnigg und Klaus Heese; 2006 abgerissen, Standort für Elektronikfachmarkt |                                                                                         |
| 09096463 | Tauentzienstraße 13 Rankestraße 36 (Lage)                                      | ehem. Deutsches Familienkaufhaus (DeFaKa; seit Beginn des 21. Jh. Büro- und Geschäftshaus, ohne spätere Um- und Anbauten) Bestandteil des Ensembles: Breitscheidplatz | 1955 von Paul Schwebes |                                                                                         |
| 09096465 | Tauentzienstraße 16 (Lage)                                                     | Büro- und Geschäftshaus | 1950 von Richard Ermisch und Ernst Runge; Aufstockung 1954–1955 von Seeger und Perfanoff |                                                                                         |
| 09096466 | Tauentzienstraße 18A Nürnberger Straße 12 (Lage)                               | Büro- und Geschäftshaus | 1954 von Ernst Runge |                                                                                         |
| 09096467 | Tegeler Weg 17–20 Herschelstraße 19 Osnabrücker Straße 11–15 (Lage)            | ehem. Landgericht III | 1901–1906 von Hermann Dernburg und Ernst Petersen; 1912–1915 Erweiterung (Herschelstraße) von Waldemar Pattri |                                                                                         |
| 09020663 | Thrasoltstraße 10 (Lage)                                                       | Mietshaus und Hofbebauung Bestandteil des Ensembles: Haubachstraße | 1867–1868 von Rudolph Zeitler und L. Zeitler |                                                                                         |
| 09020663 | Thrasoltstraße 10 (Lage)                                                       | Mietshaus und Hofbebauung Bestandteil des Ensembles: Haubachstraße | Hofgebäude |                                                                                         |
| 09020664 | Thrasoltstraße 15 (Lage)                                                       | Mietshaus Bestandteil des Ensembles: Haubachstraße | um 1870 |                                                                                         |
| 09020665 | Thrasoltstraße 17 (Lage)                                                       | Mietshaus, Läden Bestandteil des Ensembles: Haubachstraße | 1891–1892 von W. Schöltz |                                                                                         |
| 09020666 | Thrasoltstraße 25 (Lage)                                                       | Wohnhaus Bestandteil des Ensembles: Haubachstraße | um 1823; Umbau 1865 von L. Mertens |                                                                                         |
| 09096470 | Uhlandstraße 6 (Lage)                                                          | Villa Herter | 1899–1900 von Max Ravoth |                                                                                         |
| 09096471 | Uhlandstraße 20–25 (Lage)                                                      | Büro- und Geschäftshaus | 1957–1958 von Geber & Risse |                                                                                         |
| 09096472 | Uhlandstraße 171–174 (Lage)                                                    | Mietshaus | 1899–1900 von Engelbert Seibertz |                                                                                         |
| 09096473 | Uhlandstraße 175 (Lage)                                                        | Mietshaus | 1898–1899 von Adolph Mattheus |                                                                                         |
| 09096483 | Wielandstraße 9–9A (Lage)                                                      | Garagenanlage mit Durchfahrt | Durchfahrt, 1906–1907 von Max Ravoth |                                                                                         |
| 09096483 | Wielandstraße 9–9A (Lage)                                                      | Garagenanlage mit Durchfahrt | Garagenanlage |                                                                                         |
| 09096484 | Wielandstraße 13 (Lage)                                                        | Mietshaus | 1904–1905 von Paul Ueberholz |                                                                                         |
| 09096485 | Wielandstraße 26–26A (Lage)                                                    | Mietshaus | 1910 von Mohr & Weidner und Alexander Haase | Berlin-Charlottenburg Wielandstraße 26                                                  |
| 09096486 | Wielandstraße 27–28 (Lage)                                                     | Mietshaus | 1910 von Mohr & Weidner und Alexander Haase |                                                                                         |
| 09096487 | Wielandstraße 30–31 (Lage)                                                     | Mietshaus, Läden | 1907–1909 von Siegfried Ascher |                                                                                         |
| 09020667 | Wilmersdorfer Straße 9 (Lage)                                                  | Mietshaus Bestandteil des Ensembles: Haubachstraße | 1886–1887 von Ernst George |                                                                                         |
| 09020668 | Wilmersdorfer Straße 15 (Lage)                                                 | Mietshaus Bestandteil des Ensembles: Haubachstraße | 1913–1914 von George Nicolas |                                                                                         |
| 09020669 | Wilmersdorfer Straße 17 Haubachstraße 14 (Lage)                                | Mietshaus, Läden Bestandteil des Ensembles: Haubachstraße | vor 1819; Umbau 1879–1880 von Ernst Gerhardt |                                                                                         |
| 09020670 | Wilmersdorfer Straße 19 (Lage)                                                 | Mietshaus Bestandteil des Ensembles: Haubachstraße | 1896–1897 von Alfred Schrobsdorff |                                                                                         |
| 09020670 | Wilmersdorfer Straße 19 (Lage)                                                 | Mietshaus Bestandteil des Ensembles: Haubachstraße | Quergebäude und Stall, 1882–1883 von Wilhelm Schöltz |                                                                                         |
| 09020671 | Wilmersdorfer Straße 23 (Lage)                                                 | Mietshaus, Läden Bestandteil des Ensembles: Haubachstraße | 1891–1892 |                                                                                         |
| 09096488 | Wilmersdorfer Straße 39 (Lage)                                                 | Heliowatt AG, Verwaltungsgebäude | 1956–1957 von Siegfried Fehr |                                                                                         |
| 09096489 | Wilmersdorfer Straße 58 (Lage)                                                 | Stiller, Geschäftshaus | 1955–1957 von Hans Simon | Berlin-Charlottenburg Wilmersdorfer Straße 58                                           |
| 09020834 | Wilmersdorfer Straße 72 Mommsenstraße 30 (Lage)                                | Mietshaus, Läden Bestandteil des Ensembles: Wilmersdorfer Straße | 1895–1896 von H. Rauhut | Berlin-Charlottenburg Wilmersdorfer Straße 72                                           |
| 09096490 | Wilmersdorfer Straße 73 Mommsenstraße 44 (Lage)                                | Herrenkonfektionshaus Mientus, Geschäftshaus | 1957–1958 von Walter Labes; Umbau 1976–1978, Planungsgruppe H 3 | Berlin-Charlottenburg Wilmersdorfer Straße 73                                           |
| 09096491 | Wilmersdorfer Straße 102–103 Mommsenstraße 29 (Lage)                           | Wohn- und Geschäftshaus, ehemaliges Einrichtungshaus Gründel; Laden                                                                                                   | 1947 von Max Taut und Franz Hoffmann; Wiederaufbau 1949–1951 von Hermann Dorr | Berlin-Charlottenburg Wilmersdorfer Straße 102–103                                      |
| 09096492 | Wilmersdorfer Straße 112 Kantstraße 56A (Lage)                                 | Geschäftshaus | 1951 von Erich Jahnke, Wolfram Vogel und Gisela Kammann-Jahnke | Schuhhaus Leiser                                                                        |
| 09096494 | Wilmersdorfer Straße 149 (Lage)                                                | Mietshaus, Läden | 1893–1894 von Alfred Schrobsdorff; Umbau 1912 von Gericke & Welter G.m.b.H. | Gaststätte Wilhelm Hoeck                                                                |
| 09096494 | Wilmersdorfer Straße 149 (Lage)                                                | Mietshaus, Läden | Gaststätte, Inneneinrichtung, um 1912 |                                                                                         |
| 09096495 | Windscheidstraße 1 (Lage)                                                      | Mietshaus | um 1905 |                                                                                         |
| 09096496 | Windscheidstraße 12 (Lage)                                                     | Mietshaus, Läden | 1908–1909 von Ernst Schrader |                                                                                         |
| 09096497 | Windscheidstraße 15 (Lage)                                                     | Mietshaus | um 1894 |                                                                                         |
| 09096498 | Windscheidstraße 22 (Lage)                                                     | Mietshaus (Vestibül, Treppenhaus, Durchfahrt) | Durchfahrt, 1902–1903 von Albert Bühring |                                                                                         |
| 09096498 | Windscheidstraße 22 (Lage)                                                     | Mietshaus (Vestibül, Treppenhaus, Durchfahrt) | Vestibül & Treppenhaus |                                                                                         |
| 09096499 | Windscheidstraße 23 (Lage)                                                     | Mietshaus (Vestibül) | 1902–1903 von Albert Bühring |                                                                                         |
| 09096500 | Witzlebenplatz 1–2 Witzlebenstraße 4–7 (Lage)                                  | ehem. Reichsmilitärgericht, Gerichts- und Wohngebäude mit Vorgarten                                                                                                   | Gerichtsgebäude, 1908–1910 von Kayser & v. Großheim |                                                                                         |
| 09096500 | Witzlebenplatz 1–2 Witzlebenstraße 4–7 (Lage)                                  | ehem. Reichsmilitärgericht, Gerichts- und Wohngebäude mit Vorgarten                                                                                                   | Wohngebäude mit Vorgarten, 1908–1910 von Kayser & v. Großheim |                                                                                         |
| 09096500 | Witzlebenplatz 1–2 Witzlebenstraße 4–7 (Lage)                                  | Denkmalverlust: | Seitenflügel, Hofgebäude und Türmchen, 2005–2006 abgerissen |                                                                                         |
| 09096501 | Witzlebenplatz 4–5 (Lage)                                                      | Haus Witzleben, Mietshaus | 1909–1910 von Georg Pinette |                                                                                         |
| 09096502 | Witzlebenstraße 34–35 (Lage)                                                   | ehem. 21. und 22. Gemeinde-Doppelschule | 1903–1904 von Rudolf Walter |                                                                                         |
| 09020837 | Wulfsheinstraße 6 (Lage)                                                       | Wohnhaus Bestandteil des Ensembles: Wulfsheinstraße | 1823; Umbau 1955 |                                                                                         |
| 09020838 | Wulfsheinstraße 8 (Lage)                                                       | Mietshaus Bestandteil des Ensembles: Wulfsheinstraße | 1869–1870 von Rudolph Zeitler |                                                                                         |
| 09020843 | Wundtstraße 5 Knobelsdorffstraße 13 (Lage)                                     | Mietshaus, Läden Bestandteil des Ensembles: Wundtstraße | 1909–1910 von Franz Roeseler |                                                                                         |
| 09096505 | Wundtstraße 39 (Lage)                                                          | Wohnhaus (Parkwächterhaus) | 1924–1925 von Rudolf Walter (siehe auch Gartendenkmal Lietzenseeufer) |                                                                                         |
| 09096506 | Wundtstraße 58/60 Riehlstraße 10 (Lage)                                        | Mietshaus, Läden | 1928–1929 von Curt Leschnitzer |                                                                                         |
| 09096507 | Zauritzweg 15 (Lage)                                                           | Gleichrichterwerk Charlottenburg | 1922 von Klingenberg und Issel; Anbau 1979 von Helge Pitz | Berlin-Charlottenburg Zauritzstraße Gleichrichterwerk Charlottenburg                    |
| 09096510 | Zillestraße 71 (Lage)                                                          | Mietshaus, Läden | 1895–1896 von Hermann Günther und F. Langner | Berlin-Charlottenburg Zillestraße 71Eintrag 09040510 in der Berliner Landesdenkmalliste |

## Gartendenkmale
| Nr.                | Lage                                                                                     | Offizielle Bezeichnung                                                                              | Beschreibung | Bild                                              |
| ------------------ | ---------------------------------------------------------------------------------------- | --------------------------------------------------------------------------------------------------- | --- | ------------------------------------------------- |
| 09046319           | Alt-Lietzow (Lage)                                                                       | Stadtplatz                                                                                          | angelegt 1821–1824, Neugestaltung 1900 von Ludwig Neßler |                                                   |
| 09046319           | Alt-Lietzow (Lage)                                                                       | Stadtplatz                                                                                          | Gefallenendenkmal, 1873–1875 von Hubert Stier und Albert Wolff |                                                   |
| 09046319           | Alt-Lietzow (Lage)                                                                       | Stadtplatz                                                                                          | Gasleuchte |                                                   |
| 09097898 (11/2024) | Charlottenburger Ufer 2–5 Eosanderstraße 14/16, 17 Lohmeyerstraße 18 (Lage)              | Gartenhof                                                                                           | 1988 von Regina Poly |                                                   |
| 09046324           | Ernst-Reuter-Platz (Lage)                                                                | Stadtplatz mit Brunnenanlage Bestandteil des Ensembles: Ernst-Reuter-Platz                          | 1959–1960 von Werner Düttmann |                                                   |
| 09046324           | Ernst-Reuter-Platz (Lage)                                                                | Stadtplatz mit Brunnenanlage Bestandteil des Ensembles: Ernst-Reuter-Platz                          | Brunnenanlage |                                                   |
| 09046325           | Fasanenstraße 13 (Lage)                                                                  | Innenhof                                                                                            | 1890 (siehe auch Baudenkmal Fasanenstraße 13) |                                                   |
| 09046326           | Fasanenstraße 23 (Lage)                                                                  | Villengarten (Literaturhaus Berlin) Bestandteil des Ensembles: Fasanenstraße                        | 1890, 1987 wiederhergestellt (siehe auch Baudenkmal Fasanenstraße 23) | Berlin-Charlottenburg Fasanenstraße Literaturhaus |
| 09046327           | Fasanenstraße 24 (Lage)                                                                  | Villengarten Bestandteil des Ensembles: Fasanenstraße                                               | 1871, 1987 wiederhergestellt | Berlin-Charlottenburg Fasanenstraße Literaturhaus |
| 09046328           | Fasanenstraße 25 (Lage)                                                                  | Villengarten Bestandteil des Ensembles: Fasanenstraße                                               | 1892, 1987 wiederhergestellt (siehe auch Baudenkmal Fasanenstraße 25) |                                                   |
| 09046329           | Gervinusstraße 20A–B (Lage)                                                              | Gartenhof                                                                                           | 1912 (siehe auch Baudenkmal Gervinusstraße 20A–B) |                                                   |
| 09046330           | Goslarer Platz (Lage)                                                                    | Stadtplatz                                                                                          | 1911–1912 von Leo Heerwagen und Erwin Barth |                                                   |
| 09046339           | Kaiserdamm 98 (Lage)                                                                     | Innenhof                                                                                            | 1910 Riehlstraße 19 |                                                   |
| 09046338           | Kaiser-Friedrich-Straße 66–67 Goethepark 8–19 (Lage)                                     | Gartenhöfe                                                                                          | 1902–1903 (siehe auch Gesamtanlage Kaiser-Friedrich-Straße 66–67) |                                                   |
| 09046342           | Kuno-Fischer-Platz (Lage)                                                                | Grünanlage                                                                                          | 1912–1913 von Heinrich Seeling und Erwin Barth, 1928–1930 Umgestaltung von Felix Buch | Kuno-Fischer-Platz                                |
| 09046343           | Kurfürstendamm 193–194 Lietzenburger Straße 104/106 (Lage)                               | Gartenanlage im Hof II des ehem. Haus Cumberland                                                    | 1912 von Wilhelm Luserke (siehe auch Baudenkmal Kurfürstendamm 193–94) |                                                   |
| 09046344           | Lietzenseeufer Dernburgstraße Herbartstraße Kantstraße Witzlebenplatz Wundtstraße (Lage) | Lietzenseepark mit ehem. Dernburgplatz und Witzlebenplatz Bestandteil des Ensembles: Dernburgstraße | Stadtpark, 1824, Umgestaltung 1905–1906 von Georg Toebelmann, August Brettschneider, Rudolf Walter und vermutlich Ludwig Neßler, Umgestaltung Lietzenseepark und Witzlebenplatz von Erwin Barth(siehe auch Baudenkmal Wundtstraße 39) | Kaskaden am Dernburgplatz                         |
| 09046344           | Lietzenseeufer Dernburgstraße Herbartstraße Kantstraße Witzlebenplatz Wundtstraße (Lage) | Lietzenseepark mit ehem. Dernburgplatz und Witzlebenplatz Bestandteil des Ensembles: Dernburgstraße | Kaskadenanlagen, 1912–1913 von Erwin Barth und Heinrich Seeling | Kaskaden am Dernburgplatz                         |
| 09046344           | Lietzenseeufer Dernburgstraße Herbartstraße Kantstraße Witzlebenplatz Wundtstraße (Lage) | Lietzenseepark mit ehem. Dernburgplatz und Witzlebenplatz Bestandteil des Ensembles: Dernburgstraße | Gasleuchten |                                                   |
| 09075002           | Los-Angeles-Platz (Lage)                                                                 | Stadtplatz                                                                                          | 1982 von Hannelore Kossel, Urs Müller und Thomas Rhode | Los Angeles Platz                                 |
| 09046348           | Mierendorffplatz (Lage)                                                                  | Stadtplatz                                                                                          | 1912–1913 von Erwin Barth, wiederhergestellt 1950–1951 und 1979 |                                                   |
| 09046349           | Mommsenstraße 3 (Lage)                                                                   | Innenhof                                                                                            | 1897–1898, 1990–1991 wiederhergestellt |                                                   |
| 09046350           | Mommsenstraße 6 (Lage)                                                                   | Innenhof                                                                                            | 1903–1904 von Albert Gessner, 1988 wiederhergestellt (siehe auch Baudenkmal Mommsenstraße 6) |                                                   |
| 09046351           | Mommsenstraße 27 (Lage)                                                                  | Innenhof                                                                                            | 1906 |                                                   |
| 09046352           | Niebuhrstraße 57 (Lage)                                                                  | Innenhof                                                                                            | 1911 von Georg Jacobowitz |                                                   |
| 09046605           | Niebuhrstraße 58 (Lage)                                                                  | Innenhof                                                                                            | 1911 von Georg Jacobowitz |                                                   |
| 09046358           | Savignyplatz (Lage)                                                                      | Stadtplatz                                                                                          | 1894–1895, Umgestaltungen 1926–1927 von Erwin Barth und 1950–1951 von Joachim Kaiser, 1984–1987 wiederhergestellt |                                                   |
| 09046359           | Schloßstraße (Lage)                                                                      | Allee Bestandteil des Ensembles: Schloßstraße                                                       | 1697, Umgestaltungen 1841–1842 von Peter Joseph Lenné und 1885–1886 von Hermann Mächtig und Mitte der 1950er Jahre | Berlin-Charlottenburg Schloßstraße Promenade      |
| 09046359           | Schloßstraße (Lage)                                                                      | Allee Bestandteil des Ensembles: Schloßstraße                                                       | Denkmal Prinz Albrecht von Preußen, 1901 von Eugen Boermel und Conrad Freyberg | Denkmal                                           |
| 09046360           | Schustehrusstraße Otto-Grüneberg-Weg Hebbelstraße (Lage)                                 | Schustehruspark                                                                                     | Anfang 19. Jh., Umgestaltung 1914 von Erwin Barth, Erweiterung und Wiederherstellung 1947–1948 von Walter Hilzheimer | Schustehruspark                                   |
| 09046361           | Sophie-Charlotten-Straße 115–115D Heubnerweg 1/3D Mollwitzstraße 11–13 (Lage)            | Krankenhausgarten des Klinikums Charlottenburg (Max-Bürger-Krankenhaus)                             | (siehe auch Gesamtanlage ehem. Städtisches Bürgerhaus-Hospital & Max-Bürger-Krankenhaus) |                                                   |
| 09046362           | Spandauer Damm 10, 20/22 (Lage)                                                          | Schlosspark Charlottenburg                                                                          | 1697 von Siméon Godeau, Erweiterungen nach 1705 und 1952; Neugestaltungen 1788 von Johann August Eyserbeck, seit 1802 von Georg Steiner, nach 1819 von Peter Joseph Lenné, nach 1950–1967 von Margarethe Kühn, Walter Hilzheimer, Joachim Kaiser u. a., Wiederherstellungs- und Restaurierungsmaßnahmen seit 1950 (siehe auch Gesamtanlage Spandauer Damm 10...) |                                                   |
| 09046362           | Spandauer Damm 10, 20/22 (Lage)                                                          | Schlosspark Charlottenburg                                                                          | Parterre 1952 und 1958 |                                                   |
| 09046362           | Spandauer Damm 10, 20/22 (Lage)                                                          | Schlosspark Charlottenburg                                                                          | Vorgarten 1951–1960 |                                                   |
| 09046362           | Spandauer Damm 10, 20/22 (Lage)                                                          | Schlosspark Charlottenburg                                                                          | Orangengarten 1956 |                                                   |
| 09046365           | Straße des 17. Juni 152 Marchstraße (Lage)                                               | Tiefgarten und Außenanlagen der Architekturfakultätsgebäude der TU Berlin                           | 1970–1971 von Herta Hammerbacher (siehe auch Baudenkmal Straße des 17. Juni 152) |                                                   |
| 09046367           | Wundtstraße 40/42 (Lage)                                                                 | Hofanlage                                                                                           | um 1930 |                                                   |

## Ehemalige Denkmale
| Nr.       | Lage                                            | Offizielle Bezeichnung                                                                             | Beschreibung | Bild |
| --------- | ----------------------------------------------- | -------------------------------------------------------------------------------------------------- | --- | ---- |
| unbekannt | Franklinstraße 24 (Lage)                        | Coca-Cola – Verwaltungsgebäude                                                                     | 1952–1953 von Hans Simon, Erweiterungen 1956–1957 und 1968–1970 von Hans Simon; bis 1993 betrieben, 1997 abgebrannt, nun ein Platz für Autohaus |      |
| 09096156  | Franklinstraße 25 (Lage)                        | Sauerstoffumfüllwerk                                                                               | 1953–1954 von Walter Semmer, Aberkennung 2019 |      |
| 09096178  | Goslarer Platz Kaiserin-Augusta-Allee (Lage)    | Toilettenhäuschen                                                                                  | um 1895; 2002 zur Restauration abgetragen, seitdem nicht mehr wiederaufgestellt; für Rekonstruktion der Bedürfnisanstalt am Rüdesheimer Platz benutzt |      |
| 09040516  | Kurfürstendamm 11 Kantstraße 1 (Lage)           | Schimmelpfeng-Haus, Büro- und Geschäftshaus Ehemaliger Bestandteil des Ensembles: Breitscheidplatz | 1957–1960 von Sobotka und Gustav Müller 2009 wurde der nördliche und der Brücken-Teil des Gebäudes abgerissen, um Platz für das Zoofenster-Hochhaus zu schaffen. Der noch verbliebene südliche Teil zwischen Kurfürstendamm und Kantstraße wurde zwischen Dezember 2012 und Februar 2013 abgerissen. Hier soll neben dem Zoofenster ein weiteres Hochhaus (Upper West) entstehen. |      |
| 09096283  | Kurfürstendamm 12 (Lage)                        | Gloria-Palast, Geschäftshaus, Kinofoyer Ehemaliger Bestandteil des Ensembles: Breitscheidplatz     | 1952–1953 von Siegfried Fehr und Gerhard Jäckel, 2019 abgerissen |      |
| unbekannt | Kurfürstendamm 38–39 Knesebeckstraße 66 (Lage)  | VW-Pavillon                                                                                        | 1954 von Hans Simon; 2003 erfolgte Abriss; Pavillon war Drehort für Szene im Film Der Himmel über Berlin |      |
| unbekannt | Kurfürstendamm 202 Knesebeckstraße 38–49 (Lage) | Geschäfts- und Appartementhaus                                                                     | 1965–1967 von Schwebes und Schoszberger; Denkmalstatus nach 2002 aberkannt; wird seitdem als Hotel genutzt |      |
| 09096403  | Rönnestraße (Lage)                              | Stellwerk Chab                                                                                     | 1927–1928 von Richard Brademann (siehe auch Gesamtanlage Stadtbahntrasse...) |      |
| 09096433  | Sömmeringstraße 20/22 (Lage)                    | Teil einer Wohnanlage                                                                              | 1918–1920 von Hans Winterstein und Paul Weingärtner, zeitweise genutzt zur Unterbringung von Asylbewerbern, nach einem Eigentümerwechsel im Jahr 2007 ließ die neue Eigentümerin die Gebäude wegen ihres schlechten Zustands 2008 abreißen. Ab dem Sommer 2010 wurden an dieser Stelle neun Häuser mit Eigentumswohnungen gebaut.                                                 |      |
| 09096464  | Tauentzienstraße 14 (Lage)                      | Mietshaus & Läden                                                                                  | 1893–1895 von Alfred Messel, nach Brand Umbau 1950 von Hans Simon |      |
| unbekannt | Wilmersdorfer Straße 118 (Lage)                 | ehem. Kaufhaus Adolf Jandorf & Co.                                                                 | 1911–1913 von Hart & Lesser, 1948–1955 Umbau von Max Taut und Franz Hoffmann, 1953 und 1963–1966 Erweiterungen und Umbau von Hans Soll; nach 2001 Denkmalstatus aberkannt |      |